# Bunuri mobile din domeniul istorie clasate în patrimoniul cultural național al României aflate în municipiul București (fond)
Acestă listă conține bunurile mobile din domeniul istorie clasate în Patrimoniul cultural național al României aflate la momentul clasării în municipiul București.
| Foto | Informații generale | Detalii tehnice | Descriere | Deținător                                               | Legături |
| ---- | --- | --- | --- | ------------------------------------------------------- | -------- |
|      | Yehudi Menuhin și Ghitla Mendel Schapira, pianistă din Galați, colaboratoare a lui George Enescu | Datare: 1946 Dimensiuni: L: 11,8 cm; La: 8,2 cm Material: hârtie fotografică; fotografiere; cerneală; însemnare olografă | În fotografie apar Yehudi Menuhin și Ghitla Mendel Schapira, pianistă din Galați, colaboratoare a lui George Enescu. Pe verso este trecut cu cerneală roșie și neagră „Yehudi Menuhin și Ghitla Mendel Schapira concertând la Giulești, 1946‟ iar cu cerneală albastră numărul de inventar M.N.G.E. nr. inv. 5506. Yehudi Menuhin (1916-1999), violonist și dirijor american, născut într-o familie de evrei din Belarus, este considerat unui dintre cei mai mari violoniști ai secolului XX. Yehudi Menuhin a fost un apropiat al compozitorului George Enescu sub a cărui tutelă a realizat numeroase înregistrări. | Muzeul Național „George Enescu”, București              | Cimec    |
|      | George Enescu, Yehudi Menuhin și David Oistrah | Datare: 1958 Dimensiuni: L: 13,4 cm; La: 8,9 cm Material: hârtie fotografică; fotografiere; creion; însemnare olografă | În fotografie se regăsesc George Georgescu, Yehudi Menuhin și David Oistrah. Fotografia este realizată în 1958, în cadrul primei ediții a Festivalului Internațional „George Enescu”, cei trei susținând un concert împreună. Pe verso este trecut în creion, de mână „Fotografie: (de la stânga la dreapta) David Oistrah, Yehudi Menuhin, George Georgescu, 1958. Donație Dr. Ionescu Nicolae Decembrie 2009.‟ iar cu cerneală albastră numărul de inventar M.N.G.E. nr. inv. 5509. Yehudi Menuhin (1916 – 1999), violonist și dirijor american, născut într-o familie de evrei din Belarus, este considerat unui dintre cei mai mari violoniști ai secolului al XX-lea. Yehudi Menuhin a fost un apropiat al compozitorului George Enescu sub a cărui tutelă a realizat numeroase înregistrări. David Fiodorovici Oistrah (1908 - 1974) a fost un violonist, violist și dirijor rus, evreu de origine. A rămas în lumea muzicală ca unul din cei mai mari violoniști ai secolului XX. | Muzeul Național „George Enescu”, București              | Cimec    |
|      | Tenorul Tito Schipa | Dimensiuni: L: 13,9 cm; La: 8,9 cm Material: hârtie fotografică; fotografiere; cerneală; însemnare olografă | În fotografie este reprezentat tenorul Tito Schipa, semiprofil stânga. În partea inferioară a fotografiei se regăsește autograful acestuia. Pe verso este trecut cu cerneală albastră „M.N.G.E. nr. inv. 5510‟. Raffaele Attilio Amedeo Schipa (1888-1965), tenor italian, considerat unul dintre cei mai reprezentativi tenori ai secolului XX. | Muzeul Național „George Enescu”, București              | Cimec    |
|      | Clara Haskil | Datare: aprilie 1959 Școală: Fotografie de studio: „Lotte Meitner-Graf‟, Londra Dimensiuni: L: 14,9 cm; La: 10,3 cm Material: hârtie fotografică; fotografiere; carton; cerneală; însemnare olografă                                                            | În fotografie este reprezentată Clara Haskil, la vârsta senectuții. Pe verso este scris de mână cu cerneală albastră „Clara avril 959‟ iar cu cerneală albastră numărul de inventar „M.N.G.E. nr. inv. 5514‟. Clara Haskil (1895-1960), pianistă română, recunoscută pentru interpretarea repertoriului muzicii clasice și romantice, fiind considerată cea mai bună interpretă din epocă a creațiilor lui Wolfgang Amadeus Mozart. | Muzeul Național „George Enescu”, București              | Cimec    |
|      | Două tinere (una dintre acestea fiind eleva compozitorului George Enescu) | Școală: A. Liebert et Fils 6 rue de Londres / Paris Dimensiuni: L: 21,8 cm; La: 16,2 cm; Carton: 24,8 x 17,4 cm Material: hârtie fotografică; fotografiere; carton; cerneală; însemnare olografă                                                                | În fotografie sunt reprezentate două tinere (una dintre acestea fiind eleva compozitorului George Enescu) în ținută specifică începutului de secol al XX-lea. În partea stângă jos se observă următoarea însemnare: „À mon maître son indigne élève Alessandra 12 (ans)‟ iar în colțul din dreapta „M. Aimée‟. Pe carton este imprimată sigla studioului foto: „A. Liebert et Fils 6 rue de Londres / Paris‟. Pe verso este prezentă în colțul din dreapta jos ștampila rotundă cu cerneală albastră „Muzeul George Enescu. București‟ iar cu cerneală albastră apare și numărul de inventar M.N.G.E. 5600. | Muzeul Național „George Enescu”, București              | Cimec    |
|      | Tânără admiratoare a compozitorului George Enescu | Datare: 9 mai 1906 Școală: Gerscheh / Paris Dimensiuni: L: 21 cm; La: 15,1 cm; Carton: 25 x 17,4 cm Material: hârtie fotografică; fotografiere; carton; cerneală; însemnare olografă                                                                            | În fotografie este reprezentată o tânără admiratoare a compozitorului George Enescu, în ținută specifică începutului de secol XX. În partea de jos se regăsește scris cu cerneală neagră: „À Georges Enesco en souvenir de la grande et belle emotion que sa simphonie en mi b m'a fait ressentir / M.L. Bitter / 9 mai 1906”. Se regăsește și sigla studioului: „Gerscheh / Paris”, cu adresa „BOUL. DES CAPUCINES PARIS EN FACE LE GRAND-HÔTEL‟ Pe verso este scris cu cerneală roșie „Donație Dna Enescu - Decizia no 801 - 5.III.1959 - Ev. Lei 50‟ iar cu cerneală albastră în colțul din dreapta jos apare numărul de inventar M.N.G.E. - 5601. În colțul din dreapta sus apare ștampila cu cerneală roșie „MUZEUL GEORGE ENESCU. BUCUREȘTI‟. | Muzeul Național „George Enescu”, București              | Cimec    |
|      | Prieten și admirator al compozitorului George Enescu | Datare: 1904 Școală: Studioul fotografic „Boyer” Dimensiuni: L: 13,4 cm; La: 9,3 cm; Carton: 20,4 x 15 cm Material: hârtie fotografică; fotografiere sepia; carton; cerneală; însemnare olografă                                                                | În fotografie este înfățișat un prieten și admirator al compozitorului George Enescu, în ținută specifică începutului de secol XX. Pe verso, se regăsește o însemnare în limba franceză cu cerneală neagră: „À mon ami Enesco en reconnaissance des beaux concerts qu'il a fait entendre au plus ignorant des amis qui l'applaudissent / mai 1909 mais la photo est de 1904 !‟. În colțul din dreapta al fotografiei se observă denumirea studioului fotografic „Boyer‟ din Paris. În partea stângă este imprimat „35.B.D DES CAPUCINES. PARIS.‟ Pe verso, în colțul din stânga jos apare ștampila rotundă cu cerneală de culoare albastră „MUZEUL GEORGE ENESCU. BUCUREȘTI‟ iar cu cerneală albastră numărul de inventar „M.N.G.E. 5603‟. În creion apare numărul vechi de inventar „inv. 2301‟. | Muzeul Național „George Enescu”, București              | Cimec    |
|      | Joseph White, prieten al compozitorului George Enescu | Datare: 8 iulie 1896 Școală: Jules Lavier, Paris Dimensiuni: L: 15,9 cm; La: 10 cm; Carton: 16,4 x 10,8 cm Material: hârtie fotografică; fotografiere sepia; carton; cerneală; însemnare olografă                                                               | În fotografie este înfățișat Joseph White, violist, compozitor și profesor la Conservatorul din Paris. Dedicație cu cerneală neagră pe latura de jos: „À mon jeune ami Enesco/ souvenir de son professeur intérimaire au Conservatoire/ Joseph White/ Paris, 8 juillet 1896”. „Compozitor născut la Matanzas, în Cuba‟. Pe verso este imprimată adresa atelierului: „Maison fondée en 1876/ Photographie de la Croix Rouge/ Jules Lavier/ 23 Rue du Vieux Colombier/ Paris/ SPÉCIALITÉ DE PORTRAITS D’ENFANTS/ REPRODUCTIONS EN TOUS GENRES/AGRANDISSEMENTS DE TOUTES DIMENSIONS/ Tous les Clichés sont conservés/ L&D PARIS‟. Pe verso este trecut în cerneală albastră, stânga sus „M.N.G.E. 5637‟ iar cu cerneală albastră în colțul din dreapta sus numărul vechi de inventar „Nr. inv. 3413‟. Se observă și o ștampilă de formă dreptunghiulară „Donația Romeo Drăghici‟ iar în partea centrală, dreaptă ștampila rotundă a muzeului. | Muzeul Național „George Enescu”, București              | Cimec    |
|      | Sculptorul Ion C. Dimitriu-Bârlad, alături de bustul compozitorului George Enescu | Datare: 1919 Școală: Foto Rembrandt Iassy Dimensiuni: L: 13,7 cm; La: 8,7 cm Material: hârtie fotografică; fotografiere; cerneală; însemnare olografă | În fotografia tip carte poștală apare sculptorul Ion C. Dimitriu-Bârlad în dreapta alături de bustul compozitorului George Enescu, în partea stângă. În partea inferioară este consemnat cu cerneală neagră textul: „Maestrul George Enescu de sculptorul Dimitriu Bârlad/ Iași (1)919‟. Pe verso ștampila studioului: „Foto Rembrandt Iassy‟ și inscripția autografă cu creion: „Cu dragoste Dimitriu-Bârlad Dlui Max Beres‟. În partea superioară este scris cu cerneală neagră și albastră „COLECȚIE ANGELA CERCHEZ DE LA DOMNUL PETRE OPREA‟ iar în colțul din stânga jos, cu cerneală albastră este trecut numărul de inventar M.N.G.E. 5647. Sculptorul Ion C. Dimitriu-Bârlad (1890-1964), s-a afirmat ca autor al unor de monumente ale eroilor din Primul Război Mondial, dar și prin realizarea a numeroase busturi dedicate unor personalități ale vieții publice, ale științei și culturii românești: Regele Ferdinand, Regina Maria, Titu Maiorescu, Vasile Pârvan, Dimitrie Brândză, doctorul neurolog Gheorghe Marinescu, Generalul Ion Dragalina - 1920, Ion Creangă, Ion Manu, Mihai Eminescu - 1930, Mihai Viteazul, Nicolae Bălcescu, Nicolae Leonard, Nicolae Gane. | Muzeul Național „George Enescu”, București              | Cimec    |
|      | Poetul breton Théodore Botrel cu soția, admiratori ai compozitorului George Enescu | Școală: Studio fotografic „Antoine Bonnesoeur” Dimensiuni: L: 14,6 cm; La: 7,4 cm; Carton: 17,1 x 9,6 cm Material: hârtie fotografică; fotografiere; cerneală; însemnare olografă                                                                               | În fotografie sunt reprezentați pe treptele unei case, poetul Théodore Botrel (1868-1925) și soția sa, în costume bretone. Pe latura de jos, este scris cu cerneală neagră: „Au deja grand compositeur Georges Enesco/ en souvenir de son admiration/ sincère, le petit poète breton Théodore Botrel”. În colțul din partea stângă jos este imprimat studioul foto: „A. Bonnesoeur” (Antoine Bonnesoeur). Formatul fotografiei este cu colțul stânga decupat. În colțul din stânga sus, pe suprafața fotografiei, este aplicată ștampila rotundă cu cerneală albastră a muzeului. Pe verso este trecut cu cerneală albastră numărul de inventar „M.N.G.E. 5650‟. | Muzeul Național „George Enescu”, București              | Cimec    |
|      | Compozitorul George Enescu, violonistul Yehudi Menuhin și muzicologul Emanoil Ciomac | Dimensiuni: 17,4 x 11,3 cm (inclusiv marginea de culoare albă: 6 cm) Material: hârtie fotografică; fotografiere | În fotografie sunt înfățișați de la stânga la dreapta George Enescu, Yehudi Menuhin și Emanoil Ciomac în mijlocul unor admiratori. Yehudi Menuhin (1916-1999), violonist și dirijor american, născut într-o familie de evrei din Belarus, este considerat unui dintre cei mai mari violoniști ai secolului al XX-lea. Yehudi Menuhin a fost un apropiat al compozitorului George Enescu sub a cărui tutelă a realizat numeroase înregistrări. Emanoil Ciomac (1890-1962), jurist, scriitor, poet, eseist, cronicar, critic muzical și muzicolog român. A tradus libretul operei „Oedip‟, traducere considerată de George Enescu ca fiind singura valabilă. Între anii 1945-1947 a fost director al Filarmonicii care poartă numele lui George Enescu începând cu 1955. | Muzeul Național „George Enescu”, București              | Cimec    |
|      | Compozitorul George Enescu, violonistul Yehudi Menuhin și muzicologul Emanoil Ciomac | Dimensiuni: 17,6 x 12,1 cm (inclusiv marginea de culoare albă: 4,8 cm) Material: hârtie fotografică; fotografiere | În fotografie se regăsesc George Enescu, Yehudi Menuhin și Emanoil Ciomac. George Enescu stă pe scaun, Yehudi Menuhin și Emanoil Ciomac stând în picioare. Pe porțiunea albă din partea inferioară a fotografiei apare textul olograf: „Instantaneu cu Yehudi Menuhin, Enescu, Em. Ciomag‟. Yehudi Menuhin (1916-1999), violonist și dirijor american, născut într-o familie de evrei din Belarus, este considerat unui dintre cei mai mari violoniști ai secolului al XX-lea. Yehudi Menuhin a fost un apropiat al compozitorului George Enescu sub a cărui tutelă a realizat numeroase înregistrări. Emanoil Ciomac (1890-1962), jurist,scriitor,poet, eseist, cronicar, critic muzical și muzicolog român. A tradus libretul operei „Oedip‟, traducere considerată de George Enescu ca fiind singura valabilă. Între anii 1945-1947 a fost director al Filarmonicii „George Enescu‟ din București. | Muzeul Național „George Enescu”, București              | Cimec    |
|      | Kun Arpad, tânăr cu vioara | Datare: 1906 Școală: S. Zacharias Dimensiuni: 13,8 x 9,9 cm.; carton: 16,5 x 10,6 cm Material: hârtie fotografică; fotografiere sepia | În fotografie un tânăr îmbrăcat în costum de marinar cu vioara și arcușul în mâna stângă. Mâna dreaptă se sprijină pe o coroană cu panglici. În partea dreaptă sus apare dedicația cu textul: „À monsieur le grand Enesco de son humble serviteur Kun Arpad/ 1906”. Pe verso este imprimat: „S. Zacharias/ BERLIN, W./ Steglitzer-Str. 61 an der Potsdamer-Str”. Este trecut în creion „inv. 2301‟ iar cu cerneală albastră numărul de inventar M.N.G.E. 5602. Kun Arpad (1894 - data necunoscută a decesului), violonist maghiar, considerat un „băiat minune‟ în epocă, s-a născut la Budapesta. La vârsta de 9 ani, în anul 1903, Kun Arpad a efectuat un turneu în Statele Unite ale Americii care a început cu un concert la Madison Square Garden din New York. | Muzeul Național „George Enescu”, București              | Cimec    |
|      | Pianistul Carl Rudolf Hermann Friedberg (1872-1955) | Dimensiuni: 23,7 x 17,8 cm Material: hârtie fotografică; fotografiere | În fotografie apare Carl Rudolf Hermann Friedberg. Portretul unui bărbat tânăr, văzut din față, cu părul mai lung pieptănat cu cărare pe partea stângă. Colțul dreapta sus rupt, îndoituri, ruptură pe latura dreaptă spre colțul de jos. În partea inferioară, central-stângă a fotografiei, se observă un text dedicat lui George Enescu, în limba germană, cu cerneală neagră: „Dem grossen Meister und hensch Georges Enesco in auflich...”. În partea dreaptă jos apare scris: „Leben heisst Lehnen Freyberg”. În marginea inferioară de la stânga la dreapta este tipărit cu alb B.V.G., Berlin SW 68” și „phot. Brockshus, Bremen”. Pe verso apare ștampila „Muzeul George Enescu București“. Carl Rudolf Hermann Friedberg (1872-1955), pianist și profesor german. A debutat în anul 1892 cu Orchestra Filarmonică din Viena. | Muzeul Național „George Enescu”, București              | Cimec    |
|      | Henri Bloch | Datare: 1909 Dimensiuni: 14,4 x 9,8 cm; carton: 23,9 x 17,9 cm Material: hârtie fotografică; fotografiere sepia | În fotografie apare Henri Bloch. Este reprezentat stând în picioare, într-o ținută sobră. Sub fotografie în partea stângă însemnare cu cerneală neagră: „À Georges Enesco / affecteusement / Henri Bloch / avril 1909”. În dreapta jos se observă inscripția studioului foto imprimată cu alb: „Ch. Gerschel / 23B des Capucines / Paris“. Pe verso imprimat cu negru: „Portrait / par Ch. Gerschel / 23B des Capucines / Paris“. | Muzeul Național „George Enescu”, București              | Cimec    |
|      | Violonistul Socrate Barozzi (n. 1900) | Dimensiuni: 15,4 x 10,1 cm; carton: 17,7 x 12,8 cm Material: hârtie fotografică; fotografiere | Tânărul violinist Socrate Barozzi este reprezentat șezând, ținând o vioară. Deasupra fotografiei însemnare cu cerneală neagră: „À mon cher maître Enesco témoignage d'affection et gratitude dévoué / Socrate Barozzi”. | Muzeul Național „George Enescu”, București              | Cimec    |
|      | Costache Enescu, tatăl compozitorului George Enescu Autor: Franz Mandy, fotograful Curții Regale, București | Dimensiuni: 20,4 x 13,5 cm; carton: 28 x 20,2 cm Material: hârtie fotografică; fotografiere sepia | Costache Enescu, tatăl compozitorului George Enescu, reprezentat în ținută sobră, Pe passepartout imprimat de la stânga la dreapta: „F. Mandy, fotograful Curții Regale / Bucuresci / Piața Teatrului‟. Apare blazonul Curții Regale. Se observă ștampila dreptunghiulară de culoare albastră „Donația Romeo Drăghici‟. | Muzeul Național „George Enescu”, București              | Cimec    |
|      | Amelie André Gedalge (1865-1931), compozitoare și scriitoare | Datare: august 1909 Școală: F. Lauga Dimensiuni: 14 x 10,2 cm; carton: 16,3 x 10,5 cm Material: hârtie fotografică; fotografiere sepia | Amelie André Gedalge (1865-1931) compozitoare și scriitoare, membră a „L'Ordre Mixte du Droit Humain”, este reprezentată în vestimentația specifică epocii, alături de un copil. Pe latura inferioară apare o dedicație cu cerneală neagră: „À nôtre ami Georges Enesco/ souvenir affecteux/ Amélie André Gedalge/ aôut 1909”. În partea inferioară a dedicației, pe carton, este imprimat: „F. Lauga/ Salon de Pose Au Rez De Chaussée/ 15, Rue de Sèvres, 15”. Pe verso apare imprimat: „Photographie Spéciale pour Bébés/ F. Lauga/ 15, RUE DE SÈVRES/ SALON DE POSE AU REZ-DE-CHAUSSÉE/PARIS (6ème Arrt)/ 1902/ On opère tous les jours et par tous les Temps á la Lumière artificielle sans augmentation de Prix‟. Este trecut cu cerneală albastră numărul de inventar M.N.G.E. 5634/ inv. 2301. Se observă ștampila rotundă de culoare albastră „MUZEUL GEORGE ENESCU BUCUREȘTI‟. | Muzeul Național „George Enescu”, București              | Cimec    |
|      | Paul Louis Neuberth, violist | Datare: decembrie 1912 Școală: Photographie d'Art J. Lacaze OA Dimensiuni: 13,3 x 9,2 cm.; carton: 16,5 x 10,8 cm Material: hârtie fotografică; fotografiere | Paul Louis Neuberth, violist. În fotografie, într-un decor de studio foto cu o draperie în partea dreaptă și un peisaj în partea stângă e reprezentat un bărbat tânăr, cu barbă din semiprofil spre dreapta. Sub brațul drept ține o violă iar în mâinile împreunate, arcușul. În partea de jos a imaginii apare o dedicație cu cerneală neagră: „Au compositeur sincère/au violoniste admirable/ À G. Enesco, avec l'affirmation que la „Viola Alta” est jouable./ Bien amicalement/ P. L. Neuberth/Paris XII. 1912”. În partea inferioară a dedicației, pe carton, este imprimat: „Lacaze/ TARBES‟. Pe verso apare imprimat: „Photographie d'Art J. Lacaze OA., 78 Rue Larrey Tarbes/ Les Clichés sont conservés‟. Este trecut cu cerneală neagră numărul de inventar M.N.G.E. 5635/ inv. 2301. Se observă ștampila dreptunghiulară de culoare neagră: „Donația Romeo Drăghici‟. | Muzeul Național „George Enescu”, București              | Cimec    |
|      | Jan Kubelik (1880-1940), compozitor și violonist ceh | Școală: Alfred Ellis & Walery Photographers Dimensiuni: 15 x 10,2 cm.; carton: 16,7 x 10,7 cm Material: hârtie fotografică; fotografiere sepia | Jan Kubelik (1880-1940), compozitor și violonist ceh, este reprezentat în ținută sobră, într-un studio fotografic. Pe latura inferioară a cartonului se observă marca studioului: „ALFRED ELLIS & WALERY/ KUBELIK COPYRIGHT/ 51 BAKER STREET LONDON W”. Pe verso apare imprimat: „Alfred Ellis & Walery/ Photographers/ 51 Baker Street London W/ FROM 20 UPPER BAKER ST/ FROM 164 REGENT ST/ ESTABLISHED 1884/ ELECTRIC LIGHT STUDIOS‟. Este trecut cu cerneală neagră numărul de inventar M.N.G.E. 5636. Se observă ștampila rotundă de culoare albastru-închis: „MUZEUL GEORGE ENESCU BUCUREȘTI‟. | Muzeul Național „George Enescu”, București              | Cimec    |
|      | Dirijorul George Georgescu și violonistul Ion Voicu | Dimensiuni: L: 11,5 cm; La: 8,5 cm; Passepartout: 19,5 x 16 cm Material: hârtie fotografică; fotografiere; carton | Dirijorul George Georgescu și violonistul Ion Voicu, îmbrăcați în frac. Fotografia îi prezintă pe cei doi uitându-se pe o partitură, în picioare. George Georgescu (1887-1964), dirijor român, academician, director al Orchestrei Filarmonice din București, unul dintre cei mai mari reprezentați ai stilului dirijoral clasic, caracteristic școlii germane. Ion Voicu (1923-1997), celebru violonist, elev al marelui compozitor George Enescu. | Muzeul Național „George Enescu”, București              | Cimec    |
|      | Violoncelistul englez Felix Salmond | Datare: 1932 Dimensiuni: L: 25,2 cm; La: 20 cm Material: hârtie fotografică; fotografiere sepia; cerneală | Violoncelistul Felix Salmond. Pe latura dreaptă apare dedicația cu cerneală: „For the great musician (of) the dear friend Georges Enesco in remembering of many happy hours of music macking Fogheltrey/ Felix Salmond/ ... 1932 New-York‟. Pe verso este trecut cu cerneală roșie „Donație Dna M. Enescu. Ordin 801 – 5. III 1959 - Ev. Lei 100‟. În partea inferioară se regăsește o ștampilă rotundă în cerneală roșie, ștampila muzeului. Felix Adrian Norman Salmond (1888-1952), violoncelist englez care s-a bucurat de prestigiu și mare succes pe scenele din Marea Britanie și Statele Unite ale Americii. | Muzeul Național „George Enescu”, București              | Cimec    |
|      | George Enescu | Datare: 1924 Dimensiuni: L: 16 cm; La: 10,7 cm; Passepartout: 27 x 18,9 cm Material: hârtie fotografică; fotografiere; cerneală; carton | Este reprezentat George Enescu într-o fotografie de atelier, portret semiprofil dreapta. În partea dreaptă jos se observă o semnătură indescifrabilă și anul: „1924‟. De menționat că fotografia cu timbru sec al atelierului „Julietta 1924‟ reprezintă o jumătate dintr-o fotografie făcută împreună cu dirijorul și compozitorul Gabriel Pierné. În dreapta jos se vede genunchiul lui Gabriel Pierné din fotografia amintită. Henri Constant Gabriel Pierné (1863-1937), compozitor, dirijor și organist francez. | Muzeul Național „George Enescu”, București              | Cimec    |
|      | Familia Enescu: Costache, Maria și George Enescu | Datare: 1888 Dimensiuni: L: 15 cm; La: 10,6 cm Material: hârtie fotografică; fotografiere; cerneală | Fotografie de atelier în care sunt reprezentați Costache Enescu, Maria Enescu așezați pe scaune și George Enescu, la vârsta de 7 ani, în picioare lângă mama sa. Pe verso se observă antetul atelierului fotografic și consemnarea „Salvador Scutari. PROPRIETAR‟. Cu cerneală albastră este trecut numărul de inventar: „M.N.G.E. 5708‟. Nestor Heck a pus bazele propriului atelier în 1850, fiind o importantă personalitate a Iașiului. În iunie 1912, la moartea sa, atelierul a intrat în proprietatea lui Salvador Scutari. În 1921, pe fiecare fotografie se ștampila emblema: „Nestor Heck, Atelier fondat în 1850, cu diploma de onoare la Expoziția de la Paris, 1889 și alte atestate de merite pentru lucrări artistice. Strada Lăpușneanu No. 42. Salvador Scutari, Proprietar, Iași‟. | Muzeul Național „George Enescu”, București              | Cimec    |
|      | George Enescu împreună cu un grup de prieteni | Dimensiuni: L: 21,7 cm; La: 15 cm Material: hârtie fotografică; fotografiere sepia | Fotografie de grup făcută în atelier. Sunt reprezentate 4 persoane, în centru fiind George Enescu. În spatele acestuia se regăsesc 3 persoane, cel din dreapta fiind violoncelistul Athanasie Theodorini din Iași. Athanasie Theodorini (1871-1924) a fost profesor la clasa de violină și director al Conservatorului din Iași. | Muzeul Național „George Enescu”, București              | Cimec    |
|      | George Enescu, Maria Cantacuzino Enescu, Dimitri Șostakovici | Datare: aprilie 1946 Școală: Laboratorul fotografic al Muzeului „Mihail Ivanovici Glinka” din Moscova Dimensiuni: L: 18 cm; La: 24 cm Material: hârtie fotografică; fotografiere; cerneală                                                                      | Sunt reprezentați George Enescu, Maria Cantacuzino-Enescu și Dimitri Șostakovici, fotografia fiind făcută în timpul turneului desfășurat la Moscova în anul 1946. Pe verso este notat de mână, cu cerneală albastră: Dăruită de către un turist sovietic, fotograf la Muzeul ‟M. I. Glinka‟ din Moscova. august 1976. În partea inferioară, spre centru, se regăsesc datele de identificare ale laboratorului fotografic, dactilografiate în limba rusă, cu cerneală neagră. În colțul din stânga jos este notat cu cerneală albastră: „M.N.G.E. 5710‟. George Enescu, în calitate de membru al Asociația Română pentru Strângerea Legăturilor cu Uniunea Sovietică (A.R.L.U.S.), a răspuns în aprilie 1946 invitației venite de la Moscova de a întreprinde un turneu în capitala sovietică unde a întâlnit interpreți și compozitori remarcabili între care îi amintim pe David Oistrah și Dimitri Șostakovici (1906-1975). | Muzeul Național „George Enescu”, București              | Cimec    |
|      | George Enescu și violoncelistul Pablo Casals | Datare: 1904 Școală: Panajou Frères Dimensiuni: L: 14 cm; La: 10 cm; Passepartout: 21,2 x 15,7 cm Material: hârtie fotografică; fotografiere sepia; carton | Este reprezentat George Enescu împreună cu violoncelistul Pablo Casals la Bordeaux în 1904, împreună cu ei regăsindu-se și o soprană. În partea inferioară, în colțul din stânga, pe passepartout, se observă marca atelierului fotografic: „Panajou Frères‟. În colțul din dreapta apare „Bordeaux‟. Pablo Casals (1876-1973), violoncelist și dirijor de origine catalană. A făcut numeroase înregistrări ca solist și dirijor, fiind memorabile între altele cele din 1936-1939 ale suitelor pentru violoncel de Johann Sebastian Bach. | Muzeul Național „George Enescu”, București              | Cimec    |
|      | George Enescu și pianistul Alfred Cortot | Datare: 1930 Școală: Edm. Joaillier Dimensiuni: L: 21 cm; La: 16,3 cm Material: hârtie fotografică; fotografiere | Este reprezentat George Enescu cântând la vioară, acompaniat de pianistul Alfred Cortot, la Paris. În partea dreaptă jos se regăsește marca atelierului fotografic: „Edm. Joaillier, Paris”. Alfred Denis Cortot (1877-1962), a fost un pianist și dirijor franco-elvețian. A fost unul dintre cei mai populari muzicieni ai secolului al XX-lea, bine cunoscut în special pentru înțelegerea poeziei muzicii romantice pentru pian, în mod deosebit a lui Frederic Chopin, Camille Saint-Saëns și a lui Robert Schumann. | Muzeul Național „George Enescu”, București              | Cimec    |
|      | George Enescu împreună cu tânărul Yehudi Menuhin | Școală: Alban Dimensiuni: L: 22 cm; La: 19,5 cm Material: hârtie fotografică; fotografiere sepia | Este reprezentat George Enescu alături de elevul său, violonistul Yehudi Menuhin. Pe verso apare ștampila atelierului fotografic: „ALBAN, 46 rue de Ponthieu, Paris, Elyée 2109”. Yehudi Menuhin (1916-1999), violonist și dirijor american, născut într-o familie de evrei din Belarus, este considerat unui dintre cei mai mari violoniști ai secolului al XX-lea. Yehudi Menuhin a fost un apropiat al compozitorului George Enescu sub a cărui tutelă a realizat numeroase înregistrări. | Muzeul Național „George Enescu”, București              | Cimec    |
|      | Paul Felix Weingartner von Münzberg, dirijor, compozitor și pianist austriac | Datare: 1890 Dimensiuni: L: 13,5 cm; La: 8,5 cm; Passepartout: 19,6 x 14,9 cm Material: hârtie fotografică; fotografiere sepia; carton | Este reprezentat într-o fotografie de atelier Paul Felix Weingartner von Münzberg, dirijor, compozitor și pianist austriac. Personajul poarta redingota și lavalieră. În partea inferioară, pe centru, este trecut numele muzicianului austriac. Paul Felix Weingartner von Münzberg (1863-1942), dirijor, compozitor și pianist austriac. Între 1907 și 1910 a fost director al Operei din Viena. A fost dirjor al Filarmonicii din Viena până în anul 1927. A fost primul dirijor care a realizat înregistrări comerciale a celor 9 simfonii ale lui Ludwig van Beethoven și al doilea, după Leopold Stokowski la Philadelphia, care a înregistrat cele 4 simfonii ale lui Johannes Brahms. | Muzeul Național „George Enescu”, București              | Cimec    |
|      | George Enescu | Datare: 1925 Școală: E.A. Krauss Dimensiuni: L: 13 cm; La: 8,5 cm Material: hârtie fotografică; fotografiere | Este reprezentat George Enescu într-o fotografie de atelier, portret semiprofil dreapta. În partea dreaptă jos marca atelierului fotografic: „E.A. Krauss Craiova '925”. | Muzeul Național „George Enescu”, București              | Cimec    |
|      | Jan Kubelik, compozitor și violonist ceh | Datare: 3/16 iunie 1900 Școală: Strelisky Dimensiuni: L: 21 cm; La: 12,7 cm Material: hârtie fotografică; fotografiere sepia; cerneală | Este reprezentat Jan Kubelik într-o fotografie de atelier, portret semiprofil dreapta. În partea inferioară marca atelierului foto: „Strelisky‟ (Budapesta). De menționat că fotografia are aplicat în partea stângă jos un timbru sec al atelierului „Streliski 1900‟. Pe verso se regăsește o dedicație cu cerneală sepia, în limba germană către Dimitrie A. Dinicu, semnată: „Jan Kubelik Bucharest 3/16.VI.1900‟. De asemenea apare denumirea atelierului fotografic: „Photographe de la Cour/Streliskÿ/Budapest, Dorottya u. 9.‟ Jan Kubelik (1880-1940), compozitor și violonist ceh. Dimitrie A. Dinicu (1868 - 1936), violoncelist, dirijor și profesor român, unchi al compozitorului și violonistului Grigoraș Dinicu (1889-1949). | Muzeul Național „George Enescu”, București              | Cimec    |
|      | Georges Boskoff, pianist și compozitor român | Datare: 1905 Școală: Henri Manuel Dimensiuni: L: 13,4 cm; La: 9,2 cm; Passepartout: 18,4 x 13,3 cm Material: hârtie fotografică; fotografiere sepia; carton; cerneală                                                                                           | Este reprezentat într-o fotografie de atelier Georges Boskoff, colaborator apropiat al lui George Enescu. În partea dreaptă, pe verticală dedicație: „A Georges Enesco, enthousiaste et reconnaissante souvenance en hommage à son cher génie ! - G. S. Boskoff 1905‟. În partea inferioară a fotografiei se regăsește denumirea atelierului fotografic: „Henri Manuel/27, Rue du Faubg. Montmartre/Paris‟. Pe verso sunt trecute aceleași date de identificare ale atelierului fotografic, precum și o ștampilă dreptunghiulară în cerneală albastră (colțul din dreapta sus): „Donația Romeo Drăghici‟ (tăiată cu cerneală albastră în X). În colțul din stânga jos este trecut numărul de inventar în cerneală albastră „M.N.G.E. 5723‟. Georges A Boskoff (1882-1960), pianist și compozitor român care a studiat la Paris, evidențiindu-se în cadrul unor concerte organizate în țară și în străinătate. A fost un prieten și colaborator apropiat al lui George Enescu. A fost profesor de pian la Conservatorul din București și la Academia de Muzică din Atena. | Muzeul Național „George Enescu”, București              | Cimec    |
|      | Fotografie de grup realizată la inaugurarea monumentului dedicat compozitorului Dumitru Georgescu-Kiriac | Datare: 26 octombrie 1932 Dimensiuni: L: 17,5 cm; La: 23,7 cm; Passepartout: 27 x 34 cm Material: hârtie fotografică cașerată; fotografiere; carton; cerneală                                                                                                   | Fotografie de grup realizată la inaugurarea monumentului dedicat compozitorului Dumitru Georgescu-Kiriac. În prim plan apar George Enescu, profesorul I. Nonna Otescu, rectorul Academiei Regale de Muzică din București, Mihail Jora, Directorul Societății de Radiodifuziune, Prea Sfinția Sa. Simedrea Târgovișteanul, vicar patriarhal. Dumitru Kiriac-Georgescu (1866-1928), a fost un compozitor, profesor, dirijor de cor și folclorist român. În 1881 și-a început studiile la Conservatorul din București, iar în 1892 își va continua studiile la Paris. A revenit în țară în 1899 și a devenit profesor de teorie și solfegiu la Conservatorul din București. | Muzeul Național „George Enescu”, București              | Cimec    |
|      | Isaac Stern, violonist american | Datare: octombrie 1965 Dimensiuni: L: 18,6 cm; La: 24,5 cm Material: hârtie fotografică; fotografiere; cerneală | Este reprezentat violonistul american Isaac Stern, așezat le pian.. În partea superioară se observă o dedicație: „To The „Georges Enesco Museum” where the memoires, triumphs and creativity of Enesco are so lovingly cherished – a man and musicien whom we all do honor / Isaac Stern / Bucarest oct. 1965‟. Pe verso se observă în centru o ștampilă în cerneală neagră cu numele marelui violonist american și alte date de identificare. În colțul din stânga jos este trecut în cerneală albastră numărul de inventar: „M.N.G.E. 5727‟. Isaac Stern (1920-2001), violonist american. Între 1928 și 1931 a studiat la Conservatorul din San Francisco. A debutat pe 18 februarie 1936 la vârsta de 16 ani, interpretând împreună cu Orchestra Simfonică din San Francisco Concertul Nr. 3 pentru Vioară în B Minor, creație a compozitorului francez Charles-Camille Saint-Saëns. | Muzeul Național „George Enescu”, București              | Cimec    |
|      | Nicolae Caravia, pianist român | Dimensiuni: L: 23,3 cm; La: 17,5 cm Material: hârtie fotografică; fotografiere; cerneală | Este reprezentat pianistul român Nicolae Caravia așezat la pian. Pe verso, în colțul din stânga jos, apare dedicația cu cerneală neagră: „Scumpului meu Romică (Romeo Drăghici), nestrămutat devotament / Caravia‟. În colțul din stânga jos este trecut în cerneală albastră numărul de inventar: „M.N.G.E. 5728‟. Nicolae Caravia (născut 1892), pianist român care l-a acompaniat pe George Enescu între 1915 și 1917, în concertele de binefacere date la Iași pentru militarii răniți în Primul război mondial. În perioada interbelică l-a acompaniat pe George Enescu și în cadrul altor concerte. | Muzeul Național „George Enescu”, București              | Cimec    |
|      | Orchestra Filarmonicii din Philadelphia, Statele Unite ale Americii | Datare: 1923 Dimensiuni: L: 24,4 cm; La: 48,5 cm; Passepartout: 46,8 x 69,5 cm Material: hârtie fotografică; fotografiere sepia; carton; cerneală | Fotografia înfățișează întreaga orchestră pe scenă, avându-l la pupitru pe dirijorul Leopold Stokowski. Pe passepartout, în jurul fotografiei sunt semnăturile olografe ale tuturor membrilor și semnătura olografă a dirijorului Leopold Stokowski. Datare cu cerneală sepia: „Philadelphia Orchestra 1923‟. În colțul din dreapta al fotografiei apare cu nuanță albă numele atelierului fotografic: „D. SARGENT BELL 1422 WALNUT PHILA.‟ Pe verso se regăsesc două afișe: primul cu personalul Orchestrei pentru stagiunea 1922 – 1923, al doilea cu programul în care apar ca fiind interpretate creații ale lui George Enescu: „Rapsodia Română‟ și „Simfonia No. 1‟, interpretarea acesteia din urmă fiind dirijată de însuși George Enescu. „Philadelphia Orchestra‟, una din cele mai importante orchestre din lume, a fost înființată în anul 1900. Dirijorul englez Leopold Anthony Stokowski (1882-1977), având dublă origine - poloneză și irlandeză - a fost între 1912-1941, directorul muzical al Filarmonicii. Dickenson Sargent Bell a activat ca fotograf profesionist în Philadelphia între 1890 și 1940. | Muzeul Național „George Enescu”, București              | Cimec    |
|      | Fotografie realizată la Conservatorul din Iași cu prilejul inaugurării bustului compozitorului George Enescu, realizat de către sculptorul Richard Hette | Datare: 1931 Dimensiuni: L: 22,6 cm; La: 29,2 cm; Passepartout: 29,9 x 36,3 cm Material: hârtie fotografică; fotografiere; carton; cerneală | Fotografie realizată la Conservatorul din Iași cu prilejul inaugurării bustului compozitorului George Enescu, realizat de către sculptorul Richard Hette. Evenimentul s-a desfășurat cu prilejul împlinirii vârstei de 50 de ani de către George Enescu. Acesta apare în primul rând așezat lângă o înaltă față bisericească. Pe verso apare scris cu cerneală albastră apare nr. inv. „M.N.G.E. 5732‟. Sculptorul Richard Hette (1890-1981) s-a născut la Piatra Neamț dintr-o familie de artiști francezi stabiliți în spațiul românesc în anul 1813. A urmat studii de artă la Școala de Arte Frumoase din Iași, pe care a absolvit-o în 1913. Mobilizat în Primului Război Mondial cu gradul de locotenent, a fost sculptor de front pe lîngă Marele Cartier General. După terminarea războiului a plecat la Paris pentru a studia la Școala Națională Superioară de Arte Frumoase. | Muzeul Național „George Enescu”, București              | Cimec    |
|      | Concert simfonic dirijat de George Georgescu la Arenele Romane din București | Datare: 23 septembrie 1932 Dimensiuni: L: 30,2 cm; La: 80,2 cm; Passepartout: 45 x 89,5 cm Material: hârtie fotografică; fotografiere; carton; cerneală | Este prezentat un moment din cadrul unui concert simfonic dirijat de George Georgescu la Arenele Romane din București. În partea inferioară a fotografiei se observă următoarea explicație: „În amintirea Concertului Simfonic la Arenele Romane la 23 septembrie 1932/ sub conducerea maestrului George Georgescu.‟ Complexul Arenele Romane a fost construit în Parcul Carol în 1906. După 1948 a fost redenumit Arenele Libertății. Pentru o imagine de ansamblu s-au folosit două fotografii egale lipite la mijloc pe verticală. | Muzeul Național „George Enescu”, București              | Cimec    |
|      | Concert simfonic la Ateneul Român - București | Datare: 12 decembrie 1910 Școală: Julietta Dimensiuni: L: 28,2 cm; La: 37,9 cm; Passepartout: 48 x 60 cm Material: hârtie fotografică; fotografiere; carton | Fotografie realizată în sala de concerte a Ateneului Român. În prim plan apar Dimitrie A. Dinicu (1868-1936) – violoncelist, dirijor și profesor, Eugène Ysaÿe (1858-1931) - compozitor, violonist și dirijor belgian, Raoul Pugna (1852-1914) - compozitor și pianist. În această formație au susținut un concert la Ateneul Român în 12 decembrie 1910. În partea stângă jos se regăsește antetul atelierului fotografic: „Julietta fotogr. Curtei Regale‟. | Muzeul Național „George Enescu”, București              | Cimec    |
|      | Clasa de trompetă a profesorului Pierre Vignal din cadrul Conservatorului Național de Muzică și Declamație din Paris | Datare: 1932 Școală: Ribaud Dimensiuni: L: 21,9 cm; La: 16,7 cm; Passepartout: 27,4 x 37,3 cm Material: hârtie fotografică; fotografiere; carton; cerneală | Este reprezentată clasa de trompetă a profesorului Pierre Vignal (1879 - 1941) din cadrul Conservatorului Național de Muzică și Declamație din Paris, 1932. În partea superioară pe passepartout apare mențiunea: „Conservatoire National de Musique et Declamation à Paris. La classe de trompette du professeur Mr. Vignal. L'année scolaire 1931-1932‟. În partea inferioară este următoarea dedicație: „Au grand Maître Georges Enesco, avec ma plus grande reconnaissance et mon plus grand respect. Georges Adamache Paris 1932‟. În colțul din dreapta al passepartout-ului este scris: „EDITIONS ED. RIBAUD 15, RUE GRANGE-BATELIÈRE PARIS Téléphone: PROVENCE 82-52‟. | Muzeul Național „George Enescu”, București              | Cimec    |
|      | Fotografie sculptură, cuprinde și o dedicație din partea arhiepiscopului din Reims, Franța, pentru George Enescu | Datare: 4 iunie 1926 Dimensiuni: L: 30,3 cm; La: 24,6 cm; Passepartout: 45 x 36 cm Material: hârtie fotografică; fotografiere sepia; carton; cerneală | Este înfățișată o sculptură. Fotografia cuprinde și o dedicație din partea arhiepiscopului din Reims, Franța, pentru George Enescu, 4 iunie 1926. În partea inferioară apare o dedicație pentru George Enescu din partea cardinalului Louis Henri Joseph Luçon (1842-1930), arhiepiscop de Reims: „A M. Georges Enesco en remerciment pour son gracieux concurs en faveur de la restauration des vitraux de la cathédrale Reims, le 4 juin 1926, + (...) Card. Luçon, Arch. de Reims‟. | Muzeul Național „George Enescu”, București              | Cimec    |
|      | George Enescu | Datare: 1943 Dimensiuni: L: 20,5 cm; La: 15,9 cm; Passepartout: 32 x 26,2 cm Material: hârtie fotografică; fotografiere; carton | Este reprezentat George Enescu într-o fotografie de atelier, portret semiprofil dreapta. În partea dreaptă jos se observă o semnătură indescifrabilă și anul: „1943‟. | Muzeul Național „George Enescu”, București              | Cimec    |
|      | Diplomă și medalie de argint decernate compozitorului George Enacovici la „Exposition Internationale des Arts et des Techniques Paris 1937” | Datare: 1943 Dimensiuni: L: 34 cm; La: 24 cm; Passepartout: 49,4 x 64,6 cm Material: carton; tipărire; tuș; cerneală; completat olograf | Diplomă și medalie de argint decernate compozitorului român George Enacovici la „Exposition Internationale des Arts et des Techniques Paris 1937.‟ Diploma și medalia de argint au fost acordate de către Ministerul Comerțului și Industriei al Republicii Franceze. Diploma este semnată de Comisarul Expoziției Internaționale a Artelor și Tehnicii (semnătură olografă indescifrabilă), de Ministrul Comerțului (semnătură olografă indescifrabilă) și de Președintele Juriului (semnătură olografă indescifrabilă), În colțul din dreapta jos al diplomei apare ștampila rotundă în cerneală albastră a Biroului Internațional de Expoziții. George Enacovici (1891-1965) a fost compozitor și violonist, profesor de vioară la Conservatorul din București. În 1915 a câștigat Concursul „George Enescu‟ cu Sonata pentru pian în Mi major, creație a marelui compozitor. În 1929, George Enacovici a fost angajat ca primul conducător al Orchestrei Radio din București. | Muzeul Național „George Enescu”, București              | Cimec    |
|      | Premiu acordat compozitorului Constantin Silvestri de către L’Académie du Disque Français | Datare: 10 decembrie 1957 Dimensiuni: L: 37,9 cm; La: 50,8 cm Material: carton; tipărire; tuș; completat olograf | Premiul „Prix des Arts et des Lettres (Grand Prix du Disque 1958) decernat lui Constantin Silvestri „pour l'enregistrement microsillon La voix de son maître de la Simphonie nr. 5 (...) Nouveau Monde de Dvořák‟. Premiul a fost conferit de „Academie du Disque Francais‟. Diploma este semnată de Secretarul general și de Președintele Academiei, semnăturile olografe fiind indescifrabile. Constantin Silvestri (1913-1969) a fost dirijor, compozitor și pianist român, stabilit în Anglia din 1959 și naturalizat ca cetățean britanic din 1967. În 1935 este distins cu Premiul de compoziție George Enescu și devine director muzical al Operei Române. În perioada postbelică este numit director al Filarmonicii din București (1953-1958). În 1958 dirijează premiera românească a operei „Oedip‟ de George Enescu, la Opera Română din București. | Muzeul Național „George Enescu”, București              | Cimec    |
|      | Principele mostenitor Ferdinand | Datare: începutul secolului al XX-lea Școală: fara atelier Descoperit: BUCUREȘTI, com. MUNICIPIUL BUCUREȘTI, BUCUREȘTI SECTORUL 1 Dimensiuni: L= 47cm; l= 33,8cm Material: carton, hârtie fotografică; fotografiere, lipire                                     | Principele mostenitor Ferdinand în uniformă de cavalerie, mică ținută, grad de general de brigadă, inspector general al cavaleriei. Pe piept poartă o baretă cu mai multe decorații între care se disting Ordinul Coroana României, în grad de cavaler, md. 1881, Ordinul Imperial al Casei de Hohenzollern și Ordinul Coroana Prusiei, cavaler. Sub această baretă poartă placa ordinului Steaua României, grad de mare cruce, md. 1877 și placa Ordinului Imperial al Casei de Hohenzollern, grad de Mare Cruce. Pe verso, în partea dreaptă sus, se află două ștampile, cu tuș roșu, una ovală, cu textul: ”Biblioteca/ Muzeului Militar Național” și una rotundă, cu textul: ”S/ secția documentare”. | Muzeul Militar Național „Regele Ferdinand I”, București | Cimec    |
|      | Principele moștenitor Ferdinand | Datare: Sfârșitul secolului al XIX-lea Școală: fără atelier Descoperit: BUCUREȘTI, com. MUNICIPIUL BUCUREȘTI, BUCUREȘTI SECTORUL 1 Dimensiuni: L= 40,3cm; = 32,3cm Material: carton, hârtie fotografică; fotografiere, lipire                                   | Principele moștenitor Ferdinand, în uniformă de cavalerie, mică ținută, grad de locotenent-colonel. La guler are prinse decorațiile Ordinul Casei Domnitoare Prusiene, grad de cavaler și Ordinul ”Coroana”, Prusia, grad de cavaler, iar pe piept poartă placa Ordinului ”Steaua României”, în grad de Mare Cruce. Pe verso, fotografia are o ștampilă ovală, cu tuș roșu, cu textul: ”Biblioteca/Muzeului Militar Național” și o ștampilă rotundă, cu tuș roșu, cu textul ”S/ secția documentare”. | Muzeul Militar Național „Regele Ferdinand I”, București | Cimec    |
|      | Principele Ferdinand | Datare: Sfârșitul secolului al XIX-lea Școală: fară atelier Descoperit: BUCUREȘTI, com. MUNICIPIUL BUCUREȘTI, BUCUREȘTI SECTORUL 1 Dimensiuni: L=31,5cm; l=25,8cm Material: carton, hârtie fotografică; fotografiere, lipire                                    | Principele moștenitor Ferdinand, în uniformă de locotenent de infanterie de linie, mică ținută, md. 1873. Este așezat pe un scaun sculptat și tapisat cu catifea, cu brațul stâng sprijinit de o masă pe care se observă două cărți. Este fotografiat din profil. Pe verso, cu tuș roșu, fotografia are o ștampilă ovală cu textul: ”Biblioteca/ Muzeului Militar Național” și o ștampilă rotundă cu textul: ”S/ secția documentare”. | Muzeul Militar Național „Regele Ferdinand I”, București | Cimec    |
|      | Dopo la Guerra | Datare: Primul război mondial Dimensiuni: L= 13.5 cm, l= 8,6 cm Material: carton, tipărire | Carte poștală reprezentând alegoria principalilor combatanți europeni din Primul război mondial, Franța, Rusia, Anglia, Germania și Austro-Ungaria. Pe față, în colțul din dreapta, sus, cu litere de tipar: ”DOPO LA GUERRA”. Pe verso: Pe latura din stânga ”I nostri sorgetti sono depositati./ E vietata qualsiasi riproduzione”. În partea dreaptă se află ștampila ovală cu tuș roșu cu textul: ”Biblioteca Muzeului Militar Național”, și o ștampilă dreptunghiulară cu tuș albastru cu textul: ”MUZEUL MILITAR CENTRAL/Serv. Obiecte muzeu/ Nr.inv. ...................” Pe spațiul punctat este completat cu cerneală albastră numărul 38318. | Muzeul Militar Național „Regele Ferdinand I”, București | Cimec    |
|      | Reg. 4 Roșiori ”Regina Maria” în caricaturi Autor: Helmut Lehrer, L. Cremen, M. Ramiș | Datare: perioada interbelică Școală: Studio Arta și Humor Descoperit: BUCUREȘTI, com. MUNICIPIUL BUCUREȘTI, BUCUREȘTI SECTORUL 1 Dimensiuni: L=24,2cm, l=21,5cm Material: hârtie tipografică; tipărire                                                          | Album tipărit cu titlul ”Reg. 4 Roșiori ”Regina Maria” în caricaturi”. Desenele sunt realizate de Helmut Lehrer, regia de L. Cremen, iar execuția de M. Ramiș, în anul 1935. Fiecare pagină este protejtă de o foiță de calc. Conține portretele caricaturizate ale ofițerilor regimentului în ordinea descrescătoare a gradelor. Pe coperta 1 este tipărit textul ”Reg. 4 Roșiori ”Regina Maria” în caricatură”. Pe pagina de gardă este dedicația manuscrisă, cu cerneală neagră, în colțul din dreapta sus: ”Inițiatorului acestui album Dlui Dir. G. Pragar cu cele mai vii mulțumiri. Helmut Lehrer Cremen, București 24 IV 935”. În partea de jos, central este semnătura olografă a ”Col. C. Praporgescu, aprilie 1966”. Pe coperta 4 este tipărită emblema ” Studio Artă și Humor”. | Muzeul Militar Național „Regele Ferdinand I”, București | Cimec    |
|      | Albumul ”Aviația râde” Autor: Vasile Scripcaru | Datare: Al doilea război mondial Descoperit: BUCUREȘTI, com. MUNICIPIUL BUCUREȘTI, BUCUREȘTI SECTORUL 1 Dimensiuni: L= 25,7m ; l= 18,2cm Material: hârtie tipografică, tipărire                                                                                 | Album tipărit intitulat ”Aviația râde, Momente și Imagini din Viața Sburătorilor”, prezentate de Vasile Scripcaru, tipărit în București, 1945. Are cuvânt înainte de general aviator Constantin Argeșanu, (2 pagini). Are 14 file cu caricaturi tipărite pe foaie velină, cerată, albă, cu cerneală tipografică neagră. Pe coperta 1, în partea de jos, cu litere de tipar, textul: ”AVIAȚIA RÂDE”. Pe coperta 4, textul ”Ediție de lux”, ”LEI”, ”Tipărită la 27.IV.945 de tip. Gorjan Calea Moșilor 318 - Reg. Com. 635/1941” | Muzeul Militar Național „Regele Ferdinand I”, București | Cimec    |
|      | Principele moștenitor Ferdinand | Datare: sfârșitul secolului al XIX-lea Școală: fără atelier Descoperit: BUCUREȘTI, com. MUNICIPIUL BUCUREȘTI, BUCUREȘTI SECTORUL 1 Dimensiuni: L= 40, 6cm; l= 31,7cm Material: carton, hârtie fotografică; fotografiere, lipire                                 | Principele moștenitor Ferdinand în uniformă de infanterie de linie, mare ținută, în grad de locotenent. Poartă Ordinul Steaua României cu lenta și placa gradului de Mare Cruce. Este fotografiat din partea stângă. Pe verso, în partea dreaptă, sus, se află ștampilele: ovală, cu tuș roșu, cu textul ”Biblioteca/ Muzeului Militar Național” și rotundă, cu tuș roșu, cu textul ”S/secția documentare”. | Muzeul Militar Național „Regele Ferdinand I”, București | Cimec    |
|      | Caricaturi după scene din Noaptea Furtunoasă, de I.L. Caragiale Autor: Aurel Jiquidi | Datare: perioada interbelică Descoperit: BUCUREȘTI, com. MUNICIPIUL BUCUREȘTI, BUCUREȘTI SECTORUL 1 Dimensiuni: L= 38,7cm, l= 29,8cm Material: carton, hârtie tipografică; litografiere                                                                         | Album cu 16 litografii caricaturale ce ilustrează scene din piesa de teatru ”O Noapte Furtunoasă” de I.L. Caragiale, realizate de Aurel Jiquidi. Pe pagina de titlu se găsește ștampila cu tuș roșu cu textul ”Biblioteca/ Muzeului Militar Național”, dar ți o ștampilă ovală cu tuș negru cu textul ”Biblioteca /A-R-L-U-S/ București”. Exemplarul este numerotat cu numărul ”0678”. Pe coperta 1 este tipărit textul: ”Caragiale/Noaptea Furtunoasă/ 10 litografii originale/ de/ Aurel Jiquidi/1931”. | Muzeul Militar Național „Regele Ferdinand I”, București | Cimec    |
|      | Reg. 3 Călărași ”gen. David Praporgescu” în caricatură Autor: H. Lehrer, L. Cremen | Datare: perioada interbelică Descoperit: BUCUREȘTI, com. MUNICIPIUL BUCUREȘTI, BUCUREȘTI SECTORUL 1 Dimensiuni: L=23,7cm, l=21,1cm Material: hârtie tipografică, tipărire                                                                                       | Album tipărit cu titlul ”Reg. 3 Călărași ”gen. David Praporgescu” în caricatură”. Desenele sunt realizate de H. Lehrer, iar Regia de L. Cremen. A fost realizat în anul 1935. Fiecare pagină este protejată de o filă de foiță de calc. Conține portretele caricaturizate ale ofițerilor regimentului în ordinea descrescătoare a gradelor. Pe coperta 1 textul tipărit ”REG. 3 CĂLĂRAȘI/ ”Gen. David Praporgescu”/ în caricatură”. Pe coperta 4, este tipărită emblema ”Studio Artă și Humor”. | Muzeul Militar Național „Regele Ferdinand I”, București | Cimec    |
|      | Principii moștenitori Ferdinand și Maria Autor: Mandy & Lonyai | Datare: sfârșitul secolului al XIX-lea Școală: Atelier Franz Mandy et. Lonyai Descoperit: BUCUREȘTI, com. MUNICIPIUL BUCUREȘTI, BUCUREȘTI SECTORUL 1 Dimensiuni: L=24cm, l=18cm Material: Carton. Hârtie fotografică; fotografiere,lipire                       | Principii moștenitori Ferdinand și Maria în anul 1895. Principesa Maria poartă o rochie de culoare închisă, cu dantelă aplicată, neagră, pe piept și la manșetă, cercei, broșă și un inel. Principesa privește spre dreapta și îl ține de braț pe principele Ferdinand care poartă uniforma armatei române, de cavalerie, mică ținută, grad de locotenent-colonel, comandantul Regimentului 4 Roșiori. Pe piept se pot observa Ordinul Casei domnitoare prusiene, în grad de cavaler și Ordinul ”Coroana” Prusia, grad de cavaler. Pe mâna stângă poartă doliu. Principele privește spre dreapta și își sprijină mâinile pe mânerul sabiei. Pe degetul inelar al mâinii stângi poartă un inel. Pe verso sunt aplicate mai multe ștampile: o ștampilă ovală, cu tuș roșu, cu textul ”Biblioteca Muzeului Militar Național”, o ștampilă ovală, cu tuș roșu, cu textul. ”Muzeul Militar Național/Biblioteca/ Nr. 10942”, o ștampilă rotundă, cu tuș roșu, cu textul: ”Muzeul Militar Național/ Biblioteca”. Pe partea stângă este o ștampilă cu tuș roșu cu textul ”Capit........Art..........”, completată cu creion albastru, cu cifrele 9, respectiv 490. Deasupra acestei ștampile este scris, cu litere cursive, textul ”inv.10110”, cu cerneală neagră. | Muzeul Militar Național „Regele Ferdinand I”, București | Cimec    |
|      | Tanto - pumnal japonez, cuțit cu teacă Autor: necunoscut | Datare: 1/2 sec. XIX Școală: Atelier japonez Descoperit: Japonia Dimensiuni: L pumnal: 28,8 cm; L teacă: 22,8 cm Material: oțel; aramă; lemn; fildeș; turnare; forjare; sculptură; gravare                                                                      | Lamă din oțel cu două tăișuri, vârf ascuțit, prevăzută spre mâner cu o brățară din alamă. Mâner din oțel, prelungire a lamei, este placat în întregime într-o plăsea din fildeș. Pe un singur registru sunt gravate și sculptate diverse personaje alternând cu motive vegetale. Spre lamă este mărginit de trei brâuri din care ultimul este mai pronunțat. Teaca din lemn este acoperită în întregime în metal bogat ornamentat cu benzi paralele decorate în aceeași manieră cu părțile metalice ale mânerului. Gura tecii este întârită cu un brâu lat, decupat decorativ spre partea inferioară. De acest brâu sunt prinse și două belciuge pentru cureaua port hanger. | Muzeul Național de Artă al României, București          | Cimec    |
|      | Hanger cu teacă arab, nord african Autor: necunoscut | Datare: 2/2 sec. XIX Școală: Atelier arab, nord african Dimensiuni: L hanger: 39 cm; L teacă: 26 cm Material: oțel; aramă; lemn; fildeș; turnare; forjare; sculptură; gravare                                                                                   | Lamă ușor curbată, din oțel, cu două tăișuri, vârf ascuțit, prevăzută spre mâner cu o brățară din alamă. Mâner din oțel, prelungire a lamei, este placat într-o plăsea din lemn lățită la capete. Partea superioară este mărginită de o placă metalică în formă de litera U, decorată cu incrustații din filigran având motive vegetale stilizate încadrate de două linii paralele, iar la partea inferioară, spre gardă de un guler care fixează plăseaua de corpul lamei ornamentat în aceași manieră cu placa superioară. Teaca din lemn este acoperită în întregime în metal bogat ornamentat în benzi paralele desfășurate oblic, decorate în aceeași manieră cu părțile metalice ale mânerului. Gura tecii este întârită cu un brâu lat, decupat decorativ spre partea inferioară. De acest brâu sunt prinse și două belciuge pentru cureaua port hanger. | Muzeul Național de Artă al României, București          | Cimec    |
|      | Toc pentru praf de pușcă arab (marocan ?) Autor: necunoscut | Datare: sec. XIX Școală: Atelier arab, marocan Dimensiuni: Î: 7 cm; D: 6 cm Material: metal; aramă; turnare; ștanțare; reliefare; emailare | Corpul din metal de formă semisferică, cu aspectul unei ploști. La partea exterioară tocul este decorat circular, cu motive florale și solare stilizate, parțial emailate. Cele două semisfere sunt unite de un brău circular care are la partea superioară o pâlnie cu un dispozitiv de închidere și deschidere pentru scurgerea prafului de pușcă, iar în partea dreaptă un orificiu prevăzut cu un dop înșurubat, la exterior cu aspectul siluetei unui cocoș. Lateral, pe ambele părți sunt fixate două belciuge, iar la partea inferioară sunt patru tortițe. | Muzeul Național de Artă al României, București          | Cimec    |
|      | Toc pentru praf de pușcă arab (marocan ?) | Datare: sec. XIX Școală: Atelier arab, marocan Dimensiuni: Î: 8 cm; D: 6,5 cm Material: alamă; email; turnare; ștanțare; reliefare; emailare | Corpul din metal de formă semisferică, cu aspectul unei ploști. La partea exterioară tocul este decorat circular, cu motive florale și solare stilizate, parțial emailate. Cele două semisfere sunt unite de un brău circular metalic care are la partea superioară o pâlnie cu un dispozitiv de închidere și deschidere pentru scurgerea prafului de pușcă, iar în partea stângă un orificiu. Lateral, pe ambele părți sunt fixate două belciuge, iar la partea inferioară sunt cinci tortițe. | Muzeul Național de Artă al României, București          | Cimec    |
|      | Fragmente de sabie extrem orientală | Datare: 1/2 sec. XIX Școală: Atelier extrem oriental Dimensiuni: L teacă: 68 cm; L mâner: 18 cm Material: lemn; os; sidef; modelare; sculptură; gravare; încrustare                                                                                             | Mâner cu plăsea din os cu decor vegetal gravat și reliefat. Partea superioară a mânerului este acoperită de o placă metalică, oxidată, are forma unui cap câine, deformată mecanic cu o ruptură la partea inferioară a botului. Teaca din lemn este decorată pe ambele fețe cu ornamente încrustate în sidef decupate și filigran reprezentând fluturi, motive vegetale zoomorfe (două maimuțe, la cel din dreapta sideful este lipsă, în afara cozii, se păstrează numai conturul și lăcașul în care era încrustat sideful). Teaca este asigurată de trei brățări metalice late: la partea superioară, mijloc și partea inferioară, toate ornamentate cu motive vegetale, gravate și reliefate. Brățara de la vârful tecii prezintă deteriorări mecanice și porțiuni metalice lipsă, iar cea de la partea superioară, deteriorări mecanice. Toate cele trei brățări metalice sunt oxidate. | Muzeul Național de Artă al României, București          | Cimec    |
|      | Pistol cu cremene de vânătoare, balcanic | Datare: 1/2 sec. XIX Școală: Atelier balcanic Dimensiuni: L: 51,5 cm; calibru: 14,5 cm Material: oțel; lemn; alamă; filigan; turnare; forjare; sculptură; gravare; filigranare                                                                                  | Țeava oțel, lisă în interior. La exterior tronconică, de la gura țevii (ușor evazată), tronco-octogonală spre culată. Pe partea superioară a țevii se remarcă motive decorative vegetale gravate, parțial șterse. Țeava prezintă coroziune punctiformă uniformă. Mecanismul de dare a focului, blocat, este complet (cocoș port cremene, amnar, tigăiță și platină). Mecanismul de declanșare, complet (trăgaci cu mecanismul interior, gardă din alamă) decorată la exterior cu motive vegetale gravate și reliefate care încadrează, în dreptul trăgaciului, un medalion oval în care este reprezentat un călăreț. Patul și ulucul din lemn sculptat în întregime cu ornamente geometrice și vegetale stilizate, incrustații în filigran. La ornamentele de pe pat se remarcă silueta unei săbii (dreapta) și unui hanger (stânga). Talpa patului este acoperită în alamă decorată motive vegetale reliefate și nervuri marginale. Pandant mecanismului de dare a foclui se află o placă ornamentată cu motive cinegetice. Lipsă o plăcuță metalică de pe gâtul patului, brațul de fixare a țevii patului este din alamă și a fost montat ulterior. | Muzeul Național de Artă al României, București          | Cimec    |
|      | Act de vânzare - cumpărare | Datare: 1669 noiembrie 5 Descoperit: jud. Arges, com., Șuici, Romania Dimensiuni: 20,5cm La = 16cm Material: hârtie; cerneală scriere | Document românesc în alfabet chirilic prin care Daniil călugărul Dolofanul din Stoenești împreună cu fratele său Tudoran îi vinde lui Ion logofătul din Argeș din moșia Glodul locul Coșărilor și Bălinel, "precum scrie în zapisele date" și "hodaia cea bătrână" în hotarul Săcuianilor, în total 800 de fălci, iar dijma pe care a încasat-o Preda Șuiceanu de la ei să i-o dea tot lui Ion logofăt de Argeș. Martor Er[mi]niil monah din Cozia. | Muzeul Național de Istorie a României, București        | Cimec    |
|      | Act de vânzare-cumpărare | Datare: 1671 aprilie 9 Descoperit: jud., com., Romania Dimensiuni: Î = 28cm; La = 20cm Material: hârtie; cerneală scriere | Document românesc în alfabet chirilic prin care Constandin Dărnul împreună cu soția și fiii îi vând lui Mihail diaconul casa cu "săliștea ei" în orașul Râmnicul Vâlcea, cumpărată de la Constantin căpitanul cu cincizeci de taleri. Martori: Costandin și Nicolae sin popa Ion fiul lui Mita. Notă tergală: "și arătăm locurile sămnele din drumul cel mare până sub măgură". Îndoituri, rupturi și rosături mărunte ale hârtiei. | Muzeul Național de Istorie a României, București        | Cimec    |
|      | Act de vânzare - cumpărare | Datare: 1674 august 10 Descoperit: jud. Argeș, com., Șuici, Romania Dimensiuni: Î = 20,5cm; La = 19,5cm Material: hârtie; cerneală neagră scriere manuală | Document românesc în alfabet chirilic prin care Enache fiul lui Dumitrașco din Șuici îi vinde unchiului său, "nenea lui Preda", delnița Jaghelului cu 2 ugni pentru un împrumut de bani pe care nu poate să-i returneze , cu știrea tatălui său. Martori: Stroe, Gheorghe pârcălab, Stroe diacon, Leontie a scris. Documentului îi lipsește o porțiune din mijloc, rupturi și spărturi ale hârtiei pe margine, dar poate fi citit | Muzeul Național de Istorie a României, București        | Cimec    |
|      | Ipingea de surugiu | Datare: A doua jumătate a secolului al XIX-lea. Descoperit: jud., com., România Dimensiuni: L=1340mm; LA (u)=700mm; Material: Postav, lână, ață. Vopsire, coasere, brodare.                                                                                     | Ipingea de surugiu din postav roșu, de lână, decorată cu aplicații din ceaprazuri colorate în galben, bleumarin, verzui, brodate în motive florale și geometrice. Are o formă evazată, în clini; guler înalt - gen tunică și glugă. Mânecile sunt raglan, evazate și cu spărtură la baza mâinii. În față are câte un buzunar tăiat orizontal. Se închide cu trei brandenburguri. | Muzeul Național de Istorie a României, București        | Cimec    |
|      | Costum de surugiu | Datare: A doua jumătate a secolului al XIX-lea. Descoperit: jud., com., Țara Românească Dimensiuni: Haina: L= 158mm; l= 44mm; L mânecă= 53mm; l mânecă= 14mm; Material: Postav, lână, ață Țesut, coasere, brodare                                               | Costumul este alcătuit din două piese din postav roșu: haină și pantalon. Haina, răscroită la baza gâtului, deschisă în față și petrecută parte peste parte, de culoare roșie, este bogat brodată cu ceaprazuri din șnur colorat (în nuanțe de albastru, verde, galben, negru și bleumarin), pe piepți și manșetele mânecilor. Pantalonul, cu tăietură în față, este de asemenea, cu decor multicolor și are două buzunare oblice. În jurul buzunarelor, sub ele, până în partea inferioară, și în părțile laterale apar ornamentații cu șnur în aceleași motive și culori ca și haina. | Muzeul Național de Istorie a României, București        | Cimec    |
|      | Clac - a aparținut Principelui Carol I. | Datare: Sfârșitul secolului al XIX-lea. Descoperit: jud., com., București Dimensiuni: I=170mm; DG=290mm; DB=183mm; Material: Satin, pânză, mătase, rips, carton, metal Coasere, lipire.                                                                         | Clac din satin negru, care a aparținut lui Carol I. În interior este căptușit cu mătase crem și are sigla magazinului:” Paul Martin Succ-er de Dupuy”. Urmează stema regală, iar sub ea scrie: ”Brevete F-eur de S.A.S. Le Prince Recnangt Bukarest ”. Există sub acest text cifra Carol încoronată, brodată cu fir. Borul este pe margine bordat cu rips negru; la baza calotei este o panglică din rips negru. | Muzeul Național de Istorie a României, București        | Cimec    |
|      | Joben (Țilindru) | Datare: începutul secolului al XX-lea Descoperit: jud., com., Londra. Dimensiuni: I=140 mm; D=390 mm; Material: Catifea, mătase, rips, pânză, carton, metal. Coasere, lipire.                                                                                   | Joben din catifea de mătase neagră care a aparținut profesorului dr. Mina Minovici. În interior este căptușit cu mătase. Are emblema atelierului ” Milton & Co.” Londra; importator ” Frederic & Costescu”, București. Pe margine, borul are rips negru iar la baza calotei este o panglică din rips negru. | Muzeul Național de Istorie a României, București        | Cimec    |
|      | Clac- pofesor Mina Minovici. | Datare: Începutul secolului al XX-lea. Descoperit: jud., com., București Dimensiuni: I=160mm; D=320mm; Material: Fetru, rips, mătase, carton, metal. Coasere, lipire.                                                                                           | Clac din fetru negru care a aparținut profesorului Mina Minovici. Este tot un joben care are un sistem de pârghii și arcuri ascunse în căptușeală care permite plierea. Clacul este căptușit cu mătase. La baza calotei are o bandă din rips negru. | Muzeul Național de Istorie a României, București        | Cimec    |
|      | Melon. | Datare: Deceniul II al secolului al XX-lea. Descoperit: jud., com., București Dimensiuni: D=300mm; I=150mm; Material: Fetru, postav, rips Coasere, lipire. | Melon din fetru negru, cu calota rotundă și bombată. Circular, între bor și calotă este o bandă din rips negru. Marginile borului sunt bordate cu rips. A aparțnut inginerului Dumitru Minovici. | Muzeul Național de Istorie a României, București        | Cimec    |
|      | Costum frac de zi. | Datare: 3 august 1935. Școală: Kriegck- Franța. Descoperit: jud., com., Franța. Dimensiuni: L frac=1260mm; l (u)=580mm; L vestă=560mm; L pantaloni=1040mm; D joben=320mm; Material: Stofă, fetru, mătase, rips, pânză, ață, os. Croire, coasere.                | Costumul din stofă de culoare gri este compus din: a) Frac tăiat în talie, cu buzunar exterior pe pieptul stâng; gulerul și reverele sunt ascuțite. Se închide cu un nasture, în față; câte patru nasturi la mâneci. b) Vestă din același material închisă cu nasturi. c) Pantalon larg fără manșetă. d) Joben din fetru de culoare gri căptușit in interior cu mătase crem, cu panglică neagră din fetru, lată, la baza calotei. Etichetă: Gelot. Chapelier de S.M. Roi Edouard VII12, Place Vandome, Paris. Costumul a fost executat la firma Kriegck,23 rue Rouale, în 3 august 1935, comanda nr. 57356, conform etichetelor care apar pe: frac, vestă, cordonul de la pantaloni și pe nasturi. A aparținut diplomatului Savel Rădulescu. | Muzeul Național de Istorie a României, București        | Cimec    |
|      | Costum frac- Ion Finteșteanu. | Datare: Deceniile VI-VII ale secolului al XX-lea. Descoperit: jud., com., România Dimensiuni: L frac=1190mm; LA (u)=470mm; L pantaloni=1070mm; L vestă=530mm; L cămașă=840mm; Material: Lână, bumbac, mătase, ață, os. Croit, cusut                             | Costum frac din stofă neagră, de lână, alcătuit din 5 piese, care a aparținut actorului Ion Finteșteanu ( 1899- 1984 ). a) Fracul are reverul din mătase neagră cu butonieră pe reverul stâng, buzunar pe pieptul stâng și câte trei nasturi pe ambii piepți. b) Pantalonul are o vipușcă din mătase neagră. c) Vesta din aceeși stofă, se închide cu patru nasturi în față. d) Cămașa este de culoare albă; se închide cu nasturi. e) Papillon alb. Stare de conservare: Pantalon: fără forme evidente de degradare. Vesta: mici orificii în zona pieptului drept, în partea inferioară; pete de culoare galbenă în interior. Cămașa: ușoare urme de murdărie; pete de cerneală în zona pieptului drept. Papion: puncte de rugină. | Muzeul Național de Istorie a României, București        | Cimec    |
|      | Costum frac- Gheorghe Tătărăscu. | Datare: 1933-1937. Descoperit: jud., com., România Dimensiuni: L=1120mm; LA (u)=460mm; Material: Stofă, postav, mătase, ață, os. Croire, tăiere, coasere. | Costumul din postav negru este compus din : a) Frac din postav negru, cu un buzunar pe față pe pieptul stâng și butonieră pe reverul stâng; are câte trei nasturi mari pe fiecare piept; la mâneci are câte trei nasturi mici. B) Pantalonul are o vipușcă din mătase, șase nasturi mari, zece nasturi mici și o cataramă din metal la spate. A aparținut omului politic Gheorghe Tătărăscu. | Muzeul Național de Istorie a României, București        | Cimec    |
|      | Ordin de chemare | Datare: 1 iulie 1908 Descoperit: jud., com., Constanța. Dimensiuni: I=161mm; LA=155mm; Material: Hârtie; cerneală tipografică; cerneală Tipărire; scriere manuală                                                                                               | Formular - Ordin de chemare nr. 32, din 1 iulie 1908, a sublocotenentului în rezervă Niculae Raicovicianu din Giurgiu, județul Vlașca la Regimentul 9 Roșiori din Constanța în prima zi de mobilizare. Dacă nu răspunde la chemare se consideră delict de nesupunere și se va pedepsi conform art. 224 din codul justiției militare. Este ștampilat și semnat de comandantul Regimentului 9 Roșiori la care se adaugă alte două semnături. Pe formularul de culoare verde, trimis de Brigada V de Cavalerie Regimentul 9 Roșiori, sunt completări manuscris cu cerneală albastră și neagră. Pe spate este tipărit Art. 224. | Muzeul Național de Istorie a României, București        | Cimec    |
|      | Brevet de înaintare în grad- Nicolae Raicoviceanu. | Datare: 25 iunie 1908 Descoperit: jud., com., România. Dimensiuni: I=365mm; LA=236mm; Material: Hârtie; cerneală tipografică; cerneală neagră Tipărire; scriere manuală                                                                                         | Brevet Nr. 1390/ 25 iunie 1908 emis de Ministerul de Război pentru subofițerul- plutonier Nicolae Raicoviceanu din Regimentul 1 Roșiori prin care acesta, conform Înaltului Decret nr. 1007 din 31 martie 1908, a fost înaintat la gradul de sublocotenent în rezervă la 1 aprilie 1908 în Regimentul 9 de Roșiori. Brevetul are două file, textul integral fiind pe prima pagină. Are ștampila Ministerului de Război și semnătura ministrului-gen. Averescu, de asemenea, este semnat de director Col. Săulescu. | Muzeul Național de Istorie a României, București        | Cimec    |
|      | Carte de avocat- Nicolae Raicoviceanu. | Datare: 17 mai 1911 Descoperit: jud., com., România. Dimensiuni: I=348mm; LA=208mm; Material: Hârtie cu filigran România-Timbru 1911; cerneală neagră Scriere manuală                                                                                           | Carte de advocat, manuscris pe două file, cu tuș negru, prin care lui Nicolae Raicoviceanu, avocat stagiar în cadrul Corpului advocaților din județul Ilfov cu titlul de licențiat în drept de la Facultatea de drept din București i s-a eliberat prezenta carte spre a exercita profesiunea de advocat pe tot cuprinsul Regatului României, în baza deciziei Consiliului de disciplină nr. 439/1911. Textul are o pagină, ștampila Consiliului de disciplină al Ordinului Avocaților din Districtul Ilfov cu semnăturile lui M. Antoniu și a secretarului. Există, de asemenea, și ștampila ”Decanul Corpului de advocați din jud. Ilfov, nr. 1995 din 17 mai 1911. Are timbru de 25 lei. | Muzeul Național de Istorie a României, București        | Cimec    |
|      | Costum- frac academician Victor Slăvescu. Autor: D.G. Teodorul 77 Calea Victoriei, București | Datare: 13 octombrie 1939. Descoperit: jud., com., București. Dimensiuni: a) L=1100mm; l (u)=480mm; b) L=1050mm; l talie=900mm; Material: Stofă, atlas, ață, metal comun. Croire, tăiere, coasere                                                               | Costumul de academician este compus din: a) frac din stofă verde cu broderie din fir de metal auriu și paiete reprezentând frunze de ștejar, la guler și manșete. Are 11 nasturi din metal galben cu stema României Mari. b) Pantalon din stofă de culoare verde. Are 14 nasturi inscriptionați ” For gentlemen” și trei steluțe; la spate are cataramă din metal comun și emblemă cusută cu inscriptia: ” D. G. TEODORUL 77 Calea Victoriei, București. Furnizorul Casei M.S. Regele Carol II”. 13 octombrie 1939. A aparținut academicianului Victor Slăvescu. | Muzeul Național de Istorie a României, București        | Cimec    |
|      | Strachină | Școală: Atelier local Descoperit: jud. TELEORMAN, ZIMNICEA Dimensiuni: Î: 8 cm; D: 18 cm Material: lut; smalț; modelare la roată; smălțuire; sgrafitare | Strachină de lut, adâncă, înaltă, pe bază inelară, sgrafitată în zona centrală cu o pasăre și smălțuită în interior și în jurul buzei cu alb, verde și crom. Piesa a fost restaurată, prezintă lipituri, completări cu ipsos și integrare cromatică; ciobituri în zona lipiturilor și pe marginea vasului; orificiu de cca 0,6 cm în zona aripii drepte; exfolieri ale emailului în interiorul strachinii. | Muzeul Național de Istorie a României, București        | Cimec    |
|      | Candelă | Datare: 1716 Școală: Atelier transilvănean Descoperit: jud. BRAȘOV, BRAȘOV Dimensiuni: Î: 42 cm; G: 2340 gr Material: argint; cizelare; ajurare; gravare | Candelă de argint formată prin asamblarea succesivă a trei corpuri suprapuse, în formă de cupă, tor și elipsoid, suspendată prin trei lanțuri la un capac redus, prevăzut cu inel. Porțiunea în formă de tor și cea elipsoidală sunt ajurate și decorate cu opt panouri cu flori și frunze de dovleac. Banda din partea superioară este ajurată și festonată. Lanțurile sunt prinse de porțiunea sferică prin trei capete de femei și întrerupte de câte o bilă canelată. Cupa de la bază poartă o inscripție în slavonă: „A Pulheriei doamna, soția domnului cârmuitor Ioan Nicolae Alexandru voievod” și anul 1716. Piesa prezintă ușoare lovituri în câteva locuri. | Muzeul Național de Istorie a României, București        | Cimec    |
|      | Cec (poliță) către Dresdner Bank, pentru efectuarea de plăți | Datare: 10 septembrie 1928 Dimensiuni: L: 30 cm; La: 11,7 cm Material: hârtie cu filigran; cerneală; tu; tipărire; scris de mână | Filă de cec (poliță) către Dresdner Bank - Filiala București pentru efectuarea unei plăți de 200.000 de lei. Cecul a fost emis la 10 septembrie 1928, urmând ca suma să fie achitată în numerar la 15 decembrie același an. Are text tipărit completat cu scris de mână. Filigran cu stema României și anul 1927. În partea dreaptă este un motiv vegetal, dispus pe verticală, care are stema României în centru. În partea de sus a decorului, în dreapta se află o ștampilă rotundă de 500 de lei. În partea de jos se află un timbru sec de 500 de lei și ștampila dreptunghiulară a Băncii. Pe fila de cec sunt următoarele inscripții olografe: „Bun și aprobat pentru suma de 200.000 (două sute mii) lei, plata se face în mod solidar - Constantin M. Cantacuzino Calea Victoriei 141” - „Bun și aprobat de mine pentru suma de lei 200.000 (două sute mii) lei, Alice Sturdza” - „Ca soț pentru autorizare M.G. Sturdza 24 Șos Jianu”. În poliță se face menționarea că plata se face „către noi înșine”. Cecul a fost pliat în trei. Pe cec se află semnătura lui Constantin M. Cantacuzino și a soților Alice și M.G. Sturdza. | Muzeul Național „George Enescu”, București              | Cimec    |
|      | Cec (poliță) către Dresdner Bank, pentru efectuarea de plăți | Datare: 10 septembrie 1928 Dimensiuni: L: 30 cm; La: 11,7 cm Material: hârtie cu filigran; cerneală; tu; tipărire; scris de mână | Filă de cec (poliță) către Dresdner Bank - Filiala București pentru efectuarea unei plăți de 500.000 de lei. Cecul a fost emis la 10 septembrie 1928, urmând ca suma să fie achitată în numerar la 15 decembrie același an. Are text tipărit completat cu scris de mână. Filigran cu stema României și anul 1927. În partea dreaptă este un motiv vegetal, dispus pe verticală, care are stema României în centru. Decorul este încadrat în partea de sus de două ștampile rotunde de 1000, respectiv 200 de lei. În partea de jos a cecului se află trei ștampile cu timbru sec și ștampila dreptunghiulară a Băncii. Pe fila de cec sunt următoarele inscripții olografe: „Bun și aprobat pentru suma de 500.000 (cinci sute mii) lei, Constantin M. Cantacuzino Calea Victoriei 141” - „Platnic solidar Alice Sturdza” - „Ca soț pentru autorizare M.G. Sturdza 24 Șos Jianu”. În poliță se face menționarea că plata se face „către noi înșine”. Cecul a fost pliat în trei. Pe cec se află semnătura lui Constantin M. Cantacuzino și a soților Alice și M.G. Sturdza. | Muzeul Național „George Enescu”, București              | Cimec    |
|      | Scrisoare oficială trimisă de Grigore G. Ghika în numele Legației României din Franța, prin care George Enescu era anunțat că i s-a conferit Ordinul ,,Steaua României” în grad de cavaler                                                                                 | Datare: 5/18 februarie 1906 Dimensiuni: L: 29,6 cm; La: 19,5 cm Material: hârtie; cerneală; tipărire; scris de mână | Scrisoare oficială, cu antetul Legației României în Franța, prin care George Enescu este anunțat că prin Decretul Regal nr. 96 din 12 ianuarie 1906 i-a fost conferit Ordinul ,„Steaua României” în grad de cavaler. În scrisoare se menționa că odată cu aceasta va primi „brevetul și însemnele aferente”. De asemenea, marele muzician era rugat să completeze și să semneze formularul confirmării de primire, urmând să-l returneze Legației. Documentul este scris și redactat de Grigore G. Ghika reprezentant al Legației României în Franța. Scrisoarea a fost pliată în două. Are antetul Legației României în Franța. Este semnată de Grigore G. Ghica. | Muzeul Național „George Enescu”, București              | Cimec    |
|      | Certificat de autenticitate pentru o vioară Guarnieri del Gesu, care a aparținut lui George Enescu Autor: H.C. Silvestre | Datare: 20 aprilie 1896 Școală: Casa Fraților Silvestre Dimensiuni: L: 26,5 cm; La: 20,9 cm Material: hârtie cu filigran; cerneală; tipărire; scris de mână | Certificat de autenticitate pentru vioara Guarnieri del Gesu (1731), care a aparținut lui George Enescu. Este scris în limba franceză, pe o pagină, de lutierul H. C. Silvestre la 20 aprilie 1896, pe hârtie cu filigran „Royal Diamond”. Autorul certificatului spune că în urma expertizei efectuate de el, vioara prezentată de J. Brouzet este creată de Joseph (Giuseppe) Guarnieri del Gesu. Toate părțile componente ale viorii sunt analizate și descrise în amănunțime. Se menționează că această vioară „a fost vândută altădată de dl. Gand lui Millont, profesor la Conservatorul din Marsilia”. În partea de jos a actului, după semnătura lui H. C. Silvestre este o adnotare din 4 martie 1923, prin care J. Brouzet deținătorul certificatului spune că donează acest act „Marelui artist domnul George Enescu posesorul acestei minunate viori”. Pe certificat, sus în partea dreaptă, se află antetul Casei Fraților Silvestre fondată în anul 1829, semnătura lui H.C. Silvestre și a lui J. Brouzet. Certificatul a fost pliat în patru. Hârtie cu filigran „Royal Diamond”. | Muzeul Național „George Enescu”, București              | Cimec    |
|      | Chitanță prin care Pierre Hel confirmă plata efectuată de către George Enescu Autor: Pierre Hel | Datare: 5 februarie 1931 Dimensiuni: L: 26,8 cm; La: 21,0 cm Material: hârtie cu filigran; cerneală; tipărire; scris de mână | Chitanță scrisă de mână, în limba franceză, de Pierre Hel prin care confirmă primirea sumei de 3500 de franci francezi de la George Enescu pentru o vioară Pierre Hel cu numărul 372. În partea de sus a chitanței, se află antetul Casei Joseph Hel care are în partea dreaptă o vioară cu arcuș, iar în stânga inscripția: „Casa Joseph Hel 1865 - Pierre Hel Fiul și Succesorul”. Dedesubt, între două blazoane este scris cu litere mai mici: „Lutier al Conservatorului Regal din Haye și al Conservatorului Național din Lille”. Chitanța este semnată de Pierre Hel și datată 5 februarie 1931. În drepta jos este lipit un timbru de 1 franc peste care este scris: „Lille 5 februarie 1931 P. Hel”. | Muzeul Național „George Enescu”, București              | Cimec    |
|      | Program-concert Dinu Lipatti | Datare: mijlocul secolului XX Descoperit: jud. BACĂU, com. Berești-Tazlău, Conacul Rosetti-Tescanu Dimensiuni: L = 21,7 cm; La = 14 cm Material: hârtie galbenă; tuș maro; imprimare                                                                            | Afis-program - hârtie galbenă imprimată cu cerneală maro: Confederazione Fascista Professionisti e Artisti; Teatro delle Arti; sabato 11 aprilie 1942; XX; ore 17:30. Concerto del pianista rumeno Dinu Lipatti; programma: parte prima: Bach-Busoni; Scarlatti, Chopin; Parte seconda; Brahms; Lipatti; Enescu. | Muzeul Național „George Enescu”, București              | Cimec    |
|      | Program - stagiunea 1941-1942 | Datare: mijlocul secolului XX Școală: Soc.Tip.Nobili Pesaro Descoperit: jud. BACĂU, com. Berești-Tazlău, Conacul Rosetti-Tescanu Dimensiuni: L = 13,7 cm; La = 20,6 cm Material: hârtie galbenă; tuș albastru; imprimare                                        | Afiș din hârtie galbenă, cu 4 pagini afiș-program imprimat cu cerneală albastră; stagiunea 1941-1942; concert excepțional -pianistul român Dinu Lipatti; 16 aprilie 1942. | Muzeul Național „George Enescu”, București              | Cimec    |
|      | Concert Bruxelles 1924 | Datare: prima jumătate a secolului XX Descoperit: jud. BACĂU, com. Berești-Tazlău, conacul Rosetti-Tescanu Dimensiuni: L = 24 cm; La=14cm Material: hârtie galbenă; 8 pagini; imprimată cu negru                                                                | Program de concert în 8 pagini, în limba franceză, desfășurat în sala Conservatorului regal de muzică din Bruxelles, duminică 11 mai 1924 în onoarea Regelui și Reginei României. Concert de binefacere pentru invalizii de război români și belgieni. | Muzeul Național „George Enescu”, București              | Cimec    |
|      | Portret Elena Rosetti-Tescanu-Costin Autor: anonim | Datare: începutul secolului XX Școală: Atelier românesc Descoperit: jud. BACĂU, com. Berești-Tazlău, Tescani, Conacul Rosetti-Tescanu Dimensiuni: D = 27,5 cm; d = 20,5 cm / L = 37,7 cm; La = 32,8 cm Material: hârtie fotografică; sepia                      | Fotografie ovală - portret sepia și paspartou din carton alb. O reprezintă pe Elena (Nelly) Rosseti-Tescanu cas. Costin. Este sora mai mică a Marucăi și a fost căsătorită cu muzicianul Maximilian Costin. Fotografia o înfățișează din profil, părul lung, bogat este strâns în coc pe ceafă, privirea în jos, rochie albă cu platca din dantelă. | Muzeul Național „George Enescu”, București              | Cimec    |
|      | Constantin Rosetti-Tescanu și Maximilian Costin-vila Meri Autor: autor necunoscut | Datare: prima jumătate a secolului XX Școală: atelier românesc Descoperit: jud. BACĂU, com. Berești-Tazlău, Tescani, Conacul Rosetti-Tescanu Dimensiuni: L = 27 cm; La = 21,2 cm; H = 0,3 cm Material: hârtie fotografică, sepia; carton                        | Fotografie sepia lipită pe carton reprezentându-l pe Constantin Rosetti-Tescanu(1881-1933) cu Maximilian Costin(1888-1938), cumnatul său - soțul lui Nelly. Fotografia a fost realizată la vila Meri-reședința lui Constantin. | Muzeul Național „George Enescu”, București              | Cimec    |
|      | Constantin Rosetti-Tescanu Autor: neidentificat | Datare: sfârșitul secolului al XIX-lea Școală: Atelier moldovenesc Descoperit: jud. BACĂU, com. Berești-Tazlău, Tescani, Conacul Rosetti-Tescanu Dimensiuni: D = 37,8 cm; d = 22,5 cm / D = 39 cm; d = 24 cm Material: hârtie fotografică, sepia                | Fotografie -portret sepia -medalion, reprezentându-l pe Constantin Rosetti-Tescanu (1881-1933) adolescent: semiprofil dreapta, tuns scurt, îmbrăcat cu jacheta velur, deschisă la culoare. Fotografia este lipită pe carton negru oval. | Muzeul Național „George Enescu”, București              | Cimec    |
|      | Foto Alice Rosetti-Tescanu pe bancă | Datare: prima jumătate a secolului XX Școală: Atelier Julietta Descoperit: jud. BACĂU, com. Berești-Tazlău, Tescani, conacul Rosetti-Tescanu Dimensiuni: L = 8,6 cm; La = 5,5 cm Material: hârtie fotografică; sepia                                            | Fotografie sepia înfățișând-o pe Alice Rosetti-Tescanu (mama Marucăi) în ultimii ani ai vieții- după 1930, stând pe o bancă, iar în fundal meri înfloriți. Are în mână un ziar. Verso: stampila Bacău-Julietta -secția de amatori -sec.XX. Fotografia este tăiată pe margini cu ghilotina dantelată. | Muzeul Național „George Enescu”, București              | Cimec    |
|      | Foto Alice Rosetti-Tescanu cu o prietenă | Datare: a doua jumătate a secolului al XIX-lea Școală: Atelier moldovenesc Descoperit: jud. BACĂU, com. Berești-Tazlău, Tescani, conacul Rosetti-Tescanu Dimensiuni: L = 9 cm; La = 9 cm Material: hârtie fotografică; sepia                                    | Fotografie sepia înfățișând-o pe Alice Rosetti-Tescanu împreună cu o prietenă la Bacău, probabil în apropierea casei, îmbrăcate în ținută de zi, cu fuste lungi închise la culoare, bluze cu dantelă și jabouri, cu pălării de mici dimensiuni împodobite cu pene și flori, mănuși și umbrele. | Muzeul Național „George Enescu”, București              | Cimec    |
|      | L’Indepéndence Roumaine-Magazine Illustré-Noël 1915 | Datare: începutul secolului XX Descoperit: conacul Rosetti-Tescanu Dimensiuni: L = 48,5 cm; La = 33 cm Material: hârtie ziar; imprimare | Almanah în limba franceză -L’Indepéndence Roumaine-Magazine Illustré-Noël 1915 cu coperte albastru închis; Edmond van Saanen-Algi (1882-1938) - desen: Le Bonhome Noel: On peut entrer??... Are inclusă partitura < Le silence musicien> poem de Fernand Gregh (1873-1960); musique: Georges Enesco-1915. | Muzeul Național „George Enescu”, București              | Cimec    |
|      | Manta și șapcă de birjar | Datare: A doua jumătate a secolului al XIX-lea. Descoperit: jud., com. Dimensiuni: L=1330 mm; LA ( u )=480 mm; D șapcă=230 mm Material: Catifea, pânză, ață, capse; croire; coasere; lipire                                                                     | a) Mantaua-parte componentă a costumului de birjar (muscal) este confecționată din catifea bleumarin, are o croială foarte largă la poale, cu tăietură în talie. Mânecile sunt lungi, haina are guler mic și două buzunare interioare în față. Se încheie în față cu șase capse în diagonală, de la umăr spre șold, în stânga. Este căptușită cu pânză neagră, spatele și pieptul fiind pe interior matlasați. La spate, pe interior, prinsă de cusătura taliei, se află o perniță, umplută cu lână, probabil pentru stat pe ea. b) Șapca rusească, cu cozoroc semirotund, confecționată din catifea bleumarin, are o tresă din fir de mătase maron, în față la îmbinarea dintre fund si pereți si o alta deasupra prinsă cu doi nasturi îmbrăcați cu pânză. În interior este căptușită cu pânză neagră si piele. Materialul textil prezintă uzură functională. | Muzeul Național de Istorie a României, București        | Cimec    |
|      | Compas | Datare: 1686 Școală: Atelier clujean Dimensiuni: Î: 553 mm; La: 174 mm; Gr: 30 mm Material: lemn de fag; fier; baiț | Compas din lemn folosit în dulgherie. Aparține unui atelier din Cluj. Picioarele compasului sunt decorate în partea superioară cu acolade incizate, dispuse față în față, și crestături pe muchii. Picioarele sunt prinse printr-un șurub cu piuliță din fier. Este datat prin incizare: 1686. Culoarea maron închis. Un picior al compasului este rupt în partea superioară; distanțierul este crăpat. | Muzeul Național de Istorie a României, București        | Cimec    |
|      | Cutiuță pentru chibrituri | Datare: 3/4 sec. XIX Dimensiuni: Î: 610 mm; L: 100 mm; La: 87 mm Material: lemn; furnir; alamă; lac; clei; vopsea | Cutiuță pentru chibrituri (chibrițelniță) de formă paralelipipedică, care a aparținut Mariei Rosetti. Este lucrată din lemn furniruit. Partea frontală a capacului are forma de acoladă. Capacul este articulat cu o balama. Frontal în partea de jos se află lăcașul unde era scăpărătoarea. Culoarea maron deschis. | Muzeul Național de Istorie a României, București        | Cimec    |
|      | Redingotă | Datare: 1900 Descoperit: jud., com., Romania Dimensiuni: L=95; LA=43; Material: Stofă, ață, mătase. Croit, cusut | Redingotă bărbătească din stofă neagră, tăiată în talie și rotunjită prin decupare în față; este căptușită cu mătase. Pe reverul gulerului, în partea stângă este o butonieră. Are câte 3 nasturi imbracati pe fiecare mânecă. Redingota se închide cu un nasture interior și unul exterior. Prezintă mici orificii în zona gulerului. | Muzeul Național de Istorie a României, București        | Cimec    |
|      | Carte de senator | Datare: 14 aprilie 1877 Descoperit: jud., com., România Dimensiuni: L=135; LA=90; Material: Carton subțire colorat Tipărire | Cartea de senator este tipărită pe un carton subțire colorat, de culoare verde. Are un chenar cu motive florale și geometrice. În interiorul chenarului, stânga-sus, se află o ștampilă cu stema României și legenda circulară "Consiliul de Miniștri al României". Central, pe patru rânduri, este textul: ”Carta de senatore pentru diua de 14 Aprilie 1877”. | Muzeul Național de Istorie a României, București        | Cimec    |
|      | Permis eliberat de Muzeul Național din Franța pentru Barbu Iscovescu | Datare: 21 martie 1850 Descoperit: jud., com., Franța. Dimensiuni: L=110mm; LA=80mm; Material: Carton colorat, cerneală. Tipărire, manuscris. | Permis de intrare nr. 441, tipărit pe formular tipizat de formă octogonală, din carton de culoare albastru, eliberat de directorul Muzeului Național al Republicii Franceze, pictorului Barbu Iscovescu pentru a putea studia în acest muzeu. Cu cerneală sunt completate: numele pictorului, data 21 martie 1850 și în partea dreaptă jos, se poate observa semnătura olografă, însă indescifrabilă a directorului muzeului. A fost lipit cândva pe un suport și dezlipit ulterior. | Muzeul Național de Istorie a României, București        | Cimec    |
|      | Spadă de tuareg | Datare: Sfârșitul secolului XVIII-începutul secolului XIX Școală: Atelier nord-african Descoperit: , com. Antwerpen (Anvers) Dimensiuni: L=1003 mm Material: Oțel; piele; lemn; forjare; călire                                                                 | Lamă din oțel, dreaptă, cu două tăișuri și vârf rotunjit. Pe ambele fețe este prevăzută cu trei șanțuri mediane, numai spre mâner. Pe ambele fețe ale lamei, încadrate în motive decorative, sunt inscripții cu litere arabe. Mânerul este din oțel, placat cu plăsele din lemn, acoperite cu filigran metalic împletit și împodobit cu plăcuțe metalice romboidale. Capul mânerului este masiv, dintr-un bloc cu patru fațete și capăt exterior rotunjit. Capul mânerului este găurit pentru a permite fixarea unui șnur. Mânerul este împodobit decorativ și cu un bulb din piele, în formă de ceapă. Bulbul din piele este desprins, marginea dinspre lamă a mânerului este roasă, lama prezintă coroziune punctiformă pe ambele fețe, dar și pe capul mânerului. | Muzeul Național de Istorie a României, București        | Cimec    |
|      | Iatagan | Școală: Atelier oriental Descoperit: jud., com., Imperiul Otoman Dimensiuni: L=750 mm Material: Oțel de damasc, os, metal alb (argint)?, forjare, călire, încrustare, filigranare                                                                               | Lamă din oțel de Damasc, ușor curbată, cu un tăiș și muchie netăioasă prevăzută cu un șanț pe ambele fețe. Pe o față a lamei sunt gravate si incrustate cu filigran din metal alb (posibil argint), ornat cu motive decorative stilizate. Pe cealaltă parte a lamei, se află inscripții în litere arabe și anul islamic al făuririi, (1222)?. Două din inscripții sunt mărginite de două linii paralele deasupra cărora sunt incrustate motive florale. Mânerul este prevăzut cu două plăsele evazate din os, unite median cu o bandă metalică ornată cu motive vegetale reliefate, mărginite de linii perlate. Plăselele sunt fixate în patru nituri din alamă. Spre lamă mânerul este acoperit cu o placă metalică prelungită spre muchia netăioasă a lamei, decorată cu motive vegetale. Lama prezintă ușoare urme de coroziune punctiformă. Teaca iataganului are numărul de inventar 37.103 | Muzeul Național de Istorie a României, București        | Cimec    |
|      | Spadă pentru două mâini | Datare: A doua jumătate a secolului XVI Școală: Atelier transilvănean Descoperit: jud., com., Romania Dimensiuni: L=1830 mm Material: Oțel, lemn, turnare, forjare                                                                                              | Spadă realizată în manieră occidentală. Lamă dreaptă, din oțel, cu marginile flambate, două tăișuri, vârf ascuțit și nervură mediană pe ambele fețe. Spre gardă prezintă două brațe scurte îndoite spre partea flambată a lamei. Garda dreaptă, în cruce, cu brațele laterale îndoite și răsucite spre lamă. Originea gărzii prezintă două ovale. Brațele laterale se termină în câte o floare de crin. Mânerul din oțel, continuare a lamei, este acoperit cu plăsele din lemn, modelat spre mijloc. Capul mânerului se termină într-un bulb lățit. | Muzeul Național de Istorie a României, București        | Cimec    |
|      | Sabie occidentală cu teacă | Datare: Lama secol XVIII, celelalte piese componente secolul XIX. Școală: Atelier occidental Descoperit: jud., com. Antwerpen (Anvers), Romania Dimensiuni: L sabie=807 mm; L teacă=740 mm Material: Oțel, lemn, forjare, călire, inscripționare                | Lamă din oțel curbată, cu tăiș, contratăiș și muchie netăioasă, ușor lățită spre vârf. Pe partea exterioară a lamei se află incrustată inscripția în limba latină IUDICA. DOMINE. NOCENTES. M. EXPUGNA. INPUGNANTES.M. iar spre gardă o stemă cu un vultur bicefal surmontat de o coroană, în ghearele căruia se află un sceptru și un glob cu o cruce. În mijlocul stemei, într-un medalion, se află încadrat bustul Madonei cu pruncul, stilizat. Garda în cruce, cu brațele ușor lățite și trilobate, cu origine semicirculară spre lamă. Prezintă bogate motive decorative reliefate și traforate pe ambele fețe. Capul mânerului ușor încovoiat spre muchia netăioasă și se termină într-un cap "a la antique" (reprezentând capul unei zeități, posibil Palas). Lamă corodată punctiform, catifeaua roasă. | Muzeul Național de Istorie a României, București        | Cimec    |
|      | Spadă occidentală | Datare: Secolul XIX. Școală: Atelier Occidental Descoperit: jud., com. Antwerpen (Anvers), Romania Dimensiuni: L sabie=1055 mm; L teacă=930 mm Material: Oțel, alamă, forjare, călire                                                                           | Spadă occidentală, realizată în maniera secolului XI. Lamă dreaptă, din oțel, cu două tăișuri și șanț median pe ambele fețe. Pe partea exterioară a lamei, spre gardă, lama este ornamentată cu incrustații în filigran cu motive vegetale ce înconjoară o pasăre cu brațele desfăcute și un dragon, ambele stilizate. Incrustațiile sunt din metal galben și alb. Șanțul median de pe partea interioară a lamei se termină spre gardă în trei puncte pronunțate. Garda din alamă, în cruce, are brațele îndoite la capete, spre lamă. Ambele suprafețe ale gărzii sunt ornate cu motive vegetale, florale, geometrice, gravate și reliefate. Mânerul din metal, acoperit de o placă din metal alb, decorată cu medalioane florale din alamă. Capul mânerului se termină într-o rozetă lată de alamă, în formă de floare, cu partea centrală reliefată. Teaca din lemn, acoperită în întregime cu metal cu aspect reiat (ca și garda), ornamentat cu 9 brățări sub forma unor medalioane, împodobite în întregime cu motive vegetale. Brățara de pe partea inferioară a tecii este foarte lată. Brățările în formă de medalioane de pe ambele fețe ale tecii sunt despărțite de alte 8 brățări înguste și ele ornamentate. Brățările a doua și a cincea, de pe partea superioară spre talpă sunt prevăzute și cu două verigi de prindere a inelelor port-spadă. Lama este ușor ciupită spre partea ornamentată. | Muzeul Național de Istorie a României, București        | Cimec    |
|      | Iatagan | Datare: Anul islamic 1270, anul creștin 1853 Școală: Atelier otoman Descoperit: jud., com. Antwerpen (Anvers), Romania Dimensiuni: L=780 mm Material: Oțel, alamă, coral, filigran, forjare, călire                                                             | Lamă din oțel, curbă, cu un tăiș și muchie netăioasă, prevăzute pe ambele fețe cu două șanțuri paralele. Pe o parte a lamei, încadrată de un motiv decorativ gravat și incrustat cu metal alb (argint?) se află inscripții cu caractere arabe și anul islamic 1270. Pe celalaltă parte a lamei, într-un medalion se află o stea și puncte gravate și inscrustate cu metal alb. Mânerul fără gardă este prevăzut cu două plăsele din fildeș, despărțite median printr-o brățară metalică ornată cu bumbi metalici în forme de flori, alternând cu rozete în care sunt încastrate corali. Spre lamă mânerul are o brățară metalică din alamă care se prelungește spre muchia netăioasă cu plăci metalice pe ambele fețe. Ele sunt ornamentate cu motive decorative filigranate. | Muzeul Național de Istorie a României, București        | Cimec    |
|      | Iatagan | Datare: Prima jumătate a secolului al XIX-lea Școală: Atelier otoman. Descoperit: jud., com. Antwerpen (Anvers), Romania Dimensiuni: L=740 mm Material: Oțel, lemn, alamă, argint (?); Forjare, călire, încrustare, filigranare                                 | Lama curbată prezintă un tăiș, muchie netăioasă și șanț pe ambele fețe. Mânerul are două plăsele din lemn, evazate spre partea superioară, fixate prin patru nituri din alamă. Spre lamă mânerul are o brățară din metal, posibil argint, decorată cu motive vegetale în relief, care se prelungește acoperind o parte din muchia netăioasă a lamei. Plăselele sunt unite median cu o brățară metalică decorată cu motive în relief, mărginite de linii perlate. Urme de coroziune spre vârful lamei și plăsele crăpate. | Muzeul Național de Istorie a României, București        | Cimec    |
|      | Sabie de husar | Datare: Secolul XVIII. Școală: Atelier unguresc Descoperit: jud., com. Antwerpen (Anvers), Romania Dimensiuni: L=910 mm Material: Oțel, alamă, lemn, forjare, călire, gravare                                                                                   | Lamă din oțel, curbă cu un tăiș, contra-tăiș, muchie netăioasă și lanț lat pe ambele fețe. Pe partea exterioară a talonului gărzii se află o inscripție în limba latină, surmontată de Fecioara Maria. Inscripția, limitată de două șanțuri perpendiculare cuprinde Maria Mutter/ Dei Patrona/ Hungariae/ Sub tuum Prae/ Sidium Confugio. Pe partea netăioasă spre gardă se află inscripția P.O.Henstein. Pe partea interioară se află o inscripție delimitată de două șanțuri perpendiculare pe lamă, inscripția este surmontată de o cruce cu două brațe (simbolul Ungariei) și In hoc signo vinces (în acest semn vei învinge). Inscripția de sub cruce Deus Exerci/ tuum Pellator/ fortfsime/ Esto mecum. Garda în cruce este din alamă și are un singur braț de împreunare mărginit de un șir de metal perlat. Mânerul este din lemn striat, acoperit spre muchia netăioasă de o placă din alamă terminată într-un bulb aplatizat și patru șiruri perlate. Lama prezintă urme de coroziune punctiformă pe ambele fețe. Spre vârful țevii lama este ușor îndoită spre muchia netăioasă. | Muzeul Național de Istorie a României, București        | Cimec    |
|      | Sabie occidentală | Datare: XVIII-XIX Școală: Atelier francez Descoperit: jud., com. Antwerpen (Anvers), Romania Dimensiuni: L=880 mm Material: Oțel, alamă, turnare, forjare, încrustare                                                                                           | Lama din oțel este curbă, cu un tăiș, contra-tăiș, muchie netăioasă și șanț lat pe ambele fețe. Spre gardă lama este ornamentată cu motive vegetale, care încadrează, pe partea exterioară, o stemă surmontată de o coroană regală și gardată de doi lei. Sub stemă, pe o eșarfă, se află o inscripție în franceză din care se poate descifra numai DIEU ET…. Indescifrabilă este și deviza din stemă. Pe partea interioară a lamei sunt gravate tot ornamente vegetale și trofee care încadrează coroana regală. Vârful lamei este rupt iar muchia tăioasă prezintă ciobiri. Garda din alamă are un braț îndoit spre muchia netăioasă, iar capătul brațului dinspre muchia tăioasă este rupt. Garda mai prezintă și o origine semi-ovală. Mânerul este în întregime din fildeș, striat parțial și acoperit spre muchia netăioasă (în partea superioară a mânerului) de o placă metalică ce ia forma unui cap de leu. Deteriorată, prezintă pete adânci de coroziune pe ambele fețe ale lamei, vârful lamei este rupt iar partea tăioasă e știrbită, lipsește un capăt al gărzii și o porțiune din fildeșul mânerului. Lama datează din secolul al XVIII-lea iar garda și mânerul se pare că sunt făurite la începutul secolului al XIX-lea. | Muzeul Național de Istorie a României, București        | Cimec    |
|      | Sabie de husar | Datare: Secolul XVIII Școală: Atelier unguresc Descoperit: jud., com. Antwerpen (Anvers), Romania Dimensiuni: L=905 mm Material: Oțel, lemn, alamă, forjare, călire                                                                                             | Lamă din oțel curbă, cu un tăiș și muchie netăioasă, prevăzută pe ambele fețe cu un șanț lat dispus spre partea netăioasă. Pe partea exterioară a lamei este gravată imaginea Fecioarei Maria și o inscripție în latină, parțial descifrabilă Maria / mater dei/ date..a/ Hungaria/ ... / . Pe partea interioară a lamei sunt gravate In hoc../vinces/ o cruce dublă și o inscripție tot în latină Deus/ exercitum/ delator/ fortisime/ ceto..cum/ . Garda în cruce, cu origine în formă de cruce și arc de împreunare ornat la exterior cu bumbi perlați. Mânerul metalic are o plăsea din lemn șănțuit și acoperit spre partea netăioasă cu o bandă metalică din alamă, îndoită spre arcul de împreunare. Lama prezintă pete de corodare, lemnul mânerului este tocit. | Muzeul Național de Istorie a României, București        | Cimec    |
|      | Fotografie: ofițerul Romulus Magheru | Datare: cca. 1880 Școală: Carol Popp de Szathmari Descoperit: jud., com., Romania Dimensiuni: I=161 mm; LA=112 mm; Material: Hârtie foto; Fotografiere sepia | Fotografie sepia reprezentându-l pe Romulus Magheru bust, semiprofil spre stânga, în uniformă de ofițer superior, cu decorații, este de formă ovală și lipită pe carton negru, cu margini aurii. În stânga jos, cu litere aurii este scris: C. SZATHMARI iar în dreapta BUCURESCI. Romulus Magheru (1847-1897) a fost participant la Războiul de Independență din 1877 în calitate de ofițer de stat major. Fără forme evidente de degradare. | Muzeul Național de Istorie a României, București        | Cimec    |
|      | Tablou- fotografie cu membrii guvernului Iuliu Maniu (1932-1933) | Datare: 1932 - 1933 Descoperit: jud., București, Romania Dimensiuni: I=300 mm; LA=200 mm; Material: Hârtie foto; Fotografiere alb-negru | Fotografie de grup, alb-negru - tablou reprezentând membrii guvernului condus de Iuliu Maniu în perioada 1932-1933 fotografiați într-o încăpere. Rândul de jos, de la stânga la dreapta, stând pe scaune sunt: Voicu Nițescu, Pan Halippa, Ion Mihalache, Gheorghe Mironescu, Costăchescu, Iuliu Maniu, Ștefan Cicio-Pop, Nicolae Titulescu, generalul Nicolae Samsonovici, Mihai Popovici, Eduard Mirto. Rândul de sus, de la stânga la dreapta, stând în picioare sunt: Ion Pop, Ion Lugoșianu, Theofil Sauciuc-Săveanu, Mihail Ghelmegeanu, Ghiță Crișan, Anton Crihan, Petre Andrei, Savel Rădulescu, Armand Călinescu, Dumitru R. Ioanițescu. Fotografia are passe-partout și ramă din lemn. Fără forme evidente de degradare. | Muzeul Național de Istorie a României, București        | Cimec    |
|      | Regele Ferdinand decorând drapelul Regimentului 9 Vânători | Datare: 29 august 1917 Școală: Serviciul Fotografic al Armatei Descoperit: jud., com., Moldova, Romania Dimensiuni: I=180; LA=240; Material: Hârtie fotografică. Fotografiere sepia                                                                             | Fotografia surprinde momentul ceremoniei decorării steagului Regimentului 9 Vânători de către Regele Ferdinand, cu Ordinul "Mihai Viteazul" clasa a -III-a; 29 august 1917. În prim plan sunt doi ofițeri care țin steagul, iar Ferdinand leagă decorația; lângă rege este Principele Carol care salută, apoi principele Nicolae, o doamnă (posibil Lise Suțu), regina Maria și mai în spate Principesa Mărioara. În partea dreaptă și pe fundal sunt soldați. În imediata apropriere, un soldat ține ridicat un steag de asemenea, decorat. În partea dreaptă (jos) este prezentă ștampila Serviciului Fotografic al Armatei Române. Fără forme evidente de degradare. | Muzeul Național de Istorie a României, București        | Cimec    |
|      | Scrisoare trimisă de Martha Bibescu lui C. Gane Autor: Martha Bibescu | Datare: 14 noiembrie 1936 Descoperit: jud. ILFOV, com. MOGOȘOAIA, MOGOȘOAIA Dimensiuni: L: 220 mm; La: 160 mm Material: hârtie; cerneală albastră | Scrisoare manuscris, trimisă de Martha Bibescu lui C. Gane la 14 noiembrie 1936, de la Mogoșoaia prin care aceasta îi mulțumește pentru volumul II din Biografia lui Petre Carp, care îi fusese trimisă. În continuare Martha Bibescu se referă laudativ la rolul jucat de Ferdinand și critic la adresa Mariei, în perioada 1914-1916. În contradicție cu ceea ce a scris Gane ea afirma că regele a luat singur decizia de a lupta alături de aliați și că acest lucru ar trebui spus națiunii. Scrisoarea are opt pagini, este datată și semnată de Martha Bibescu. Are antet Mogoșoaia Par Kitila (Ilfov). | Muzeul Național de Istorie a României, București        | Cimec    |
|      | Act comemorativ al Rafinăriei Brazi | Datare: 17 iunie 1934 Descoperit: jud. PRAHOVA, com. BRAZI Dimensiuni: L: 660 mm; La: 500 mm Material: carton; tuș negru și roșu | Actul comemorativ din 17 iunie 1934 a fost emis cu ocazia punerii pietrei fundamentale a noii Rafinării de Petrol Brazi a Societății Creditul Minier în prezența următoarelor personalități: Gh. Tătărescu – Președintele Consiliului de Miniștri, Gr. Dimitrescu – Guvernatorul BNR, N.P. Ștefănescu Președintele Consiliului de Administrație „Creditul Minier”, membri Comitetului de Direcțiune printre care Mareșal Averescu, Armand Călinescu, Mircea Djuvara ș.a. În text se arată sprijinul financiar dat de BNR, Banca de Credit Român, Banca Românească, inginerii care au contribuit la construirea rafinăriei. Actul a fost întocmit în trei exemplare: unul a fost zidit în fundație, al doilea pentru Arhivele Statului, iar al treilea se păstra la Creditul Minier. Urmau semnăturile tuturor celor prezenți la ceremonie. | Muzeul Național de Istorie a României, București        | Cimec    |
|      | Stilou care i-a aparținut lui Victor Iamandi | Descoperit: jud. BUCUREȘTI Dimensiuni: L: 140 mm; D: 15 mm Material: aur; argint; metal comun; ebonită | Stilou din ebonită, de culoare maron cu irizații sidefate, marca OMAS EXTRA LUCENS BREV. 73725 – 1936, inscripționată pe corpul stiloului. În interior se află rezervorul cilindric și pompa de încărcare cu cerneală care se termină cu un capac care se înșurubează. Capacul mare este prevăzut cu clemă de prindere din metal galben iar în apropiere de gura capacului are un decor cu trei cercuri concentrice din metal galben și inițialele AS într-un cartuș. Penița este din aur inscripționată: OMAS 585 EXTRA LUCENS. | Muzeul Național de Istorie a României, București        | Cimec    |
|      | Manifest tipărit de Aviația Regală Britanică și Aviația Armatei Statelor Unite, în 1944 | Datare: 1944 Dimensiuni: L: 200 mm; La: 130 mm Material: hârtie; cerneală tipografică | Manifest tipărit în limba română, lansat de Aviația Regală Britanică și Aviația Armatei Statelor Unite, în 1944, în care românii sunt îndemnați să silească guvernul român nu mai stea în fața Rușilor, să nu mai ajute Germania și să înceteze orice act de ostilitate împotriva Națiunilor Unite. Pe revers este declarația comună către sateliții Germaniei: Ungaria, România, Bulgaria și Finlanda prin care aceste state sunt sfătuite să iasă din război, ele putând să scurteze lupta în Europa. | Muzeul Național de Istorie a României, București        | Cimec    |
|      | Aplică de centură | Datare: Secolele XIV - XV Descoperit: jud. Mehedinti, com. Gogoșu, Gogoșu - Coasta Nucilor, Coasta Nucilor, Romania Dimensiuni: Î = 25 mm Material: argint; aur; ambutisare; aurire                                                                             | Aplică din argint aurit, în formă de treflă, cu petalele conturate în acoladă, dispuse în jurul unui umbo central. Pe cele trei petale sunt nituri de fixare. Lipsă unul dintre nituri. Aurirea mult ștearsă, zgârieturi pe întreaga suprafață și o tăietură de suprafață între două petale. | Muzeul Național de Istorie a României, București        | Cimec    |
|      | Aplică de centură | Datare: secolele XIV - XV Descoperit: jud. Mehedinți, com. Gogoșu, Gogoșu - Coasta Nucilor, Coasta Nucilor, Romania Dimensiuni: Î = 25 mm Material: argint; aur; ambutisare; aurire                                                                             | Aplică din argint aurit, în formă de treflă, cu petalele conturate în acoladă, dispuse în jurul unui umbo central. Pe cele trei petale sunt nituri de fixare. Se păstrează un singur nit. Una dintre petale are vârful rupt până la perforația pentru nit. Aurirea este aproape ștearsă. | Muzeul Național de Istorie a României, București        | Cimec    |
|      | Aplică de centură | Datare: secolele XIV - XV Descoperit: jud. Mehedinți, com. Gogoșu, Gogoșu - Coasta Nucilor, Coasta Nucilor, Romania Dimensiuni: Î = 25 mm Material: argint; aur; ambutisare; aurire                                                                             | Aplică din argint aurit, în formă de treflă, cu petalele conturate în acoladă, dispuse în jurul unui umbo central. Pe cele trei petale sunt nituri de fixare. Piesa păstrează două nituri. O petală ruptă într-o parte, alta, de la vârf, unde este și îndoită. | Muzeul Național de Istorie a României, București        | Cimec    |
|      | Aplică de centură | Datare: secolele XIV - XV Descoperit: jud. Mehedinți, com. Gogoșu, Gogoșu - Coasta Nucilor, Coasta Nucilor, Romania Dimensiuni: Î = 25 mm Material: argint; aur; ambutisare; aurire                                                                             | Aplică din argint aurit, în formă de treflă, cu petalele conturate în acoladă, dispuse în jurul unui umbo central. Pe cele trei petale sunt nituri de fixare. Piesa are numai două nituri, este puțin deformată, mici lipsuri pe margine. Aurirea, aproape ștearsă. | Muzeul Național de Istorie a României, București        | Cimec    |
|      | Aplică de centură | Datare: secolele XIV - XV Descoperit: jud. Mehedinți, com. Gogoșu, Gogoșu - Coasta Nucilor, Coasta Nucilor, Romania Dimensiuni: Î = 25 mm Material: argint; aur; ambutisare; aurire                                                                             | Aplică din argint aurit, în formă de treflă, cu petalele conturate în acoladă, dispuse în jurul unui umbo central. Pe cele trei petale sunt nituri de fixare. | Muzeul Național de Istorie a României, București        | Cimec    |
|      | Aplică de centură | Datare: secolele XIV - XV Descoperit: jud. Mehedinți, com. Gogoșu, Gogoșu - Coasta Nucilor, Coasta Nucilor, Romania Dimensiuni: Î = 25 mm Material: argint; aur; ambutisare; aurire                                                                             | Aplică din argint aurit, în formă de treflă, cu petalele conturate în acoladă, dispuse în jurul unui umbo central. Pe cele trei petale sunt nituri de fixare. Piesa mai păstrează un singur nit, este crăpată între petale până la umbo central. Aurirea, aproape ștearsă. | Muzeul Național de Istorie a României, București        | Cimec    |
|      | Aplică de centură | Datare: secolele XIV - XV Descoperit: jud. Mehedinți, com. Gogoșu, Gogoșu - Coasta Nucilor, Coasta Nucilor, Romania Dimensiuni: Î = 25 mm Material: argint; aur; ambutisare; aurire                                                                             | Aplică din argint aurit, în formă de treflă, cu petalele conturate în acoladă, dispuse în jurul unui umbo central. Pe cele trei petale sunt nituri de fixare. Piesa păstrează un singur nit, este crăpată pe margine, cu lipsuri mici de material. Aurirea, aproape ștearsă. | Muzeul Național de Istorie a României, București        | Cimec    |
|      | Aplică de centură | Datare: secolele XIV - XV Descoperit: jud. Mehedinți, com. Gogoșu, Gogoșu - Coasta Nucilor, Coasta Nucilor, Romania Dimensiuni: Î = 25 mm Material: argint; aur; ambutisare; aurire                                                                             | Aplică din argint aurit, în formă de treflă, cu petalele conturate în acoladă, dispuse în jurul unui umbo central. Pe cele trei petale sunt nituri de fixare. Piesa, crăpată pe margine în mai multe locuri, cu lipsă de material. Aurirea, aproape ștearsă. | Muzeul Național de Istorie a României, București        | Cimec    |
|      | Aplică de centură | Datare: secolele XIV - XV Descoperit: jud. Mehedinți, com. Gogoșu, Gogoșu - Coasta Nucilor, Coasta Nucilor, Romania Dimensiuni: Î = 25 mm Material: argint; aur; ambutisare; aurire                                                                             | Aplică din argint aurit, în formă de treflă, cu petalele conturate în acoladă, dispuse în jurul unui umbo central. Pe cele trei petale sunt nituri de fixare. Mici lipsuri de material pe margine. Aurirea, aproape ștearsă. | Muzeul Național de Istorie a României, București        | Cimec    |
|      | Aplică de centură | Datare: secolele XIV - XV Descoperit: jud. Mehedinți, com. Gogoșu, Gogoșu - Coasta Nucilor, Coasta Nucilor, Romania Dimensiuni: Î = 25 mm Material: argint; aur; ambutisare; aurire                                                                             | Aplică din argint aurit, în formă de treflă, cu petalele conturate în acoladă, dispuse în jurul unui umbo central. Pe cele trei petale sunt nituri de fixare. Piesa, ușor deformată, prezintă o ușoară crăpătură între două petale până la umbo. Aurirea, aproape ștearsă. | Muzeul Național de Istorie a României, București        | Cimec    |
|      | Aplică de centură | Datare: secolele XIV - XV Descoperit: jud. Mehedinți, com. Gogoșu, Gogoșu - Coasta Nucilor, Coasta Nucilor, Romania Dimensiuni: Î = 25 mm Material: argint; aur; ambutisare; aurire                                                                             | Aplică din argint aurit, în formă de treflă, cu petalele conturate în acoladă, dispuse în jurul unui umbo central. Pe cele trei petale sunt nituri de fixare. Piesa mai păstrează un singur nit, este ușor deformată și prezintă crăpături și lipsuri de material pe margine. Aurirea, aproape ștearsă. | Muzeul Național de Istorie a României, București        | Cimec    |
|      | Aplică de centură | Datare: secolele XIV - XV Descoperit: jud. Mehedinți, com. Gogoșu, Gogoșu - Coasta Nucilor, Coasta Nucilor, Romania Dimensiuni: Î = 25 mm Material: argint; aur; ambutisare; aurire                                                                             | Aplică din argint aurit, în formă de treflă, cu petalele conturate în acoladă, dispuse în jurul unui umbo central. Pe cele trei petale sunt nituri de fixare. Piesa mai păstrează un singur nit, mai multe crăpături pe margine, cu ușoare lipsuri de material. Aurirea, aproape ștearsă. | Muzeul Național de Istorie a României, București        | Cimec    |
|      | Aplică de centură | Datare: secolele XIV - XV Descoperit: jud. Mehedinți, com. Gogoșu, Gogoșu - Coasta Nucilor, Coasta Nucilor, Romania Dimensiuni: Î = 25 mm Material: argint; aur; ambutisare; aurire                                                                             | Aplică din argint aurit, în formă de treflă, cu petalele conturate în acoladă, dispuse în jurul unui umbo central. Pe cele trei petale sunt nituri de fixare. Piesa păstrează două nituri, prezintă ușoare lipsuri de material pe margine. Aurirea, aproape ștearsă. | Muzeul Național de Istorie a României, București        | Cimec    |
|      | Aplică de centură | Datare: secolele XIV - XV Descoperit: jud. Mehedinți, com. Gogoșu, Gogoșu - Coasta Nucilor, Coasta Nucilor, Romania Dimensiuni: Î = 25 mm Material: argint; aur; ambutisare; aurire                                                                             | Aplică din argint aurit, în formă de treflă, cu petalele conturate în acoladă, dispuse în jurul unui umbo central. Pe cele trei petale sunt nituri de fixare. Piesa mai păstrează două nituri, prezintă o crăpătură pe suprafața unei petale. Aurirea, aproape ștearsă. | Muzeul Național de Istorie a României, București        | Cimec    |
|      | Aplică de centură | Datare: secolele XIV - XV Descoperit: jud. Mehedinți, com. Gogoșu, Gogoșu - Coasta Nucilor, Coasta Nucilor, Romania Dimensiuni: Î = 25 mm Material: argint; aur; ambutisare; aurire                                                                             | Aplică din argint aurit, în formă de treflă, cu petalele conturate în acoladă, dispuse în jurul unui umbo central. Pe cele trei petale sunt nituri de fixare. Piesa mai păstrează un singur nit. Aurirea, aproape ștearsă. | Muzeul Național de Istorie a României, București        | Cimec    |
|      | Aplică de centură | Datare: secolele XIV - XV Descoperit: jud. Mehedinți, com. Gogoșu, Gogoșu - Coasta Nucilor, Coasta Nucilor, Romania Dimensiuni: Î = 25 mm Material: argint; aur; ambutisare; aurire                                                                             | Aplică din argint aurit, în formă de treflă, cu petalele conturate în acoladă, dispuse în jurul unui umbo central. Pe cele trei petale sunt nituri de fixare. Piesa mai păstrează două nituri. Aurirea, aproape ștearsă. | Muzeul Național de Istorie a României, București        | Cimec    |
|      | Aplică de centură | Datare: secolele XIV - XV Descoperit: jud. Mehedinți, com. Gogoșu, Gogoșu - Coasta Nucilor, Coasta Nucilor, Romania Dimensiuni: Î = 25 mm Material: argint; aur; ambutisare; aurire                                                                             | Aplică din argint aurit, în formă de treflă, cu petalele conturate în acoladă, dispuse în jurul unui umbo central. Pe cele trei petale sunt nituri de fixare. Piesa mai păstrează două nituri, este ruptă în dreptul unei perforații de nit, cu lipsuri de material, deformată ușor. Aurirea, aporape ștearsă. | Muzeul Național de Istorie a României, București        | Cimec    |
|      | Aplică de centură | Datare: secolele XIV - XV Descoperit: jud. Mehedinți, com. Gogoșu, Gogoșu - Coasta Nucilor, Coasta Nucilor, Romania Dimensiuni: Î = 25 mm Material: argint; aur; ambutisare; aurire                                                                             | Aplică din argint aurit, în formă de treflă, cu petalele conturate în acoladă, dispuse în jurul unui umbo central. Pe cele trei petale sunt nituri de fixare. Piesa nu mai păstrează nici un nit. Lipsa aproape completă a unei petale și o crăpătură în partea opusă. Aurirea, aproape ștearsă. | Muzeul Național de Istorie a României, București        | Cimec    |
|      | Aplică de centură | Datare: secolele XIV - XV Descoperit: jud. Mehedinți, com. Gogoșu, Gogoșu - Coasta Nucilor, Coasta Nucilor, Romania Dimensiuni: Î = 25 mm Material: argint; aur; ambutisare; aurire                                                                             | Aplică din argint aurit, în formă de treflă, cu petalele conturate în acoladă, dispuse în jurul unui umbo central. Pe cele trei petale sunt nituri de fixare. Se mai păstrează numai două nituri, o petală lipsește aproape complet și în dreptul ei este o ușoară crăpătură, umbo este deformat prin lovire. Aurirea, aproape ștearsă. | Muzeul Național de Istorie a României, București        | Cimec    |
|      | Scrisoare - Alexandru Dimitrie Ghica | Datare: 5/17 mai 1857 Descoperit: jud., com., Țara Românească, Romania Dimensiuni: L=27 mm; LA=21 mm; Material: Hârtie, cerneală neagră Manuscris, limba franceză                                                                                               | Scrisoare în limba franceză adresată lui Mehmed Esaad Safvet Effendi, comisar al Porții în Principatele Române, de către caimacamul Țării Românești, Alexandru Dimitrie Ghica, în data de 5/ 17 mai 1857. Se referă la importanța problemei unirii și a opiniei publice generale existente în Principate, favorabilă unirii. Menționează rolul ce revenea Adunărilor ad-hoc și comisiei internaționale în rezolvarea acestei probleme majore a românilor. Scrisoarea a fost trimisă din București și conține două file. | Muzeul Național de Istorie a României, București        | Cimec    |
|      | Afiș-program Enesco-Chole | Datare: 1935 Descoperit: jud. BACĂU, com. BEREȘTI-TAZLĂU, TESCANI Dimensiuni: L: 21,5 cm; La: 13,9 cm Material: hârtie galbenă; cerneală roșie; imprimare | Afiș-program Enesco-Chole, datat 14 decembrie 1935, în limba franceză, sub patronajul Association des Amities Foreziennes et Vellaves et de la Societe de Musique de Chambre de Saint-Etienne. Pian Erard, ștampile Romeo Drăghici, cerneală albastră și violet. | Muzeul Național „George Enescu”, București              | Cimec    |
|      | Afiș-program Concert de Musique Roumanie | Datare: 1933 Descoperit: jud. BACĂU, com. BEREȘTI-TAZLĂU, TESCANI Dimensiuni: L: 27 cm; La: 20,7 cm Material: hârtie cu filigran; cerneală neagră; imprimare | Afiș-program Concert de Musique Roumanie, în limba franceză, două pagini, sala Școlii Normale de Muzică, Paris; sub înaltul patronaj al M.S. Regele României și al lui Dinu Cesianu, ministru României în Franța. Concertul s-a desfășurat cu concursul: Maria Modrakowska, Magda Tagliaferro, Georges Enesco, Jacques Thibaud. | Muzeul Național „George Enescu”, București              | Cimec    |
|      | Afiș-program Societe Nationale de Musique | Datare: 1933 Descoperit: jud. BACĂU, com. BEREȘTI-TAZLĂU, TESCANI Dimensiuni: L: 21,5 cm; La: 13,6 cm Material: hârtie cu filigran; cerneală neagră; imprimare                                                                                                  | Afiș-program în limba franceză al Societății Naționale de Muzică Ars Gallica, fondată în 1871 de Bussine și Saint-Saens. Al 547-lea concert; vineri 9 iunie 1933; program: trei sonate pentru vioară și pian de Ropartz, Georges Enesco et Robert Casadesus; două pagini. | Muzeul Național „George Enescu”, București              | Cimec    |
|      | Afiș-program concert Janine Weill - Georges Enesco | Datare: 1931 Descoperit: jud. BACĂU, com. BEREȘTI-TAZLĂU, TESCANI Dimensiuni: L: 21 cm; La: 14 cm Material: hârtie crem; cerneală roșie; imprimare | Afiș-program în limba franceză; direction de concerts P. Boquel; Maison Gaveau; salle des concerts 45; rue La Noetie; vendredi 12 juin 1931, a 21 heures. Concert: Janine Weill avec de concurs de Georges Enesco. | Muzeul Național „George Enescu”, București              | Cimec    |
|      | Afiș-program 28 mai 1931 | Datare: 1931 Descoperit: jud. BACĂU, com. BEREȘTI-TAZLĂU, TESCANI Dimensiuni: L: 22,2 cm; La: 14 cm Material: hârtie crem; cerneală albastră; imprimare | Afiș-program în limba franceză imprimat pe hârtie crem cu cerneală albastră; antet 1900 – Direction de concert Boquel – 1931; Gaveau-salle des concerts 45; rue La Boetie; jeudi 28 mai 1931; dernier recital de la saison; Enesco; în program: Bach, Tartini, Beethoven, Corelli; D’Ollone; Debussy; Pugnani-Kreisler; au piano: Henri Lauth – piano Gaveau. | Muzeul Național „George Enescu”, București              | Cimec    |
|      | Afiș-program Ateneul român | Datare: 1925 Descoperit: jud. BACĂU, com. BEREȘTI-TAZLĂU, TESCANI Dimensiuni: L: 28,5 cm; La: 16,2 cm Material: hârtie de ziar; cerneală neagră; imprimare | Afiș-program Ateneul român; 4 concerte extraordinare de vioară date de maestrul George Enescu cu acompaniamentul d-lui N. Caravia pianist, 24 noiembrie 1924; 1 decembrie 1925; 3 decembrie 1925; 8 decembrie 1925. Fotografie alb-negru înfățișându-l pe G. Enescu cântând la vioară. | Muzeul Național „George Enescu”, București              | Cimec    |
|      | Program concerts deux recitals Enesco | Datare: 1928 Descoperit: jud. BACĂU, com. BEREȘTI-TAZLĂU, TESCANI Dimensiuni: L: 22 cm; La: 13,5 cm Material: hârtie; cerneală neagră; imprimare | Program Concerts Paul Boquel; lundi 14 mai & mercredi 23 mai 1928; deux recitals Enesco; fotografia artistului bust, semiprofil. | Muzeul Național „George Enescu”, București              | Cimec    |
|      | Afiș-program recital G. Enesco | Datare: 1926 Descoperit: jud. BACĂU, com. BEREȘTI-TAZLĂU, TESCANI Dimensiuni: L: 22,2 cm; La: 14 cm Material: hârtie; tuș roșu; imprimare | Afiș-program în limba franceză imprimat cu cerneală roșie. Locul de desfășurare Paris, Gaveau; salle des concerts 45; rue La Boetie; direction de concert Boquel; mercredi 22 decembre 1926; a 9 heures . În program lucrări de Haendel; Bach; Bloch; Sarasate; Leclair-Kreisler; Mozart. Două ștamlipe: colecția Romeo Drăghici. | Muzeul Național „George Enescu”, București              | Cimec    |
|      | Afiș-program Enesco-Menuhin | Datare: 1938 Descoperit: jud. BACĂU, com. BEREȘTI-TAZLĂU, TESCANI Dimensiuni: L: 27,2 cm; La: 22 cm Material: hârtie; cerneală albastră; imprimare | Afiș-program Enesco-Menuhin – vendredi 29 avril 1938; concerts Colonne; mardi 3 mai 1938; Hephzibah et Yehudi Menuhin. | Muzeul Național „George Enescu”, București              | Cimec    |
|      | Triton – program de muzică contemporană | Descoperit: jud. BACĂU, com. BEREȘTI-TAZLĂU, TESCANI Dimensiuni: L: 24,5 cm; La: 18,2 cm Material: hârtie; cerneală verde smarald; imprimare | Triton – program de muzică contemporană; patru pagini; 1935-1936; programul general al stagiunii; comitetul de onoare; comitetul activ. | Muzeul Național „George Enescu”, București              | Cimec    |
|      | Afiș Societe Nationale de Musique - 13 juin 1947 | Datare: 1947 Descoperit: jud. BACĂU, com. BEREȘTI-TAZLĂU, TESCANI Dimensiuni: L: 21,2 cm; La: 13,5 cm Material: hârtie; cerneală neagră; imprimare | Afiș al Societății Naționale de Muzică; al 617-lea concert și programul de desfășurare; vineri 13 iunie 1947. Antet și efigie Ars Gallica – fondată în 1871. | Muzeul Național „George Enescu”, București              | Cimec    |
|      | Afiș-program Mihail Jora | Datare: 19 februarie 1942 Descoperit: jud. BACĂU, com. BEREȘTI-TAZLĂU, TESCANI Dimensiuni: L: 24,2 cm; La: 16 cm Material: hârtie de ziar; tipărire | Afiș-program cu tipăritura bicoloră, roșu și negru; hârtie de ziar având antetul „Societatea Compozitorilor Români – sub înaltul patronaj al M.S. Regele Mihai I” (tipărit cu roșu); Sala Fundației Dalles, joi 19 februarie 1942, orele 21. Festivalul Mihail Jora (cu roșu) cu prilejul împlinirii a 50 de ani. Programul: 1. cvartet de coarde; 2. trei cântece; 3. suita mică; 4. patru cântece; timbru fiscal – fondul aviației; 10 bani; ștanțat: Socec & S.A. | Muzeul Național „George Enescu”, București              | Cimec    |
|      | Afiș Teatrul Național | Datare: 7 aprilie 1909 Școală: Imprimeria statului Descoperit: jud. BACĂU, com. BEREȘTI-TAZLĂU, TESCANI Dimensiuni: L: 20 cm; La: 17,5 cm Material: satin; imprimare                                                                                            | Afiș-program imprimat cu tuș negru pe satin natural crem, cu franjuri laterale. Teatrul Național – Societatea Dramatică, marți 7 aprilie 1909, orele 9 seara; reprezentație extraordinară dată cu prilejul aniversării a 70-a a M.S. Regele Carol I; cu concursul orchestrei permanente a Ministerului Instrucțiunii Publice; versuri: G. Enescu – Poema română, B. Delavrancea – Apus de soare; Bethoven – Simfonia V-a; D. Anghel și St. Iosif – Carmen Saeculare; ținuta de gală este de rigoare; imprimeria statului. | Muzeul Național „George Enescu”, București              | Cimec    |
|      | Afiș-program concert Rose-Quartett | Datare: 8 noiembrie 1922 Școală: Tipografia Carmen Sylva Descoperit: jud. BACĂU, com. BEREȘTI-TAZLĂU, TESCANI Dimensiuni: L: 24,5 cm; La: 16,3 cm Material: hârtie de ziar; tipărire                                                                            | Afiș-program – Sala Ateneului, datat miercuri 8 noiembrie 1922; ultimul concert de muzică de cameră dat de celebrul quatuor de coarde «Rose – Quartett» cu binevoitorul concurs al maestrului George Enescu – piano. Programul cuprinde compoziții de Schubert și Bethoven. Prețul programului 3 lei. Tipografia Carmen-Sylva, Str. Regală no. 6 bis. | Muzeul Național „George Enescu”, București              | Cimec    |
|      | Afiș-program Fundația culturală „Principele Carol” | Datare: 8-10 noiembrie 1925 Descoperit: jud. BACĂU, com. BEREȘTI-TAZLĂU, TESCANI Dimensiuni: L: 32,8 cm; La: 16 cm Material: hârtie de ziar; tipărire; bicoloră                                                                                                 | Avers: Afiș-program Fundația culturală „Principele Carol”. Trei concerte date de celebrul quatuor de coarde din Viena care va executa pentru prima oară în România Brahms cu concursul maestrului George Enescu. Verso: Programul celor trei concerte și prețul biletelor. | Muzeul Național „George Enescu”, București              | Cimec    |
|      | Afișul operei Oedip | Datare: 1936 Școală: Soc. des Imp. Watelet Descoperit: jud. BACĂU, com. BEREȘTI-TAZLĂU, TESCANI Dimensiuni: L: 59 cm; La: 44 cm Material: hârtie de ziar; tipărire                                                                                              | Afișul tipărit al operei Oedip de la premiera din Paris-Theatre National Opera-vendredi-13 mars 1936, tragedie lirique en 4 actes et 6 tableaux - poeme de M. Edmond Fleg; Musique de M. Georges Enesco. Hârtie bej, tipărit cu negru, chenar cu motive grecești, text în limba franceză. | Muzeul Național „George Enescu”, București              | Cimec    |
|      | Ochelarii de vedere ai lui George Enescu | Datare: sec. XX Descoperit: jud. BACĂU, com. BEREȘTI-TAZLĂU, TESCANI Dimensiuni: L: 13,5 cm; Dmax: 4,5 cm; L braț: 14 cm Material: baga; sticlă Zeiss | Ochelarii de vedere ai lui George Enescu (1881 – 1955) având rama de baga maro-roșcat cu inserții galbene și lentile din sticlă Zeiss rotunde. | Muzeul Național „George Enescu”, București              | Cimec    |
|      | Medalie dedicată lui George Enescu | Datare: 1946 Școală: Monetăria statului Descoperit: jud. BACĂU, com. BEREȘTI-TAZLĂU, TESCANI Dimensiuni: D: 6 cm Material: bronz | Medalie dedicată lui George Enescu. Avers: Efigia lui George Enescu, în profil stânga, dedesubt inscripționat cu majuscule: ENESCU, cerc exterior. Revers: central legenda «A 65-a aniversare a marelui compozitor și interpret George Enescu»; 7/19 august 1946. Sus sunt trei personaje antice, dirijor, violonist, pianist; jos sunt două crengi de laur legate într-o făclie. | Muzeul Național „George Enescu”, București              | Cimec    |
|      | Bagheta de dirijor a lui George Enescu | Datare: sec. XIX Descoperit: jud. BACĂU, com. BEREȘTI-TAZLĂU, TESCANI Dimensiuni: L: 58 cm; Dmax: 1,5 cm; Dmin: 0,3 cm Material: lemn de tei; baiț | Baghetă din lemn de tei, manufacturat, mânerul dat cu baiț. | Muzeul Național „George Enescu”, București              | Cimec    |
|      | Chipiu de general | Școală: SOLOMON FII. STR. UNIREI 47 CRAIOVA Descoperit: jud. DOLJ, CRAIOVA Dimensiuni: DL: 23,5 cm; Î: 10 cm Material: postav; catifea; fir auriu; piele; metal                                                                                                 | Chipiul este din postav negru, are formă rotundă, cu cozorocul din piele neagră. La bază este circular o bandă din catifea neagră brodată cu un rând de frunze de stejar și ghinde din fir auriu și fluturi; în partea superioară este mărginită de un șnur roșu urmat de o tresă aurie iar în partea inferioară un rând de paiete și un șnur auriu. Vertical sunt câte trei trese; fundul are o tresă aurie circulară; nodul este format din trei trese. Central, deasupra cozorocului, torsadă din trese aurite cu nasture cu însemnul armei peste cocarda tricoloră; semnul gradului de general, soarele-lipsește. Sub-bărbia este din bandă țesută, cu doi nasturi laterali, cu însemnul artileriei. În interior este căptușit cu piele și mătase. Pe fundul chipiului alături de stema aurie a României este numele atelierului: SOLOMON FII. STR. UNIREI 47 CRAIOVA. Căptușeala este pătată, pielea de la cozoroc este plesnită; lipsește însemnul de general de la cocardă. | Muzeul Național de Istorie a României, București        | Cimec    |
|      | Tunică de căpitan | Dimensiuni: L: 77 cm; La umeri: 46 cm Material: postav; catifea; mătase; fir auriu; metal | Tunica este din postav de culoare maro, cu tăietură în talie, având gulerul și manșetele din catifea neagră paspoalate cu roșu. Tunica se închide la două rânduri cu câte șapte nasturi semibombați din metal galben, cu însemnul armei în relief. Marginile tunicii sunt paspoalate cu roșu, iar spatele este prevăzut cu două capace acoladate și paspoalate având prinși câte trei nasturi metalici semibombați cu însemnul armei, de fiecare parte. Pe gulerul din catifea neagră este brodat cu fir auriu însemnul artileriei - o grenadă cu bombă și flăcări în șapte vârfuri. Pe mâneci sunt, în unghi ascuțit, trei trese din fir auriu, conform gradului de căpitan și doi nasturi mici. Epoleții sunt tip treflă, din trese aurii cu nasture mic cu însemnul armei și gaică din tresă. Căptușeala este de culoare gri până în talie și din atlas roșu în rest; la mâneci este albă cu dungi gri. Broderia din fir auriu de la guler are pete de oxidare; căptușeala este descusută, ruptă. | Muzeul Național de Istorie a României, București        | Cimec    |
|      | Tunică de locotenent | Școală: CROITORIA MILITARĂ V. TĂNĂSESCU& CO. BUCUREȘTI. Descoperit: jud. BUCUREȘTI Dimensiuni: L: 72,5 cm; La umeri: 46 cm Material: postav; catifea; mătase; fir auriu; metal                                                                                  | Tunica este din postav de culoare maro, cu gulerul și manșetele din catifea neagră paspoalată cu roșu; se închide la două rânduri cu câte șapte nasturi din metal galben cu însemnul armei. Marginile tunicii sunt paspoalate cu roșu, iar spatele este prevăzut cu capace acoladate cu paspoal având prinși câte trei nasturi metalici cu însemnul armei. Pe gulerul din catifea neagră este brodat cu fir auriu însemnul artileriei, o grenadă cu bombă și flacări în șapte vârfuri. Pe mâneci apare galonul de colonel și două trese aurii iar între ele un paspoal roșu care traversează mânecile și spatele până la tiv. Epoleții sunt tip treflă, din fir auriu, având două trese răsucite, nasture și gaică. Pe partea stângă a pieptului tunicii este o baretă de decorații cu însemnele panglicilor de la trei ordine. Căptușeala gri, matlasată până la mijloc este roșie din talie în jos; pe un buzunar interior este o etichetă cu inscripția: CROITORIA MILITARĂ V. TĂNĂSESCU& CO. BUCUREȘTI. Căptușeala este pătată, descusută, decolorată, ruptă pe alocuri; la mâneci căptușeala lipsește. | Muzeul Național de Istorie a României, București        | Cimec    |
|      | Chipiu de locotenent | Școală: ATELIERUL CENTRAL DE HAINE OFIȚEREȘTI. STR. COBĂLCESCU NR. 39 BUCUREȘTI. Descoperit: jud. BUCUREȘTI Dimensiuni: D: 20 cm; Î: 10 cm Material: postav; catifea; lac; mătase; fir auriu; piele; metal                                                      | Chipiul este din postav negru, are formă rotundă și cozorocul semioval din lac. Circular are o bandă din catifea neagră care se termină în partea superioară cu un șnur roșu din mătase urmat de un galon țesut, auriu, cu trei rânduri de zig-zag și de două trese aurii. La îmbinarea pereților cu fundul este o tresă aurie; pe fund este un nod din două trese iar vertical sunt trei trese duble. Central, în față, torsadă din două trese unite peste o cocardă tricoloră și nasture cu însemnul armei. Sub cocardă este cifrul încoronat al Regelui Ferdinand. Sub-bărbia falsă este din bandă țesută auriu cu câte un nasture mic prins la capete. În interior este căptușit cu piele și mătase mov. În centru este imprimat: ATELIERUL CENTRAL DE HAINE OFIȚEREȘTI. STR. COBĂLCESCU NR. 39 BUCUREȘTI. Chipiul este degradat în interior: căptușeala desprinsă, decolorată; cocarda decolorată; pielea este ruptă în unele zone. | Muzeul Național de Istorie a României, București        | Cimec    |
|      | Servietă | Școală: FORTNUM G. MASON LONDON Dimensiuni: Î: 28 cm; L: 39 cm Material: piele; carton; ață; metal | Servietă din piele de culoare neagră de formă dreptunghiulară, cu două mânere și fermoar; are imprimată inițiala “N.T.”, cu litere aurii, pe una din fețe. În interior este căptușită cu piele bleumarin; are un buzunar și un repertoar cu file din carton de culoare bej pentru însemnări și numele firmei producătoare: FORTNUM G. MASON LONDON. A aparținut diplomatului Nicolae Titulescu (1882 - 1941). Uzură funcțională: pete, rosături, zgârieturi. | Muzeul Național de Istorie a României, București        | Cimec    |
|      | Chipiu de căpitan | Descoperit: jud. BUCUREȘTI Dimensiuni: D: 19 cm; Î: 9,5 cm Material: postav; catifea; lac; mătase; fir auriu; piele; metal | Chipiul de căpitan de geniu, ținuta zilnică, este din postav negru, cu pereții drepți și cozorocul din lac negru. Circular este o bandă din catifea neagră mărginită în partea superioară de un paspoal roșu urmat de trei trese din fir auriu. Central, deasupra cozorocului, peste cocarda tricoloră, sunt torsada din trese aurii și un nasture auriu cu însemnul armei: cuirasa și coiful. Dedesubt se află cifrul încoronat al regelui Ferdinand. Sub-bărbia este dintr-o bandă țesută din fir, prinsă la capete cu câte un nasture cu însemnul armei. La îmbinarea fundului cu pereții este o tresă aurie; nodul alcătuit dintr-o tresă; lateral sunt trei trese verticale. Căptușeala este din mătase mov și piele pe margine. Central apare imprimat: La avântul Țărei, Isac Herșcovici, str Lipscani, Grand Hotel, București. Puțin uzat: tresele de la nod sunt parțial oxidate. | Muzeul Național de Istorie a României, București        | Cimec    |
|      | Melon | Școală: GELOT CHAPELIER de S. M. le ROI EDOUARD VII 12 PLACE VENDOME PARIS Descoperit: jud. BUCUREȘTI Dimensiuni: D: 27 cm Material: fetru; mătase; piele | Melon din fetru negru, cu calota rotundă și bombată, cu bor îngust și îndoit în sus, care a aparținut lui Savel Rădulescu, secretar al lui Nicolae Titulescu în 1921, subsecretar de stat în Ministerul Afacerilor Străine. Circular între boruri și calotă este o bandă de rips negru; marginile borului sunt căptușite cu rips negru. În interior este căptușit cu mătase neagră și are o bandă de 5 cm din piele bej, la margine. Central este imprimată cu litere aurii inscripția: GELOT CHAPELIER de S. M. le ROI EDOUARD VII 12 PLACE VENDOME PARIS. Dedesubt sunt inițialele S. R. | Muzeul Național de Istorie a României, București        | Cimec    |
|      | Portmoneu | Datare: 1950 Dimensiuni: Î: 15,6 cm; L: 10,2 cm Material: piele; mătase; ață | Portofel din piele de culoare bej, de formă dreptunghiulară. În interior are șase compartimente și este căptușit cu mătase de culoare cărămizie și piele. A aparținut diplomatului român Grigore Gafencu. Pielea prezintă rosături și este descusut pe latura înaltă cca. 6 cm. | Muzeul Național de Istorie a României, București        | Cimec    |
|      | Servietă | Datare: deceniul 3 al secolului XX Descoperit: Anglia Dimensiuni: L=420; LA=330 Material: piele, pânză, metal | Servietă cu mâner din piele de culoare bej, de formă dreptunghiulară, cu sistem de închidere metalic, cu cifru și inscripție „SESAMEE”; în interior este despărțită în 4 compartimente căptușite cu pânză de culoare verde; pe capac inițialele N.T. ștanțate cu negru; are inscripționat și numele producătorului „DAVIS. 200. PICCADILLY. W”. A aparținut lui Nicolae Titulescu. Pielea este murdară, zgâriată pe spatele servietei, pielea este jupuită într-un loc pe aproximativ 6 cm. Sistemul de închidere este defect. | Muzeul Național de Istorie a României, București        | Cimec    |
|      | Bloc-notes | Datare: secolul al XX-lea Școală: ASPREY LONDON Descoperit: Anglia Dimensiuni: Î=290; LA=230 Material: piele, carton, argint | Coperți bloc-notes, de formă dreptunghiulară, cu fața și muchiile din piele de crocodil de culoare maron-roșcat; are doi colțari din argint având fiecare câte trei ponsoane pe muchie, în interior. Spatele este din piele bleumarin. În interior este căptușeală din piele bleumarin. Într-un compartiment este introdus un bloc-notes cu filele rupte. Pe aversul coperții superioare este inscripționat cu litere argintii „ASPREY LONDON”. În partea dreaptă, la mijloc, în exterior este atașat un spațiu pentru instrumente de scris. Piesa prezintă urme de uzură funcțională, piele deshidratată pe unele locuri, rosături. | Muzeul Național de Istorie a României, București        | Cimec    |
|      | Mapă | Datare: secolul al XX-lea Școală: M. Thury Wien Kettenbruckeng Dimensiuni: Î=320; LA=450 Material: piele, mătase, carton, metal | Mapă-servietă din piele de culoare maron, cu chenar auriu de jur-împrejur la exterior și inscripția în limba franceză „Delegue de Turquie” cu litere aurii pe capac. Are sistem de inchidere cu cheiță din metal galben. În interior, jumătate constă din două compartimente mari și două buzunare cu chenar auriu. Are ștanțată emblema manufacurii: „M. Thury Wien Kettenbruckeng”. Cealaltă jumătate are un compartiment căptușit cu mătase verde și coperți de bloc-notes. A aprținut delegatului Turciei în comisia Europeană a Dunării. Piesa prezintă urme de uzură funcțională; pe margini prezintă rosături ușoare, piele decolorată. | Muzeul Național de Istorie a României, București        | Cimec    |
|      | Jachetă de damă | Datare: sfârșitul secolului al XIX-lea Dimensiuni: L=830; LA=410 Material: catifea, rips, mătase, bumbac | Jacheta este confecționată din catifea neagră, având tăietură pe talie, o croială largă și mâneci largi. Pe platcă, la mâneci și la poale este prinsă o bentiță neagră din rips, din care la mâneci și la gât este realizată o fundă de dimensiuni mici. Pe marginea plătcii și a poalelor este montat și un suitaș negru din ață, terminat cu franjuri lungi, din ață neagră. Tot cu franjuri, dar mai mici, se termină și mânecile. Spatele este mai larg și încrețit în talie. Este căptușită cu mătase neagră și se închide cu 6 nasturi mici în față. Căptușeala din mătase fiind deteriorată a fost consolidată cu tul. Uzură funcțională pe exterior. | Muzeul Național de Istorie a României, București        | Cimec    |
|      | Evantai | Datare: sfârșitul secolului al XIX-lea - începutul secolului XX Dimensiuni: Î=350 Material: mătase, lemn, pene, metal | Evantai pliabil care se deschide în formă de semicerc alcătuit din 18 lamele din lemn vopsit, prinse în partea de jos cu un inel din metal galben, de care atârnă un șnur și un ciucure de culoare aurie. Prima și ultima lamelă se lățesc progresiv spre vârf iar celelalte de la distanța de 14 cm se îngustează. Peste acestea este lipită o mătase de culoare galbenă pictată policrom cu ramuri, flori albastre și două păsări. În partea dreaptă sunt pictate coroana regală a României și sub ea inițialele „C” și „E” cu auriu. Marginea superioară a evantaiului este brodată cu pene de struț vopsite galben. A aparținut reginei Elisabeta. A treia lamelă este desprinsă de pe mătase. | Muzeul Național de Istorie a României, București        | Cimec    |
|      | Evantai | Datare: sfârșitul secolului al XIX-lea - începutul secolului XX Dimensiuni: Î=350 Material: mătase, lemn, pene, metal | Evantai pliabil care se deschide în formă de semicerc alcătuit din 18 lamele din lemn vopsit auriu, prinse în partea de jos cu un inel din metal galben, de care atârnă un șnur din mătase albă și un ciucure. Prima și ultima lamelă se lățesc progresiv spre vârf iar celelalte se subțiază. Peste lamele este lipită o mătase albă pictată policrom cu flori și o pasăre. În dreptul lamelelor 13 și 14 sunt pictate coroana regală a României și sub ea inițialele „C” și „E”. La marginea superioară a evantaiului este o bandă din fulgi de struț de culoare albă. A aparținut reginei Elisabeta. O lamelă este desprinsă de pe mătase. | Muzeul Național de Istorie a României, București        | Cimec    |
|      | Evantai | Datare: sfârșitul secolului al XIX-lea Dimensiuni: Î=245 Material: sidef, dantelă, os, metal, paiete | Evantai pliabil care se deschide în formă de semicerc alcătuit din 18 lamele din sidef, prinse în partea de jos cu un inel din metal. Prima și ultima lamelă se lățesc progresiv spre marginea superioară fiind cizelate cu motive florale aurii și argintii. Celelalte 16 lamele sunt decorate pe o distanță de cca 9 cm după care se continuă cu lame înguste din os. peste ele este lipită o dantelă fină cu paiete mici cusute din loc în loc. Evantaiul are o cutie din carton căptușită cu mătase. A aparținut Irinei Mavrocordat. O lamelă este desprinsă de dantelă; dantela s-a desprins în unele locuri; mătasea și cartonul cutiei sunt deteriorate. | Muzeul Național de Istorie a României, București        | Cimec    |
|      | Evantai | Datare: sfârșitul secolului al XIX-lea Dimensiuni: Î=340 Material: mătase, lemn, metal | Evantai pliabil care se deschide în formă de semicerc alcătuit din 18 lamele din lemn vopsit mov, prinse în partea de jos cu un inel din metal galben. Prima și ultima lamelă se lățesc progresiv spre marginea superioară fiind cizelate cu un motiv floral ștanțat cu auriu. Celelalte 16 lamele sunt și ele decorate în același stil pe o distanță de 14,5 cm. Peste ele este lipită mătase mov pictată cu ramuri și flori albe. | Muzeul Național de Istorie a României, București        | Cimec    |
|      | Geantă de acte | Datare: 1/2 sec. XX-lea Descoperit: București Dimensiuni: L=346; LA=198 Material: piele, oțel, carton, pânză | Geantă din piele de culoare neagră, de formă dreptunghiulară, extensibilă, pentru păstrat acte. Are 4 colțari din tablă de oțel la marginea de jos. Încuietoarea este de oțel cu cheiță. Două curele cu cataramă asigură extensia sau plierea genții. În interior se află 12 compartimente din carton pânzat, cu etichete în limba română, pe fond alternativ roșu și albastru, pentru fiecare lună a anului. Uzură funcțională. | Muzeul Național de Istorie a României, București        | Cimec    |
|      | Geantă de bancnote | Datare: 1/2 sec. XX-lea Descoperit: București Dimensiuni: L=272; LA=174 Material: piele, alamă, fier, carton, hârtie, mătase | Geantă din piele de culoare maron roșcat, extensibilă, folosită pentru păstrarea bancnotelor. Marginile de jos sunt întărite cu colțare de alamă. Are încuietoare din alamă și cheiță din fier. Două curele cu cataramă asigură extensia sau plierea genții. În interior sunt 7 despărțitoare din carton pânzat inscripționate pentru bancnote de diferite valori: 1, 5, 10, 50, 100, 1000 și o despărțitură specială pentru „Diverse”. Căptușala este din pânză grena. Prezintă uzură funcțională. | Muzeul Național de Istorie a României, București        | Cimec    |
|      | Suport | Datare: 2/2 sec. XIX Școală: JP&co Dimensiuni: L: 2,24 cm; La: 0,77 cm Material: bronz | Suport din bronz pentru creioane, în formă de peniță, având pe partea bombată două piciorușe pentru susținere; pe aceeași parte într-un cartuș oval este inscripționată emblema fabricii de penițe JP&co iar în alt cartuș aflat la distanță de primul apare numărul 1140. | Muzeul Național de Istorie a României, București        | Cimec    |
|      | Capelă de soldat | Școală: Atelier românesc Dimensiuni: Î: 18 cm Material: postav; metal; piele; coasere | Capelă de soldat artilerist, specific românească, din postav verde-cenușiu, paspoalată cu culoarea neagră, prevăzută cu clape laterale, se îngustează în față, pentru a se prinde într-un nasture metalic, semibombat deasupra cozorocului. Deasupra clapelor apare aplicat, din stofă neagră, însemnul artileriei - două țevi încrucișate. În interior are o căptușeală din postav și o margine din piele de culoare maron. Postavul este decolorat, murdar și prezintă rosături. | Muzeul Național de Istorie a României, București        | Cimec    |
|      | Mapă | Școală: M. Thury Wien Kettenbruckeng Descoperit: Viena, Austria Dimensiuni: L: 45 cm; La: 32 cm Material: piele; mătase; carton; metal | Mapă - servietă, de formă dreptunghhiulară, din piele de culoare maron în exterior și kaki în interior. Se închide cu broască din metal galben și cheiță. La exterior există, pe margini, un chenar auriu. Pe capac este inscripția cu litere aurii în limba franceză: "Delegue de Roumanie". În interior, în prima jumătate, sunt două compartimente mari și două buzunare cu chenar auriu. La mijloc este ștanțat numele manufacturii M. Thury Wien Kettenbruckeng. În a doua jumătate sunt coperți pentru bloc-notes și un compartiment căptușit cu mătase verde. A aparținut delegatului României în Comisia Europeană a Dunării. Piesa prezintă uzură funcțională: piele decolorată, murdară, zgâriată, metal oxidat. | Muzeul Național de Istorie a României, București        | Cimec    |
|      | Evantai | Datare: sf. sec. XIX Școală: Atelier european Dimensiuni: L: 70 cm; La: 62 cm Material: baga; pene de struț | Evantai pliabil care se deschide în formă de semicerc, format din 9 lame din baga de culoare galbenă strânse în partea de jos printr-un inel din același material și 9 pene de struț. Prima și ultima lamelă sunt mai lungi. Celelalte 7 lame lungi de cca. 10 cm. au în prelungirea lor alte lame mai înguste, din os, pe care sunt lipite pene de struț de culoare albă de dimensiuni inegale (de la 56 la 80 cm). A aparținut familiei Lahovary. Prezintă forme de degradare: o lamelă ruptă, o pană desprinsă. | Muzeul Național de Istorie a României, București        | Cimec    |
|      | Evantai | Datare: sf. sec. XIX Școală: Atelier european Dimensiuni: L: 53 cm; La: 29 cm Material: mătase; os; metal; pietre | Evantai pliabil care se deschide în formă de semicerc, format din 16 lamele din os prinse în partea de jos printr-un inel metalic alb decorat cu două pietre albe la orificii. Prima și ultima lamelă sunt întregi iar celelalte 14 se îngustează progresiv spre partea superioară. Peste ele este lipită o mătase cu două fețe, din moar crem, pictată cu motiv floral policrom pe față și simplă pe spate. Între două cele straturi de mătase este o căptușeală din foiță subțire. A aparținut familiei Lahovary. Mătasea este ruptă pe spate în dreptul unei spițe; prezintă mai multe pete. | Muzeul Național de Istorie a României, București        | Cimec    |
|      | Covor persan | Datare: 1906 Dimensiuni: L: 189 cm; La: 135 cm Material: lână; bumbac | Covor țesut policrom, de formă dreptunghiulară, cu chenar cu motive geometrice pe margini. Central, în partea de sus peste faldurile unui tricolor este cuvântul "Jubileul" iar spre capete sunt, în două medalioane marcate cu frunze de lauri, busturile regelui Carol I și al reginei Elisabeta. Între ele este stema Regatului României. Lateral, de o parte și de cealaltă, sunt călare: principele Ferdinand și principesa Maria, în uniforme militare. În cele patru colțuri sunt medalioane cu principii: Elisabeta, Carol, Mărioara și Nicolae. Pe mijloc jos, sunt anii 1866 - 1906. Are forme de degradare: rosături, murdărie, colțurile sunt rupte, lipsuri material, margini destrămate. | Muzeul Național de Istorie a României, București        | Cimec    |
|      | Evantai | Datare: sf. sec. XIX Școală: Atelier european Dimensiuni: Î: 35 cm Material: mătase; dantelă; lemn | Evantai pliabil care se deschide în formă de semicerc alcătuit din 18 lamele din lemn, decorate cu aplicații florale pirogravate și aurite. Lamelele se strâng în partea de jos cu un inel metalic. Peste ele este lipit un suport din mătase fină, pictatat pe față cu păsări și flori. La marginea superioară și în lateral este dantelă albă. Dantela și mătasea sunt pătate și rupte pe urma de pliere, desprinse de pe lamele în unele locuri. | Muzeul Național de Istorie a României, București        | Cimec    |
|      | Evantai | Datare: 1885 Școală: Atelier european Dimensiuni: Î: 24 cm Material: mătase; dantelă; ebonită; paiete | Evantai pliabil care se deschide în formă de semicerc, cu 17 lamele din ebonită neagră, strânse în partea de jos printr-un inel metalic vopsit negru, de care atârnă un șnur din mătase neagră și un ciucure negru. Prima și ultima lamelă se lățesc progresiv spre partea superioară, celelalte 15 se subțiază spre vârf. Pe o distanță de cca. 9,5 cm lamelele sunt sculptate și traforate în motive florale decorate din loc în loc cu ținte argintii. Urmează o mătase fină neagră lipită, brodată cu fir alb și paiete aurii, cusute. La marginea inferioară și superioară există dantelă. A aparținut sopranei Adele Patti. Există forme evidente de degradare: mătasea ruptă pe urma de pliere, o lamelă este ruptă, dantela este pătată. Ultima lamelă prezintă o încercare de reparație cu o plăcuță metalică și dantelă neagră. | Muzeul Național de Istorie a României, București        | Cimec    |
|      | Haină | Datare: 1885 Școală: Atelier european Dimensiuni: L: 69 cm; La: 60 cm Material: catifea; mătase; blăniță; ață; coasere | Haină din catifea neagră cu mâneci lungi care se închide în față cu 8 găici metalice; la baza gâtului are un volan încrețit, din dantelă neagră. Piepții sunt croiți în partea de jos cu câte un colț. Sunt bordați cu pasmanterie neagră și ciucuri din mătase neagră pe poale, în loc de buzunare sunt aplicații cu funde și șnururi iar în mijloc au câte un ciucure mare. Aceleași elemente decorative sunt la mânecă pe o distanță de 20 cm. Spatele este evazat, cu 2 clini terminați în colțuri cu pasmanterie pe mijloc și ciucuri pe poale. Decorul de la buzunare se repetă și în spate. În interior căptușeală cu blăniță, matlasată. A aparținut Adelinei Patti cunoscută cântăreață de operă. Piesa are forme de degradare: pete pe catifea, mătase ruptă la căptușeală, lipsă din ciucurii de la poale, pierderi de material. | Muzeul Național de Istorie a României, București        | Cimec    |
|      | Batistă | Datare: înc. sec. XX Dimensiuni: L: 35 cm; La: 35 cm Material: borangic; tul; mătase | Batistă albă, din borangic, de formă pătrată, cu broderie manuală pe tul, cu motive florale, pe margini și colțuri. Prezintă rupturi cu lipsă de material în zona centrală a piesei cca 3 cm, rupturi cu lipsă de material în zona broderiei de cca 2,5 cm, rărituri ale borangicului, urme de pliere; intervenție de restaurare necorespunzătoare. | Muzeul Național de Istorie a României, București        | Cimec    |
|      | Pistol cu cremene | Datare: Sf. sec. XVIII - înc. sec. XIX Școală: Atelier englez Descoperit: jud., com. Dimensiuni: L pistol: 540 mm; Calibrul: 15 mm Material: oțel; fier; alamă; lemn; forjare; călire; gravare; reliefare; sculptare                                            | Țeavă tronconică, tronco-octogonală spre culată, lisă în interior. Pe țeavă este montat un țel iar pe brațul de fixare a țevii de gâtul patului are un înălțător cu foaie fixă crestată. Pe țeavă, spre culată, sunt gravate motive vegetale, steluțe, două mărci și inscripția LONDON. Mecanismul de dare a focului este complet: cocoș port-cremene, amnar, tigăiță și platină cu mecanismele aferente. Cocoșul este ornamentat pe partea exterioară cu steluțe gravate. Platina este și ea gravată cu steluțe mărginite de două șanțuri iar sub tigăiță, într-un medalion ovoidal, înconjurat de trofee se află inscripția W?AEKLATE. Mecanismul de declanșare este format din trăgaci cu garda din alamă ornamentată cu motive vegetale, gravate și reliefate. Patul și ulucul din lemn parțial sculptat cu motive vegetale, florale și punctiforme, se termină într-un bulb din alamă, gravat și reliefat cu trofee mărginite de șiruri perlate. Capul bulbului se termină într-un buton și el gravat și reliefat. Pe partea superioară a patului se află o aplică din alamă ornamentată cu motive reliefate. Ulucul este asigurat spre partea anterioară cu o brățară din alamă iar pe partea inferioară se află un locaș în care se găsește bătătorul metalic, fixat și prin două brățări de alamă ornamentate în relief. | Muzeul Național de Artă al României, București          | Cimec    |
|      | Iatagan otoman | Datare: 1241 anul Hegirei Școală: Atelier otoman Descoperit: jud., com. Dimensiuni: L iatagan: 705 mm Material: oțel; metal; filigran aur (?); os; forjare; călire; gravare; filigranare; incrustare                                                            | Lamă din oțel, ușor curbată, cu tăiș, muchie netăioasă și șanț îngust pe ambele fețe. Prezintă ornamentații cu motive vegetale incrustate pe ambele fețe. Pe partea exterioară incrustațiile din aur mărginesc citate din Coran și anul Hegirei 1241. În partea superioară, pe o brățară care acoperă incrustațiile se continuă pe mâner și pe muchia netăioasă. Mânerul din oțel, continuare a lamei, este placat cu două plăsele din os evazate, unite cu o bandă metalică ornamentată cu filigan, actualmente șters în mare parte. Baza mânerului este acoperită cu o brățară metalică decorată în aceeași manieră cu lama. O plăsea este ruptă cu o porțiune lipsă și una crăpată. | Muzeul Național de Artă al României, București          | Cimec    |
|      | Iatagan oriental | Datare: Sf. sec. XVIII Școală: Atelier oriental Descoperit: jud., com. Dimensiuni: L iatagan: 680 mm; L teacă: 670 mm Material: oțel; fier; alamă; sârmă; filigran aur (?); lemn; forjare; călire; gravare; filigranare; incrustare; reliefare                  | Lamă din oțel, ușor curbată, cu un tăiș, contratăiș și șanț îngust pe ambele fețe. Lama prezintă motive geometrice și florale, gravate, încrustate în aur. Spre mâner muchia netăioasă este acoperită cu o placă metalică decorată cu motive perlate, alternând cu motive florale filigranate, care se continuă spre mâner. Mânerul din oțel, continuare a lamei, este acoperit cu două plăsele din lemn placate în metal, evazate la capete. Plăcile metalice decorate cu motive vegetale și florale reliefate sunt unite printr-o bandă ornamentată cu bumbi în formă de flori și plăcuțe dreptunghiulare. Teaca din lemn este acoperită în întregime cu metal gravat, reliefat cu motive vegetale, florale, pavilioane cu semiluna și trofee (un tui, tobe, securi). Partea superioară a tecii prezintă nervuri paralele împletite, separate de șiruri de sârmă și un inel de fixare port-iatagan. Pe partea interioară are gravată și reliefată o stea cu o floare în mijloc, posibil simbol masonic. | Muzeul Național de Artă al României, București          | Cimec    |
|      | Iatagan otoman | Datare: Sec. XVIII Școală: Atelier otoman Descoperit: jud., com. Dimensiuni: L iatagan: 735 mm Material: oțel; fier; alamă; filigran aur (?); os; forjare; călire; gravare; filigranare; incrustare; reliefare                                                  | Lamă din oțel, ușor curbată, cu tăiș și muchie netăioasă. Pe ambele fețe ale lamei, încadrate în motive vegetale stilizate, se găsesc inscripții cu litere arabe. Spre mâner, lama este acoperită cu o placă din alamă bogat ornamentată, cu motive vegetale și florale, mărginite de șiruri perlate. Mânerul din oțel este acoperit cu două plăsele din os, cu capetele puternic evazate, unite median cu o bandă din alamă, ornată în aceeași manieră cu placă de pe lamă. Plăselele din os sunt crăpate, lama prezintă urme de coroziune iar brățara mediană ce desparte plăselele este lipită ulterior. | Muzeul Național de Artă al României, București          | Cimec    |
|      | Iatagan otoman | Datare: Înc. sec. XIX (anul Hegirei 1227) Școală: Atelier otoman Descoperit: jud., com. Dimensiuni: L iatagan: 720 mm; L teacă: 675 mm Material: oțel; fier; alamă; filigran aur (?); lemn; piele; forjare; călire; gravare; filigranare; incrustare; reliefare | Lamă din oțel, cu tăiș și muchie netăioasă, prezintă pe ambele fețe un șanț îngust. Lama este ornamentată cu motive vegetale stilizate, gravate, care încadrează pe partea exterioară inscripții cu litere arabe și anul Hegirei 1227. În partea superioară lama este acoperită cu o placă din argint (?), traforată și decorată cu motive vegetale care se prelungește spre mâner cu o brățară. Mânerul din oțel este acoperit cu două plăsele din metal (gravat și reliefat cu motive vegetale), unite cu o bandă, decorată și ea la rândul ei cu motive vegetale din filigran, bumbi și trei plăcuțe dreptunghiulare. Teaca din lemn, acoperită cu piele, are două brățări decorate cu motive vegetale, gravate și reliefate. În partea superioară are un inel de prindere port-iatagan iar în partea inferioară teaca se termină într-o potcoavă mică. | Muzeul Național de Artă al României, București          | Cimec    |
|      | Sabie orientală | Datare: 2/2 sec. XVIII Școală: Atelier Extrem-Oriental Descoperit: jud., com. Dimensiuni: L sabie: 932 mm; L teacă: 837 mm Material: oțel; metal; filigran aur (?); catifea; galon; lemn; forjare; călire; gravare; filigranare; incrustare                     | Lama din oțel, ușor curbată, cu tăiș, contra tăiș scurt și muchie netăioasă. Suportul metallic al mânerului este adăugat lamei ulterior. Garda dreaptă în cruce, are originea rombică, capetele ovoidale și este ornamentată marginal, pe ambele fețe, cu motive vegetale. Partea inferioară a unei ramuri a originii rombice este ruptă. Mânerul din metal este acoperit cu două plăsele metalice unite printr-o bandă mediană ornamentată cu motive vegetale și florale gravate și reliefate. Capul mânerului, îndoit spre tăișul lamei, are fixat și un inel. Teaca din lemn, cu partea superioară ruptă și o porțiune lipsă, este acoperită cu catifea și trei brățări, două înguste și una lată spre partea inferioară. Toate sunt decorate cu motive vegetale încrustat cu metal auriu. Brățările înguste sunt prevăzute și cu un inel de prindere la port sabie. Pe o parte exterioară a tecii, între brățări, se află un galon median auriu. Atât catifeaua cât și galonul sunt roase. | Muzeul Național de Artă al României, București          | Cimec    |
|      | Sabie orientală | Datare: Sf. sec. XVIII Școală: Atelier oriental Descoperit: jud., com. Dimensiuni: L sabie: 880 mm; L teacă: 790 mm Material: oțel; metal; os; lemn; forjare; călire; gravare; filigranare; incrustare                                                          | Lamă din oțel, curbă, cu tăiș și muchie netăioasă, prezintă coroziune punctiformă. Garda în formă de S, cu origine rombică și capetele ovoidale, gravată pe ambele fețe cu motive vegetale. Garda este desprinsă iar originea rombică crăpată. Mânerul din oțel este placat cu două plăsele din os, unite cu o bandă mediană metalică gravată cu motive vegetale stilizate. Capul mânerului, întors spre tăiș are un orificiu acoperit cu două rozete. O plăsea este crăpată. Teaca din lemn prezintă trei brățări, două late la capete și una îngustă în partea de mijloc. Toate sunt gravate și ușor reliefate cu motive vegetale. Prezintă și două inele de fixare port-sabie. Între brățări, teaca este acoperită cu piele care pe alocuri este roasă. | Muzeul Național de Artă al României, București          | Cimec    |
|      | Sabie orientală | Datare: 2/2 sec. XVIII Școală: Atelier otoman Descoperit: jud., com. Dimensiuni: L sabie: 835 mm; L teacă: 728 mm Material: oțel; metal; alpaca; filigran aur (?); os; lemn; piele; forjare; călire; gravare; filigranare; incrustare; reliefare                | Lamă curbă, cu tăiș, contratăiș și muchie netăioasă care se lățește spre vârf. Pe partea exterioară, prezintă ornamentații încrustate cu aur (spre gardă) și un medalion ce încadrează inscripții cu litere arabe, ce se repetă spre muchia netăioasă, în partea inferioară a lamei. Garda în cruce, cu orgine rombică și capetele terminate în bulbi ovoidali, prezintă motive vegetale gravate marginal, pe ambele fețe. Mânerul din oțel, continuare a lamei, este acoperit cu două plăsele din os, unite cu o bandă metalică mediană, cu motive vegetale gravate și reliefate. Capul mânerului îndoit spre tăiș, prezintă un orificiu mărginit pe ambele fețe cu câte o rozetă metalică. Teaca din lemn este prevăzută cu două brățări din alpaca, late, gravate și reliefate cu motive vegetale și florale. Partea centrală este acoperită cu piele. De teacă este atașată o brățară cu inel de fixare la port-sabie. | Muzeul Național de Artă al României, București          | Cimec    |
|      | Pușcă cu cremene | Datare: Sf. sec. XVIII Școală: Atelier otoman Descoperit: jud., com. Dimensiuni: L pușcă: 943 mm; Calibrul: 18 mm Material: oțel; os; lemn; forjare; călire; turnare; gravare; reliefare                                                                        | Țeavă din oțel de damasc, tronco-octogonală, ghintuită in interior, ușor evazată la gură, are montate pe partea superioară un țel și înălțător cu foaie fixă prevăzută cu un orificiu. Spre culată și gură, țeava este decorată cu motive vegetale gravate și reliefate. Mecanismul de dare a focului complet (cocoș port-cremene, amnar, tigăiță și platină), cu arcurile lor aferente. Mecanismul este blocat. Piesel metalice exterioare ale mecanismului sunt gravate și reliefate cu motive vegetale asemănătoare celor de pe țeavă. Mecanismul de declanșare este compus din trăgaci cu piesele aferente. Nu are garda trăgaciului. Patul și ulucul, din lemn, sunt bogat ornamentate cu motive decorative marchetate și încrustate din os și metal în două culori (galben și negru) dispuse, pe registre succesive, în mod geometric vegetal sau floral. Pe partea inferioară a patului, marginal decorate în maniera amintită se află un capac circular, blocat, care acoperă un locaș. Partea inferioară a ulucului are un locaș în care este fixat bătătorul metalic. Țeava este fixată de uluc și printr-o brățară metalică ornamentată cu motive vegetale reliefate mărginite de șiruri perlate, pe alocuri tocite. Porțiuni din intarsii și din lemnul ulucului spre gură, sunt lipsă. Părți din marchetaj lipsesc. La armă mai sunt fixate o cataramă pe partea inferioară a ulucului și un buton pe cea a patului pentru montarea curelei port-armă. | Muzeul Național de Artă al României, București          | Cimec    |
|      | Carabină | Datare: Înc. sec. XIX Școală: Atelier occidental Descoperit: jud., com. Dimensiuni: L armă: țeava cu ulucul 620 mm; patul și gătul 385 mm; Calibrul (la gură): 40 mm Material: oțel; fier; alamă; lemn; forjare; călire; turnare                                | Țeavă din oțel, cilindrică, ușor evazată la gură, lisă în interior, prezină pe partea superioră a culatei o marcă și litere indescifrabile lisă. Mecanismul de dare a focului este incomplet, cocoșul port-cremene este lipsă, se păstrează numai amnarul, tigăița, platina cu arcurile aferente. Mecanismul de declanșare este incomplet, lipsește trăgaciul, se păstrază o parte a gărzii; piese aferente mecanismelor desprinse sau lipsă. Ulucul și patul, din lemn, cu porțiuni lipsă în dreptul rupturii. Patul are o talpă metalică din alamă fixată în trei șuruburi, iar ulucul prezintă pe partea inferioară un locaș în care este fixat bătătorul metallic și prin două brățări din alamă. Pe partea inferioară a ulucului și a patului se află montate două inele pentru cureaua port armă. Arma este ruptă în două, părți din lemnul de la locul unde arma este ruptă (între gâtul patului și uluc) sunt lipsă. | Muzeul Național de Artă al României, București          | Cimec    |
|      | Pușcă cu fitil | Datare: Sec. XIX Școală: Atelier Extrem-Oriental Descoperit: jud., com. Dimensiuni: L armă: 1485 mm; Calibrul: 9 mm Material: oțel; fier; alamă; lemn; forjare; călire; laminare; nituire                                                                       | Țeavă tronco-octogonală, lisă în interior. Mecanismul de dare a focului este complet (cocoșul port-fitil, tigăiță și platină), cu piesele aferente. Mecanismul de declanșare este asigurat de trăgaci. Nu are gardă. Ulucul și patul (foarte scurt), sunt din lemn. Patul este prevăzut și cu un orificiu. Țeava este fixată de uluc și prin brățări din alamă nituite și ușor gravate liniar. Unele brățări sunt lipsă, iar, una are nitul desprins. Partea anterioară a ulucului ruptă cu o porțiune lipsă. | Muzeul Național de Artă al României, București          | Cimec    |
|      | Pistol balcanic | Datare: Sf. sec. XVIII Școală: Atelier balcanic Descoperit: jud., com. Dimensiuni: L armă: 510 mm; Calibrul: 15 mm Material: oțel; metal; lemn; forjare; călire; turnare; gravare; reliefare                                                                    | Țeavă tronco-octogonală, lisă in iterior, ornată spre culată, cu motive decorative gravate și ușor reliefate. Mecanismul de dare a focului complet (cocoș port-cremene, amnar, tigăiță și platină), are arcurile lor aferente. Mecanismul este blocat. Mecanismul de declanșare este compus din trăgaci cu piesele aferente. Garda trăgaciului lipsește. Patul și ulucul din lemn sunt acoperite în întregime cu plăci metalice bogat ornamentate cu motive vegetale și perlate reliefate și poasonate. Patul se termină într-un bulb metalic ovoidal. Spre gura țevii se află o brățară, care face oficiul și de fixare a țevii de uluc, este ornată în aceeași manieră cu celelalte părți metalice. | Muzeul Național de Artă al României, București          | Cimec    |
|      | Pistol cu capse | Datare: 1/2 sec. XIX Școală: Atelier occidental Descoperit: jud., com. Dimensiuni: L pistol: 355 mm; Calibrul: 14 mm Material: oțel; fier; lemn; forjare; călire; turnare; gravare                                                                              | Țeavă din oțel, tronconică, tronco-octogonală spre culată, ușor evazată la gură și lisă în interior. Pe partea superioară a țevii, în dreptul culatei prezintă unele ornamente decorative vegetale și lineare gravate, precum și o inscripție indescifrabilă. Mecanismul de dare a focului incomplet, lipsește cocoșul. Se păstrează numai platina și dispozitivul port-capsă. Platina și baza dispozitivului port-capsă sunt gravate pe partea exterioară cu motive vegetale. Mecanismul de declanșare complet (trăgaci, grada trăgaciului cu arcul său) este blocat. Garda trăgaciului este ornamentată cu motive vegetale gravate. Patul și ulucul sunt din lemn, ușor sculptat iar talpa patului esre din alamă și are marginile ornamentate. | Muzeul Național de Artă al României, București          | Cimec    |
|      | Pistol cu cremene | Datare: Sf. sec. XVIII Școală: Atelier persan Descoperit: jud., com. Dimensiuni: L pistol: 455 mm; Calibrul: 43 mm Material: oțel; fier; alamă; filde; lemn; forjare; călire; turnare; încrustare; reliefare                                                    | Țeava tronconică, lisă în interior, este ornamentată spre gură și spre culată cu motive vegetale gravate și reliefate ce încadrează două figuri umane (cel de la gura țevii pare să fie un înger). Pe partea superioară a culatei se află o marcă dreptunghiulară încadrată într-un chenar ornamentat cu metal auriu încrustat, reprezentând un animal (leu ?). Brațul de fixare a țevii la gâtul patului este ornamentat pe partea superioară cu motive vegetale și florale încrustate în metal auriu. Mecanismul de dare a focului este complet: cocoș port-cremene, amnar, tigăiță, platină cu arcurile aferente. Pe brațul exterior de fixare a cocoșului o marcă rotundă în a cărui câmp se remarcă un punct central din care pornesc patru linii în cruce care despart alte patru puncte. Patul și ulucul din lemn este ornamentat cu motive vegetale, geometrice și stelare, gravate, încrustate, aplicate sau marchetate în lemn, sidef, fildeș, fier, alamă. Patul, pe ambele părți (stânga, dreapta) este placat cu un metal ornamental decupat în motive geometrice și florale stilizate. Talpa patului se termină într-un corp de fildeș, zgâriat pe alocuri și ciobit în partea dreaptă. Pe partea inferioară a tălpii se află montat un inel pentru fixare cureaua port-armă. | Muzeul Național de Artă al României, București          | Cimec    |
|      | Pistol cu cremene | Datare: Sec. XVIII Școală: Atelier occidental și balcanic Descoperit: jud., com. Dimensiuni: L pistol: 534 mm; Calibrul: 16 mm Material: oțel; fier; filigran argint (?); filigran aur (?); forjare; călire; gravare; filigranare; încrustare; reliefare        | Țeavă tronconică, lisă în interior, decorată în exterior cu motive vegetale, reliefate și încrustate cu metal auriu, parțial șters, spre culată. Mecanismul de dare a focului occidental, complet (cocoș port-cremene, tigăiță, amnar, platină). Platina, cocoșul și amnarul sunt decorate la exterior prin gravare cu motive vegetale. Mecanismul de declanșare occidental, complet, funcțional (trăgaci, garda trăgaciului și ea ornamentată cu motive vegetale gravate). Patul și ulucul din lemn. Patul este acoperit parțial cu plăci metalice ornamentate cu motive vegetale, geometrice și șiruri de fir metalic împletit, posibil din argint. Talpa patului se termină într-un bulb metalic și el ornamentat cu motive vegetale în relief. Țeava este prinsă de uluc și cu o brățară foarte lată, decorată cu motive vegetale și florale, mărginite de șiruri perlate. După modul de decorare a pieselor componente ele sunt de factură balcanică. | Muzeul Național de Artă al României, București          | Cimec    |
|      | Tetraevanghel | Datare: prima jumătate a secolului al XVII-lea Școală: Atelier rusesc Dimensiuni: L=260 mm; I=400 mm; GR=100 mm Material: hârtie; carton; cerneală tipografică; argint; aur; metal comun                                                                        | Tetraevanghel tipărit în slavonă cu cerneală neagră și roșie, cu oglinda foilor foarte lată, leget cu pânză roșie și ferecat cu argint aurit. Pe diverse pagini însemnări de mână. La început lucrarea are o predoslovie a lui Thophilakt arhiepiscop de Ohrida (1055-1107), fiecare din evangheliile sinoptice începe cu câte o gravură identică cu imaginea evangheliștilor scriind, înscriși într-un cadru arhitectural; evanghelistul Ioan este reprezentat în picioare dictându-i unui ucenic. La pagina 419 este un cartuș cu o cruce și armele cu care a fost chinuit Iisus. De la pagina 415 sunt sărbătorile de peste an. Pagina 252 este legată invers. După ce a fost legată în carton și pânză roșie tetraevanghelul a fost ferecat ulterior: pe coperta superioară este reprezentată ”Coborârea în iad a lui Iisus”, iar pe margine o inscripție slavonă; pe coperta inferioară este reprezentat Arhanghelul Mihail înconjurat de motive vegetale stilizate și inscripție împrejur. În colțuri este câte un buton semisferic. Pe mai multe pagini prezintă pete de natură diferită, unele până la 10-15 cm, însemnări cu creionul, mici rupturi și crăpături în interiorul paginilor și pe margine; circa 41 de pagini sunt crestate descrescător de la 14,5 cm în colțul din dreapta, sus; lipsesc mai multe nituri de la fixarea ferecăturii iar cele existente sunt corodate. | Muzeul Național de Istorie a României, București        | Cimec    |
|      | Costum de femeie | Școală: Atelier din Orientul Apropiat Dimensiuni: L: 102 cm; La: 26 cm Material: postav; fir auriu; pânză | Haină confecționată din postav negru cu o croială în bie, foarte largă la poale, ușor cambrată pe talie, fără mâneci și deschisă în față. Are bogate broderii în față și spate, cu fir auriu, cu motive ornamentale specific orientale: elemente florale și o semilună ce are deasupra o stea cu opt raze. Pe margine are o bordură lată brodată cu fir, dreaptă la mâneci, pe spate și la mijloc și spiralată în rest - în față, la poale și la gât. Este căptușită cu pânză de culoare bordo. | Muzeul Național de Istorie a României, București        | Cimec    |
|      | Halbă | Datare: 1869 Școală: Atelier necunoscut Dimensiuni: Î: 12,5 cm; DG: 9,5 cm; DB: 8 cm Material: ceramică | Halbă, din ceramică, de culoare albă, cu emblema fabricii ”Luther”, tip blazon, de culoare portocalie constând dintr-un mantou surmontat de coroana regală având în mijloc o coroană peste o sabie și o ramură de măslin, încrucișate. Deasupra blazonului este inscripția Bere Luther, cu litere gotice; în interiorul mantoului inscripțiile: FABRICA /1869/ DE /BERE LUTHER. | Muzeul Național de Istorie a României, București        | Cimec    |
|      | Halbă | Datare: 1869 Școală: Atelier necunoscut Dimensiuni: Î: 12,5 cm; DG: 9,5 cm; DB: 8 cm Material: ceramică | Halbă, din ceramică, de culoare albă, cu emblema fabricii ”Luther”, tip blazon, de culoare portocalie constând dintr-un mantou surmontat de coroana regală având în mijloc o coroană peste o sabie și o ramură de măslin, încrucișate. Deasupra blazonului este inscripția Bere Luther, cu litere gotice; în interiorul mantoului inscripțiile: FABRICA /1869/ DE /BERE LUTHER. | Muzeul Național de Istorie a României, București        | Cimec    |
|      | Pălărie | Școală: Atelier parizian Descoperit: Franța Dimensiuni: Î: 12,5 cm; DG: 9,5 cm; DB: 8 cm Material: ceramică | Pălărie din fetru moale, de culoare neagră, tip Fedora, cu căptușeală neagră. În interior, căptușeala a fost consolidată cu tul negru; pe margine are o bandă din piele de culoare maron pe care este ștanțată marca unui atelier din Franța (Grand Prix Paris - inscripția este foarte ștearsă). A aparținut lui George Stephănescu (1843 - 1925), compozitor și dirijor, întemeietorul Operei române. Căpușeala este degradată și borul deformat; lipsește panglica. | Muzeul Național de Istorie a României, București        | Cimec    |
|      | Vestă femeiască | Datare: 1/2 sec XIX Școală: Atelier balcanic Dimensiuni: L: 38 cm; La spate: 37 cm; La față: 48 cm Material: postav; mătase; fir de argint; mărgele; pietre | Vestă din postav alb, ornamentată pe piept și pe spate cu motive florale și geometrice, lucrate în fir de argint. În față, marginile de jos ale vestei sunt rotunjite, pe fiecare margine fiind prinși câte 6 bumbi lucrați din fir de argint cu câte o mărgică fiecare. Tot pe piepți sunt cusute simetric, în stânga și dreapta, două ecusoane de formă circulară, cu inscripție orientală. De jur-împrejurul celor două ecusoane sunt montate câte 5 pietre de culoare bleu. Vesta este căptușită cu mătase albă. | Muzeul Național de Istorie a României, București        | Cimec    |
|      | Portmoneu | Dimensiuni: L: 14,5 cm; La: 10 cm Material: ; catifea; satin; sidef; carton; mătase; hârtie; cerneală; tuș | Portofel de formă dreptunghiulară cu îmbrăcăminte din catifea grena, brodat policrom, pe avers și revers, central, cu câte un buchet de flori. Pe avers este brodată cu mătase galbenă și monograma E.R.; în interior există câte un compartiment pe reversul coperților. Căptușeala este din satin grena. La mijloc se detașează 2 coperți îmbrăcate în mătase roșie. Prima copertă păstrează pe avers un fragment dintr-o monogramă din sidef iar pe revers are lipit portretul în tuș al Elenei Cuza. Cealaltă copertă are portretul lui Al. loan Cuza iar în colțul din dreapta este un timbru "cap de bour" de 5 para, pentru francarea ziarelor, emisiunea a doua, iunie 1859 - 1862. Portofelul mai conține o scrisoare (b) de 2 file mss. (Î: 13 cm ; L: 9 cm), cu cerneală neagră, în limba franceză, referitor la amintirea zilei de 21 mai când Alexandra i-a oferit flori de colț. Este semnat „Helene 1844 mai 21 Bukarest”. În exterior prezintă rosături ale catifelei pe toata suprafața, rupturi la colțurile piesei, murdărie. Interior: tăieturi, rosături ale mătăsii; desprindere cca 5 cm pe latura inferioară a coperții 2; pete de diferite proveniențe; lipsă de material din inițiala de sidef. Scrisoarea are urme de pliere; tăietură de cca 0,5 cm la fila 2; îngălbenirea hârtiei. | Muzeul Național de Istorie a României, București        | Cimec    |
|      | Rachetă de tenis | Școală: Sigma Special, Brevete S.G.D.G. Dimensiuni: L: 70 cm; DM: 20 cm; GR: 2 cm Material: lemn; nailon; piele; cuie; șuruburi; piulițe | Rachetă de formă ovoidală, măsura 14,1/2. Plasa este din nailon. Central, aproape de rama de prindere a plasei este inscripția „Sigma Special Brevete S.G.D.G. Mass. et Cie”. Racheta a fost pusă în vânzare prin magazinul „Cartea Românească” la raionul de articole sportive, și este ținută într-o presă din lemn de formă dreptunghiulară prinsă în colțuri cu șuruburi. Pe latura de jos este inscripția „Cartea Românească S.A. București”. | Muzeul Național de Istorie a României, București        | Cimec    |
|      | Marea breaslă a pălărierilor 1835 | Datare: 1835 Descoperit: jud. ARAD, ARAD Dimensiuni: L: 225 cm; La: 114 cm Material: mătase | Steagul este confecționat din mătase de culoare albastră cu motive florale din țesătură, cu două fețe. Partea liberă a steagului se termină în unghi ascuțit cu vârful orientat spre interior. Marginile steagului au franjuri de culoare albastră; în partea dinspre hampă, pânza are șase perechi de panglici de prindere. Pe o față sunt pictate: un medalion oval mai mare surmontat de trei medalioane mici ovale, plasate într-un cadru de motive vegetale. În medalionul mare central este pictată o scenă religioasă, Sf. Treime și serafimi, în celelalte sunt: în stânga, pe fondul albastru-azuriu un bicorn; central inscripția în limba maghiară: "AZ ERDEMES KALAPOS CZEHE 1835" (Marea breaslă a pălărierilor - 1835); pe al treilea medalion mic, din dreapta - stema Ungariei. Întregul ansamblu are deasupra o draperie ridicată, cu motive florale aurii. Pe a doua față este o altă scenă biblică, un joben, și inscripția "DER EHRSAMEN HUTMACHER ZUMPFT 1835." Mătasea prezintă lipsă de material și rărituri. Se observă pierderi din stratul de pictură; steagul a fost acoperit cu tul pe ambele fețe. | Muzeul Național de Istorie a României, București        | Cimec    |
|      | Fanionul oficial pentru Crucea Roșie Regimentul 41 | Datare: 1917 Descoperit: jud. Cernăuți, Cernăuți, Ucraina Dimensiuni: L: 85 cm; La: 54 cm Material: mătase; fir de mătase | Fanionul este confecționat din două benzi de mătase roșie și albastră, cusute între ele; peste ele este aplicată a treia bandă de culoare galbenă, lungă de 34 cm și lată de 6,5 cm. Desenul imprimat cu negru, pe 4 registre, reprezintă următoarele elemente: în partea superioară, sub coroana arhiducală se află portretul arhiducelui Eugeniu de Habsburg, patronul regimentului și inscripția: „Feldmarschal Erzherzog Eugen Inhaber des K.U.K. I.R. 41”. (Feldmareșalul, arhiduce Eugeniu proprietarul Regimentului 41 de Infanterie, imperial și regal). Sub portretul arhiducelui este un ostaș în uniformă austriacă luptând cu un inamic. Urmează inscripția: „Vivant den braven 41-em” (Trăiască vitejii din al 41-lea). Elementul următor este un cap de zimbru pe un scut heraldic având inscripționate localități din Galiția. În partea de jos este o inscripție în limba germană (eșarfă-fanion oficială pentru Crucea Roșie a Biroului militar de ajutor și supraveghere 1917) cu franjuri. Mătasea prezintă câteva tăieturi. | Muzeul Național de Istorie a României, București        | Cimec    |
|      | Legitimație de intrare la Adunarea Generală a Țării Românești | Datare: 22 ianuarie 1859 Descoperit: jud. București, BUCUREȘTI Dimensiuni: L: 9 cm; La: 12 cm Material: carton | Bilet de intrare în sală, pentru deputați, tipărit pe carton de culoare albastră, de formă dreptunghiulară. A fost emis cu prilejul solemnității de deschidere a Adunării Generale a Țării Românești, la 22 ianuarie 1859, în București. | Muzeul Național de Istorie a României, București        | Cimec    |
|      | Legitimație pe numele generalului David Praporgescu | Dimensiuni: L: 8,5 cm; La: 12,5 cm Material: carton; cerneală | Bilet de identitate tipărit pe carton de culoare roz, de formă dreptunghiulară, cu capetele rotunjite, emis de Ministerul de război pe numele generalului David Praporgescu. Legitimația era valabilă pentru perioada 1 aprilie 1916 - 31 martie 1917. Documentul are semnătura generalului Praporgescu în calitate de comandant al Diviziei 20 și ștampila emitentului. Numele, serviciul și semnătura generalului sunt scrise cu cerneală neagră. | Muzeul Național de Istorie a României, București        | Cimec    |
|      | Steagul Societății Cooperativa din București, Secțiunea Zugravilor și Vopsitorilor | Datare: 1882 Descoperit: jud. București, BUCUREȘTI Dimensiuni: Î: 94 cm; L: 57,5 cm; Î bară: 74 cm Material: mătase; fir auriu; lemn | Steagul Societății Cooperativa din București, Secțiunea Zugravilor și Vopsitorilor, are pânza din mătase, de formă dreptunghiulară cu două fețe. Pe una din fețe din mătase roșie este pictat un scut tripartit, tricolor, timbrat cu coroana regală. În cartierul superior, de culoare albastră, este reprezentat un echer și un compas; în cel mijlociu de culoare galbenă, căciula de dorobanți, iar în cel inferior, de culoare roșie, două mâini strânse . Deasupra coroanei regale, semicircular apare inscripția SOCIETATEA COOPERATIVA, iar sub scut e înscris pe două registre, tot semicircular, DIN BUCUREȘCI. Pe cealaltă față, tot din mătase roșie, apare pictat un scut de culoare azurie, bordat cu maro, însemnele sale fiind constituite din uneltele specifice meseriilor de zugrav și vopsitor, o paletă cu patru pensule suprapuse pe o planșă rulată sub care se află o oală de lut pe care e așezată o pensulă de zugrav. | Muzeul Național de Istorie a României, București        | Cimec    |
|      | Steagul Societății Cooperativa din București, Secțiunea Legătorilor de cărți | Datare: 1882 Descoperit: jud. București, BUCUREȘTI Dimensiuni: Î: 95 cm; L: 57 cm; Î bară: 73 cm Material: mătase; fir auriu; lemn | Steagul Societății Cooperativa din București, Secțiunea Legătorilor de Cărți are pânza dreptunghiulară din mătase cu două fețe. Pe una din fețe, din mătase roșie, este pictat un scut tripartit, tricolor, timbrat cu coroana regală. Mobilele reprezintă în cartierul superior de culoare albastră un echer și un compas, în cel mijlociu, de culoare galbenă, căciula de dorobanț, iar în cartierul inferior de culoare roșie, două mâini strânse. Deasupra coroanei regale, semicircular, apare inscripția SOCIETATEA COOPERATIVA, iar sub scut este înscris pe două registre semicirculare DIN BUCUREȘCI. Pe cealaltă față a steagului, de culoare galbenă, este pictat un scut de culoare azurie, bordat cu maron, în care se regăsesc uneltele specifice meseriei legătorilor de cărți, o presă de lemn cu opt cărți. Deasupra scutului cu litere majuscule, negre, apare inscripția SECSIUNEA, iar dedesubt, semicircular, LEGĂTORILOR DE CĂRȚI. | Muzeul Național de Istorie a României, București        | Cimec    |
|      | Steagul Societății Cooperativelor din București, Secțiunea Tâmplarilor | Datare: 1882 Descoperit: jud. București, BUCUREȘTI Dimensiuni: Î: 97 cm; L: 57 cm; Î bară: 73 cm Material: mătase; fir auriu; lemn | Steagul Societății Cooperativelor din București, Secțiunea Tâmplarilor are pânza dreptunghiulară, din mătase, cu două fețe. Pe una din fețe, din mătase albastră, este pictat, tricolor, un scut timbrat cu coroană regală. În cartierul de culoare albastră superior sunt reprezentate un echer și un compas, în cel mijlociu, de culoare galbenă, căciula de dorobanț, iar în cartierul inferior, de culoare roșie, sunt reprezentate două mâini strânse. Deasupra coroanei regale, semicircular apare inscripția SOCIETATEA COOPERATIVA, iar sub scute înscris pe două registre, tot semicircular DIN BUCUREȘCI. Pe cealaltă față, din mătase bej, este pictat un scut de culoare azurie, bordat cu maro, în care sunt pictate uneltele specifice meseriei de tâmplar: o rindea sub care se află un compas și un echer. Deasupra scutului apare inscripția SECSIUNEA, iar dedesubt, semicircular TÂMPLARILOR. | Muzeul Național de Istorie a României, București        | Cimec    |
|      | Proclamația de încoronare a regelui Carol I | Datare: 10 mai 1881 Școală: Atelierele grafice I.V. Socecu Dimensiuni: Î: 12 cm; L: 19,5 cm Material: hârtie; cerneală; tipărire | Proclamație tipărită dată de regele Carol I și Elisabeta cu prilejul încoronării lor, la 10 mai 1881, cu scopul consacrării proclamării Regatului Român. Documentul a fost semnat de suverani la Mitropolia din București, împreună cu Leopold de Hohenzollern, membrii ai Consiliului de Miniștri și de alți înalți demnitari. În text se află un scurt istoric al domniei lui Carol și al coroanei regale de oțel, totul fiind înconjurat de un ancadrament decorativ având stema Regatului în partea de sus și în rest medalioane cu domnitori și evenimente istorice. | Muzeul Național de Istorie a României, București        | Cimec    |
|      | Telegramă | Datare: 12 noiembrie 1860 Descoperit: jud. Iași, IAȘI Dimensiuni: Î: 34,5 cm; L: 20 cm Material: hârtie; cerneală neagră | Depeșă telegrafică scrisă în limba franceză, trimisă de Mihail Kogălniceanu președintele Consiliului de Miniștri al Moldovei, la 12 noiembrie 1860, din iași, către Ion Filipescu ministrul Afacerilor Străine din Țara Românească aflat la București, referitoare la trimiterea decretului convenției telegrafice cu Rusia, imediat după ce acesta va fi semnat. Hârtia este îngălbenită și prezintă pete. | Muzeul Național de Istorie a României, București        | Cimec    |
|      | Permis de liberă trecere pe numele Cociu | Datare: 1871 Descoperit: Franța Dimensiuni: Î: 8 cm; L: 11,5 cm Material: carton; cerneală neagră | Permis de liberă trecere în Paris și pe câmpul de luptă, tipărit pe carton de culoare portocalie și eliberat de Republica Franceză, de Serviciul de intendență al Comunei din Paris, cetățeanului Coccio, aide major, din serviciul ambulanțelor și al presei care a servit în război; semnat indescifrabil de intendentul general. Numele lui Cociu și al intendentului sunt scrise cu cerneală neagră. | Muzeul Național de Istorie a României, București        | Cimec    |
|      | Adresă a ministrului de Finanțe Ludovic Steege | Datare: 24 noiembrie 1864 Dimensiuni: Î: 36 cm; L: 22 cm Material: hârtie; cerneală neagră; manuscris | Aresă, manuscris în limba română cu alfabet latin, din 24 noiembrie 1864, prin care ministrul Finanțelor Ludovic Steege îl roagă pe domnitorul Alexandru Ioan Cuza să promulge legea pentru înființarea Casei de Depuneri și Consemnațiuni. Este semnată de ministru și de directorul A. Duca din cadrul Ministerului Finanțelor. | Muzeul Național de Istorie a României, București        | Cimec    |
|      | Elena Cuza către Alexandru C. Cuza | Datare: 24 noiembrie 1864 Descoperit: jud. Neamț, PIATRA-NEAMȚ Dimensiuni: Î: 7,4 cm; L: 11,2 cm Material: carton; cerneală neagră; manuscris | Scrisoare a Elenei Cuza adresată nepotului soțului ei, Alexandru C. Cuza, relatând sărbătorirea zilei de 24 ianuarie 1908, la Piatra Neamț, în anul 1908. Este scrisă pe două cartoane, față-verso, de formă dreptunghiulară cu colțurile rotunjite, de dimensiunea unui plic. Textul este scris în limba română cu cerneală neagră; îi mulțumește pentru cartea "Naționalitatea în Artă" pe care o primise anterior, apoi relatează despre cuvântarea profesorului Beiu Paladi de la liceul Petru Rareș din oraș, precum și de poeziile lui Vasile Alecsandri recitate de copii. | Muzeul Național de Istorie a României, București        | Cimec    |
|      | Steagul Societății „Arcul” a plăpumarilor și tapițerilor români din București | Datare: 1885 Descoperit: București Dimensiuni: Î=1650; L=1450 Material: mătase, tul | Steag de formă dreptunghiulară, din mătase dublă, tricoloră, are culorile dispuse orizontal: albastru în partea de sus, galbenul la mijloc și roșu în partea de jos. Pe margine este un chenar cu trei linii aurii, cu ornamente florale la colțuri. Pe una din fețe, în centru, apare pictată stema României. Deasupra stemei, pe cinci registre este pictată inscripție cu majuscule aurii și inițiale împodobite cu elemente florale: „ARCUL/ SOCIETATEA INDUSTRIALĂ ȘI COMERCIALĂ / A / PLĂPUMARILOR /ȘI /TAPIȚERILOR ROMÂNI DIN BUCUREȘTI”. Pe cealaltă față, în centru, este pictat un medalion cu patronii Societății „Arcul”: Sfinții Ierarhi Grigora, Vasile și Ivan, sub care sunt reprezentate câteva unelte specifice meseriilor de plăpumar și tapițer: compas, clește, ac și foarfece. Deasupra medalionului, pe trei registre apare inscripția semicirculară, cu majuscule aurii și inițiale împodobite cu elemente florale „SOCIETATEA ARCULUI A PLĂPUMARILOR ȘI TAPIȚERILORU” iar sub medalion pe două registre apare inscripția cu majuscule aurii: „DATA LA 5 SEPTEMBRIE 1885”. Lipsă hampa. Piesa a fost restaurată în anii 1979-1980; cele două fețe au fost introduse sparat în tul. | Muzeul Național de Istorie a României, București        | Cimec    |
|      | Steagul Societății Cooperativa din București, Secțiunea Mecanicilor | Datare: 1882 Descoperit: jud. BUCUREȘTI Dimensiuni: L: 67 cm; La: 100 cm; L bară lemn: 73 cm Material: mătase; fir auriu; lemn; coasere; pictare; strunjire | Steagul "Societății Cooperativa din București/ Secțiunea Mecanicilor". De formă dreptunghiulară cu partea inferioară rotunjită în zona centrală, din mătase roșie cu față dublă. Pe o față este pictat un scut auriu cu bordură maro, tăiat, timbrat cu coroana regală; în cartierul superior este reprezentat un echer și un compas, iar în cel inferior o căciulă de dorobanț și două mâini strânse. Deasupra coroanei regale apare inscripția, pe două rânduri, despărțite cu un motiv floral auriu: ”SOCIETATEA COOPERATIVĂ”, iar sub scut, semicircular, inscripția, tot pe două rânduri ”DIN/ BUCUREȘTII”. Inscripția și scutul se înscriu într-un cadru dreptunghiular auriu. Pe cealaltă față, este o imagine similară dar, scutul are bordură aurie pe fond roșu, mobilat cu uneltele specifice meseriei de mecanic: o presă, un compas și două pompe. Deasupra scutului apare inscripția cu litere aurii: ”SECSIUNEA”, iar dedesubt, semircular, ”MEHANICILOR”. Steagul este prevăzut cu franjuri din fir auriu pe trei laturi și șnur tricolor la bară pentru suspendare. Piesa a fost restaurată în 1976 la Muzeul Național de Istorie a României. Părțile restaurate au fost acoperite cu tul. | Muzeul Național de Istorie a României, București        | Cimec    |
|      | Comunicat oficial al Marelui Cartier General Autor: Marele Cartier General | Datare: 15 august 1916 Dimensiuni: L: 32,7 cm; La: 24,5 cm Material: hârtie; imprimare | Comunicat oficial al Marelui Cartier General prin care se anunță atacul României asupra Austro-Ungariei în noaptea de 14-15 august 1916, bombardarea localităților Vârciova, Turnu Severin și Giurgiu de către vasele și bateriile Austro-Ungare, precum și intrarea trupelor rusești cu care România era aliată, în Dobrogea. | Muzeul Național de Istorie a României, București        | Cimec    |
|      | Batistă | Dimensiuni: L: 42 cm Material: bumbac; mătase | Batistă de mătase albă, de formă pătrată, cu monograma „I. M.” brodată într-un colț cu mătase albă și neagră, cu litere cursive. A aparținut liderului țărănist Iuliu Maniu (1873 - 1853). | Muzeul Național de Istorie a României, București        | Cimec    |
|      | Proclamația Regelui Ferdinand către oștire | Datare: 14 august 1916 Dimensiuni: L: 30 cm; La: 24 cm Material: hârtie; imprimare | Proclamația Regelui Ferdinand către oștire odată cu decretarea mobilizării la 14 august 1916. Ostașii sunt chemați peste hotare la frații români alături de Marile Națiuni. Îndemnul regelui către ostași este acela de a fi vrednici fii ai ostașilor care au învins la Războieni, Călugăreni și Plevna. | Muzeul Național de Istorie a României, București        | Cimec    |
|      | Brasardă | Dimensiuni: L: 44 cm; La: 11,2 cm Material: pânză | Brasardă de formă dreptunghiulară cu însemn de cruce roșie care a aparținut Colettei Lahovary-Plagino (1885 - 1969), fostă doamnă de onoare a prințesei Elena și soră de caritate în timpul Primului război mondial. | Muzeul Național de Istorie a României, București        | Cimec    |
|      | Carol II Rege al României | Școală: Țesătoria de artă D. Groz Dimensiuni: L: 20 cm; La: 11,5 cm Material: mătase naturală | Tapiserie de mici dimensiuni, de formă dreptunghiulară, din mătase de culoare argintie și neagră, care îl reprezintă pe regele Carol al II-lea în uniformă de gală. În partea inferioară dreaptă este inscripționat cu majuscule: „Carol II Rege al României” iar dedesubt „Țesătoria de artă D. Groz”. Lucrarea este realizată cu ajutorul unei cartele speciale care se introducea în mașina de țesut. | Muzeul Național de Istorie a României, București        | Cimec    |
|      | Mihai I Mare Voievod al Albei Iulia | Școală: Țesătoria de artă D. Groz Dimensiuni: L: 24 cm; La: 11,3 cm Material: mătase naturală | Tapiserie de formă dreptunghiulară, din mătase de culoare argintie și neagră, cu portretul lui Mihai I, în profil spre stânga, când era Mare Voievod de Alba Iulia. Lucrarea este realizată cu ajutorul unei cartele speciale care se introducea în mașina de țesut. În partea inferioară dreapta este inscripționat cu majuscule: „Mihai I Mare Voievod al Albei Iulia” iar dedesubt „Țesătoria de artă D. Groz”. | Muzeul Național de Istorie a României, București        | Cimec    |
|      | Steagul gărzii orășenești din Galați | Datare: 1867 Descoperit: jud. GALAȚI, GALAȚI Dimensiuni: Î: 96 cm; L: 121 cm Material: mătase; coasere; pictare | Derapelul Legiunii I din Garda Orășenească Galați este de formă dreptunghiulară, confecționat din mătase tricoloră, cu două fețe. Culorile sunt dispuse vertical, cu albastrul lângă hampă, galben la mijloc și roșu liber. Pe o față, în centru, pe culoarea galbenă, este pictat un scut albastru, timbrat de coroană murală. În interior este pictată o coroană aurie, iar sub scut pe o eșarfă albă inscripția „Patria și Dreptulu meu”. Pe cealaltă față, pe galben, este pictat pe o terasă, Sf. Gheorghe călare, omorând balaurul. În colțuri, pe ambele fețe, într-o ghirlandă de frunze de laur este înscrisă cifra I. Prezintă unele lipsuri de material la bordură, rupt în mai multe locuri. Are o consolidare mai veche fiind introdus în tul dublu. | Muzeul Național de Istorie a României, București        | Cimec    |
|      | Presse-papier | Școală: Atelier european (?) Dimensiuni: Î: 6,5 cm; L: 11 cm; La: 7 cm Material: bronz | Presse-papier din bronz, de formă dreptunghiulară, cu mâner constituit din doi delfini care își unesc cozile într-un bumb central. Pe mijloc sub mâner se află stema personală a lui Mihail Sturdza, domnul Moldovei în perioada 1834-1849, și deviza în limba latină: "UTROQUE CLARESCERE PULCHRUM". În colțuri se află inițiala "S" într-un decor floral, iar muchiile prezintă cinci onduleuri pe lungime și trei pe lățime. | Muzeul Național de Istorie a României, București        | Cimec    |
|      | Port-țigaretul domnitorului Mihail Sturdza | Școală: Atelier european (?) Dimensiuni: L: 20 cm; DM: 3,5 cm; DG: 0,8 cm Material: filde; chihlimbar; spumă de mare | Portțigaretul domnitorului Moldovei, Mihail Sturdza (1834-1849), de formă cilindrică ușor bombat spre capătul inferior, este alcătuit din chihlimbar galben și roșu, fildeș și muștiucul din spumă de mare cu diametrul de 8 mm. Pe partea din fildeș este aplicată o sculpură din același material reprezentând stema personală a domnitorului Sturdza (scutul încoronat, cu cap de zimbru și un leu, încadrat de doi delfini afrontați, deviza UTROQUE CLARESCERE PULCHRUM pe eșarfă). Sub stemă este un decor vegetal. | Muzeul Național de Istorie a României, București        | Cimec    |
|      | Diplomă de ridicare în rangul de căpitan a lui Spiridon Stanciu Autor: Ghica, Grigore Alexandru | Datare: 10 octombrie 1855 Dimensiuni: Î: 23 cm; L: 38 cm Material: pergament | Act emis de domnitorul Grigore Alexandru Ghica (1849-1856), voievod al Țării Moldovei prin care domnitorul anunța că l-a ridicat în grad de căpitan pe locotenentul Spiridon Stanciu pentru bună purtare în slujba patriei, pe data de 19 mai 1855. Actul este întărit cu pecetea domnească și semnat de domnitor. Deasupra textului, central, este stema Moldovei. Dedesubtul textului sunt drapelele și armele țării. În partea dreaptă jos este contrasemnat de șeful Ștabului (Marele Stat Major). Este datat 10 octombrie 1855. | Muzeul Național de Istorie a României, București        | Cimec    |
|      | Cutie | Datare: 2/2 sec. XIX Dimensiuni: Î: 4 cm; L: 12 cm; LA: 7 cm Material: bronz | Cutie de penițe, în formă de broască țestoasă. Capacul imită carapacea țestoasei. A aparținut scriitorului și politicianului Ion Ghica. | Muzeul Național de Istorie a României, București        | Cimec    |
|      | Boneta de noapte a lui Ion Ghica | Datare: 2/2 sec. XIX Dimensiuni: L: 32 cm; DG: 15 cm Material: bumbac | Bonetă de noapte de forma unui fes, cu ciucure. Este confecționată din postav de culoare maron și a aparținut lui Ion Ghica (1816- 1897), cunoscut om politic și scriitor. | Muzeul Național de Istorie a României, București        | Cimec    |
|      | Diplomă de înălțare în rang de logofăt al credinței al agăi Ioan Roset Autor: Barbu Știrbei | Datare: 26 februarie 1856 Dimensiuni: L: 57 cm; LA: 40 cm Material: hârtie; cerneală neagră; ceară roșie | Diplomă de înălțare în rang de logofăt al credinței (ministru al cultelor) al agăi Ioan Roset emisă de Barbu Știrbei (1849- 1856) domn al Țării Românești, la 26 februarie 1856. Documentul este scris în limba română cu alfabet chirilic, are sigiliu timbrat cu ceară roșie lateral stânga și semnătura domnitorului; mai sunt încă două semnături în partea de jos a textului. Deasupra textului este stema țării. | Muzeul Național de Istorie a României, București        | Cimec    |
|      | Pahar cu stema Principatelor Unite | Dimensiuni: Î: 12,5 cm; DG: 8 cm; DB: 7 cm Material: porțelan | Pahar din porțelan de formă cilindrică, acoperit până aproape de buză cu o glazură colorată în culorile tricolorului: albastru la bază, galben la mijloc și roșu spre buză. Pe culoarea galbenă este pictată color stema Principatelor Unite încadrată semicircular de frunze verzi de stejar, legate sub stemă cu o fundă roșie. | Muzeul Național de Istorie a României, București        | Cimec    |
|      | Harta telegrafo-poștală a României | Datare: 1865 Descoperit: jud. București Dimensiuni: Î: 59 cm; L: 73 cm Material: carton | Harta are în partea stângă tipărit titlul: "Charta telegrafo - poștală compusă de Direcțiunea Generală a Telegrafelor și Poștelor din România 1865". Deasupra cuvântului România este stema țării. În partea dreaptă a hărții este legenda: "Ecsplicația semnelor"și o ștampilă. Pe marginea hărții este un chenar cu decor geometric stilizat în colțuri și semnul convențional al poștei. | Muzeul Național de Istorie a României, București        | Cimec    |
|      | Farfurie | Școală: Kannreuthrer & co. Dimensiuni: DM: 23,5 cm Material: faianță; vopsea | Farfurie din faianță, de formă rotundă, decorată circular, pe margine, cu o friză pictată de culoare brun-sepia, cu scene din războiul de independență din 1877-1878; în centru este pictată o compoziție ce simbolizează căderea Plevnei și predarea lui Osman-pașa care este rănit. În spatele său este un grup de militari turci. Dedesubtul scenei sunt inscripțiile: "Căderea Plevnei. Osman Pașa se predă prisonier. 28 noiembrie 1877". Pe spatele farfuriei este imprimată sigla meșterului, firma producătoare și localitatea Bimingham. | Muzeul Național de Istorie a României, București        | Cimec    |
|      | Pahar | Datare: 1906 Dimensiuni: Î: 11,3 cm; DG: 6,6 cm; DB: 4,6 cm Material: sticlă | Pahar din sticlă, de formă tronconică răsturnată, gravat cu două medalioane cu efigiile-portret ale regelui Carol I și ale reginei Elisabeta, inscripționate astfel:" M.S. Regele Carol I" și "M.S. Regina Elisabeta". Deasupra medalioanelor este gravat câte un decor floral și inscripția: "Jubileul de 40 Ani de Domnie". Între cele două medalioane este gravat un decor geometric și coroana regală. Sub medalioane este gravată inscripția :"Exposițiunea Națională Bucuresci 1906”. | Muzeul Național de Istorie a României, București        | Cimec    |
|      | Sticlă | Datare: ultimul sfert al sec. XIX Dimensiuni: Î: 10,5 cm; L: 5,5 cm Material: cristal; metal; email | Recipient pentru parfum de formă paralelipipedică, cu capacul, gâtul și aproape jumătate din suprafața acestuia îmbrăcate în metal galben (probabil bronz). Capacul elipsoidal este decorat cu două șiruri de ove și un medalion emailat policolor cu imaginea unui obelisc. Gâtul neted, metalic, se continuă pe pereții vasului printr-un decor geometric traforat și gravat cu motive vegetale. A aparținut familiei lui Ion Ghica. | Muzeul Național de Istorie a României, București        | Cimec    |
|      | Steagul Societății Cooperativa din București, Secțiunea Dulgherilor | Datare: 1882 Descoperit: jud. BUCUREȘTI Dimensiuni: L: 57 cm; La: 94 cm; L bară lemn: 73 cm Material: mătase; fir auriu; lemn; coasere; pictare; strunjire | Steagul Societății Cooperativa din București, Secțiunea Dulgherilor, are formă dreptunghiulară și este confecționat din mătase galbenă, cu două fețe. Pe una din fețe este pictat un scut tripartit, tricolor, timbrat cu coroana regală. În cartierul superior, de culoare albastră este un echer și un compas, în cel mijlociu, de culoare galbenă, căciula de dorobanți, iar în cartierul inferior, de culoare roșie, două mâini strânse. Deasupra coroanei regale, cu majuscule negre, semicircular, apare inscripția: "SOCIETATEA COPERATIVĂ," iar sub scut este înscris pe două registre "DIN/ BUCUREȘCI." Pe cealaltă față, apare pictat un scut de culoare azurie, bordat maroniu, cu uneltele de dulgher: o bardă, un fierăstrău, o teslă, un burghiu, un compas și un echer. Deasupra scutului, este inscripția "SECSIUNEA" iar dedesubt, semicircular, "DULGHERILOR". Steagul are franjuri din fir auriu pe trei laturi, iar în partea de sus este fixat pe o bară de lemn, strunjită la capete în formă de sferă. Mătasea este decolorată și prezintă pete. Steagul a fost restaurat în anul 1976. | Muzeul Național de Istorie a României, București        | Cimec    |
|      | Steagul Societății Cooperativa din București. Secțiunea generală a elevilor | Datare: 1883 Descoperit: București Dimensiuni: L=570 mm; l=930 mm; L bară lemn=730 mm Material: mătase, fir auriu, lemn, coasere, pictare, strunjire | Steag de formă dreptunghiulară, confecționat din mătase crem, cu două fețe; pe una din fețe este pictat un scut auriu, tăiat și timbrat cu o coroană închisă, surmontată de o cruce. În cartierul superior apar echerul și compasul iar în cel inferior căciula de dorobanț și mâinile strânse. Desupra coroanei, pe trei registre semicirculare apare inscripția „SOȚIETATEA/ COOPERATIVA/DIN” iar sub scut inscripția semicirculară „BUCURESCI 1883”. De o parte și de alta a coroanei, în două casete, pe fond roșu bordat cu albastru, este înscrisă deviza Casei Regale a României „NIHIL/ SINE DEO”. Pe cealaltă față este pictat un scut de culoare roșie bordat cu auriu, purtând inscripția pe cinci rânduri „PRIN/ MUNCĂ ȘI/ SILINȚĂ/TE VEI ÎNĂLȚA”, sub care este desenată o fundă aurie. Deasupra scutului apare inscripția „SECȚIUNEA” iar dedesubt, pe trei registre, inscripția semicirculară „GENERALĂ/A/ELEVILOR 1883”. Inscripțiile sunt pictate cu litere aurii majuscule. Pe verticală sunt inscripții pe două eșarfe pictate albastru, bordate cu roșu: „ONOREAZĂ PE”, „PATRONUL TĂU”. Steagul are franjuri din fir auriu pe trei laturi și doi ciucuri din fir în colțurile libere; în partea de sus este prins de o bară din lemn având la capete câte o sferă. Mătasea prezintă tăieturi și pete. | Muzeul Național de Istorie a României, București        | Cimec    |
|      | Servieta lui Vasile Boerescu | Datare: 1869 Dimensiuni: Î=330; L=400; GR=50 Material: piele, metal comun | Servietă din piele care a aparținut lui Vasile Boerescu. Are garnituri din metal galben gravat cu motive vegetale la colțuri față-spate și la închizătoare. Într-un medalion din metal, plasat deasupra încuietorii, pe capacul servietei este inscripția „V. Boerescu 1869”. Sistemul de închidere este cu broască și cheiță. De capac sunt prinse două curele cu catarame pentru susținerea greutății. În interior sunt cinci despărțituri. | Muzeul Național de Istorie a României, București        | Cimec    |
|      | Planul minei Teleaga | Datare: aprilie 1853 Descoperit: Teleaga Dimensiuni: L=580; LA=560 Material: hârtie | Planul color al minei de sare Teleaga, Profiluri Transversale, a fost întocmit de inginerul Carol S. Caracioni (Crăciun) în aprilie 1853. În partea de jos a planului este scris cu litere chirilice inscripția: „Plan pentru oknița ce este a se deschide la Teleaga după metodul cel vechi cu modificații, aprilie, 1853”. Dedesubt este traducerea în limba franceză a textului și numele autorului M. Carazoni. Deasupra celor două texte mai apare același nume scris cu litere chirilice, în calitate de cămăraș. | Muzeul Național de Istorie a României, București        | Cimec    |
|      | Tunică de plutonier | Datare: sfârșitul secolului al XIX-lea Dimensiuni: Î=700; LA=540 Material: pânză, postav, mătase, metal, fir metalic | Tunica este din postav roșu, închisă în față cu cinci noduri, fără căluși, corespunzător celor cinci găitane cusute dublu. Brandenburgurile traversează pieptul, formând fiecare la extremități câte o floare rotundă de la care coboară două ovale fixate cu o rozetă metalică. Buzunarele sunt tăiate oblic, fiind mărginite de un găitan dublu. Se distinge pe fiecare brandenburg câte un inel din metal gelben fixat în apropierea florii de treflă de la marginea pieptului; pe umerii tunicii sunt montate treflele corespunzătoare gradului de plutonier. Deasupra manșetei apare galonul gradului (plutonier), înconjurat de un găitan simplu iar gulerul este, la fel, înconjurat cu un găitan simplu. Din zece rozete metalice cât trebuie să aibă această tunică, se păstrează numai opt, două lipsind. | Muzeul Național de Istorie a României, București        | Cimec    |
|      | Tunică de locotenent | Datare: 1893-1914 Dimensiuni: L=665; LA umeri=450 Material: postav, catifea, mătase, fir auriu, metal | Tunica de locotenent este din postav maron, având gulerul și manșetele din catifea neagră paspoalată cu roșu. Se închide la două rânduri de câte șapte nasturi semibombați din metal comun galben. Marginile tunicii sunt paspoalate cu roșu iar spatele prevăzut cu patru nasturi metalici, semibombați. De la nasturii din talie pornesc în diagonală pe spate, până în dreptul umerilor, paspoale roșii, care coboară pe mâneci, pe linia cusăturii. Gulerul are broderie-o bombă în flăcări în șapte vârfuri. Pe mâneci apar două trese din fir auriu, care formează un triunghi ascuțit-însemnele gradului de locotenent. Epoleții, tip treflă, sunt din tresă de fir auriu. În interior este un buzunar sub care se află eticheta brodată: „Atelierul de haine ofițerești București”; deasupra este stema țării. Pe închizătoarea de prindere din talie este inscripția „THE CROWN ROOK”. Căptușeală este din mătase bej și neagră. Rupturi pe postav și căptușeală; pete de murdări. Lisesc 3 nasturi din față. | Muzeul Național de Istorie a României, București        | Cimec    |
|      | Mapa de birou a lui Nicolae Titulescu | Datare: deceniul 3 al secolului al XX-lea Dimensiuni: L=430; LA=310 Material: piele, metal, sugativă | Mapă de birou, din piele de crocodil de culoare maron, de formă dreptunghiulară; pe față are lipit un medalion rotund decupat, din metal, cu inițialele „N.T.” și colțurile întărite cu colțare din metal; în interior are două buzunare din piele de culoare bleumarin și foaie de sugativă detașabilă cu filigran „FORD 428 MILL” pe care se văd urme de scriere cu cerneală. | Muzeul Național de Istorie a României, București        | Cimec    |
|      | Pălărie de damă | Datare: 1920-1930 Descoperit: București Dimensiuni: DL=230; DLA=180 Material: fetru de catifea - negru, satin negru, rips negru | Pălărie din fetru de catifea, de formă asimetrică; cu calota semicirculară în spate și partea din față terminată în forma literei „V”, cu brațele inegale tighelite și ieșite în exterior, pe o distanță de 2 cm. La spate este aplicată o bandă lată din satin peste care este așezată o fundă cu nod pe mijloc. În față o bandă din fetru îngustă la capete și curbată central îmbracă fruntea. În interior, o bandă din rips negru bordează calota având la spate eticheta magazinului „Mode Elysen.Victoriei 54”. Ruptură la unul din capetele fundei de mătase, destrămări, ciupituri; piesă fragilă. | Muzeul Național de Istorie a României, București        | Cimec    |
|      | Umbrelă de soare | Datare: 2/4 sec. al XX-lea Descoperit: București Dimensiuni: L=600; DM=720 Material: pânză, lemn, fir de mătase, fir metalic argintiu, metal, baga | Umbrelă din pânză de culoare roșie, brodată în relief cu fir de mătase de culoare albă, roșie, vișinie, galbenă și cu fir metalic argintiu, în motive vegetale. Pe margine, din același fir argintiu este trasat un contur. Are 12 spițe din metal, de culoare neagră, cu terminații din baga. Tija umbrelei este din lemn; are vârful lipsă. Mânerul din lemn prezintă motive vegetale stilizate. Rupturi, rosături la vârful piesei; decolorare a pânzei, murdărie pe pânză, zgârieturi pe suprafața lemnului. | Muzeul Național de Istorie a României, București        | Cimec    |
|      | Capă | Datare: 2/4 sec. al XX-lea Descoperit: Anglia Dimensiuni: L=44; l=130 Material: blană de nurcă, atlas | Capă din blană, de nurcă, de culoare maro, căptușită cu atlas bej; în partea superioară are un guler. În interior sunt două bretele din atlas pentru fixare iar la extremități se află câte un buzunar, din atlas bej. Pe unul din acestea, în exterior, este brodat numele „Beatrice” și inițiala „H” iar în interior este cusută o etichetă pe care scrie „Fur Label Autorit Manufactured under Fair Labor Standards A 693662”. Prezintă rosături, lipsă material în unele locuri, tăieturi. | Muzeul Național de Istorie a României, București        | Cimec    |
|      | Rochie | Datare: 1925-1930 Școală: Atelier românesc Dimensiuni: L=1140; LA umeri=370; GR talie=940 Material: pânză neagră, mătase neagră | Rochie din pânză neagră, cu decolteu oval aproape de baza gâtului și mâneci lungi. Corsajul este drept, alungit, fără pense. La poale, pe o porțiune de 38 de cm este o garnitură din volane verticale, din mătase neagră, decupată în triunghiuri. Același gen de volane se află și la mâneci (pe o porțiune de 21 de cm). Pe conturul decolteului este o garnitură de formă geometrică din mătase neagră. Rupturi, destrămări ale mătăsii (la umeri) cca. 10 cm; rupturi ale aței de coasere în zona taliei; rupturi, ciupituri pe suprafața piesei; destrămări pe marginile triunghiurilor; urme de murdărie la gât. | Muzeul Național de Istorie a României, București        | Cimec    |
|      | Șal | Datare: 1920 Dimensiuni: L=850; LA=100 Material: pene de struț, fir de mătase | Șal boa din pene de struț (marabu) terminat la capete cu bride din fir de mătase, împletite și cu rozete și ciucuri. Lipsă de material (lipsesc din pene la partea inferioară a piesei); rosături cu lipsă de material la una din rozetele ciucurilor. | Muzeul Național de Istorie a României, București        | Cimec    |
|      | Steag al Universității din București | Dimensiuni: L: 117 cm; La: 86 cm Material: mătase; fir metalic auriu; coasere; brodare | Steagul de formă dreptunghiulară este confecționat din mătase tricoloră cu două fețe identice și culorile dispuse vertical: albastru la hampă, galbenul la mijloc și roșu liber. Pe culoarea galben, pe ambele fețe, este brodat cu fir auriu un scut romboidal ce are în interior motive florale. În centrul scutului, într-un cerc este o acvilă cruciată, conturnată, cu zborul lăsat, având în stânga soarele și în dreapta luna; totul este lucrat cu fir auriu. În partea superioară a scutului este brodată o inscripție cu majuscule aurii: "UNIVERSITATEA DIN BUCUREȘTI". Sub scut este inscripția "PER - SCIENTIAM - PRO PATRIA”. Se mai păstrează un ciucure mare din fir metalic auriu care se prindea la hampă. | Muzeul Național de Istorie a României, București        | Cimec    |
|      | Steagul "Societatea Umanitatea de Coafori" | Datare: 10 mai 1881 Dimensiuni: I=900 mm; L=620 mm; L bară=870 mm Material: mătase; fir auriu; lemn; șnur; paiete aur | Steagul "Societatea Umanitatea de Coafori" de formă dreptunghiulară din mătase aurie, având pe laturi o bordură aurie. Are pe una din fețe pictat un scut albastru închis având în interior, în partea inferioară, un pieptene și un drot. Deasupra scutului, cu litere majuscule aurii, apare inscripția: "IN CAPILLIS POTESTAS", iar dedesubtul scutului pe două registre "SOCIETATEA UMANITATEA DE COAFORI ". Cealaltă față este identică, cu excepția inscripției din partea inferioară, unde, pe două registre, cu majuscule aurii apare: "FONDATĂ LA 1877/ SOUVENIR DE LA 10 MAI 1881". Steagul este prevăzut cu franjuri din fir auriu, cu doi ciucuri aurii la capete, iar în partea de sus este fixat pe o bară de lemn strunjită la capete în formă bitroconică și aurită. Bara este prinsă cu un șnur tricolor împletit. Mătasea pătată; ușoare urme de degradare a picturii; desprinsă bordura pe lungimea steagului cca. 50 cm. | Muzeul Național de Istorie a României, București        | Cimec    |
|      | Act | Datare: 24 mai 1795 Descoperit: jud. București Dimensiuni: Î: 310 mm; La: 210 mm Material: hârtie; cerneală | Costea vel ceauș za arie, soțul Maricăi, anterior soția lui Ion comis, încredințează boierilor epitropi ai Casei Mazililor zapisul de vânzare a unui loc de casă în mana Popii Dârvaș, aflat în ulița Târgoviștei ce coboară din Podul Mogoșoaia "pe lângă cișmeaua domnului Mavrogheni (1786 - 1790) și merge pe lângă locul domnilor boierilor Colfe loc primit de zestre de la soacra sa, Manda, soția răposatului Ion comisul, afară de un loc alăturat, dinspre Podul Mogoșoaia, vândut anterior de soacra lui boieri Perticari și de al alăturat, din jos, vândut tot de soacra sa lui kir Vasile Cofoc. Odată cu vânzarea, soții au înmânat și toate documentele legate de acest loc și de schimbările proprietarilor. Actul a semnat și parafat cu sigilii în fum de cei doi vânzători și de martorul Vasile Cofoc. Hârtia roasă de-a lungul îndoiturilor și împăturirii, cu rapturi minuscule pe margine, îngălbenită de vechime: în colțul din dreapta, sus, trecută data actului cu cerneală violet. | Muzeul Național de Istorie a României, București        | Cimec    |
|      | Jalba lui Iordache Colfescu către Alexandru Moruzi | Datare: 2 septembrie 1799 Descoperit: jud. București Dimensiuni: Î: 320 mm; La: 220 mm Material: hârtie; cerneală | Cererea lui Iordache Colfescu stolnic către domnitorul Alexandru Moruzi [1799 - 1801] prin care solicită recunoașterea dreptului său de proprietate asupra unui loc din București, pe Podul Mogoșoaiei, în zona Bisericii Albe, loc moștenit de la tatăl său, primit de acesta cu zapis de la Mihai vodă Racoviță. Deoarece, "din răsmerița trecută mi s-a prăpădit casele și alte ce am avut pe acel loc" megieșii au început să-și întindă proprietățile peste a sa. El solicită domnitorului să-i trimită pe boieri Filipescu vel vornic de Țara de Sus, Ralet vel vornic de Țara de Jos și Știrbei vel vornic ca să cerceteze și să-i oprească pe Vasile vătaf și ceilalți vecini să-i elibereze proprietățile și să-l repună în drepturi. Hârtia îngălbenită, roasă la îndoituri, cu mici rupturi pe margine și mici pete de diferite origini pe suprafața hârtiei; în colțul din dreapta, sus, trecută data actului și numărul 16. | Muzeul Național de Istorie a României, București        | Cimec    |
|      | Zapisul banului Racoviță adresat lui Constantin | Datare: 10 noiembrie 1805 Descoperit: jud. București Dimensiuni: Î: 357 mm; La: 235 mm Material: hârtie; cerneală | Zapisul cuprinzând rezultatul verificării documentelor de proprietate moștenite de Ioan clucer Comănescu de la unchiul său Iordache Colfescu, în zona Bisericii Albe, pe Podul Mogoșoaiei, și a vecinilor săi care i-au împresurat proprietatea dar, care dețineau acte de proprietate fără stabilirea dimensiunilor acestora. Documentul menționează toate actele primite de Ioan Comănescu de la unchiul său privind proprietatea sa, cu dimensiunile acesteia, acte de cumpărare a unor locuri învecinate, precum și jalbele prezentate la domnie, începând cu cel adresat lui Nicolae Caragea (1782 - 1783) prin care ceruse eliberarea proprietății sale. Comisia condusă de banul Racoviță a concluzionat dreptul de proprietate a lui Ioan Comănescu cu limitele sale și prezintă domniei rezultatele cercetării, spre decizionare. Hârtia roasă de-a lungul îndoiturii și de-a lungul împăturirii, cu rupturi pe margine și colțurile îndoite, îngălbenită de vechime și ruptă la începutul acestor îndoituri, cu îndoituri pe aceste rupturi; în colțul din dreapta, sus, trecută data actului și numărul 17. | Muzeul Național de Istorie a României, București        | Cimec    |
|      | Jalba lui Ioan Comănescu către administrația rusească | Datare: 4 aprilie 1811 Dimensiuni: Î: 303 mm; La: 215 mm Material: hârtie; cerneală | Jalba lui Ioan Comănescu biv vel logofăt către administrația rusească aflată la conducerea Țării Românești la data documentului pentru începerea procesului cu Negrea sărdar pentru locul de lângă Podul Mogoșoaiei. Negrea sărdar i-a împresurat locul moștenit de la Iordache Colfescu, "locul ca și pod(ul) ce merge la mazalhanea făcută pe locul meu". Pentru acest loc el a primit în 1805 o anafura de la boierii hotarnici dar, Negrea sărdar nu vrea să-i elibereze proprietatea. Hârtia roasă de-a lungul îndoiturii și a colțurilor, cu mici pete galbene de la vechime și de altă natură; în colțul din dreapta, sus, data actului și numărul 17. | Muzeul Național de Istorie a României, București        | Cimec    |
|      | Jalba Sultanei Comăneanu adresată lui George | Datare: 5 februarie 1814 Descoperit: jud. București Dimensiuni: Î: 320 mm; La: 220 mm Material: hârtie; cerneală | Jalba Sultanei Comăneanu prin care cere domniei, respectiv lui Gheorghe Caragea [1812 - 1818], ca să dispună de eliberarea locului pe care l-a moștenit pe Podul Mogoșoaiei, în zona Bisericii Albe, ca să-și construiască casă "pentru odihna bătrâneților". În anul 1805, în urma jalbei pe care a înaintat-o lui Constandin Ipsilante pentru stabilirea întinderii locului moștenit de la Iordache Colfescu stolnic, i s-a hotărât locul, cu boierii desemnați, dar vecinii ei nu vor să elibereze porțiunile ocupate de ei din acest teren. Hârtia roasă de-a lungul îndoiturii colii și ale documenmlui, de-a lungul celor pentru păstrare, îndoită la coțurile superioare; în partea dreaptă, sus, scrisă data cu cerneală violet și numărul 20. | Muzeul Național de Istorie a României, București        | Cimec    |
|      | Hrisov domnesc al lui Gheorghe Caragea (copie) | Datare: 26 ianuarie 1818 Descoperit: jud. București Dimensiuni: Î: 350 mm; La: 240 mm Material: hârtie; cerneală | Copie făcută în martie 1838 după un document al domnitorului Gheorghe Caragea destinat fiicei sale domnița Ralu Caragea prin care îi întărește acesteia cumpărarea unui han cu patru prăvălii pe Podul Mogoșoaia, în dreptul Bisericii Albe, în anul 1816, cu 45000 de taleri. Documentul descrie toate vecinătățile acestui loc și hotărnicirea lui către vecini și respinge plângerea către domnie înaintată anterior de Sultana Comăneanu care pretindea că proprietatea sa, situată în aceiași zonă, ar fi fost încălcată de Biserica Luterană și familia Krețulescu afirmând că nu s-a făcut nici o încălcare, iar locul cumpărat de domniță ar fi loc domnesc, deci liber de alte obligații. Hârtia roasă de-a lungul îndoiturii colii și ale împăturirii, de-a lungul îndoiturii din mijloc, dreapta și la colțul superior, dreapta, hârtia îngălbenită, iar în colțul din dreapta sus este trecută data documentului cu cerneală violet. | Muzeul Național de Istorie a României, București        | Cimec    |
|      | Zapis-cerere către divan cu decizia zapciului | Datare: 30 martie 1826 Descoperit: jud. București Dimensiuni: Î: 305 mm; La: 220 mm Material: hârtie; cerneală | Zapis prin care Sultana Comăneanca cere domnitorului Grigore al IV-lea Ghica [1822 - 1828] să poruncească veliților boieri să-i hotărnicească locul de pe Podul Mogoșoaiei, în dreptul cluceresei Deșlioaia, loc pe care l-a moștenit de la Iordache Colfescu și pentru care a găsit cumpărător. Același document conține, în continuare, decizia biv vel zapciului către veliții vornicii de a cerceta situația la fața locului împreună cu megieșii, deci, a hotărnici lotul. Hârtia roasă de-a lungul îndoiturilor, respectiv și a colii și a împăturirii, foaia îngălbenită ușor de vechime; în colțul din dreapta sus data documentului trecută cu cerneală violet și numărul 30. | Muzeul Național de Istorie a României, București        | Cimec    |
|      | Document | Datare: 3 aprilie 1826 Dimensiuni: Î: 158 mm; La: 113 mm Material: hârtie; cerneală; scriere | Dispoziție emisă de hătmănie către logofeție, prin care i poruncește să dea curs jalbei logofetesei Elena Comăneanu, prin îndrumarea dată de Buiur Dima, probabil biv vel zapciu, spre a se înfățișa situația dumnealor Veliților Vornici. Actul a fost autentificat prin ștampilă în fum, ovală, cu stema Țării Românești în mijloc și inscripție în exergă - Mihail Filipescu vel hatman, 1825. Hârtia tăiată neglijent, cu o lipsă de-a lungul colțului din stânga, sus, ușor roasă de-a lungul îndoiturii transversale, hârtia îngălbenită de vechime; de-a lungul marginii stângi a fost trecută data documentului cu cerneală violet și numărul 31. | Muzeul Național de Istorie a României, București        | Cimec    |
|      | Document | Datare: 28 iunie 1826 Descoperit: jud. București Dimensiuni: Î: 322 mm; La: 222 mm Material: hârtie; cerneală; scriere | Anafura, respectiv document adresat domniei referitor la sezizarea vornicilor care s-au deplasat la cererea Sultanei Comăneanu pentru hotărnicirea locului moștenit de ea de la Iordache Colfescu: boierii hotarnici au constatat că din proprietatea logofetesei Sultana Comăneanu din București, situată pe Podul Mogoșoaiei, în mahalaoa Biserica Albă, împotriva caselor clucerului Iordache Deșliu, a fost ocupată numai o suprafață de 3 stânjeni spre cimitirul luteran și una de un stânjen spre proprietatea paharnicului Krețulescu. Cu această ocazie s-a reîngrădit locul situat pe Podul Mogoșoaiei, vecin cu proprietatea paharnicului Krețulescu, cimitirul bisericii luterane și coborând spre Fântâna Boului. Hârtia roasă de-a lungul îndoiturii colii și a celor de împăturire, colțurile de sus și de jos stânga îndoite, hârtia îngălbenită de vechime, cu pete mici de diverse naturi; în colțul din dreapta, sus, trecută data și numărul 32 cu cerneală violet. | Muzeul Național de Istorie a României, București        | Cimec    |
|      | Act | Datare: 20 iulie 1826 Descoperit: jud. București Dimensiuni: Î: 322 mm; La: 112 mm Material: hârtie; cerneală; scriere | Act de vânzare - cumpărare prin care Sultana Comăneanu vinde sărdarului Dimitrache Topliceanul locul ce-l are cu clironomie, respectiv moștenire, în mahalaoa popii Dârvaș, ce-i zice Biserica Albă, pe Podul Mogoșoaia, care a fost călcat de biserica luteranilor și paharnicul Krețulescu. Din cei 12000 taleri pe care i-a cerut Sultana Comăneanu a primit numai 6000, restul urmând să-i primească după ce zapisul de vânzare va fi semnat de rude și de vecini. Nou proprietar va trebui să-și recupereze singur porțiunile ocupate de vecini în mod abuziv. | Muzeul Național de Istorie a României, București        | Cimec    |
|      | Act | Datare: iulie - august 1826 Descoperit: jud. București Dimensiuni: Î: 320 mm; La: 218 mm Material: hârtie; cerneală; scriere | Zapis prin care Sultana Comăneanca vinde lui Dimitrie Topliceanu locul ei de pe Podul Mogoșoaia, în mahalaoa popii Dârvaș, la Biserica Albă, ce merge până la Fântâna Boului, loc pe care l-a moștenit de la stolnicul Iordache Colfescu, pentru care a primit 12000 taleri. Actul este semnat de Sultana Comăneanca și fiul său Alecu. Actul de vânzare a fost înaintat Logofeției de Alecu Comăneanu și mama sa pentru înscrierea sa în condică. | Muzeul Național de Istorie a României, București        | Cimec    |
|      | Act de confirmare a unei vânzări | Datare: 21 iulie 1826 Descoperit: jud. București Dimensiuni: Î: 160 mm; La: 217 mm Material: hârtie; cerneală | Act de confirmare a unei vânzări a Sultanei Comăneanu înaintat boierilor epitropilor ai Casei Mazililor prin care îi anunță de înstrăinarea către Dimitrache Topliceanu a locului ei de casă în mahalaua Popii Dârvaș, primit zestre de la soacra sa, Manda, soția răposatului Ion comisul, loc ce coboară din Podul Mogoșoaia, pe lângă cișmeaua construită de domnitorul Nicolaie Mavrogheni și merge pe lângă locul boierilor Colfești. Tranzacția s-a încheiat pentru 12.000 taleri împreună cu încredințarea tuturor documentelor referitoare la circulația proprietății. Documentul poartă amprenta sigilară în fum a vânzătoarei. | Muzeul Național de Istorie a României, București        | Cimec    |
|      | Act de recunoaștere a unei vânzări | Datare: 2 august 1826 Descoperit: jud. București Dimensiuni: Î: 212 mm; La: 156 mm Material: hârtie; cerneală | Actul prin care Elena Vrezoianu/Brezoianu, care avea drept de preemțiune, recunoaște vânzarea locului situat în vecinătatea celui pe care ea îl poseda de către Sultana Comăneanu lui Dumitrache Topliceanu, loc situat pe Podul Mogoșoaiei, în dreptul Bisericii Albe. Ea nu era interesată să îl cumpere și recunoaște vânzarea. Semnează cu alfabet grecesc "a dumitale, ca o fiică" Elena Vrezoianu. Hârtia roasă de-a lungul îndoiturii și a împăturirii, hârtia puternic îngălbenită de vechime; în partea deaptă, sus, trecută data actului și numărul 36. | Muzeul Național de Istorie a României, București        | Cimec    |
|      | Act de declinare și recunoaștere a unei vânzări | Datare: 3 august 1826 Descoperit: jud. București Dimensiuni: Î: 112 mm; La: 163 mm Material: hârtie; cerneală; scriere | Zapis prin care nepoții Sultanei Comăneanu, semnați indescifrabil, cu excepția lui Dumitrașco Băr..., își declină dreptul de preemțiune, în calitate de rude, și recunosc actul de vânzare a locului ce-l poseda aceasta pe Podul Mogoșoaiei, în mahalaoa Dârvaș, la Biserica Albă, către Dimitrie Topliceanu. De aceea au dat acest act ca recunoaștere a vânzării de către ei și toate rudele lor. Hârtia tăiată neglijent, cu ușoare ondulări pe margine, roasă de-a lungul îndoiturii, îngălbenită de vechime; în colțul din drepta, jos, trecută data actului și numărul 37. | Muzeul Național de Istorie a României, București        | Cimec    |
|      | Șefii de corpuri ai Armatei Române în anul 1862 Autor: Wollenteit, W | Datare: A doua jumatate a sec. al XIX-lea Școală: Wollenteit W. Dimensiuni: L:40,5cm.; LA:22 cm. Material: Hârtie fotografică, carton, fotografiere, lipire | Fotografie alb-negru realizată în studio reprezentând șefii de corpuri ai armatei române în anul 1862. Sunt reprezentați în uniforme de mare ținută următorii ofițeri: Culoglu, Cucu, Lupașcu, Crețulescu, Florescu, Golescu, Rosnovanu, Păucescu, Gherghel, Crăsnaru, Donici (așezați în picioare de la dreapta la stânga) și Solomon, Samsescu, Manu, Macedonski, Cornescu, Lupu și Călinescu (așezați în jilțuri sau pe scaune de la dreapta la stânga). În colțul din stânga jos este vizibilă marca atelierului W. Wollenteit.Decor clasic, cu draperii și coloane, specific unui atelier fotografic din perioada respectivă. Pe suportul de carton al fotografiei sunt scrise în partea de jos, numele ofițerilor care apar în fotografie, iar în partea de sus: "ȘEFII DE CORPURI AI ARMATEI ROMÂNE ÎN ANUL 1862". Suportul de carton este rupt în două zone, pe latura dreaptă și are colțul din dreapta jos îndoit și exfoliat pe 7,5 cm. Pe spate se află o ștampilă roșie și numerele vechi de inventar. | Muzeul Militar Național „Regele Ferdinand I”, București | Cimec    |
|      | Parada de la 10 mai 1902 Autor: Eliade, G., locotenent | Datare: 10 mai 1902 Descoperit: București Dimensiuni: L:36 cm.; LA:30 cm. Material: Hârtie fotografică, carton, fotografiere, ștanțare, lipire | Fotografie tip-reportaj, alb-negru, care prezintă defilarea trupelor pe Calea Victoriei la data 10 mai 1902. Militarii poartă uniforme ținuta de ceremonie, iar în partea stângă poate fi observat Regele Carol I călare, salutând trupele. De asemenea, sunt prezente o serie de personalități din viața politică. Fotografia este lipită pe un carton, care la rândulul lui este lipit pe un pas-partout de culoare gri. Imaginea este încadrată de un chenar ștațat de culoare albă, care este decorat la colțuri cu motive decorative ștanțate, albe. În colțul din stânga jos este ștanțat și numele autorului fotografiei: Locotenent G. Eliade. | Muzeul Militar Național „Regele Ferdinand I”, București | Cimec    |
|      | Generalul George Slăniceanu | Datare: Inceputul secolului al XX-lea Școală: necunoscut Descoperit: jud. București, Bucuresti Dimensiuni: L:27cm; LA:37,5cm Material: hartie fotografica, carton/ fotografiere, lipire                                                                         | Fotografie sepia cabinet-portret care îl înfățisează pe generalul George Slăniceanu în uniforma de mare ținută. Generalul este reprezentat cu brațul drept rezemat pe un piedestal din piatră, pe care se afla așezat și chipiul său, iar mâna stângă, fără mănușă, strânge mânerul gărzii sabiei. La piept sunt prinse mai multe decorații și medalii. Fotografia prezintă o urmă fină de pliere pe diagonală, iar în partea stângă, la mijloc, are o zonă cu pete. Suportul de carton are colțurile deteriorate iar pe față are urme de lipici. Pe spatele fotografiei sunt trecute numere vechi de inventar. | Muzeul Militar Național „Regele Ferdinand I”, București | Cimec    |
|      | Armata română 1877-1902 Autor: Al. Antoniu & Lt. Eliad | Datare: 10 mai 1902 Școală: Editura Librăriei Socecu & Co. București Descoperit: București Dimensiuni: LA:35,5cm; L: 46cm; GR:3cm, Material: hârtie tip carton cu margini aurite, carton, pânză grena, tipărire, legare, lipire, coasere, imprimare             | Album tipărit la Editura Librăriei Socec&Co., București, cu ocazia sărbătoririi zilei de 10 mai 1902. Albumul are 134 de pagini cu imagini și 37 de planșe cu textul "Istoricul armatei române" în limbile română, franceză și germană. Sub fiecare imagine în colțul din stânga jos este trecut înscrisul "Al. Antoniu&Lt.Eliad", iar în colțul din dreapta jos numele editurii. După pagina de gardă urmează o pagină cu o dedicație din partea armatei române către regele Carol I, la pagina 3 este înfățișat regele Carol I în campania din 1877-1878, la pagina 4 apar principele moștenitor Ferdinand, soția sa, principesa Maria și fiul lor, principele Carol și la pagina 5, D.A. Sturdza, ministrul de război, după care urmează o serie de imagini în care sunt reprezentate toate armele din cadrul armatei române și aspecte de viață cotidiană a trupelor din perioada menționată. Coperta 1 este făcută din carton gros acoperit cu pânză grena, având în relief menționate principalele bătălii din Războiul de Independență 1877-1878 în care s-a remarcat armata română:"PLEVNA/ CORABIA/ NICOPOLE/ RAHOVA/ VIDIN/ SMÂRDAN/ OPANES/ GRIVITA". Aceste denumiri sunt amplasate în cercuri dispuse într-un chenar argintiu cu margini aurii, decorat pe alocuri cu motive vegetale de culoare albastră și roșie. În cele patru colțuri se află, în relief, însemnele unor decorații. În interiorul chenarului în colțul din stânga sus se află stema regală și înscrisul "ARMATA ROMÂNĂ". În mijlocul chenarului se află portretul regelui Carol I din profil, într-un medalion, pe fond argintiu încadrat de margine aurie și de o cunună de lauri. Deasupra medalionului pe o spadă se află un vultur argintiu în relief cu aripile deschise, cu o coroană pe cap și o cunună de laur cu panglici tricolore în cioc. Sub medalion este dispusă o panglică tricoloră cu o medalie având la marginile ei, de o parte și de cealaltă înscrisurile: 1877, respectiv 1902. Pe fond argintiu cu litere roșii la baza chenarului este înscrisul "MARELUI EI CĂPITAN". Sub chenar este imprimat pe pânză numele editorului. Coperta 4 este făcută tot din carton acoperit cu pânză grena și are ștanțat un motiv decorativ floral în partea centrală. În partea inferioară se află ștanțat înscrisul: "Stab.arte.graf.J.V.Socecu Bucuresci" | Muzeul Militar Național „Regele Ferdinand I”, București | Cimec    |
|      | Regina Elisabeta a Greciei la Marea Încoronare de la Alba – Iulia din 15 octombrie 1922 Autor: Mandy & Lonyai | Datare: S: XX; 1/4 Dimensiuni: L: 13,5 cm; LA: 8,5 cm Material: carton; tipărire; reproducere după fotografie | Regina Elisabeta a Greciei la Marea Încoronare de la Alba – Iulia din 15 octombrie 1922. Poartă diademă și veșminte de ceremonie de inspirație bizantină din lamé, mătase cu fir din aur și perle la gât. Profil dreapta. Diadema este purtată peste un văl fin din plasă. | Muzeul Național Cotroceni, București                    | Cimec    |
|      | Regina Elisabeta a Greciei, regina Maria a Iugoslaviei, Marea Ducesă Victoria Feodorovna a Rusiei, Principesa Ileana, Principesa moștenitoare la Marea Încoronare de la Alba-Iulia din 15 octombrie 1922                                                                   | Datare: S: XX; A: 1922 Școală: Julietta Dimensiuni: L: 14 cm; LA: 9 cm Material: carton; tipărire; reproducere după fotografie | Regina Elisabeta a Greciei, Regina Maria a Iugoslaviei (Mignon), Marea Ducesă Victoria Feodorovna a Rusiei (Victoria Melita), Principesa Ileana, Principesa moștenitoare la Marea Încoronare de la Alba-Iulia din 15 octombrie 1922. Poartă diademe și veșminte lungi de ceremonie, de inspirație bizantină, din mătase cu broderii, fir din aur, lamé și aplicații de pietre prețioase și semiprețioase. Diademele sunt purtate peste un văl fin din plasă. | Muzeul Național Cotroceni, București                    | Cimec    |
|      | Regina Maria a României, alături de sora sa, Marea Ducesă Victoria Feodorovna a Rusiei, și de fiicele sale, Regina Elisabeta a Greciei și Regina Maria a Iugoslaviei, la Marea Încoronare de la Alba-Iulia, din 15 octombrie 1922 Autor: Mandy, Franz                      | Datare: S: XX; A: 1/4 Dimensiuni: L: 13,7 cm; LA: 8,8 cm Material: carton; tipărire; reproducere după fotografie | Regina Maria a României alături de sora sa, Marea Ducesă Victoria Feodorovna a Rusiei (Victoria Melita), și de fiicele sale, Regina Elisabeta a Greciei și Regina Maria (Mignon) a Iugoslaviei, la Marea Încoronare de la Alba-Iulia, din 15 octombrie 1922. Poartă diademe și veșminte de ceremonie, de inspirație bizantină, din mătase cu fir din aur, broderii, lamé și aplicații de pietre prețioase și semiprețioase. Diademele sunt purtate peste un văl fin din plasă. | Muzeul Național Cotroceni, București                    | Cimec    |
|      | Regina Maria a României, alături de fiicele sale, Regina Elisabeta a Greciei și regina Maria a Iugoslaviei, la Marea Încoronare de la Alba-Iulia, din 15 octombrie 1922 Autor: Mandy & Lonyai                                                                              | Datare: S: XX; A: 1/4 Dimensiuni: L: 13,5 cm; LA: 9 cm Material: carton; tipărire; reproducere după fotografie | Regina Maria a României, cu coroană și mantie regală, șezând pe tron. Coroana este în stil bizantin, decorată cu motive vegetale, cu pandantivi laterali specifici diademelor imperiale bizantine. Mantia regală este din mătase și are bordură de hermină. Alături de regina Maria a României se regăsesc, tot șezând, în veșminte de ceremonie de inspirație bizantină din mătase, lamé și alte aplicații, fiicele sale, Regina Elisabeta a Greciei și Regina Maria (Mignon) a Iugoslaviei. Cele două regine surori poartă diademe peste un văl fin, din plasă. | Muzeul Național Cotroceni, București                    | Cimec    |
|      | Reginele surori Elisabeta a Greciei și Maria (Mignon) a Iugoslaviei la Marea Încoronare de la Alba – Iulia din 15 octombrie 1922 Autor: Mandy & Lonyai | Datare: S: XX; A: 1/4 Dimensiuni: L: 13,5 cm; LA: 8,5 cm Material: carton; tipărire; reproducere după fotografie | Într-un interior regina Elisabeta a Greciei șezând. Alături sora sa regina Iugoslaviei (Mignon) în picioare. Poartă diademe și veșminte de ceremonie de inspirație bizantină din mătase cu broderii, lamé, fir de aur, perle și aplicații de pietre prețioase și semiprețioase. Diademele sunt purtate peste un văl fin din plasă. | Muzeul Național Cotroceni, București                    | Cimec    |
|      | Regele Ferdinand I, la Marea Încoronare de la Alba-Iulia, din 15 octombrie 1922 Autor: Guggenberger, Marovits | Datare: S: XX; A: 1/4 Dimensiuni: L: 13,5 cm; LA: 8,5 cm Material: carton; tipărire; reproducere după fotografie | Regele Ferdinand I, la Marea Încoronare de la Alba-Iulia, din 15 octombrie 1922. Poartă însemnele regalității: coroana și mantia regală. Coroana are o formă obișnuită, un cerc frontal împodobit, cu fleuroane alternând cu colți mai mici. Din vârfurile fleuroanelor pleacă, spre mijlocul coroanei, lame înguste, de formă arcuită, care se unesc la mijloc într-un glob. Mantia are un guler mare, de hermină, tivită pe margini, tot cu hermină, și este încheiată la gât cu două paftale circulare. | Muzeul Național Cotroceni, București                    | Cimec    |
|      | Regina Maria a României, la Marea Încoronare de la Alba-Iulia, din 15 octombrie 1922 | Datare: S: XX; A: 1/4 Dimensiuni: L: 13,7 cm; LA: 9 cm Material: carton; tipărire; reproducere după fotografie | Regina Maria a României, cu coroană și mantie regală, șezând pe tron. Coroana este în stil bizantin, decorată cu motive vegetale, cu pandantivi laterali specifici diademelor imperiale bizantine, de care sunt prinse câte trei lanțuri de ambele părți, reprezentând spice de grâu, simbol al fertilității, iar la capătul fiecărui lanț este o cruce gamată, similară celei din partea superioară a coroanei. Mantia regală este din mătase, cu broderii, aplicații din pietre prețioase și semiprețioase, bordură de hermină și este încheiată la gât cu două paftale circulare. Regina ține în mâini o carte. | Muzeul Național Cotroceni, București                    | Cimec    |
|      | Regina Maria a României, la Marea Încoronare de la Alba-Iulia, din 15 octombrie 1922 Autor: Guggenberger, Marovits | Datare: S: XX; A: 1/4 Dimensiuni: L: 13,5 cm; LA: 8,5 cm Material: carton; tipărire; reproducere după fotografie | Regina Maria a României, cu coroană și mantie regală. Coroana este în stil bizantin, decorată cu motive vegetale, cu pandantivi laterali specifici diademelor imperiale bizantine, de care sunt prinse câte trei lanțuri de ambele părți, reprezentând spice de grâu, simbol al fertilității, iar la capătul fiecărui lanț este o cruce gamată, similară celei din partea superioară a coroanei. Mantia regală este din mătase, cu broderii, aplicații din pietre prețioase și semiprețioase, bordură de hermină și este încheiată la gât cu două paftale circulare. Regina ține în mâini o carte. Profil stânga. | Muzeul Național Cotroceni, București                    | Cimec    |
|      | Regina Maria a României, la Marea Încoronare de la Alba-Iulia, din 15 octombrie 1922 Autor: Guggenberger, Marovits | Datare: S: XX; A: 1/4 Dimensiuni: L: 14 cm; LA: 9 cm Material: carton; tipărire; reproducere după fotografie | Regina Maria a României, cu coroană și mantie regală. Coroana este în stil bizantin, decorată cu motive vegetale, cu pandantivi laterali specifici diademelor imperiale bizantine, de care sunt prinse câte trei lanțuri de ambele părți, reprezentând spice de grâu, simbol al fertilității, iar la capătul fiecărui lanț este o cruce gamată, similară celei din partea superioară a coroanei. Mantia regală este din mătase, cu broderii, aplicații din pietre prețioase și semiprețioase, bordură de hermină și este încheiată la gât cu două paftale circulare. Regina ține în mâini o carte. Profil dreapta. | Muzeul Național Cotroceni, București                    | Cimec    |
|      | Regele Ferdinand I și Regina Maria, la Marea Încoronare de la Alba-Iulia, din 15 octombrie 1922 | Datare: S: XX; 1/4 Dimensiuni: L: 14 cm; LA: 9 cm Material: carton; tipărire; reproducere după fotografie | Pe o estradă amenajată special pentru încoronare, în fața clopotniței Catedralei din Alba-Iulia, sub un baldachin, regele Ferdinand I își așează coroana pe cap, alături de Regina Maria și de președinții Camerelor Parlamentare, cu o largă asistență. M.G. Orleanu, președintele Adunării Deputaților, ține în mâini, așezată pe pernă, coroana Reginei Maria (15 octombrie 1922). | Muzeul Național Cotroceni, București                    | Cimec    |
|      | Familia regală a României, la Marea Încoronare de la Alba-Iulia, din 15 octombrie 1922 | Datare: S: XX; 1/4 Dimensiuni: L: 13,8 cm; LA: 9 cm Material: carton; tipărire; reproducere după fotografie | Regele Ferdinand I, Regina Maria, Principele moștenitor Carol și soția sa, Principesa Elena, însoțiți de înalți prelați și oameni politici, pe treptele Catedralei Încoronării de la Alba-Iulia (15 octombrie 1922). Se disting: mitropolitul primat Miron Cristea, mitropolitul Pimen al Moldovei, mitropolitul Nicolae al Ardealului, președinții Camerelor Parlamentare (M. Ferechide, președintele Senatului, M.G. Orleanu, președintele Camerei), care țin în mâini, așezate pe perne colorate, coroanele regale. | Muzeul Național Cotroceni, București                    | Cimec    |
|      | Regele Ferdinand I și Regina Maria, la Marea Încoronare de la Alba-Iulia, din 15 octombrie 1922 | Datare: S: XX; A: 1922 Școală: Julietta Dimensiuni: L: 14 cm; LA: 9 cm Material: carton; tipărire; reproducere după fotografie | Scenă de la încoronarea de la Alba-Iulia, din 15 octombrie 1922. Regele Ferdinand I și Regina Maria, cu coroana pe cap și purtând pe umeri mantiile regale, sub un baldachin cu ciucuri, susținut de șase lăncii, în fața clopotniței Catedralei din Alba-Iulia, alături de o mare suită. | Muzeul Național Cotroceni, București                    | Cimec    |
|      | Regele Ferdinand I și Regina Maria, la Marea Încoronare de la Alba-Iulia, din 15 octombrie 1922 | Datare: S: XX; 1/4 Dimensiuni: L: 13,8 cm; LA: 9 cm Material: carton; tipărire; reproducere după fotografie | Regina Maria, în prim-plan, alături de Regele Ferdinand I și de o mare suită, la Marea Încoronare de la Alba-Iulia, din 15 octombrie 1922. Regina Maria poartă coroană pe cap și mantie pe umeri. Coroana este în stil bizantin, decorată cu motive vegetale, cu pandantivi laterali specifici diademelor imperiale bizantine. Mantia regală este din mătase, cu aplicații de pietre prețioase și semiprețioase, cu bordură de hermină. | Muzeul Național Cotroceni, București                    | Cimec    |
|      | Regele Ferdinand I și Regina Maria, la Marea Încoronare de la Alba-Iulia, din 15 octombrie 1922 | Datare: S: XX; 1/4 Dimensiuni: L: 13,7 cm; LA: 9 cm Material: carton; tipărire; reproducere după fotografie | Regele Ferdinand I și Regina Maria, la Marea Încoronare de la Alba-Iulia, din 15 octombrie 1922. În fața clopotniței Catedralei de la Alba-Iulia, pe o estradă amenajată special pentru încoronare, sub un baldachin, cei doi monarhi ai României urmează să primească coroanele, de la președinții Camerelor Parlamentare (M. Ferechide, președintele Senatului, și M.G. Orleanu, președintele Camerei). | Muzeul Național Cotroceni, București                    | Cimec    |
|      | Regina Maria a României, la Marea Încoronare de la Alba-Iulia, din 15 octombrie 1922 Autor: Guggenberger, Marovits | Datare: S: XX; 1/4 Dimensiuni: L: 14 cm; LA: 9 cm Material: carton; tipărire; reproducere după fotografie | Regina Maria a României, cu coroană și mantie regală, șezând. Coroana este în stil bizantin, decorată cu motive vegetale, cu pandantivi laterali specifici diademelor imperiale bizantine, de care sunt prinse câte trei lanțuri de ambele părți, reprezentând spice de grâu, simbol al fertilității, iar la capătul fiecărui lanț este o cruce gamată, similară celei din partea superioară a coroanei. Mantia regală este din mătase, cu broderii, aplicații din pietre prețioase și semiprețioase, bordură de hermină și este încheiată la gât cu două paftale circulare. Regina ține în mâini o carte. | Muzeul Național Cotroceni, București                    | Cimec    |
|      | Familia regală a României, la Marea Încoronare de la Alba-Iulia, din 15 octombrie 1922 | Datare: S: XX; 1/4 Dimensiuni: L: 14 cm; LA: 10 cm Material: carton; reproducere | Regele Ferdinand I, Regina Maria, Principele moștenitor Carol și soția sa, Principesa Elena, însoțiți de înalți prelați și oameni politici, pe treptele Catedralei Încoronării de la Alba-Iulia (15 octombrie 1922). | Muzeul Național Cotroceni, București                    | Cimec    |
|      | Principele moștenitor Carol, soția sa, Principesa moștenitoare Elena, Principesa Ileana, Marea Ducesă Victoria Feodorovna a Rusiei, Regina Maria a Iugoslaviei, Regina Elisabeta a Greciei, la Marea Încoronare de la Alba-Iulia, din 15 octombrie 1922                    | Datare: S: XX; 1/4 Dimensiuni: L: 14 cm; LA: 9 cm Material: carton; tipărire; reproducere după fotografie | În medalion oval, în prim-plan, Principele moștenitor Carol, soția sa, Principesa moștenitoare Elena, Principesa Ileana, Marea Ducesă Victoria Feodorovna a Rusiei (Victoria Melita), Regina Maria a Iugoslaviei (Mignon), Regina Elisabeta a Greciei, alături (într-un plan secund) de înalți demnitari, membri ai guvernului, generali și de o companie de onoare, la Marea Încoronare de la Alba-Iulia, din 15 octombrie 1922. | Muzeul Național Cotroceni, București                    | Cimec    |
|      | Regina Maria a României, alături de sora sa, Marea Ducesă Victoria Feodorovna, și de fiicele sale, Regina Elisabeta a Greciei, Regina Maria a Iugoslaviei, la Marea Încoronare de la Alba-Iulia, din 15 octombrie 1922 Autor: Mandy & Lonyai                               | Datare: S: XX; 1/4 Dimensiuni: L: 13,5 cm; LA: 8,7 cm Material: carton; tipărire; reproducere după fotografie | Regina Maria a României, alături de sora sa, Marea Ducesă Victoria Feodorovna (Victoria Melita), și de fiicele sale, Regina Elisabeta a Greciei, Regina Maria a Iugoslaviei, la Marea Încoronare de la Alba-Iulia, din 15 octombrie 1922. Poartă diademe și veșminte lungi de ceremonie, de inspirație bizantină, din mătase, cu broderie, fir de aur, lamé, aplicații de pietre prețioase și semiprețioase. Diademele sunt purtate peste un văl fin, din plasă. | Muzeul Național Cotroceni, București                    | Cimec    |
|      | Regina Maria a Iugoslaviei, la Marea Încoronare de la Alba-Iulia, din 15 octombrie 1922 Autor: Mandy & Lonyai | Datare: S: XX; A: 1922 Dimensiuni: L: 13,5 cm; LA: 8,5 cm Material: carton; tipărire; reproducere după fotografie | Regina Maria (Mignon) a Iugoslaviei, într-un interior, șezând. Poartă diademă și veșminte de ceremonie, de inspirație bizantină, din mătase, cu fir din aur, broderii, lamé și un șirag de pietre prețioase la gât. Diadema este purtată peste un văl din plasă. Profil dreapta. | Muzeul Național Cotroceni, București                    | Cimec    |
|      | Regina Elisabeta a Greciei la Marea Încoronare de la Alba – Iulia din 15 octombrie 1922 Autor: Mandy & Lonyai | Datare: S: XX; 1/4 Dimensiuni: L: 13,5 cm; LA: 8,5 cm Material: carton; tipărire; reproducere după fotografie | Regina Elisabeta a Greciei la Marea Încoronare de la Alba–Iulia din 15 octombrie 1922. Poartă diademă și veșminte de ceremonie de inspirație bizantină din lamé, mătase cu fir de aur și prele la gât. Diadema este purtată peste un văl fin din plasă. | Muzeul Național Cotroceni, București                    | Cimec    |
|      | Regele Ferdinand I și Regina Maria, la Marea Încoronare de la Alba-Iulia, din 15 octombrie 1922 | Datare: S: XX; 1/4 Dimensiuni: L: 14 cm; LA: 8,7 cm Material: carton; tipărire; reproducere după fotografie | Pe o estradă amenajată special pentru încoronare, în fața clopotniței Catedralei din Alba-Iulia, sub un baldachin cu ciucuri, susținut de sașe lăncii, Regele Ferdinand I, încoronat, cu o largă asistență, alături de Regina Maria și de președinții Camerelor Parlamentare, la 15 octombrie 1922. | Muzeul Național Cotroceni, București                    | Cimec    |
|      | Regina Maria a României, alături de sora sa, Marea Ducesă Victoria Feodorovna a Rusiei, și de fiicele sale, Regina Elisabeta a Greciei, Regina Maria a Iugoslaviei și Principesa Ileana, la Marea Încoronare de la Alba-Iulia, din 15 octombrie 1922 Autor: Mandy & Lonyai | Datare: S: XX; 1/4 Dimensiuni: L: 13,5 cm; LA: 8,7 cm Material: carton; tipărire; reproducere după fotografie | Regina Maria a României, alături de sora sa, Marea Ducesă Victoria Feodorovna a Rusiei (Victoria Melita), și de fiicele sale, Regina Elisabeta a Greciei, Regina Maria a Iugoslaviei (Mignon) și Principesa Ileana, la Marea Încoronare de la Alba-Iulia, din 15 octombrie 1922. Poartă diademe și veșminte lungi de ceremonie, de inspirație bizantină, din mătase cu broderii, fir din aur, lamé și aplicații de pietre prețioase și semiprețioase. Diademele sunt purtate peste un văl fin din plasă. | Muzeul Național Cotroceni, București                    | Cimec    |
|      | Reginele surori Elisabeta a Greciei și Maria (Mignon) a Iugoslaviei la Marea Încoronare de la Alba – Iulia din 15 octombrie 1922 Autor: Mandy & Lonyai | Datare: S: XX; 1/4 Dimensiuni: L: 14 cm; LA: 8,5 cm Material: carton; tipărire; reproducere după fotografie | Într-un interior regina Elisabeta a Greciei șezând. Alături sora sa regina Iugoslaviei (Mignon) în picioare. Poartă diademe și veșminte de ceremonie de inspirație bizantine din mătase cu broderii lamé, fir de aur, perle la gât și aplicații de pietre prețioase și semiprețioase. Diademele sunt purtate peste un văl fin din plasă. | Muzeul Național Cotroceni, București                    | Cimec    |
|      | Regina Elisabeta a Greciei la Marea Încoronare de la Alba – Iulia din 15 octombrie 1922 Autor: Mandy & Lonyai | Datare: S: XX; 1/4 Dimensiuni: L: 13,5 cm; LA: 8,8 cm Material: carton; tipărire; reproducere după fotografie | Regina Elisabeta a Greciei într-un interior șezând. Poartă diademă și veșminte de ceremonie de inspirație bizantină din mătase cu fir de aur, broderii, lamé și perle la gât. Diadema este purtată peste un văl fin din plasă. | Muzeul Național Cotroceni, București                    | Cimec    |
|      | Pușcă ZB | Datare: 1924 Școală: Atelier cehoslovac Brno Dimensiuni: L: 1100 mm; Cal: 7,92 Material: oțel; lemn | Țeavă din oțel, ghintuită în interior, are montată în partea superioară spre gură, cătarea, formată din baza cătării, țel și umerii de protecție a țelului. Tot pe țeavă, spre tunet este montat și înălțătorul cu foaie mobilă gradată și cursor. Mecanismul de dare a focului este compus din cutia închizătorului care prezintă o fereastră pentru încărcare și aruncare a cartușelor trase și o altă deschidere în partea inferioară, pentru magazia de cartușe. Partea inferioară este acoperită cu o placă metalică, fixată de garda trăgaciului și uluc. Mecanismul de declanșare complet (trăgaci cu dispozitivele lui și gardă). Patul și ulucul sunt din lemn iar talpa patului are o placă metalică. Pe partea dreaptă a patului se află un inel de fixare a curelei port-armă. Țeava este fixată de uluc și prin două brățări, dintre care cea mijlocie face și oficiul de fixare a curelei port-armă. Țeava este protejată în partea superioară și cu apărătoarea mâinii stângi din lemn. Piesa a fost în dotarea armatei române în timpul celui de-al doilea război mondial. (Țeava găurită pentru securitate.) | Muzeul Național de Istorie a României, București        | Cimec    |
|      | Pușcă ZB | Datare: 1924 Școală: Atelier cehoslovac Brno Dimensiuni: L: 1100 mm; Cal: 7,92 Material: oțel; lemn | Țeavă din oțel, ghintuită în interior, are montată în partea superioară spre gură, cătarea, formată din baza cătării, țel și umerii de protecție a țelului. Tot pe țeavă, spre tunet este montat și înălțătorul cu foaie mobilă gradată și cursor. Mecanismul de dare a focului este compus din cutia închizătorului care prezintă o fereastră pentru încărcare și aruncare a cartușelor trase și o altă deschidere în partea inferioară, pentru magazia de cartușe. Partea inferioară este acoperită cu o placă metalică, fixată de garda trăgaciului și uluc. Mecanismul de declanșare complet (trăgaci cu dispozitivele lui și gardă). Patul și ulucul sunt din lemn iar talpa patului are o placă metalică. Pe partea dreaptă a patului se află un inel de fixare a curelei port-armă. Țeava este fixată de uluc și prin două brățări, dintre care cea mijlocie face și oficiul de fixare a curelei port-armă. Țeava este protejată în partea superioară și cu apărătoarea mâinii stângi din lemn. Piesa a fost în dotarea armatei române în timpul celui de-al doilea război mondial. (Țeava găurită pentru securitate.) | Muzeul Național de Istorie a României, București        | Cimec    |
|      | Pușcă ZB | Datare: 1924 Școală: Atelier cehoslovac Brno Dimensiuni: L: 1100 mm; Cal: 7,92 Material: oțel; lemn | Țeavă din oțel, ghintuită în interior, are montată în partea superioară spre gură, cătarea, formată din baza cătării, țel și umerii de protecție a țelului. Tot pe țeavă, spre tunet este montat și înălțătorul cu foaie mobilă gradată și cursor. Mecanismul de dare a focului este compus din cutia închizătorului care prezintă o fereastră pentru încărcare și aruncare a cartușelor trase și o altă deschidere în partea inferioară, pentru magazia de cartușe. Partea inferioară este acoperită cu o placă metalică, fixată de garda trăgaciului și uluc. Mecanismul de declanșare complet (trăgaci cu dispozitivele lui și gardă). Patul și ulucul sunt din lemn iar talpa patului are o placă metalică. Pe partea dreaptă a patului se află un inel de fixare a curelei port-armă. Țeava este fixată de uluc și prin două brățări, dintre care cea mijlocie face și oficiul de fixare a curelei port-armă. Țeava este protejată în partea superioară și cu apărătoarea mâinii stângi din lemn. Piesa a fost în dotarea armatei române în timpul celui de-al doilea război mondial. (Țeava găurită pentru securitate.) | Muzeul Național de Istorie a României, București        | Cimec    |
|      | Pușcă ZB | Datare: 1924 Școală: Atelier cehoslovac Brno Dimensiuni: L: 1100 mm; Cal: 7,92 Material: oțel; lemn | Țeavă din oțel, ghintuită în interior, are montată în partea superioară spre gură, cătarea, formată din baza cătării, țel și umerii de protecție a țelului. Tot pe țeavă, spre tunet este montat și înălțătorul cu foaie mobilă gradată și cursor. Mecanismul de dare a focului este compus din cutia închizătorului care prezintă o fereastră pentru încărcare și aruncare a cartușelor trase și o altă deschidere în partea inferioară, pentru magazia de cartușe. Partea inferioară este acoperită cu o placă metalică, fixată de garda trăgaciului și uluc. Mecanismul de declanșare complet (trăgaci cu dispozitivele lui și gardă). Patul și ulucul sunt din lemn iar talpa patului are o placă metalică. Pe partea dreaptă a patului se află un inel de fixare a curelei port-armă. Țeava este fixată de uluc și prin două brățări, dintre care cea mijlocie face și oficiul de fixare a curelei port-armă. Țeava este protejată în partea superioară și cu apărătoarea mâinii stângi din lemn. Piesa a fost în dotarea armatei române în timpul celui de-al doilea război mondial. (Țeava găurită pentru securitate.) | Muzeul Național de Istorie a României, București        | Cimec    |
|      | Pușcă ZB | Datare: 1924 Școală: Atelier cehoslovac Brno Dimensiuni: L: 1100 mm; Cal: 7,92 Material: oțel; lemn | Țeavă din oțel, ghintuită în interior, are montată în partea superioară spre gură, cătarea, formată din baza cătării, țel și umerii de protecție a țelului. Tot pe țeavă, spre tunet este montat și înălțătorul cu foaie mobilă gradată și cursor. Mecanismul de dare a focului este compus din cutia închizătorului care prezintă o fereastră pentru încărcare și aruncare a cartușelor trase și o altă deschidere în partea inferioară, pentru magazia de cartușe. Partea inferioară este acoperită cu o placă metalică, fixată de garda trăgaciului și uluc. Mecanismul de declanșare complet (trăgaci cu dispozitivele lui și gardă). Patul și ulucul sunt din lemn iar talpa patului are o placă metalică. Pe partea dreaptă a patului se află un inel de fixare a curelei port-armă. Țeava este fixată de uluc și prin două brățări, dintre care cea mijlocie face și oficiul de fixare a curelei port-armă. Țeava este protejată în partea superioară și cu apărătoarea mâinii stângi din lemn. Piesa a fost în dotarea armatei române în timpul celui de-al doilea război mondial. (Țeava găurită pentru securitate.) | Muzeul Național de Istorie a României, București        | Cimec    |
|      | Pușcă ZB | Datare: 1924 Școală: Atelier cehoslovac Brno Dimensiuni: L: 1100 mm; Cal: 7,92 Material: oțel; lemn | Țeavă din oțel, ghintuită în interior, are montată în partea superioară spre gură, cătarea, formată din baza cătării, țel și umerii de protecție a țelului. Tot pe țeavă, spre tunet este montat și înălțătorul cu foaie mobilă gradată și cursor. Mecanismul de dare a focului este compus din cutia închizătorului care prezintă o fereastră pentru încărcare și aruncare a cartușelor trase și o altă deschidere în partea inferioară, pentru magazia de cartușe. Partea inferioară este acoperită cu o placă metalică, fixată de garda trăgaciului și uluc. Mecanismul de declanșare complet (trăgaci cu dispozitivele lui și gardă). Patul și ulucul sunt din lemn iar talpa patului are o placă metalică. Pe partea dreaptă a patului se află un inel de fixare a curelei port-armă. Țeava este fixată de uluc și prin două brățări, dintre care cea mijlocie face și oficiul de fixare a curelei port-armă. Țeava este protejată în partea superioară și cu apărătoarea mâinii stângi din lemn. Piesa a fost în dotarea armatei române în timpul celui de-al doilea război mondial. (Țeava găurită pentru securitate.) | Muzeul Național de Istorie a României, București        | Cimec    |
|      | Pușcă ZB | Datare: 1924 Școală: Atelier cehoslovac Brno Dimensiuni: L: 1100 mm; Cal: 7,92 Material: oțel; lemn | Țeavă din oțel, ghintuită în interior, are montată în partea superioară spre gură, cătarea, formată din baza cătării, țel și umerii de protecție a țelului. Tot pe țeavă, spre tunet este montat și înălțătorul cu foaie mobilă gradată și cursor. Mecanismul de dare a focului este compus din cutia închizătorului care prezintă o fereastră pentru încărcare și aruncare a cartușelor trase și o altă deschidere în partea inferioară, pentru magazia de cartușe. Partea inferioară este acoperită cu o placă metalică, fixată de garda trăgaciului și uluc. Mecanismul de declanșare complet (trăgaci cu dispozitivele lui și gardă). Patul și ulucul sunt din lemn iar talpa patului are o placă metalică. Pe partea dreaptă a patului se află un inel de fixare a curelei port-armă. Țeava este fixată de uluc și prin două brățări, dintre care cea mijlocie face și oficiul de fixare a curelei port-armă. Țeava este protejată în partea superioară și cu apărătoarea mâinii stângi din lemn. Piesa a fost în dotarea armatei române în timpul celui de-al doilea război mondial. (Țeava găurită pentru securitate.) | Muzeul Național de Istorie a României, București        | Cimec    |
|      | Pușcă ZB | Datare: 1937 Școală: Atelier cehoslovac Brno Dimensiuni: L: 1100 mm; Cal: 7,92 Material: oțel; lemn | Țeavă din oțel, ghintuită în interior, are montată în partea superioară spre gură, cătarea, formată din baza cătării, țel și umerii de protecție a țelului. Tot pe țeavă, spre tunet este montat și înălțătorul cu foaie mobilă gradată și cursor. Mecanismul de dare a focului este compus din cutia închizătorului care prezintă o fereastră pentru încărcare și aruncare a cartușelor trase și o altă deschidere în partea inferioară, pentru magazia de cartușe. Partea inferioară este acoperită cu o placă metalică, fixată de garda trăgaciului și uluc. Mecanismul de declanșare complet (trăgaci cu dispozitivele lui și gardă). Patul și ulucul sunt din lemn iar talpa patului are o placă metalică. Pe partea dreaptă a patului se află un inel de fixare a curelei port-armă. Țeava este fixată de uluc și prin două brățări, dintre care cea mijlocie face și oficiul de fixare a curelei port-armă. Țeava este protejată în partea superioară și cu apărătoarea mâinii stângi din lemn. Piesa a fost în dotarea armatei române în timpul celui de-al doilea război mondial. (Țeava găurită pentru securitate.) | Muzeul Național de Istorie a României, București        | Cimec    |
|      | Pușcă ZB | Datare: 1924 Școală: Atelier cehoslovac Brno Dimensiuni: L: 1100 mm; Cal: 7,92 Material: oțel; lemn | Țeavă din oțel, ghintuită în interior, are montată în partea superioară spre gură, cătarea, formată din baza cătării, țel și umerii de protecție a țelului. Tot pe țeavă, spre tunet este montat și înălțătorul cu foaie mobilă gradată și cursor. Mecanismul de dare a focului este compus din cutia închizătorului care prezintă o fereastră pentru încărcare și aruncare a cartușelor trase și o altă deschidere în partea inferioară, pentru magazia de cartușe. Partea inferioară este acoperită cu o placă metalică, fixată de garda trăgaciului și uluc. Mecanismul de declanșare complet (trăgaci cu dispozitivele lui și gardă). Patul și ulucul sunt din lemn iar talpa patului are o placă metalică. Pe partea dreaptă a patului se află un inel de fixare a curelei port-armă. Țeava este fixată de uluc și prin două brățări, dintre care cea mijlocie face și oficiul de fixare a curelei port-armă. Țeava este protajată în partea superioară și cu apărătoarea mâinii stângi din lemn. Piesa a fost în dotarea armatei române în timpul celui de-al doilea război mondial. (Țeava găurită pentru securitate.) | Muzeul Național de Istorie a României, București        | Cimec    |
|      | Pușcă ZB | Datare: 1924 Școală: Atelier cehoslovac Brno Dimensiuni: L: 1100 mm; Cal: 7,92 Material: oțel; lemn | Țeavă din oțel, ghintuită în interior, are montată în partea superioară spre gură, cătarea, formată din baza cătării, țel și umerii de protecție a țelului. Tot pe țeavă, spre tunet este montat și înălțătorul cu foaie mobilă gradată și cursor. Mecanismul de dare a focului este compus din cutia închizătorului care prezintă o fereastră pentru încărcare și aruncare a cartușelor trase și o altă deschidere în partea inferioară, pentru magazia de cartușe. Partea inferioară este acoperită cu o placă metalică, fixată de garda trăgaciului și uluc. Mecanismul de declanșare complet (trăgaci cu dispozitivele lui și gardă). Patul și ulucul sunt din lemn iar talpa patului are o placă metalică. Pe partea dreaptă a patului se află un inel de fixare a curelei port-armă. Țeava este fixată de uluc și prin două brățări, dintre care cea mijlocie face și oficiul de fixare a curelei port-armă. Țeava este protejată în partea superioară și cu apărătoarea mâinii stângi din lemn. Piesa a fost în dotarea armatei române în timpul celui de-al doilea război mondial. (Țeava găurită pentru securitate.) | Muzeul Național de Istorie a României, București        | Cimec    |
|      | Pușcă ZB | Datare: 1924 Școală: Atelier cehoslovac Brno Dimensiuni: L: 1100 mm; Cal: 7,92 Material: oțel; lemn | Țeavă din oțel, ghintuită în interior, are montată în partea superioară spre gură, cătarea, formată din baza cătării, țel și umerii de protecție a țelului. Tot pe țeavă, spre tunet este montat și înălțătorul cu foaie mobilă gradată și cursor. Mecanismul de dare a focului este compus din cutia închizătorului care prezintă o fereastră pentru încărcare și aruncare a cartușelor trase și o altă deschidere în partea inferioară, pentru magazia de cartușe. Partea inferioară este acoperită cu o placă metalică, fixată de garda trăgaciului și uluc. Mecanismul de declanșare complet (trăgaci cu dispozitivele lui și gardă). Patul și ulucul sunt din lemn iar talpa patului are o placă metalică. Pe partea dreaptă a patului se află un inel de fixare a curelei port-armă. Țeava este fixată de uluc și prin două brățări, dintre care cea mijlocie face și oficiul de fixare a curelei port-armă. Țeava este protejată în partea superioară și cu apărătoarea mâinii stângi din lemn. Piesa a fost în dotarea armatei române în timpul celui de-al doilea război mondial. (Țeava găurită pentru securitate.) | Muzeul Național de Istorie a României, București        | Cimec    |
|      | Pușcă ZB | Datare: 1924 Școală: Atelier cehoslovac Brno Dimensiuni: L: 1100 mm; Cal: 7,92 Material: oțel; lemn | Țeavă din oțel, ghintuită în interior, are montată în partea superioară spre gură, cătarea, formată din baza cătării, țel și umerii de protecție a țelului. Tot pe țeavă, spre tunet este montat și înălțătorul cu foaie mobilă gradată și cursor. Mecanismul de dare a focului este compus din cutia închizătorului care prezintă o fereastră pentru încărcare și aruncare a cartușelor trase și o altă deschidere în partea inferioară, pentru magazia de cartușe. Partea inferioară este acoperită cu o placă metalică, fixată de garda trăgaciului și uluc. Mecanismul de declanșare complet (trăgaci cu dispozitivele lui și gardă). Patul și ulucul sunt din lemn iar talpa patului are o placă metalică. Pe partea dreaptă a patului se află un inel de fixare a curelei port-armă. Țeava este fixată de uluc și prin două brățări, dintre care cea mijlocie face și oficiul de fixare a curelei port-armă. Țeava este protejată în partea superioară și cu apărătoarea mâinii stângi din lemn. Piesa a fost în dotarea armatei române în timpul celui de-al doilea război mondial. (Țeava găurită pentru securitate.) | Muzeul Național de Istorie a României, București        | Cimec    |
|      | Pușcă ZB | Datare: 193(8) ? Școală: Atelier cehoslovac Brno Dimensiuni: L: 1100 mm; Cal: 7,92 Material: oțel; lemn | Țeavă din oțel, ghintuită în interior, are montată în partea superioară spre gură, cătarea, formată din baza cătării, țel și umerii de protecție a țelului. Tot pe țeavă, spre tunet este montat și înălțătorul cu foaie mobilă gradată și cursor. Mecanismul de dare a focului este compus din cutia închizătorului care prezintă o fereastră pentru încărcare și aruncare a cartușelor trase și o altă deschidere în partea inferioară, pentru magazia de cartușe. Partea inferioară este acoperită cu o placă metalică, fixată de garda trăgaciului și uluc. Mecanismul de declanșare complet (trăgaci cu dispozitivele lui și gardă). Patul și ulucul sunt din lemn iar talpa patului are o placă metalică. Pe partea dreaptă a patului se află un inel de fixare a curelei port-armă. Țeava este fixată de uluc și prin două brățări, dintre care cea mijlocie face și oficiul de fixare a curelei port-armă. Țeava este protejată în partea superioară și cu apărătoarea mâinii stângi din lemn. Piesa a fost în dotarea armatei române în timpul celui de-al doilea război mondial. (Țeava găurită pentru securitate.) | Muzeul Național de Istorie a României, București        | Cimec    |
|      | Pușcă ZB | Datare: 1924 Școală: Atelier cehoslovac Brno Dimensiuni: L: 1100 mm; Cal: 7,92 Material: oțel; lemn | Țeavă din oțel, ghintuită în interior, are montată în partea superioară spre gură, cătarea, formată din baza cătării, țel și umerii de protecție a țelului. Tot pe țeavă, spre tunet este montat și înălțătorul cu foaie mobilă gradată și cursor. Mecanismul de dare a focului este compus din cutia închizătorului care prezintă o fereastră pentru încărcare și aruncare a cartușelor trase și o altă deschidere în partea inferioară, pentru magazia de cartușe. Partea inferioară este acoperită cu o placă metalică, fixată de garda trăgaciului și uluc. Mecanismul de declanșare complet (trăgaci cu dispozitivele lui și gardă). Patul și ulucul sunt din lemn iar talpa patului are o placă metalică. Pe partea dreaptă a patului se află un inel de fixare a curelei port-armă. Țeava este fixată de uluc și prin două brățări, dintre care cea mijlocie face și oficiul de fixare a curelei port-armă. Țeava este protejată în partea superioară și cu apărătoarea mâinii stângi din lemn. Piesa a fost în dotarea armatei române în timpul celui de-al doilea război mondial. (Țeava găurită pentru securitate.) | Muzeul Național de Istorie a României, București        | Cimec    |
|      | Pușcă ZB | Datare: 1924 Școală: Atelier cehoslovac Brno Dimensiuni: L: 1100 mm; Cal: 7,92 Material: oțel; lemn | Țeavă din oțel, ghintuită în interior, are montată în partea superioară spre gură, cătarea, formată din baza cătării, țel și umerii de protecție a țelului. Tot pe țeavă, spre tunet este montat și înălțătorul cu foaie mobilă gradată și cursor. Mecanismul de dare a focului este compus din cutia închizătorului care prezintă o fereastră pentru încărcare și aruncare a cartușelor trase și o altă deschidere în partea inferioară, pentru magazia de cartușe. Partea inferioară este acoperită cu o placă metalică, fixată de garda trăgaciului și uluc. Mecanismul de declanșare complet (trăgaci cu dispozitivele lui și gardă). Patul și ulucul sunt din lemn iar talpa patului are o placă metalică. Pe partea dreaptă a patului se află un inel de fixare a curelei port-armă. Țeava este fixată de uluc și prin două brățări, dintre care cea mijlocie face și oficiul de fixare a curelei port-armă. Țeava este protejată în partea superioară și cu apărătoarea mâinii stângi din lemn. Piesa a fost în dotarea armatei române în timpul celui de-al doilea război mondial. (Țeava găurită pentru securitate.) | Muzeul Național de Istorie a României, București        | Cimec    |
|      | Pușcă ZB | Datare: 1939 Școală: Atelier cehoslovac Brno Dimensiuni: L: 1100 mm; Cal: 7,92 Material: oțel; lemn | Țeavă din oțel, ghintuită în interior, are montată în partea superioară spre gură, cătarea, formată din baza cătării, țel și umerii de protecție a țelului. Tot pe țeavă, spre tunet este montat și înălțătorul cu foaie mobilă gradată și cursor. Mecanismul de dare a focului este compus din cutia închizătorului care prezintă o fereastră pentru încărcare și aruncare a cartușelor trase și o altă deschidere în partea inferioară, pentru magazia de cartușe. Partea inferioară este acoperită cu o placă metalică, fixată de garda trăgaciului și uluc. Mecanismul de declanșare complet (trăgaci cu dispozitivele lui și gardă). Patul și ulucul sunt din lemn iar talpa patului are o placă metalică. Pe partea dreaptă a patului se află un inel de fixare a curelei port-armă. Țeava este fixată de uluc și prin două brățări, dintre care cea mijlocie face și oficiul de fixare a curelei port-armă. Țeava este protejată în partea superioară și cu apărătoarea mâinii stângi din lemn. Piesa a fost în dotarea armatei române în timpul celui de-al doilea război mondial. (Țeava găurită pentru securitate.) | Muzeul Național de Istorie a României, București        | Cimec    |
|      | Pușcă ZB | Datare: 1924 Școală: Atelier cehoslovac Brno Dimensiuni: L: 1100 mm; Cal: 7,92 Material: oțel; lemn | Țeavă din oțel, ghintuită în interior, are montată în partea superioară spre gură, cătarea, formată din baza cătării, țel și umerii de protecție a țelului. Tot pe țeavă, spre tunet este montat și înălțătorul cu foaie mobilă gradată și cursor. Mecanismul de dare a focului este compus din cutia închizătorului care prezintă o fereastră pentru încărcare și aruncare a cartușelor trase și o altă deschidere în partea inferioară, pentru magazia de cartușe. Partea inferioară este acoperită cu o placă metalică, fixată de garda trăgaciului și uluc. Mecanismul de declanșare complet (trăgaci cu dispozitivele lui și gardă). Patul și ulucul sunt din lemn iar talpa patului are o placă metalică. Pe partea dreaptă a patului se află un inel de fixare a curelei port-armă. Țeava este fixată de uluc și prin două brățări, dintre care cea mijlocie face și oficiul de fixare a curelei port-armă. Țeava este protejată în partea superioară și cu apărătoarea mâinii stângi din lemn. Piesa a fost în dotarea armatei române în timpul celui de-al doilea război mondial. (Țeava găurită pentru securitate.) | Muzeul Național de Istorie a României, București        | Cimec    |
|      | Pușcă ZB | Datare: 1924 Școală: Atelier cehoslovac Brno Dimensiuni: L: 1100 mm; Cal: 7,92 Material: oțel; lemn | Țeavă din oțel, ghintuită în interior, are montată în partea superioară spre gură, cătarea, formată din baza cătării, țel și umerii de protecție a țelului. Tot pe țeavă, spre tunet este montat și înălțătorul cu foaie mobilă gradată și cursor. Mecanismul de dare a focului este compus din cutia închizătorului care prezintă o fereastră pentru încărcare și aruncare a cartușelor trase și o altă deschidere în partea inferioară, pentru magazia de cartușe. Partea inferioară este acoperită cu o placă metalică, fixată de garda trăgaciului și uluc. Mecanismul de declanșare complet (trăgaci cu dispozitivele lui și gardă). Patul și ulucul sunt din lemn iar talpa patului are o placă metalică. Pe partea dreaptă a patului se află un inel de fixare a curelei port-armă. Țeava este fixată de uluc și prin două brățări, dintre care cea mijlocie face și oficiul de fixare a curelei port-armă. Țeava este protejată în partea superioară și cu apărătoarea mâinii stângi din lemn. Piesa a fost în dotarea armatei române în timpul celui de-al doilea război mondial. (Țeava găurită pentru securitate.) | Muzeul Național de Istorie a României, București        | Cimec    |
|      | Pușcă ZB | Datare: 1924 Școală: Atelier cehoslovac Brno Dimensiuni: L: 1100 mm; Cal: 7,92 Material: oțel; lemn | Țeavă din oțel, ghintuită în interior, are montată în partea superioară spre gură, cătarea, formată din baza cătării, țel și umerii de protecție a țelului. Tot pe țeavă, spre tunet este montat și înălțătorul cu foaie mobilă gradată și cursor. Mecanismul de dare a focului este compus din cutia închizătorului care prezintă o fereastră pentru încărcare și aruncare a cartușelor trase și o altă deschidere în partea inferioară, pentru magazia de cartușe. Partea inferioară este acoperită cu o placă metalică, fixată de garda trăgaciului și uluc. Mecanismul de declanșare complet (trăgaci cu dispozitivele lui și gardă). Patul și ulucul sunt din lemn iar talpa patului are o placă metalică. Pe partea dreaptă a patului se află un inel de fixare a curelei port-armă. Țeava este fixată de uluc și prin două brățări, dintre care cea mijlocie face și oficiul de fixare a curelei port-armă. Țeava este protejată în partea superioară și cu apărătoarea mâinii stângi din lemn. Piesa a fost în dotarea armatei române în timpul celui de-al doilea război mondial. (Țeava găurită pentru securitate.) | Muzeul Național de Istorie a României, București        | Cimec    |
|      | Pușcă ZB | Datare: 1924 Școală: Atelier cehoslovac Brno Dimensiuni: L: 1100 mm; Cal: 7,92 Material: oțel; lemn | Țeavă din oțel, ghintuită în interior, are montată în partea superioară spre gură, cătarea, formată din baza cătării, țel și umerii de protecție a țelului. Tot pe țeavă, spre tunet este montat și înălțătorul cu foaie mobilă gradată și cursor. Mecanismul de dare a focului este compus din cutia închizătorului care prezintă o fereastră pentru încărcare și aruncare a cartușelor trase și o altă deschidere în partea inferioară, pentru magazia de cartușe. Partea inferioară este acoperită cu o placă metalică, fixată de garda trăgaciului și uluc. Mecanismul de declanșare complet (trăgaci cu dispozitivele lui și gardă). Patul și ulucul sunt din lemn iar talpa patului are o placă metalică. Pe partea dreaptă a patului se află un inel de fixare a curelei port-armă. Țeava este fixată de uluc și prin două brățări, dintre care cea mijlocie face și oficiul de fixare a curelei port-armă. Țeava este protejată în partea superioară și cu apărătoarea mâinii stângi din lemn. Piesa a fost în dotarea armatei române în timpul celui de-al doilea război mondial. (Țeava găurită pentru securitate.) | Muzeul Național de Istorie a României, București        | Cimec    |
|      | Pușcă ZB | Datare: 1924 Școală: Atelier cehoslovac Brno Dimensiuni: L: 1100 mm; Cal: 7,92 Material: oțel; lemn | Țeavă din oțel, ghintuită în interior, are montată în partea superioară spre gură, cătarea, formată din baza cătării, țel și umerii de protecție a țelului. Tot pe țeavă, spre tunet este montat și înălțătorul cu foaie mobilă gradată și cursor. Mecanismul de dare a focului este compus din cutia închizătorului care prezintă o fereastră pentru încărcare și aruncare a cartușelor trase și o altă deschidere în partea inferioară, pentru magazia de cartușe. Partea inferioară este acoperită cu o placă metalică, fixată de garda trăgaciului și uluc. Mecanismul de declanșare complet (trăgaci cu dispozitivele lui și gardă). Patul și ulucul sunt din lemn iar talpa patului are o placă metalică. Pe partea dreaptă a patului se află un inel de fixare a curelei port-armă. Țeava este fixată de uluc și prin două brățări, dintre care cea mijlocie face și oficiul de fixare a curelei port-armă. Țeava este protejată în partea superioară și cu apărătoarea mâinii stângi din lemn. Piesa a fost în dotarea armatei române în timpul celui de-al doilea război mondial. (Țeava găurită pentru securitate.) | Muzeul Național de Istorie a României, București        | Cimec    |
|      | Pușcă ZB | Datare: 1924 Școală: Atelier cehoslovac Brno Dimensiuni: L: 1100 mm; Cal: 7,92 Material: oțel; lemn | Țeavă din oțel, ghintuită în interior, are montată în partea superioară spre gură, cătarea, formată din baza cătării, țel și umerii de protecție a țelului. Tot pe țeavă, spre tunet este montat și înălțătorul cu foaie mobilă gradată și cursor. Mecanismul de dare a focului este compus din cutia închizătorului care prezintă o fereastră pentru încărcare și aruncare a cartușelor trase și o altă deschidere în partea inferioară, pentru magazia de cartușe. Partea inferioară este acoperită cu o placă metalică, fixată de garda trăgaciului și uluc. Mecanismul de declanșare complet (trăgaci cu dispozitivele lui și gardă). Patul și ulucul sunt din lemn iar talpa patului are o placă metalică. Pe partea dreaptă a patului se află un inel de fixare a curelei port-armă. Țeava este fixată de uluc și prin două brățări, dintre care cea mijlocie face și oficiul de fixare a curelei port-armă. Țeava este protejată în partea superioară și cu apărătoarea mâinii stângi din lemn. Piesa a fost în dotarea armatei române în timpul celui de-al doilea război mondial. (Țeava găurită pentru securitate.) | Muzeul Național de Istorie a României, București        | Cimec    |
|      | Pușcă ZB | Datare: 1924 Școală: Atelier cehoslovac Brno Dimensiuni: L: 1100 mm; Cal: 7,92 Material: oțel; lemn | Țeavă din oțel, ghintuită în interior, are montată în partea superioară spre gură, cătarea, formată din baza cătării, țel și umerii de protecție a țelului. Tot pe țeavă, spre tunet este montat și înălțătorul cu foaie mobilă gradată și cursor. Mecanismul de dare a focului este compus din cutia închizătorului care prezintă o fereastră pentru încărcare și aruncare a cartușelor trase și o altă deschidere în partea inferioară, pentru magazia de cartușe. Partea inferioară este acoperită cu o placă metalică, fixată de garda trăgaciului și uluc. Mecanismul de declanșare complet (trăgaci cu dispozitivele lui și gardă). Patul și ulucul sunt din lemn iar talpa patului are o placă metalică. Pe partea dreaptă a patului se află un inel de fixare a curelei port-armă. Țeava este fixată de uluc și prin două brățări, dintre care cea mijlocie face și oficiul de fixare a curelei port-armă. Țeava este protejată în partea superioară și cu apărătoarea mâinii stângi din lemn. Piesa a fost în dotarea armatei române în timpul celui de-al doilea război mondial. (Țeava găurită pentru securitate.) | Muzeul Național de Istorie a României, București        | Cimec    |
|      | Pușcă ZB | Datare: 1937 Școală: Atelier cehoslovac Brno Dimensiuni: L: 1100 mm; Cal: 7,92 Material: oțel; lemn | Țeavă din oțel, ghintuită în interior, are montată în partea superioară spre gură, cătarea, formată din baza cătării, țel și umerii de protecție a țelului. Tot pe țeavă, spre tunet este montat și înălțătorul cu foaie mobilă gradată și cursor. Mecanismul de dare a focului este compus din cutia închizătorului care prezintă o fereastră pentru încărcare și aruncare a cartușelor trase și o altă deschidere în partea inferioară, pentru magazia de cartușe. Partea inferioară este acoperită cu o placă metalică, fixată de garda trăgaciului și uluc. Mecanismul de declanșare complet (trăgaci cu dispozitivele lui și gardă). Patul și ulucul sunt din lemn iar talpa patului are o placă metalică. Pe partea dreaptă a patului se află un inel de fixare a curelei port-armă. Țeava este fixată de uluc și prin două brățări, dintre care cea mijlocie face și oficiul de fixare a curelei port-armă. Țeava este protejată în partea superioară și cu apărătoarea mâinii stângi din lemn. Piesa a fost în dotarea armatei române în timpul celui de-al doilea război mondial. (Țeava găurită pentru securitate.) | Muzeul Național de Istorie a României, București        | Cimec    |
|      | Pușcă ZB | Datare: 1924 Școală: Atelier cehoslovac Brno Dimensiuni: L: 1100 mm; Cal: 7,92 Material: oțel; lemn | Țeavă din oțel, ghintuită în interior, are montată în partea superioară spre gură, cătarea, formată din baza cătării, țel și umerii de protecție a țelului. Tot pe țeavă, spre tunet este montat și înălțătorul cu foaie mobilă gradată și cursor. Mecanismul de dare a focului este compus din cutia închizătorului care prezintă o fereastră pentru încărcare și aruncare a cartușelor trase și o altă deschidere în partea inferioară, pentru magazia de cartușe. Partea inferioară este acoperită cu o placă metalică, fixată de garda trăgaciului și uluc. Mecanismul de declanșare complet (trăgaci cu dispozitivele lui și gardă). Patul și ulucul sunt din lemn iar talpa patului are o placă metalică. Pe partea dreaptă a patului se află un inel de fixare a curelei port-armă. Țeava este fixată de uluc și prin două brățări, dintre care cea mijlocie face și oficiul de fixare a curelei port-armă. Țeava este protejată în partea superioară și cu apărătoarea mâinii stângi din lemn. Piesa a fost în dotarea armatei române în timpul celui de-al doilea război mondial. (Țeava găurită pentru securitate.) | Muzeul Național de Istorie a României, București        | Cimec    |
|      | Pușcă ZB | Datare: 1924 Școală: Atelier cehoslovac Brno Dimensiuni: L: 1100 mm; Cal: 7,92 Material: oțel; lemn | Țeavă din oțel, ghintuită în interior, are montată în partea superioară spre gură, cătarea, formată din baza cătării, țel și umerii de protecție a țelului. Tot pe țeavă, spre tunet este montat și înălțătorul cu foaie mobilă gradată și cursor. Mecanismul de dare a focului este compus din cutia închizătorului care prezintă o fereastră pentru încărcare și aruncare a cartușelor trase și o altă deschidere în partea inferioară, pentru magazia de cartușe. Partea inferioară este acoperită cu o placă metalică, fixată de garda trăgaciului și uluc. Mecanismul de declanșare complet (trăgaci cu dispozitivele lui și gardă). Patul și ulucul sunt din lemn iar talpa patului are o placă metalică. Pe partea dreaptă a patului se află un inel de fixare a curelei port-armă. Țeava este fixată de uluc și prin două brățări, dintre care cea mijlocie face și oficiul de fixare a curelei port-armă. Țeava este protejată în partea superioară și cu apărătoarea mâinii stângi din lemn. Are un dispozitiv de fixare. Piesa a fost în dotarea armatei române în timpul celui de-al doilea război mondial. (Țeava găurită pentru securitate.) | Muzeul Național de Istorie a României, București        | Cimec    |
|      | Pușcă ZB | Datare: 1924 Școală: Atelier cehoslovac Brno Dimensiuni: L: 1100 mm; Cal: 7,92 Material: oțel; lemn | Țeavă din oțel, ghintuită în interior, are montată în partea superioară spre gură, cătarea, formată din baza cătării, țel și umerii de protecție a țelului. Tot pe țeavă, spre tunet este montat și înălțătorul cu foaie mobilă gradată și cursor. Mecanismul de dare a focului este compus din cutia închizătorului care prezintă o fereastră pentru încărcare și aruncare a cartușelor trase și o altă deschidere în partea inferioară, pentru magazia de cartușe. Partea inferioară este acoperită cu o placă metalică, fixată de garda trăgaciului și uluc. Mecanismul de declanșare complet (trăgaci cu dispozitivele lui și gardă). Patul și ulucul sunt din lemn iar talpa patului are o placă metalică. Pe partea dreaptă a patului se află un inel de fixare a curelei port-armă. Țeava este fixată de uluc și prin două brățări, dintre care cea mijlocie face și oficiul de fixare a curelei port-armă. Țeava este protejată în partea superioară și cu apărătoarea mâinii stângi din lemn. Piesa a fost în dotarea armatei române în timpul celui de-al doilea război mondial. (Țeava găurită pentru securitate.) | Muzeul Național de Istorie a României, București        | Cimec    |
|      | Pușcă ZB | Datare: 1924 Școală: Atelier cehoslovac Brno Dimensiuni: L: 1100 mm; Cal: 7,92 Material: oțel; lemn | Țeavă din oțel, ghintuită în interior, are montată în partea superioară spre gură, cătarea, formată din baza cătării, țel și umerii de protecție a țelului. Tot pe țeavă, spre tunet este montat și înălțătorul cu foaie mobilă gradată și cursor. Mecanismul de dare a focului este compus din cutia închizătorului care prezintă o fereastră pentru încărcare și aruncare a cartușelor trase și o altă deschidere în partea inferioară, pentru magazia de cartușe. Partea inferioară este acoperită cu o placă metalică, fixată de garda trăgaciului și uluc. Mecanismul de declanșare complet (trăgaci cu dispozitivele lui și gardă). Patul și ulucul sunt din lemn iar talpa patului are o placă metalică. Pe partea dreaptă a patului se află un inel de fixare a curelei port-armă. Țeava este fixată de uluc și prin două brățări, dintre care cea mijlocie face și oficiul de fixare a curelei port-armă. Țeava este protejată în partea superioară și cu apărătoarea mâinii stângi din lemn. Piesa a fost în dotarea armatei române în timpul celui de-al doilea război mondial. (Țeava găurită pentru securitate.) | Muzeul Național de Istorie a României, București        | Cimec    |
|      | Pușcă ZB | Datare: 193(8) ? Școală: Atelier cehoslovac Brno Dimensiuni: L: 1100 mm; Cal: 7,92 Material: oțel; lemn | Țeavă din oțel, ghintuită în interior, are montată în partea superioară spre gură, cătarea, formată din baza cătării, țel și umerii de protecție a țelului. Tot pe țeavă, spre tunet este montat și înălțătorul cu foaie mobilă gradată și cursor. Mecanismul de dare a focului este compus din cutia închizătorului care prezintă o fereastră pentru încărcare și aruncare a cartușelor trase și o altă deschidere în partea inferioară, pentru magazia de cartușe. Partea inferioară este acoperită cu o placă metalică, fixată de garda trăgaciului și uluc. Mecanismul de declanșare complet (trăgaci cu dispozitivele lui și gardă). Patul și ulucul sunt din lemn iar talpa patului are o placă metalică. Pe partea dreaptă a patului se află un inel de fixare a curelei port-armă. Țeava este fixată de uluc și prin două brățări, dintre care cea mijlocie face și oficiul de fixare a curelei port-armă. Țeava este protejată în partea superioară și cu apărătoarea mâinii stângi din lemn. Piesa a fost în dotarea armatei române în timpul celui de-al doilea război mondial. (Țeava găurită pentru securitate.) | Muzeul Național de Istorie a României, București        | Cimec    |
|      | Pușcă ZB | Datare: 1937 Școală: Atelier cehoslovac Brno Dimensiuni: L: 1100 mm; Cal: 7,92 Material: oțel; lemn | Țeavă din oțel, ghintuită în interior, are montată în partea superioară spre gură, cătarea, formată din baza cătării, țel și umerii de protecție a țelului. Tot pe țeavă, spre tunet este montat și înălțătorul cu foaie mobilă gradată și cursor. Mecanismul de dare a focului este compus din cutia închizătorului care prezintă o fereastră pentru încărcare și aruncare a cartușelor trase și o altă deschidere în partea inferioară, pentru magazia de cartușe. Partea inferioară este acoperită cu o placă metalică, fixată de garda trăgaciului și uluc. Mecanismul de declanșare complet (trăgaci cu dispozitivele lui și gardă). Patul și ulucul sunt din lemn iar talpa patului are o placă metalică. Pe partea dreaptă a patului se află un inel de fixare a curelei port-armă. Țeava este fixată de uluc și prin două brățări, dintre care cea mijlocie face și oficiul de fixare a curelei port-armă. Țeava este protejată în partea superioară și cu apărătoarea mâinii stângi din lemn. Piesa a fost în dotarea armatei române în timpul celui de-al doilea război mondial. (Țeava găurită pentru securitate.) | Muzeul Național de Istorie a României, București        | Cimec    |
|      | Pușcă ZB | Datare: 1924 Școală: Atelier cehoslovac Brno Dimensiuni: L: 1100 mm; Cal: 7,92 Material: oțel; lemn | Țeavă din oțel, ghintuită în interior, are montată în partea superioară spre gură, cătarea, formată din baza cătării, țel și umerii de protecție a țelului. Tot pe țeavă, spre tunet este montat și înălțătorul cu foaie mobilă gradată și cursor. Mecanismul de dare a focului este compus din cutia închizătorului care prezintă o fereastră pentru încărcare și aruncare a cartușelor trase și o altă deschidere în partea inferioară, pentru magazia de cartușe. Partea inferioară este acoperită cu o placă metalică, fixată de garda trăgaciului și uluc. Mecanismul de declanșare complet (trăgaci cu dispozitivele lui și gardă). Patul și ulucul sunt din lemn iar talpa patului are o placă metalică. Pe partea dreaptă a patului se află un inel de fixare a curelei port-armă. Țeava este fixată de uluc și prin două brățări, dintre care cea mijlocie face și oficiul de fixare a curelei port-armă. Țeava este protejată în partea superioară și cu apărătoarea mâinii stângi din lemn. Piesa a fost în dotarea armatei române în timpul celui de-al doilea război mondial. (Țeava găurită pentru securitate.) | Muzeul Național de Istorie a României, București        | Cimec    |
|      | Pușcă ZB | Datare: 1924 Școală: Atelier cehoslovac Brno Dimensiuni: L: 1100 mm; Cal: 7,92 Material: oțel; lemn | Țeavă din oțel, ghintuită în interior, are montată în partea superioară spre gură, cătarea, formată din baza cătării, țel și umerii de protecție a țelului. Tot pe țeavă, spre tunet este montat și înălțătorul cu foaie mobilă gradată și cursor. Mecanismul de dare a focului este compus din cutia închizătorului care prezintă o fereastră pentru încărcare și aruncare a cartușelor trase și o altă deschidere în partea inferioară, pentru magazia de cartușe. Partea inferioară este acoperită cu o placă metalică, fixată de garda trăgaciului și uluc. Mecanismul de declanșare complet (trăgaci cu dispozitivele lui și gardă). Patul și ulucul sunt din lemn iar talpa patului are o placă metalică. Pe partea dreaptă a patului se află un inel de fixare a curelei port-armă. Țeava este fixată de uluc și prin două brățări, dintre care cea mijlocie face și oficiul de fixare a curelei port-armă. Țeava este protejată în partea superioară și cu apărătoarea mâinii stângi din lemn. Piesa a fost în dotarea armatei române în timpul celui de-al doilea război mondial. (Țeava găurită pentru securitate.) | Muzeul Național de Istorie a României, București        | Cimec    |
|      | Pușcă ZB | Datare: 1924 Școală: Atelier cehoslovac Brno Dimensiuni: L: 1100 mm; Cal: 7,92 Material: oțel; lemn | Țeavă din oțel, ghintuită în interior, are montată în partea superioară spre gură, cătarea, formată din baza cătării, țel și umerii de protecție a țelului. Tot pe țeavă, spre tunet este montat și înălțătorul cu foaie mobilă gradată și cursor. Mecanismul de dare a focului este compus din cutia închizătorului care prezintă o fereastră pentru încărcare și aruncare a cartușelor trase și o altă deschidere în partea inferioară, pentru magazia de cartușe. Partea inferioară este acoperită cu o placă metalică, fixată de garda trăgaciului și uluc. Mecanismul de declanșare complet (trăgaci cu dispozitivele lui și gardă). Patul și ulucul sunt din lemn iar talpa patului are o placă metalică. Pe partea dreaptă a patului se află un inel de fixare a curelei port-armă. Țeava este fixată de uluc și prin două brățări, dintre care cea mijlocie face și oficiul de fixare a curelei port-armă. Țeava este protejată în partea superioară și cu apărătoarea mâinii stângi din lemn. Piesa a fost în dotarea armatei române în timpul celui de-al doilea război mondial. (Țeava găurită pentru securitate.) | Muzeul Național de Istorie a României, București        | Cimec    |
|      | Pușcă ZB | Datare: 1938 Școală: Atelier cehoslovac Brno Dimensiuni: L: 1100 mm; Cal: 7,92 Material: oțel; lemn | Țeavă din oțel, ghintuită în interior, are montată în partea superioară spre gură, cătarea, formată din baza cătării, țel și umerii de protecție a țelului. Tot pe țeavă, spre tunet este montat și înălțătorul cu foaie mobilă gradată și cursor. Mecanismul de dare a focului este compus din cutia închizătorului care prezintă o fereastră pentru încărcare și aruncare a cartușelor trase și o altă deschidere în partea inferioară, pentru magazia de cartușe. Partea inferioară este acoperită cu o placă metalică, fixată de garda trăgaciului și uluc. Mecanismul de declanșare complet (trăgaci cu dispozitivele lui și gardă). Patul și ulucul sunt din lemn iar talpa patului are o placă metalică. Pe partea dreaptă a patului se află un inel de fixare a curelei port-armă. Țeava este fixată de uluc și prin două brățări, dintre care cea mijlocie face și oficiul de fixare a curelei port-armă. Țeava este protejată în partea superioară și cu apărătoarea mâinii stângi din lemn. Piesa a fost în dotarea armatei române în timpul celui de-al doilea război mondial. (Țeava găurită pentru securitate.) | Muzeul Național de Istorie a României, București        | Cimec    |
|      | Pușcă ZB | Datare: 1939 Școală: Atelier cehoslovac Brno Dimensiuni: L: 1100 mm; Cal: 7,92 Material: oțel; lemn | Țeavă din oțel, ghintuită în interior, are montată în partea superioară spre gură, cătarea, formată din baza cătării, țel și umerii de protecție a țelului. Tot pe țeavă, spre tunet este montat și înălțătorul cu foaie mobilă gradată și cursor. Mecanismul de dare a focului este compus din cutia închizătorului care prezintă o fereastră pentru încărcare și aruncare a cartușelor trase și o altă deschidere în partea inferioară, pentru magazia de cartușe. Partea inferioară este acoperită cu o placă metalică, fixată de garda trăgaciului și uluc. Mecanismul de declanșare complet (trăgaci cu dispozitivele lui și gardă). Patul și ulucul sunt din lemn iar talpa patului are o placă metalică. Pe partea dreaptă a patului se află un inel de fixare a curelei port-armă. Țeava este fixată de uluc și prin două brățări, dintre care cea mijlocie face și oficiul de fixare a curelei port-armă. Țeava este protejată în partea superioară și cu apărătoarea mâinii stângi din lemn. Piesa a fost în dotarea armatei române în timpul celui de-al doilea război mondial. (Țeava găurită pentru securitate.) | Muzeul Național de Istorie a României, București        | Cimec    |
|      | Pușcă ZB | Datare: 1924 Școală: Atelier cehoslovac Brno Dimensiuni: L: 1100 mm; Cal: 7,92 Material: oțel; lemn | Țeavă din oțel, ghintuită în interior, are montată în partea superioară spre gură, cătarea, formată din baza cătării, țel și umerii de protecție a țelului. Tot pe țeavă, spre tunet este montat și înălțătorul cu foaie mobilă gradată și cursor. Mecanismul de dare a focului este compus din cutia închizătorului care prezintă o fereastră pentru încărcare și aruncare a cartușelor trase și o altă deschidere în partea inferioară, pentru magazia de cartușe. Partea inferioară este acoperită cu o placă metalică, fixată de garda trăgaciului și uluc. Mecanismul de declanșare complet (trăgaci cu dispozitivele lui și gardă). Patul și ulucul sunt din lemn iar talpa patului are o placă metalică. Pe partea dreaptă a patului se află un inel de fixare a curelei port-armă. Țeava este fixată de uluc și prin două brățări, dintre care cea mijlocie face și oficiul de fixare a curelei port-armă. Țeava este protejată în partea superioară și cu apărătoarea mâinii stângi din lemn. Piesa a fost în dotarea armatei române în timpul celui de-al doilea război mondial. (Țeava găurită pentru securitate.) | Muzeul Național de Istorie a României, București        | Cimec    |
|      | Pușcă ZB | Datare: 1924 Școală: Atelier cehoslovac Brno Dimensiuni: L: 1100 mm; Cal: 7,92 Material: oțel; lemn | Țeavă din oțel, ghintuită în interior, are montată în partea superioară spre gură, cătarea, formată din baza cătării, țel și umerii de protecție a țelului. Tot pe țeavă, spre tunet este montat și înălțătorul cu foaie mobilă gradată și cursor. Mecanismul de dare a focului este compus din cutia închizătorului care prezintă o fereastră pentru încărcare și aruncare a cartușelor trase și o altă deschidere în partea inferioară, pentru magazia de cartușe. Partea inferioară este acoperită cu o placă metalică, fixată de garda trăgaciului și uluc. Mecanismul de declanșare complet (trăgaci cu dispozitivele lui și gardă). Patul și ulucul sunt din lemn iar talpa patului are o placă metalică. Pe partea dreaptă a patului se află un inel de fixare a curelei port-armă. Țeava este fixată de uluc și prin două brățări, dintre care cea mijlocie face și oficiul de fixare a curelei port-armă. Țeava este protejată în partea superioară și cu apărătoarea mâinii stângi din lemn. Piesa a fost în dotarea armatei române în timpul celui de-al doilea război mondial. (Țeava găurită pentru securitate.) | Muzeul Național de Istorie a României, București        | Cimec    |
|      | Pușcă ZB | Datare: 1924 Școală: Atelier cehoslovac Brno Dimensiuni: L: 1100 mm; Cal: 7,92 Material: oțel; lemn | Țeavă din oțel, ghintuită în interior, are montată în partea superioară spre gură, cătarea, formată din baza cătării, țel și umerii de protecție a țelului. Tot pe țeavă, spre tunet este montat și înălțătorul cu foaie mobilă gradată și cursor. Mecanismul de dare a focului este compus din cutia închizătorului care prezintă o fereastră pentru încărcare și aruncare a cartușelor trase și o altă deschidere în partea inferioară, pentru magazia de cartușe. Partea inferioară este acoperită cu o placă metalică, fixată de garda trăgaciului și uluc. Mecanismul de declanșare complet (trăgaci cu dispozitivele lui și gardă). Patul și ulucul sunt din lemn iar talpa patului are o placă metalică. Pe partea dreaptă a patului se află un inel de fixare a curelei port-armă. Țeava este fixată de uluc și prin două brățări, dintre care cea mijlocie face și oficiul de fixare a curelei port-armă. Țeava este protejată în partea superioară și cu apărătoarea mâinii stângi din lemn. Piesa a fost în dotarea armatei române în timpul celui de-al doilea război mondial. (Țeava găurită pentru securitate.) | Muzeul Național de Istorie a României, București        | Cimec    |
|      | Pușcă ZB | Datare: 1940 Școală: Atelier cehoslovac Brno Dimensiuni: L: 1100 mm; Cal: 7,92 Material: oțel; lemn | Țeavă din oțel, ghintuită în interior, are montată în partea superioară spre gură, cătarea, formată din baza cătării, țel și umerii de protecție a țelului. Tot pe țeavă, spre tunet este montat și înălțătorul cu foaie mobilă gradată și cursor. Mecanismul de dare a focului este compus din cutia închizătorului care prezintă o fereastră pentru încărcare și aruncare a cartușelor trase și o altă deschidere în partea inferioară, pentru magazia de cartușe. Partea inferioară este acoperită cu o placă metalică, fixată de garda trăgaciului și uluc. Mecanismul de declanșare complet (trăgaci cu dispozitivele lui și gardă). Patul și ulucul sunt din lemn iar talpa patului are o placă metalică. Pe partea dreaptă a patului se află un inel de fixare a curelei port-armă. Țeava este fixată de uluc și prin două brățări, dintre care cea mijlocie face și oficiul de fixare a curelei port-armă. Țeava este protejată în partea superioară și cu apărătoarea mâinii stângi din lemn. Piesa a fost în dotarea armatei române în timpul celui de-al doilea război mondial. (Țeava găurită pentru securitate.) | Muzeul Național de Istorie a României, București        | Cimec    |
|      | Pușcă ZB | Datare: 1924 Școală: Atelier cehoslovac Brno Dimensiuni: L: 1100 mm; Cal: 7,92 Material: oțel; lemn | Țeavă din oțel, ghintuită în interior, are montată în partea superioară spre gură, cătarea, formată din baza cătării, țel și umerii de protecție a țelului. Tot pe țeavă, spre tunet este montat și înălțătorul cu foaie mobilă gradată și cursor. Mecanismul de dare a focului este compus din cutia închizătorului care prezintă o fereastră pentru încărcare și aruncare a cartușelor trase și o altă deschidere în partea inferioară, pentru magazia de cartușe. Partea inferioară este acoperită cu o placă metalică, fixată de garda trăgaciului și uluc. Mecanismul de declanșare complet (trăgaci cu dispozitivele lui și gardă). Patul și ulucul sunt din lemn iar talpa patului are o placă metalică. Pe partea dreaptă a patului se află un inel de fixare a curelei port-armă. Țeava este fixată de uluc și prin două brățări, dintre care cea mijlocie face și oficiul de fixare a curelei port-armă. Țeava este protejată în partea superioară și cu apărătoarea mâinii stângi din lemn. Piesa a fost în dotarea armatei române în timpul celui de-al doilea război mondial. (Țeava găurită pentru securitate.) | Muzeul Național de Istorie a României, București        | Cimec    |
|      | Pușcă ZB | Datare: 1924 Școală: Atelier cehoslovac Brno Dimensiuni: L: 1100 mm; Cal: 7,92 Material: oțel; lemn | Țeavă din oțel, ghintuită în interior, are montată în partea superioară spre gură, cătarea, formată din baza cătării, țel și umerii de protecție a țelului. Tot pe țeavă, spre tunet este montat și înălțătorul cu foaie mobilă gradată și cursor. Mecanismul de dare a focului este compus din cutia închizătorului care prezintă o fereastră pentru încărcare și aruncare a cartușelor trase și o altă deschidere în partea inferioară, pentru magazia de cartușe. Partea inferioară este acoperită cu o placă metalică, fixată de garda trăgaciului și uluc. Mecanismul de declanșare complet (trăgaci cu dispozitivele lui și gardă). Patul și ulucul sunt din lemn iar talpa patului are o placă metalică. Pe partea dreaptă a patului se află un inel de fixare a curelei port-armă. Țeava este fixată de uluc și prin două brățări, dintre care cea mijlocie face și oficiul de fixare a curelei port-armă. Țeava este protejată în partea superioară și cu apărătoarea mâinii stângi din lemn. Piesa a fost în dotarea armatei române în timpul celui de-al doilea război mondial. (Țeava găurită pentru securitate.) | Muzeul Național de Istorie a României, București        | Cimec    |
|      | Pușcă ZB | Datare: 1924 Școală: Atelier cehoslovac Brno Dimensiuni: L: 1100 mm; Cal: 7,92 Material: oțel; lemn | Țeavă din oțel, ghintuită în interior, are montată în partea superioară spre gură, cătarea, formată din baza cătării, țel și umerii de protecție a țelului. Tot pe țeavă, spre tunet este montat și înălțătorul cu foaie mobilă gradată și cursor. Mecanismul de dare a focului este compus din cutia închizătorului care prezintă o fereastră pentru încărcare și aruncare a cartușelor trase și o altă deschidere în partea inferioară, pentru magazia de cartușe. Partea inferioară este acoperită cu o placă metalică, fixată de garda trăgaciului și uluc. Mecanismul de declanșare complet (trăgaci cu dispozitivele lui și gardă). Patul și ulucul sunt din lemn iar talpa patului are o placă metalică. Pe partea dreaptă a patului se află un inel de fixare a curelei port-armă. Țeava este fixată de uluc și prin două brățări, dintre care cea mijlocie face și oficiul de fixare a curelei port-armă. Țeava este protejată în partea superioară și cu apărătoarea mâinii stângi din lemn. Piesa a fost în dotarea armatei române în timpul celui de-al doilea război mondial. (Țeava găurită pentru securitate.) | Muzeul Național de Istorie a României, București        | Cimec    |
|      | Pușcă ZB | Datare: 1924 Școală: Atelier cehoslovac Brno Dimensiuni: L: 1100 mm; Cal: 7,92 Material: oțel; lemn | Țeavă din oțel, ghintuită în interior, are montată în partea superioară spre gură, cătarea, formată din baza cătării, țel și umerii de protecție a țelului. Tot pe țeavă, spre tunet este montat și înălțătorul cu foaie mobilă gradată și cursor. Mecanismul de dare a focului este compus din cutia închizătorului care prezintă o fereastră pentru încărcare și aruncare a cartușelor trase și o altă deschidere în partea inferioară, pentru magazia de cartușe. Partea inferioară este acoperită cu o placă metalică, fixată de garda trăgaciului și uluc. Mecanismul de declanșare complet (trăgaci cu dispozitivele lui și gardă). Patul și ulucul sunt din lemn iar talpa patului are o placă metalică. Pe partea dreaptă a patului se află un inel de fixare a curelei port-armă. Țeava este fixată de uluc și prin două brățări, dintre care cea mijlocie face și oficiul de fixare a curelei port-armă. Țeava este protejată în partea superioară și cu apărătoarea mâinii stângi din lemn. Piesa a fost în dotarea armatei române în timpul celui de-al doilea război mondial. (Țeava găurită pentru securitate.) | Muzeul Național de Istorie a României, București        | Cimec    |
|      | Pușcă ZB | Datare: 1924 Școală: Atelier cehoslovac Brno Dimensiuni: L: 1100 mm; Cal: 7,92 Material: oțel; lemn | Țeavă din oțel, ghintuită în interior, are montată în partea superioară spre gură, cătarea, formată din baza cătării, țel și umerii de protecție a țelului. Tot pe țeavă, spre tunet este montat și înălțătorul cu foaie mobilă gradată și cursor. Mecanismul de dare a focului este compus din cutia închizătorului care prezintă o fereastră pentru încărcare și aruncare a cartușelor trase și o altă deschidere în partea inferioară, pentru magazia de cartușe. Partea inferioară este acoperită cu o placă metalică, fixată de garda trăgaciului și uluc. Mecanismul de declanșare complet (trăgaci cu dispozitivele lui și gardă). Patul și ulucul sunt din lemn iar talpa patului are o placă metalică. Pe partea dreaptă a patului se află un inel de fixare a curelei port-armă. Țeava este fixată de uluc și prin două brățări, dintre care cea mijlocie face și oficiul de fixare a curelei port-armă. Țeava este protejată în partea superioară și cu apărătoarea mâinii stângi din lemn. Piesa a fost în dotarea armatei române în timpul celui de-al doilea război mondial. (Țeava găurită pentru securitate.) | Muzeul Național de Istorie a României, București        | Cimec    |
|      | Pușcă ZB | Datare: 1924 Școală: Atelier cehoslovac Brno Dimensiuni: L: 1100 mm; Cal: 7,92 Material: oțel; lemn | Țeavă din oțel, ghintuită în interior, are montată în partea superioară spre gură, cătarea, formată din baza cătării, țel și umerii de protecție a țelului. Tot pe țeavă, spre tunet este montat și înălțătorul cu foaie mobilă gradată și cursor. Mecanismul de dare a focului este compus din cutia închizătorului care prezintă o fereastră pentru încărcare și aruncare a cartușelor trase și o altă deschidere în partea inferioară, pentru magazia de cartușe. Partea inferioară este acoperită cu o placă metalică, fixată de garda trăgaciului și uluc. Mecanismul de declanșare complet (trăgaci cu dispozitivele lui și gardă). Patul și ulucul sunt din lemn iar talpa patului are o placă metalică. Pe partea dreaptă a patului se află un inel de fixare a curelei port-armă. Țeava este fixată de uluc și prin două brățări, dintre care cea mijlocie face și oficiul de fixare a curelei port-armă. Țeava este protejată în partea superioară și cu apărătoarea mâinii stângi din lemn. Piesa a fost în dotarea armatei române în timpul celui de-al doilea război mondial. (Țeava găurită pentru securitate.) | Muzeul Național de Istorie a României, București        | Cimec    |
|      | Pușcă ZB | Datare: 1937 Școală: Atelier cehoslovac Brno Dimensiuni: L: 1100 mm; Cal: 7,92 Material: oțel; lemn | Țeavă din oțel, ghintuită în interior, are montată în partea superioară spre gură, cătarea, formată din baza cătării, țel și umerii de protecție a țelului. Tot pe țeavă, spre tunet este montat și înălțătorul cu foaie mobilă gradată și cursor. Mecanismul de dare a focului este compus din cutia închizătorului care prezintă o fereastră pentru încărcare și aruncare a cartușelor trase și o altă deschidere în partea inferioară, pentru magazia de cartușe. Partea inferioară este acoperită cu o placă metalică, fixată de garda trăgaciului și uluc. Mecanismul de declanșare complet (trăgaci cu dispozitivele lui și gardă). Patul și ulucul sunt din lemn iar talpa patului are o placă metalică. Pe partea dreaptă a patului se află un inel de fixare a curelei port-armă. Țeava este fixată de uluc și prin două brățări, dintre care cea mijlocie face și oficiul de fixare a curelei port-armă. Țeava este protejată în partea superioară și cu apărătoarea mâinii stângi din lemn. Piesa a fost în dotarea armatei române în timpul celui de-al doilea război mondial. (Țeava găurită pentru securitate.) | Muzeul Național de Istorie a României, București        | Cimec    |
|      | Pușcă ZB | Datare: 1924 Școală: Atelier cehoslovac Brno Dimensiuni: L: 1100 mm; Cal: 7,92 Material: oțel; lemn | Țeavă din oțel, ghintuită în interior, are montată în partea superioară spre gură, cătarea, formată din baza cătării, țel și umerii de protecție a țelului. Tot pe țeavă, spre tunet este montat și înălțătorul cu foaie mobilă gradată și cursor. Mecanismul de dare a focului este compus din cutia închizătorului care prezintă o fereastră pentru încărcare și aruncare a cartușelor trase și o altă deschidere în partea inferioară, pentru magazia de cartușe. Partea inferioară este acoperită cu o placă metalică, fixată de garda trăgaciului și uluc. Mecanismul de declanșare complet (trăgaci cu dispozitivele lui și gardă). Patul și ulucul sunt din lemn iar talpa patului are o placă metalică. Pe partea dreaptă a patului se află un inel de fixare a curelei port-armă. Țeava este fixată de uluc și prin două brățări, dintre care cea mijlocie face și oficiul de fixare a curelei port-armă. Țeava este protejată în partea superioară și cu apărătoarea mâinii stângi din lemn. Piesa a fost în dotarea armatei române în timpul celui de-al doilea război mondial. (Țeava găurită pentru securitate.) | Muzeul Național de Istorie a României, București        | Cimec    |
|      | Pușcă ZB | Datare: 1924 Școală: Atelier cehoslovac Brno Dimensiuni: L: 1100 mm; Cal: 7,92 Material: oțel; lemn | Țeavă din oțel, ghintuită în interior, are montată în partea superioară spre gură, cătarea, formată din baza cătării, țel și umerii de protecție a țelului. Tot pe țeavă, spre tunet este montat și înălțătorul cu foaie mobilă gradată și cursor. Mecanismul de dare a focului este compus din cutia închizătorului care prezintă o fereastră pentru încărcare și aruncare a cartușelor trase și o altă deschidere în partea inferioară, pentru magazia de cartușe. Partea inferioară este acoperită cu o placă metalică, fixată de garda trăgaciului și uluc. Mecanismul de declanșare complet (trăgaci cu dispozitivele lui și gardă). Patul și ulucul sunt din lemn iar talpa patului are o placă metalică. Pe partea dreaptă a patului se află un inel de fixare a curelei port-armă. Țeava este fixată de uluc și prin două brățări, dintre care cea mijlocie face și oficiul de fixare a curelei port-armă. Țeava este protejată în partea superioară și cu apărătoarea mâinii stângi din lemn. Piesa a fost în dotarea armatei române în timpul celui de-al doilea război mondial. (Țeava găurită pentru securitate.) | Muzeul Național de Istorie a României, București        | Cimec    |
|      | Pușcă ZB | Datare: 1924 Școală: Atelier cehoslovac Brno Dimensiuni: L: 1100 mm; Cal: 7,92 Material: oțel; lemn | Țeavă din oțel, ghintuită în interior, are montată în partea superioară spre gură, cătarea, formată din baza cătării, țel și umerii de protecție a țelului. Tot pe țeavă, spre tunet este montat și înălțătorul cu foaie mobilă gradată și cursor. Mecanismul de dare a focului este compus din cutia închizătorului care prezintă o fereastră pentru încărcare și aruncare a cartușelor trase și o altă deschidere în partea inferioară, pentru magazia de cartușe. Partea inferioară este acoperită cu o placă metalică, fixată de garda trăgaciului și uluc. Mecanismul de declanșare complet (trăgaci cu dispozitivele lui și gardă). Patul și ulucul sunt din lemn iar talpa patului are o placă metalică. Pe partea dreaptă a patului se află un inel de fixare a curelei port-armă. Țeava este fixată de uluc și prin două brățări, dintre care cea mijlocie face și oficiul de fixare a curelei port-armă. Țeava este protejată în partea superioară și cu apărătoarea mâinii stângi din lemn. Piesa a fost în dotarea armatei române în timpul celui de-al doilea război mondial. (Țeava găurită pentru securitate.) | Muzeul Național de Istorie a României, București        | Cimec    |
|      | Pușcă ZB | Datare: 1924 Școală: Atelier cehoslovac Brno Dimensiuni: L: 1100 mm; Cal: 7,92 Material: oțel; lemn | Țeavă din oțel, ghintuită în interior, are montată în partea superioară spre gură, cătarea, formată din baza cătării, țel și umerii de protecție a țelului. Tot pe țeavă, spre tunet este montat și înălțătorul cu foaie mobilă gradată și cursor. Mecanismul de dare a focului este compus din cutia închizătorului care prezintă o fereastră pentru încărcare și aruncare a cartușelor trase și o altă deschidere în partea inferioară, pentru magazia de cartușe. Partea inferioară este acoperită cu o placă metalică, fixată de garda trăgaciului și uluc. Mecanismul de declanșare complet (trăgaci cu dispozitivele lui și gardă). Patul și ulucul sunt din lemn iar talpa patului are o placă metalică. Pe partea dreaptă a patului se află un inel de fixare a curelei port-armă. Țeava este fixată de uluc și prin două brățări, dintre care cea mijlocie face și oficiul de fixare a curelei port-armă. Țeava este protejată în partea superioară și cu apărătoarea mâinii stângi din lemn. Piesa a fost în dotarea armatei române în timpul celui de-al doilea război mondial. (Țeava găurită pentru securitate.) | Muzeul Național de Istorie a României, București        | Cimec    |
|      | Pușcă ZB | Datare: 1924 Școală: Atelier cehoslovac Brno Dimensiuni: L: 1100 mm; Cal: 7,92 Material: oțel; lemn | Țeavă din oțel, ghintuită în interior, are montată în partea superioară spre gură, cătarea, formată din baza cătării, țel și umerii de protecție a țelului. Tot pe țeavă, spre tunet este montat și înălțătorul cu foaie mobilă gradată și cursor. Mecanismul de dare a focului este compus din cutia închizătorului care prezintă o fereastră pentru încărcare și aruncare a cartușelor trase și o altă deschidere în partea inferioară, pentru magazia de cartușe. Partea inferioară este acoperită cu o placă metalică, fixată de garda trăgaciului și uluc. Mecanismul de declanșare complet (trăgaci cu dispozitivele lui și gardă). Patul și ulucul sunt din lemn iar talpa patului are o placă metalică. Pe partea dreaptă a patului se află un inel de fixare a curelei port-armă. Țeava este fixată de uluc și prin două brățări, dintre care cea mijlocie face și oficiul de fixare a curelei port-armă. Țeava este protejată în partea superioară și cu apărătoarea mâinii stângi din lemn. Piesa a fost în dotarea armatei române în timpul celui de-al doilea război mondial. (Țeava găurită pentru securitate.) | Muzeul Național de Istorie a României, București        | Cimec    |
|      | Pușcă ZB | Datare: 1936 Școală: Atelier cehoslovac Brno Dimensiuni: L: 1100 mm; Cal: 7,92 Material: oțel; lemn | Țeavă din oțel, ghintuită în interior, are montată în partea superioară spre gură, cătarea, formată din baza cătării, țel și umerii de protecție a țelului. Tot pe țeavă, spre tunet este montat și înălțătorul cu foaie mobilă gradată și cursor. Mecanismul de dare a focului este compus din cutia închizătorului care prezintă o fereastră pentru încărcare și aruncare a cartușelor trase și o altă deschidere în partea inferioară, pentru magazia de cartușe. Partea inferioară este acoperită cu o placă metalică, fixată de garda trăgaciului și uluc. Mecanismul de declanșare complet (trăgaci cu dispozitivele lui și gardă). Patul și ulucul sunt din lemn iar talpa patului are o placă metalică. Pe partea dreaptă a patului se află un inel de fixare a curelei port-armă. Țeava este fixată de uluc și prin două brățări, dintre care cea mijlocie face și oficiul de fixare a curelei port-armă. Țeava este protejată în partea superioară și cu apărătoarea mâinii stângi din lemn. Piesa a fost în dotarea armatei române în timpul celui de-al doilea război mondial. (Țeava găurită pentru securitate.) | Muzeul Național de Istorie a României, București        | Cimec    |
|      | Pușcă ZB | Datare: 1938 Școală: Atelier cehoslovac Brno Dimensiuni: L: 1100 mm; Cal: 7,92 Material: oțel; lemn | Țeavă din oțel, ghintuită în interior, are montată în partea superioară spre gură, cătarea, formată din baza cătării, țel și umerii de protecție a țelului. Tot pe țeavă, spre tunet este montat și înălțătorul cu foaie mobilă gradată și cursor. Mecanismul de dare a focului este compus din cutia închizătorului care prezintă o fereastră pentru încărcare și aruncare a cartușelor trase și o altă deschidere în partea inferioară, pentru magazia de cartușe. Partea inferioară este acoperită cu o placă metalică, fixată de garda trăgaciului și uluc. Mecanismul de declanșare complet (trăgaci cu dispozitivele lui și gardă). Patul și ulucul sunt din lemn iar talpa patului are o placă metalică. Pe partea dreaptă a patului se află un inel de fixare a curelei port-armă. Țeava este fixată de uluc și prin două brățări, dintre care cea mijlocie face și oficiul de fixare a curelei port-armă. Țeava este protejată în partea superioară și cu apărătoarea mâinii stângi din lemn. Piesa a fost în dotarea armatei române în timpul celui de-al doilea război mondial. (Țeava găurită pentru securitate.) | Muzeul Național de Istorie a României, București        | Cimec    |
|      | Pușcă ZB | Datare: 1924 Școală: Atelier cehoslovac Brno Dimensiuni: L: 1100 mm; Cal: 7,92 Material: oțel; lemn | Țeavă din oțel, ghintuită în interior, are montată în partea superioară spre gură, cătarea, formată din baza cătării, țel și umerii de protecție a țelului. Tot pe țeavă, spre tunet este montat și înălțătorul cu foaie mobilă gradată și cursor. Mecanismul de dare a focului este compus din cutia închizătorului care prezintă o fereastră pentru încărcare și aruncare a cartușelor trase și o altă deschidere în partea inferioară, pentru magazia de cartușe. Partea inferioară este acoperită cu o placă metalică, fixată de garda trăgaciului și uluc. Mecanismul de declanșare complet (trăgaci cu dispozitivele lui și gardă). Patul și ulucul sunt din lemn iar talpa patului are o placă metalică. Pe partea dreaptă a patului se află un inel de fixare a curelei port-armă. Țeava este fixată de uluc și prin două brățări, dintre care cea mijlocie face și oficiul de fixare a curelei port-armă. Țeava este protejată în partea superioară și cu apărătoarea mâinii stângi din lemn. Piesa a fost în dotarea armatei române în timpul celui de-al doilea război mondial. (Țeava găurită pentru securitate.) | Muzeul Național de Istorie a României, București        | Cimec    |
|      | Pușcă ZB | Datare: 1924 Școală: Atelier cehoslovac Brno Dimensiuni: L: 1100 mm; Cal: 7,92 Material: oțel; lemn | Țeavă din oțel, ghintuită în interior, are montată în partea superioară spre gură, cătarea, formată din baza cătării, țel și umerii de protecție a țelului. Tot pe țeavă, spre tunet este montat și înălțătorul cu foaie mobilă gradată și cursor. Mecanismul de dare a focului este compus din cutia închizătorului care prezintă o fereastră pentru încărcare și aruncare a cartușelor trase și o altă deschidere în partea inferioară, pentru magazia de cartușe. Partea inferioară este acoperită cu o placă metalică, fixată de garda trăgaciului și uluc. Mecanismul de declanșare complet (trăgaci cu dispozitivele lui și gardă). Patul și ulucul sunt din lemn iar talpa patului are o placă metalică. Pe partea dreaptă a patului se află un inel de fixare a curelei port-armă. Țeava este fixată de uluc și prin două brățări, dintre care cea mijlocie face și oficiul de fixare a curelei port-armă. Țeava este protejată în partea superioară și cu apărătoarea mâinii stângi din lemn. Piesa a fost în dotarea armatei române în timpul celui de-al doilea război mondial. (Țeava găurită pentru securitate.) | Muzeul Național de Istorie a României, București        | Cimec    |
|      | Pușcă ZB | Datare: 1924 Școală: Atelier cehoslovac Brno Dimensiuni: L: 1100 mm; Cal: 7,92 Material: oțel; lemn | Țeavă din oțel, ghintuită în interior, are montată în partea superioară spre gură, cătarea, formată din baza cătării, țel și umerii de protecție a țelului. Tot pe țeavă, spre tunet este montat și înălțătorul cu foaie mobilă gradată și cursor. Mecanismul de dare a focului este compus din cutia închizătorului care prezintă o fereastră pentru încărcare și aruncare a cartușelor trase și o altă deschidere în partea inferioară, pentru magazia de cartușe. Partea inferioară este acoperită cu o placă metalică, fixată de garda trăgaciului și uluc. Mecanismul de declanșare complet (trăgaci cu dispozitivele lui și gardă). Patul și ulucul sunt din lemn iar talpa patului are o placă metalică. Pe partea dreaptă a patului se află un inel de fixare a curelei port-armă. Țeava este fixată de uluc și prin două brățări, dintre care cea mijlocie face și oficiul de fixare a curelei port-armă. Țeava este protejată în partea superioară și cu apărătoarea mâinii stângi din lemn. Piesa a fost în dotarea armatei române în timpul celui de-al doilea război mondial. (Țeava găurită pentru securitate.) | Muzeul Național de Istorie a României, București        | Cimec    |
|      | Pușcă ZB | Datare: 1924 Școală: Atelier cehoslovac Brno Dimensiuni: L: 1100 mm; Cal: 7,92 Material: oțel; lemn | Țeavă din oțel, ghintuită în interior, are montată în partea superioară spre gură, cătarea, formată din baza cătării, țel și umerii de protecție a țelului. Tot pe țeavă, spre tunet este montat și înălțătorul cu foaie mobilă gradată și cursor. Mecanismul de dare a focului este compus din cutia închizătorului care prezintă o fereastră pentru încărcare și aruncare a cartușelor trase și o altă deschidere în partea inferioară, pentru magazia de cartușe. Partea inferioară este acoperită cu o placă metalică, fixată de garda trăgaciului și uluc. Mecanismul de declanșare complet (trăgaci cu dispozitivele lui și gardă). Patul și ulucul sunt din lemn iar talpa patului are o placă metalică. Pe partea dreaptă a patului se află un inel de fixare a curelei port-armă. Țeava este fixată de uluc și prin două brățări, dintre care cea mijlocie face și oficiul de fixare a curelei port-armă. Țeava este protejată în partea superioară și cu apărătoarea mâinii stângi din lemn. Piesa a fost în dotarea armatei române în timpul celui de-al doilea război mondial. (Țeava găurită pentru securitate.) | Muzeul Național de Istorie a României, București        | Cimec    |
|      | Pușcă ZB | Datare: 1924 Școală: Atelier cehoslovac Brno Dimensiuni: L: 1100 mm; Cal: 7,92 Material: oțel; lemn | Țeavă din oțel, ghintuită în interior, are montată în partea superioară spre gură, cătarea, formată din baza cătării, țel și umerii de protecție a țelului. Tot pe țeavă, spre tunet este montat și înălțătorul cu foaie mobilă gradată și cursor. Mecanismul de dare a focului este compus din cutia închizătorului care prezintă o fereastră pentru încărcare și aruncare a cartușelor trase și o altă deschidere în partea inferioară, pentru magazia de cartușe. Partea inferioară este acoperită cu o placă metalică, fixată de garda trăgaciului și uluc. Mecanismul de declanșare complet (trăgaci cu dispozitivele lui și gardă). Patul și ulucul sunt din lemn iar talpa patului are o placă metalică. Pe partea dreaptă a patului se află un inel de fixare a curelei port-armă. Țeava este fixată de uluc și prin două brățări, dintre care cea mijlocie face și oficiul de fixare a curelei port-armă. Țeava este protejată în partea superioară și cu apărătoarea mâinii stângi din lemn. Piesa a fost în dotarea armatei române în timpul celui de-al doilea război mondial. (Țeava găurită pentru securitate.) | Muzeul Național de Istorie a României, București        | Cimec    |
|      | Pușcă ZB | Datare: 1937 Școală: Atelier cehoslovac Brno Dimensiuni: L: 1100 mm; Cal: 7,92 Material: oțel; lemn | Țeavă din oțel, ghintuită în interior, are montată în partea superioară spre gură, cătarea, formată din baza cătării, țel și umerii de protecție a țelului. Tot pe țeavă, spre tunet este montat și înălțătorul cu foaie mobilă gradată și cursor. Mecanismul de dare a focului este compus din cutia închizătorului care prezintă o fereastră pentru încărcare și aruncare a cartușelor trase și o altă deschidere în partea inferioară, pentru magazia de cartușe. Partea inferioară este acoperită cu o placă metalică, fixată de garda trăgaciului și uluc. Mecanismul de declanșare complet (trăgaci cu dispozitivele lui și gardă). Patul și ulucul sunt din lemn iar talpa patului are o placă metalică. Pe partea dreaptă a patului se află un inel de fixare a curelei port-armă. Țeava este fixată de uluc și prin două brățări, dintre care cea mijlocie face și oficiul de fixare a curelei port-armă. Țeava este protejată în partea superioară și cu apărătoarea mâinii stângi din lemn. Piesa a fost în dotarea armatei române în timpul celui de-al doilea război mondial. (Țeava găurită pentru securitate.) | Muzeul Național de Istorie a României, București        | Cimec    |
|      | Pușcă ZB | Datare: 1924 Școală: Atelier cehoslovac Brno Dimensiuni: L: 1100 mm; Cal: 7,92 Material: oțel; lemn | Țeavă din oțel, ghintuită în interior, are montată în partea superioară spre gură, cătarea, formată din baza cătării, țel și umerii de protecție a țelului. Tot pe țeavă, spre tunet este montat și înălțătorul cu foaie mobilă gradată și cursor. Mecanismul de dare a focului este compus din cutia închizătorului care prezintă o fereastră pentru încărcare și aruncare a cartușelor trase și o altă deschidere în partea inferioară, pentru magazia de cartușe. Partea inferioară este acoperită cu o placă metalică, fixată de garda trăgaciului și uluc. Mecanismul de declanșare complet (trăgaci cu dispozitivele lui și gardă). Patul și ulucul sunt din lemn iar talpa patului are o placă metalică. Pe partea dreaptă a patului se află un inel de fixare a curelei port-armă. Țeava este fixată de uluc și prin două brățări, dintre care cea mijlocie face și oficiul de fixare a curelei port-armă. Țeava este protejată în partea superioară și cu apărătoarea mâinii stângi din lemn. Piesa a fost în dotarea armatei române în timpul celui de-al doilea război mondial. (Țeava găurită pentru securitate.) | Muzeul Național de Istorie a României, București        | Cimec    |
|      | Pușcă ZB | Datare: 1924 Școală: Atelier cehoslovac Brno Dimensiuni: L: 1100 mm; Cal: 7,92 Material: oțel; lemn | Țeavă din oțel, ghintuită în interior, are montată în partea superioară spre gură, cătarea, formată din baza cătării, țel și umerii de protecție a țelului. Tot pe țeavă, spre tunet este montat și înălțătorul cu foaie mobilă gradată și cursor. Mecanismul de dare a focului este compus din cutia închizătorului care prezintă o fereastră pentru încărcare și aruncare a cartușelor trase și o altă deschidere în partea inferioară, pentru magazia de cartușe. Partea inferioară este acoperită cu o placă metalică, fixată de garda trăgaciului și uluc. Mecanismul de declanșare complet (trăgaci cu dispozitivele lui și gardă). Patul și ulucul sunt din lemn iar talpa patului are o placă metalică. Pe partea dreaptă a patului se află un inel de fixare a curelei port-armă. Țeava este fixată de uluc și prin două brățări, dintre care cea mijlocie face și oficiul de fixare a curelei port-armă. Țeava este protejată în partea superioară și cu apărătoarea mâinii stângi din lemn. Piesa a fost în dotarea armatei române în timpul celui de-al doilea război mondial. (Țeava găurită pentru securitate.) | Muzeul Național de Istorie a României, București        | Cimec    |
|      | Pușcă ZB | Datare: 1924 Școală: Atelier cehoslovac Brno Dimensiuni: L: 1100 mm; Cal: 7,92 Material: oțel; lemn | Țeavă din oțel, ghintuită în interior, are montată în partea superioară spre gură, cătarea, formată din baza cătării, țel și umerii de protecție a țelului. Tot pe țeavă, spre tunet este montat și înălțătorul cu foaie mobilă gradată și cursor. Mecanismul de dare a focului este compus din cutia închizătorului care prezintă o fereastră pentru încărcare și aruncare a cartușelor trase și o altă deschidere în partea inferioară, pentru magazia de cartușe. Partea inferioară este acoperită cu o placă metalică, fixată de garda trăgaciului și uluc. Mecanismul de declanșare complet (trăgaci cu dispozitivele lui și gardă). Patul și ulucul sunt din lemn iar talpa patului are o placă metalică. Pe partea dreaptă a patului se află un inel de fixare a curelei port-armă. Țeava este fixată de uluc și prin două brățări, dintre care cea mijlocie face și oficiul de fixare a curelei port-armă. Țeava este protejată în partea superioară și cu apărătoarea mâinii stângi din lemn. Piesa a fost în dotarea armatei române în timpul celui de-al doilea război mondial. (Țeava găurită pentru securitate.) | Muzeul Național de Istorie a României, București        | Cimec    |
|      | Pușcă ZB | Datare: 1924 Școală: Atelier cehoslovac Brno Dimensiuni: L: 1100 mm; Cal: 7,92 Material: oțel; lemn | Țeavă din oțel, ghintuită în interior, are montată în partea superioară spre gură, cătarea, formată din baza cătării, țel și umerii de protecție a țelului. Tot pe țeavă, spre tunet este montat și înălțătorul cu foaie mobilă gradată și cursor. Mecanismul de dare a focului este compus din cutia închizătorului care prezintă o fereastră pentru încărcare și aruncare a cartușelor trase și o altă deschidere în partea inferioară, pentru magazia de cartușe. Partea inferioară este acoperită cu o placă metalică, fixată de garda trăgaciului și uluc. Mecanismul de declanșare complet (trăgaci cu dispozitivele lui și gardă). Patul și ulucul sunt din lemn iar talpa patului are o placă metalică. Pe partea dreaptă a patului se află un inel de fixare a curelei port-armă. Țeava este fixată de uluc și prin două brățări, dintre care cea mijlocie face și oficiul de fixare a curelei port-armă. Țeava este protejată în partea superioară și cu apărătoarea mâinii stângi din lemn. Piesa a fost în dotarea armatei române în timpul celui de-al doilea război mondial. (Țeava găurită pentru securitate.) | Muzeul Național de Istorie a României, București        | Cimec    |
|      | Pușcă ZB | Datare: 1924 Școală: Atelier cehoslovac Brno Dimensiuni: L: 1100 mm; Cal: 7,92 Material: oțel; lemn | Țeavă din oțel, ghintuită în interior, are montată în partea superioară spre gură, cătarea, formată din baza cătării, țel și umerii de protecție a țelului. Tot pe țeavă, spre tunet este montat și înălțătorul cu foaie mobilă gradată și cursor. Mecanismul de dare a focului este compus din cutia închizătorului care prezintă o fereastră pentru încărcare și aruncare a cartușelor trase și o altă deschidere în partea inferioară, pentru magazia de cartușe. Partea inferioară este acoperită cu o placă metalică, fixată de garda trăgaciului și uluc. Mecanismul de declanșare complet (trăgaci cu dispozitivele lui și gardă). Patul și ulucul sunt din lemn iar talpa patului are o placă metalică. Pe partea dreaptă a patului se află un inel de fixare a curelei port-armă. Țeava este fixată de uluc și prin două brățări, dintre care cea mijlocie face și oficiul de fixare a curelei port-armă. Țeava este protejată în partea superioară și cu apărătoarea mâinii stângi din lemn. Piesa a fost în dotarea armatei române în timpul celui de-al doilea război mondial. (Țeava găurită pentru securitate.) | Muzeul Național de Istorie a României, București        | Cimec    |
|      | Pușcă ZB | Datare: 1924 Școală: Atelier cehoslovac Brno Dimensiuni: L: 1100 mm; Cal: 7,92 Material: oțel; lemn | Țeavă din oțel, ghintuită în interior, are montată în partea superioară spre gură, cătarea, formată din baza cătării, țel și umerii de protecție a țelului. Tot pe țeavă, spre tunet este montat și înălțătorul cu foaie mobilă gradată și cursor. Mecanismul de dare a focului este compus din cutia închizătorului care prezintă o fereastră pentru încărcare și aruncare a cartușelor trase și o altă deschidere în partea inferioară, pentru magazia de cartușe. Partea inferioară este acoperită cu o placă metalică, fixată de garda trăgaciului și uluc. Mecanismul de declanșare complet (trăgaci cu dispozitivele lui și gardă). Patul și ulucul sunt din lemn iar talpa patului are o placă metalică. Pe partea dreaptă a patului se află un inel de fixare a curelei port-armă. Țeava este fixată de uluc și prin două brățări, dintre care cea mijlocie face și oficiul de fixare a curelei port-armă. Țeava este protejată în partea superioară și cu apărătoarea mâinii stângi din lemn. Piesa a fost în dotarea armatei române în timpul celui de-al doilea război mondial. (Țeava găurită pentru securitate.) | Muzeul Național de Istorie a României, București        | Cimec    |
|      | Pușcă ZB | Datare: 1924 Școală: Atelier cehoslovac Brno Dimensiuni: L: 1100 mm; Cal: 7,92 Material: oțel; lemn | Țeavă din oțel, ghintuită în interior, are montată în partea superioară spre gură, cătarea, formată din baza cătării, țel și umerii de protecție a țelului. Tot pe țeavă, spre tunet este montat și înălțătorul cu foaie mobilă gradată și cursor. Mecanismul de dare a focului este compus din cutia închizătorului care prezintă o fereastră pentru încărcare și aruncare a cartușelor trase și o altă deschidere în partea inferioară, pentru magazia de cartușe. Partea inferioară este acoperită cu o placă metalică, fixată de garda trăgaciului și uluc. Mecanismul de declanșare complet (trăgaci cu dispozitivele lui și gardă). Patul și ulucul sunt din lemn iar talpa patului are o placă metalică. Pe partea dreaptă a patului se află un inel de fixare a curelei port-armă. Țeava este fixată de uluc și prin două brățări, dintre care cea mijlocie face și oficiul de fixare a curelei port-armă. Țeava este protejată în partea superioară și cu apărătoarea mâinii stângi din lemn. Piesa a fost în dotarea armatei române în timpul celui de-al doilea război mondial. (Țeava găurită pentru securitate.) | Muzeul Național de Istorie a României, București        | Cimec    |
|      | Pușcă ZB | Datare: 1939 Școală: Atelier cehoslovac Brno Dimensiuni: L: 1100 mm; Cal: 7,92 Material: oțel; lemn | Țeavă din oțel, ghintuită în interior, are montată în partea superioară spre gură, cătarea, formată din baza cătării, țel și umerii de protecție a țelului. Tot pe țeavă, spre tunet este montat și înălțătorul cu foaie mobilă gradată și cursor. Mecanismul de dare a focului este compus din cutia închizătorului care prezintă o fereastră pentru încărcare și aruncare a cartușelor trase și o altă deschidere în partea inferioară, pentru magazia de cartușe. Partea inferioară este acoperită cu o placă metalică, fixată de garda trăgaciului și uluc. Mecanismul de declanșare complet (trăgaci cu dispozitivele lui și gardă). Patul și ulucul sunt din lemn iar talpa patului are o placă metalică. Pe partea dreaptă a patului se află un inel de fixare a curelei port-armă. Țeava este fixată de uluc și prin două brățări, dintre care cea mijlocie face și oficiul de fixare a curelei port-armă. Țeava este protejată în partea superioară și cu apărătoarea mâinii stângi din lemn. Piesa a fost în dotarea armatei române în timpul celui de-al doilea război mondial. (Țeava găurită pentru securitate.) | Muzeul Național de Istorie a României, București        | Cimec    |
|      | Pușcă ZB | Datare: 1924 Școală: Atelier cehoslovac Brno Dimensiuni: L: 1100 mm; Cal: 7,92 Material: oțel; lemn | Țeavă din oțel, ghintuită în interior, are montată în partea superioară spre gură, cătarea, formată din baza cătării, țel și umerii de protecție a țelului. Tot pe țeavă, spre tunet este montat și înălțătorul cu foaie mobilă gradată și cursor. Mecanismul de dare a focului este compus din cutia închizătorului care prezintă o fereastră pentru încărcare și aruncare a cartușelor trase și o altă deschidere în partea inferioară, pentru magazia de cartușe. Partea inferioară este acoperită cu o placă metalică, fixată de garda trăgaciului și uluc. Mecanismul de declanșare complet (trăgaci cu dispozitivele lui și gardă). Patul și ulucul sunt din lemn iar talpa patului are o placă metalică. Pe partea dreaptă a patului se află un inel de fixare a curelei port-armă. Țeava este fixată de uluc și prin două brățări, dintre care cea mijlocie face și oficiul de fixare a curelei port-armă. Țeava este protejată în partea superioară și cu apărătoarea mâinii stângi din lemn. Piesa a fost în dotarea armatei române în timpul celui de-al doilea război mondial. (Țeava găurită pentru securitate.) | Muzeul Național de Istorie a României, București        | Cimec    |
|      | Pușcă ZB | Datare: 1924 Școală: Atelier cehoslovac Brno Dimensiuni: L: 1100 mm; Cal: 7,92 Material: oțel; lemn | Țeavă din oțel, ghintuită în interior, are montată în partea superioară spre gură, cătarea, formată din baza cătării, țel și umerii de protecție a țelului. Tot pe țeavă, spre tunet este montat și înălțătorul cu foaie mobilă gradată și cursor. Mecanismul de dare a focului este compus din cutia închizătorului care prezintă o fereastră pentru încărcare și aruncare a cartușelor trase și o altă deschidere în partea inferioară, pentru magazia de cartușe. Partea inferioară este acoperită cu o placă metalică, fixată de garda trăgaciului și uluc. Mecanismul de declanșare complet (trăgaci cu dispozitivele lui și gardă). Patul și ulucul sunt din lemn iar talpa patului are o placă metalică. Pe partea dreaptă a patului se află un inel de fixare a curelei port-armă. Țeava este fixată de uluc și prin două brățări, dintre care cea mijlocie face și oficiul de fixare a curelei port-armă. Țeava este protejată în partea superioară și cu apărătoarea mâinii stângi din lemn. Piesa a fost în dotarea armatei române în timpul celui de-al doilea război mondial. (Țeava găurită pentru securitate.) | Muzeul Național de Istorie a României, București        | Cimec    |
|      | Pușcă ZB | Datare: 1924 Școală: Atelier cehoslovac Brno Dimensiuni: L: 1100 mm; Cal: 7,92 Material: oțel; lemn | Țeavă din oțel, ghintuită în interior, are montată în partea superioară spre gură, cătarea, formată din baza cătării, țel și umerii de protecție a țelului. Tot pe țeavă, spre tunet este montat și înălțătorul cu foaie mobilă gradată și cursor. Mecanismul de dare a focului este compus din cutia închizătorului care prezintă o fereastră pentru încărcare și aruncare a cartușelor trase și o altă deschidere în partea inferioară, pentru magazia de cartușe. Partea inferioară este acoperită cu o placă metalică, fixată de garda trăgaciului și uluc. Mecanismul de declanșare complet (trăgaci cu dispozitivele lui și gardă). Patul și ulucul sunt din lemn iar talpa patului are o placă metalică. Pe partea dreaptă a patului se află un inel de fixare a curelei port-armă. Țeava este fixată de uluc și prin două brățări, dintre care cea mijlocie face și oficiul de fixare a curelei port-armă. Țeava este protejată în partea superioară și cu apărătoarea mâinii stângi din lemn. Piesa a fost în dotarea armatei române în timpul celui de-al doilea război mondial. (Țeava găurită pentru securitate.) | Muzeul Național de Istorie a României, București        | Cimec    |
|      | Pușcă ZB | Datare: 1924 Școală: Atelier cehoslovac Brno Dimensiuni: L: 1100 mm; Cal: 7,92 Material: oțel; lemn | Țeavă din oțel, ghintuită în interior, are montată în partea superioară spre gură, cătarea, formată din baza cătării, țel și umerii de protecție a țelului. Tot pe țeavă, spre tunet este montat și înălțătorul cu foaie mobilă gradată și cursor. Mecanismul de dare a focului este compus din cutia închizătorului care prezintă o fereastră pentru încărcare și aruncare a cartușelor trase și o altă deschidere în partea inferioară, pentru magazia de cartușe. Partea inferioară este acoperită cu o placă metalică, fixată de garda trăgaciului și uluc. Mecanismul de declanșare complet (trăgaci cu dispozitivele lui și gardă). Patul și ulucul sunt din lemn iar talpa patului are o placă metalică. Pe partea dreaptă a patului se află un inel de fixare a curelei port-armă. Țeava este fixată de uluc și prin două brățări, dintre care cea mijlocie face și oficiul de fixare a curelei port-armă. Țeava este protejată în partea superioară și cu apărătoarea mâinii stângi din lemn. Piesa a fost în dotarea armatei române în timpul celui de-al doilea război mondial. (Țeava găurită pentru securitate.) | Muzeul Național de Istorie a României, București        | Cimec    |
|      | Pușcă ZB | Datare: 1924 Școală: Atelier cehoslovac Brno Dimensiuni: L: 1100 mm; Cal: 7,92 Material: oțel; lemn | Țeavă din oțel, ghintuită în interior, are montată în partea superioară spre gură, cătarea, formată din baza cătării, țel și umerii de protecție a țelului. Tot pe țeavă, spre tunet este montat și înălțătorul cu foaie mobilă gradată și cursor. Mecanismul de dare a focului este compus din cutia închizătorului care prezintă o fereastră pentru încărcare și aruncare a cartușelor trase și o altă deschidere în partea inferioară, pentru magazia de cartușe. Partea inferioară este acoperită cu o placă metalică, fixată de garda trăgaciului și uluc. Mecanismul de declanșare complet (trăgaci cu dispozitivele lui și gardă). Patul și ulucul sunt din lemn iar talpa patului are o placă metalică. Pe partea dreaptă a patului se află un inel de fixare a curelei port-armă. Țeava este fixată de uluc și prin două brățări, dintre care cea mijlocie face și oficiul de fixare a curelei port-armă. Țeava este protejată în partea superioară și cu apărătoarea mâinii stângi din lemn. Piesa a fost în dotarea armatei române în timpul celui de-al doilea război mondial. (Țeava găurită pentru securitate.) | Muzeul Național de Istorie a României, București        | Cimec    |
|      | Pușcă ZB | Datare: 1924 Școală: Atelier cehoslovac Brno Dimensiuni: L: 1100 mm; Cal: 7,92 Material: oțel; lemn | Țeavă din oțel, ghintuită în interior, are montată în partea superioară spre gură, cătarea, formată din baza cătării, țel și umerii de protecție a țelului. Tot pe țeavă, spre tunet este montat și înălțătorul cu foaie mobilă gradată și cursor. Mecanismul de dare a focului este compus din cutia închizătorului care prezintă o fereastră pentru încărcare și aruncare a cartușelor trase și o altă deschidere în partea inferioară, pentru magazia de cartușe. Partea inferioară este acoperită cu o placă metalică, fixată de garda trăgaciului și uluc. Mecanismul de declanșare complet (trăgaci cu dispozitivele lui și gardă). Patul și ulucul sunt din lemn iar talpa patului are o placă metalică. Pe partea dreaptă a patului se află un inel de fixare a curelei port-armă. Țeava este fixată de uluc și prin două brățări, dintre care cea mijlocie face și oficiul de fixare a curelei port-armă. Țeava este protejată în partea superioară și cu apărătoarea mâinii stângi din lemn. Piesa a fost în dotarea armatei române în timpul celui de-al doilea război mondial. (Țeava găurită pentru securitate.) | Muzeul Național de Istorie a României, București        | Cimec    |
|      | Pușcă ZB | Datare: 1924 Școală: Atelier cehoslovac Brno Dimensiuni: L: 1100 mm; Cal: 7,92 Material: oțel; lemn | Țeavă din oțel, ghintuită în interior, are montată în partea superioară spre gură, cătarea, formată din baza cătării, țel și umerii de protecție a țelului. Tot pe țeavă, spre tunet este montat și înălțătorul cu foaie mobilă gradată și cursor. Mecanismul de dare a focului este compus din cutia închizătorului care prezintă o fereastră pentru încărcare și aruncare a cartușelor trase și o altă deschidere în partea inferioară, pentru magazia de cartușe. Partea inferioară este acoperită cu o placă metalică, fixată de garda trăgaciului și uluc. Mecanismul de declanșare complet (trăgaci cu dispozitivele lui și gardă). Patul și ulucul sunt din lemn iar talpa patului are o placă metalică. Pe partea dreaptă a patului se află un inel de fixare a curelei port-armă. Țeava este fixată de uluc și prin două brățări, dintre care cea mijlocie face și oficiul de fixare a curelei port-armă. Țeava este protejată în partea superioară și cu apărătoarea mâinii stângi din lemn. Piesa a fost în dotarea armatei române în timpul celui de-al doilea război mondial. (Țeava găurită pentru securitate.) | Muzeul Național de Istorie a României, București        | Cimec    |
|      | Pușcă ZB | Datare: 1924 Școală: Atelier cehoslovac Brno Dimensiuni: L: 1100 mm; Cal: 7,92 Material: oțel; lemn | Țeavă din oțel, ghintuită în interior, are montată în partea superioară spre gură, cătarea, formată din baza cătării, țel și umerii de protecție a țelului. Tot pe țeavă, spre tunet este montat și înălțătorul cu foaie mobilă gradată și cursor. Mecanismul de dare a focului este compus din cutia închizătorului care prezintă o fereastră pentru încărcare și aruncare a cartușelor trase și o altă deschidere în partea inferioară, pentru magazia de cartușe. Partea inferioară este acoperită cu o placă metalică, fixată de garda trăgaciului și uluc. Mecanismul de declanșare complet (trăgaci cu dispozitivele lui și gardă). Patul și ulucul sunt din lemn iar talpa patului are o placă metalică. Pe partea dreaptă a patului se află un inel de fixare a curelei port-armă. Țeava este fixată de uluc și prin două brățări, dintre care cea mijlocie face și oficiul de fixare a curelei port-armă. Țeava este protejată în partea superioară și cu apărătoarea mâinii stângi din lemn. Piesa a fost în dotarea armatei române în timpul celui de-al doilea război mondial. (Țeava găurită pentru securitate.) | Muzeul Național de Istorie a României, București        | Cimec    |
|      | Pușcă ZB | Datare: 1924 Școală: Atelier cehoslovac Brno Dimensiuni: L: 1100 mm; Cal: 7,92 Material: oțel; lemn | Țeavă din oțel, ghintuită în interior, are montată în partea superioară spre gură, cătarea, formată din baza cătării, țel și umerii de protecție a țelului. Tot pe țeavă, spre tunet este montat și înălțătorul cu foaie mobilă gradată și cursor. Mecanismul de dare a focului este compus din cutia închizătorului care prezintă o fereastră pentru încărcare și aruncare a cartușelor trase și o altă deschidere în partea inferioară, pentru magazia de cartușe. Partea inferioară este acoperită cu o placă metalică, fixată de garda trăgaciului și uluc. Mecanismul de declanșare complet (trăgaci cu dispozitivele lui și gardă). Patul și ulucul sunt din lemn iar talpa patului are o placă metalică. Pe partea dreaptă a patului se află un inel de fixare a curelei port-armă. Țeava este fixată de uluc și prin două brățări, dintre care cea mijlocie face și oficiul de fixare a curelei port-armă. Țeava este protejată în partea superioară și cu apărătoarea mâinii stângi din lemn. Piesa a fost în dotarea armatei române în timpul celui de-al doilea război mondial. (Țeava găurită pentru securitate.) | Muzeul Național de Istorie a României, București        | Cimec    |
|      | Pușcă ZB | Datare: 1924 Școală: Atelier cehoslovac Brno Dimensiuni: L: 1100 mm; Cal: 7,92 Material: oțel; lemn | Țeavă din oțel, ghintuită în interior, are montată în partea superioară spre gură, cătarea, formată din baza cătării, țel și umerii de protecție a țelului. Tot pe țeavă, spre tunet este montat și înălțătorul cu foaie mobilă gradată și cursor. Mecanismul de dare a focului este compus din cutia închizătorului care prezintă o fereastră pentru încărcare și aruncare a cartușelor trase și o altă deschidere în partea inferioară, pentru magazia de cartușe. Partea inferioară este acoperită cu o placă metalică, fixată de garda trăgaciului și uluc. Mecanismul de declanșare complet (trăgaci cu dispozitivele lui și gardă). Patul și ulucul sunt din lemn iar talpa patului are o placă metalică. Pe partea dreaptă a patului se află un inel de fixare a curelei port-armă. Țeava este fixată de uluc și prin două brățări, dintre care cea mijlocie face și oficiul de fixare a curelei port-armă. Țeava este protejată în partea superioară și cu apărătoarea mâinii stângi din lemn. Piesa a fost în dotarea armatei române în timpul celui de-al doilea război mondial. (Țeava găurită pentru securitate.) | Muzeul Național de Istorie a României, București        | Cimec    |
|      | Pușcă ZB | Datare: 1924 Școală: Atelier cehoslovac Brno Dimensiuni: L: 1100 mm; Cal: 7,92 Material: oțel; lemn | Țeavă din oțel, ghintuită în interior, are montată în partea superioară spre gură, cătarea, formată din baza cătării, țel și umerii de protecție a țelului. Tot pe țeavă, spre tunet este montat și înălțătorul cu foaie mobilă gradată și cursor. Mecanismul de dare a focului este compus din cutia închizătorului care prezintă o fereastră pentru încărcare și aruncare a cartușelor trase și o altă deschidere în partea inferioară, pentru magazia de cartușe. Partea inferioară este acoperită cu o placă metalică, fixată de garda trăgaciului și uluc. Mecanismul de declanșare complet (trăgaci cu dispozitivele lui și gardă). Patul și ulucul sunt din lemn iar talpa patului are o placă metalică. Pe partea dreaptă a patului se află un inel de fixare a curelei port-armă. Țeava este fixată de uluc și prin două brățări, dintre care cea mijlocie face și oficiul de fixare a curelei port-armă. Țeava este protejată în partea superioară și cu apărătoarea mâinii stângi din lemn. Piesa a fost în dotarea armatei române în timpul celui de-al doilea război mondial. (Țeava găurită pentru securitate.) | Muzeul Național de Istorie a României, București        | Cimec    |
|      | Orița | Școală: Uzinele C.M.C.-Cugir Dimensiuni: L: 912 mm; Cal: 9 Material: oțel; fier; lemn | Țeavă din oțel brunată, ghintuită în interior. Pe țeavă este montată cătarea, cu baza ei, țelul și aripile apărătoare. Cutia mecanismului are în partea dreaptă o fereastră de aruncare a tubului-cartuș iar în partea stângă un șanț cu doi umeri, de culisare a pârghiei mânerului rabatabil de încărcare a armei. Pe cutia mecanismelor este montat și înălțătorul cu foaie mobilă, crestată și o brățară cu inel de prindere a curelei port-arme. Pe partea anterioară, inferioară a cutiei este locașul de fixare a încărcătorului (lipsă) iar la cea posterioară este mecanismul de declanșare (trăgaș, gardă, piedica de siguranță). În cutia mecanismului, se află închizătorul blocat. Patul și ulucul din lemn. Legătura dinte pat și uluc este asigurată de o brățară lată din metal. Pe partea stângă a patului este montat inelul port curea. Inscripții: pe partea superioară a cutiei mecanismelor UZINELE CMC CUGIR/ P.U.A. ORITA-Md 1941 Cal 9 mm SERIA 07468. În dreptul înălțătorului, în partea dreaptă este aplicată o plăcuță cu inscripția MODIFICAT / 1948. (Țeava și închizătorul sunt găurite pentru securitate și închizătorul este blocat). | Muzeul Național de Istorie a României, București        | Cimec    |
|      | Orița | Școală: Uzinele C.M.C.-Cugir Dimensiuni: L: 912 mm; Cal: 9 Material: oțel; fier; lemn | Țeavă din oțel brunată, ghintuită în interior. Pe țeavă este montată cătarea, cu baza ei, țelul și aripile apărătoare. Cutia mecanismului are în partea dreaptă o fereastră de aruncare a tubului-cartuș iar în partea stângă un șanț cu doi umeri, de culisare a pârghiei mânerului rabatabil de încărcare a armei. Pe cutia mecanismelor este montat și înălțătorul cu foaie mobilă, crestată și o brățară cu inel de prindere a curelei port-arme. Pe partea anterioară, inferioară a cutiei este locașul de fixare a încărcătorului (lipsă) iar la cea posterioară este mecanismul de declanșare (trăgaș, gardă, piedica de siguranță). În cutia mecanismului, se află închizătorul blocat. Patul și ulucul din lemn. Legătura dintre pat și uluc este asigurată de o brățară lată din metal. Pe partea stângă a patului este montat inelul port curea. Pe partea superioară a cutiei mecanismului UZINELE CMC CUGIR/ P.U.A. ORITA-Md 1941 cal 9 mm seria 012278. Această serie se repetă pe partea stângă a țevii. (Țeava și închizătorul sunt găurite pentru securitate și închizătorul este blocat). | Muzeul Național de Istorie a României, București        | Cimec    |
|      | Orița | Școală: Uzinele C.M.C.-Cugir Dimensiuni: L: 912 mm; Cal: 9 Material: oțel; fier; lemn | Țeavă din oțel brunată, ghintuită în interior. Pe țeavă este montată cătarea, cu baza ei, țelul și aripile apărătoare. Cutia mecanismului are în partea dreaptă o fereastră de aruncare a tubului-cartuș iar în partea stângă un șanț cu doi tuneri, de culisare a pârghiei mânerului rabatabil de încărcare a armei. Pe cutia mecanismelor este montat și înălțătorul cu foaie mobilă, crestată și o brățară cu inel de prindere a curelei port-arme. Pe partea anterioară, inferioară a cutiei este locașul de fixare a încărcătorului (lipsă) iar la cea posterioară este mecanismul de declanșare (trăgaș, gardă, piedica de siguranță). În cutia mecanismului, se află închizătorul blocat. Patul și ulucul din lemn. Legătura dintre pat și uluc este asigurată de o brățară lată din metal. Pe partea stângă a patului este montat inelul port curea. Fără încărcător. Pe partea superioară a mecanismului UZINELE CMC CUGIR/ P.U.A. ORITA-Md 1941 cal 9 mm seria 005172. (Țeava perforată pentru securitate). | Muzeul Național de Istorie a României, București        | Cimec    |
|      | Orița | Școală: Uzinele C.M.C.-Cugir Dimensiuni: L: 912 mm; Cal: 9 Material: oțel; fier; lemn | Țeavă din oțel brunată, ghintuită în interior. Pe țeavă este montată cătarea, cu baza ei, țelul și aripile apărătoare. Cutia mecanismului are în partea dreaptă o fereastră de aruncare a tubului-cartuș iar în partea stângă un șanț cu doi umeri, de culisare a pârghiei mânerului rabatabil de încărcare a armei. Pe cutia mecanismelor este montat și înălțătorul cu foaie mobilă, crestată și o brățară cu inel de prindere a curelei port-arme. Pe partea anterioară, inferioară a cutiei este locașul de fixare a încărcătorului (lipsă) iar la cea posterioară este mecanismul de declanșare (trăgaș, gardă, piedica de siguranță). În cutia mecanismului, se află închizătorul blocat. Patul și ulucul din lemn. Legătura dintre pat și uluc este asigurată de o brățară lată din metal. Pe partea stângă a patului este montat inelul port curea. Inscripții: pe partea superioară a cutiei mecanismului UZINELE CMC CUGIR/ P.U.A. ORITA-Md 1941, cal 9 mm SERIA 012276. Iar pe partea stângă, în dreptul înălțătorului este o plăcuță metalică. (Țeava găurită pentru securitate. Mecanismul închizătorului este blocat. Lipsă încărcător). | Muzeul Național de Istorie a României, București        | Cimec    |
|      | Beretta | Datare: 1938 Școală: Atelier italian Dimensiuni: L: 941 mm; Cal: 9 Material: oțel; fier; lemn | Țeavă cilindrică, ghintuită, protejată de un manșon din oțel, prevăzut cu orificii de aerisire pe întreaga suprafață. Pe partea de dinainte a manșonului se află ascunzătorul de flăcări, pe care se află montată cătarea formată dintr-o talpă și țel. Cutia mecanismului este clindrică, din oțel, cu o fereastră pe partea stângă de eliminare a tubului cartuș, un șanț cu doi umeri în partea dreaptă pe care culisează pârghia cu mânerul de încărcare al armei. Pe partea superioară a cutiei este montat înălțătorul cu foaie mobilă crestată și cursor. În cutia mecanismului se găsesc piesele componente ale mecanismului de dare a focului. Sub uluc este montat mecanismul de declanșare (trăgaci, gardă și piedică de siguranță), precum și dispozitivul de montare a încărcătorului. Patul și ulucul sunt din lemn. Patul se termină printr-o talpă metalică. Pe pat și pe uluc în partea stângă sunt montate inelele de fixare ale curelei port-armă. Pe partea superioară a cutiei mecanismului, inscripția: PISTOL MITRALIERA BERETTA CAL 9 - MOD 38A urmat de RE și seria 7671 care se repetă pe partea superioară a cutiei mecanismului spre manșonul țevii. (Țeava găurită pentru securitate.) | Muzeul Național de Istorie a României, București        | Cimec    |
|      | Beretta | Datare: 1938 Școală: Atelier italian Dimensiuni: L: 941 mm; Cal: 9 Material: oțel; fier; lemn | Țeavă cilindrică, ghintuită, protejată de un manșon din oțel, prevăzut cu orificii de aerisire pe întreaga suprafață. Pe partea de dinainte a manșonului se află ascunzătorul de flăcări, pe care se află montată cătarea formată dintr-o talpă și țel. Cutia mecanismului este clindrică, din oțel, cu o fereastră pe partea stângă de eliminare a tubului cartuș, un șanț cu doi umeri în partea dreaptă pe care culisează pârghia cu mânerul de încărcare al armei. Pe partea superioară a cutiei este montat înălțătorul cu foaie mobilă crestată și cursor. În cutia mecanismului se găsesc piesele componente ale mecanismului de dare a focului. Sub uluc este montat mecanismul de declanșare (trăgaci, gardă și piedică de siguranță), precum și dispozitivul de montare a încărcătorului. Patul și ulucul sunt din lemn. Patul se termină printr-o talpă metalică. Pe pat și pe uluc în partea stângă sunt montate inelele de fixare ale curelei port-armă. Pe partea superioară a cutiei mecanismului, inscripția: PISTOL MITRALIERA "BERETTA" CAL 9 - MOD 38A urmat de R 16941, care se repetă pe cutia mecanismului pe manșon, urmat de CAL 9. (Țeava perforată pentru securitate.) | Muzeul Național de Istorie a României, București        | Cimec    |
|      | Beretta | Datare: 1938 Școală: Gardona V.T. Italia Dimensiuni: L: 941 mm; Cal: 9 Material: oțel; fier; lemn | Țeavă cilindrică, ghintuită, protejată de un manșon din oțel, prevăzut cu orificii de aerisire pe întreaga suprafață. Pe partea de dinainte a manșonului se află ascunzătorul de flăcări, pe care se află montată cătarea formată dintr-o talpă și țel. Cutia mecanismului este clindrică, din oțel, cu o fereastră pe partea stângă de eliminare a tubului cartuș, un șanț cu doi umeri în partea dreaptă pe care culisează pârghia cu mânerul de încărcare al armei. Pe partea superioară a cutiei este montat înălțătorul cu foaie mobilă crestată și cursor. În cutia mecanismului se găsesc piesele componente ale mecanismului de dare a focului. Sub uluc este montat mecanismul de declanșare (trăgaci, gardă și piedică de siguranță), precum și dispozitivul de montare a încărcătorului. Patul și ulucul sunt din lemn. Patul se termină printr-o talpă metalică. Pe pat și pe uluc în partea stângă sunt montate inelele de fixare ale curelei port-armă. Pe partea superioară a cutiei mecanismului, inscripția: MOSCHETTO- AUT MOD. 38A-CAL 9 BREVET No 828-428/R BERETTA-GARDONE V.T. ITALIA 1942 XX. În continuare, spre partea dreaptă R/ 1078. (Țeava găurită pentru securitate.) | Muzeul Național de Istorie a României, București        | Cimec    |
|      | Beretta | Datare: 1938 Școală: Atelier italian Dimensiuni: L: 941 mm; Cal: 9 Material: oțel; fier; lemn | Țeavă cilindrică, ghintuită, protejată de un manșon din oțel, prevăzut cu orificii de aerisire pe întreaga suprafață. Pe partea de dinainte a manșonului se află ascunzătorul de flăcări, pe care se află montată cătarea formată dintr-o talpă și țel. Cutia mecanismului este clindrică, din oțel, cu o fereastră pe partea stângă de eliminare a tubului cartuș, un șanț cu doi umeri în partea dreaptă pe care culisează pârghia cu mânerul de încărcare al armei. Pe partea superioară a cutiei este montat înălțătorul cu foaie mobilă crestată și cursor. În cutia mecanismului se găsesc piesele componente ale mecanismului de dare a focului. Sub uluc este montat mecanismul de declanșare (trăgaci, gardă și piedică de siguranță), precum și dispozitivul de montare a încărcătorului. Patul și ulucul sunt din lemn. Patul se termină printr-o talpă metalică. Pe pat și pe uluc în partea stângă sunt montate inelele de fixare ale curelei port-armă. Pe partea superioară a cutiei mecanismului, inscripția: PISTOL MITRALIERA "BERETTA" CAL 9 MOD 38A R și seria 153744. (Țeava găurită pentru securitate.) | Muzeul Național de Istorie a României, București        | Cimec    |
|      | Orița | Datare: 1949 Școală: Uzinele C.M.C.-Cugir Dimensiuni: L: 915 mm; Cal: 9 Material: oțel; lemn | Țeava din oțel, brunată în exterior, ghintuită în interior are spre gura țevii, în partea superioară, montată cătarea (baza cătării, țelul și umerii lui de protecție). Cutia mecanismelor, din oțel de formă cilindrică, este prevăzută în partea dreaptă cu o fereastră de aruncare a tuburilor de cartuș arse. Această cutie face legătura cu toate piesele importante ale armei: în partea de dinainte se montează țeava, pe partea inferioară, într-un locaș se montează încărcătorul iar pe partea stângă se află o nișă deschisă, pe care culisează mânerul de anuare a închizătorului (care este dispus în poziție verticală față de arcul țevii). Tot pe cutie se află montat și înălțătorul, compus din baza lui, cu două foi crestate mobile. Pe cutia închizătorului este fixat în partea inferioară mecanismul de declanșare format din trăgaci cu arcul său, gardă și piedica de siguranță. Patul și ulucul sunt din lemn, unite între ele printr-un gât al patului din oțel. Talpa patului este din oțel. Pe partea superioară a cutiei mecanismelor, inscripția: "AUTOMATU UMC 49" SERIA 03658 care se repetă pe partea stângă a patului. (Țeava găurită pentru securitate.) | Muzeul Național de Istorie a României, București        | Cimec    |
|      | Trusă Autor: Albert Marionnet | Datare: sf. sec. XIX Descoperit: jud. București Dimensiuni: L: 37,5 cm; La: 22,5 cm; Î: 17,5 cm Material: bronz; turnare; prelucrare | Trusă de birou din bronz turnat și prelucrat, care se compune dintr-un suport cu două călimări și un vultur cu aripile deschise, iar drept ornamente frunze de stejar. Pe suport există săpată semnătura autorului: A. Marionnet. Atribuită lui George Enescu. Stilul este Art Nouveau. | Muzeul Național „George Enescu”, București              | Cimec    |
|      | Femeie războinică din Dacia | Datare: sf. sec. XIX - înc. sec. XX Școală: Dumitru Pavelescu-Dimo Dimensiuni: Î: 32 cm; L: 42 cm; La: 39 cm Material: bronz; turnare; patinare | Sculptură de bronz patinat reprezentând o femeie războinică din Dacia îmbrăcată cu o rochie scurtă, drapată pe umărul stâng, cu sânul drept descoperit, călare pe calul căzut; cu scutul în mâna stângă și cu sulița (lipsă) în dreapta. Soclul este oval. Cu inscripție: Ricordo Icult Pavelescu; Fond G. Vignalis - Firenze. | Muzeul Național „George Enescu”, București              | Cimec    |
|      | Steagul Asociației Meseriașilor din Câmpulung | Descoperit: jud. Sibiu, SIBIU Dimensiuni: L: 1360 mm; Î: 1360 mm Material: mătase; fir aurit | Steagul Asociației meseriașilor din Câmpulung-Moldovenesc de formă pătrată este confecționat din mătase tricoloră, cu două fețe. Culorile sunt dispuse orizontal. Pe o față, în centrul steagului, pe culoarea galbenă este brodată o cunună din ramuri de măslin; în interior sunt două mâini brodate, cu fir de mătase crem care se strâng; între acestea este un ciocan în poziție verticală, brodat cu fir maron și gri. Dispusă circular, împrejurul ramurei de măslin, este brodată cu litere cursive inscripția: „SOCIETATEA MESERIAȘILOR DIN CÎMPULUNGUL MOLDOVENESC ȘI ÎMPREJURIMILE”. Pe cealaltă față a steagului într-un medalion pictat pe fond verde este portretul domnitorului Alexandru Ioan Cuza. Pictura este înconjurată de o cunună de lauri brodată cu fir auriu. Deasupra este inscripția „Alexandru I Ion Cuza 1859-1866”, iar jos „Domn al Moldovei”. Deasupra medalionului se află inscriția: „MESERIA E BRĂȚARĂ DE AUR”. Are franjuri din fir auriu și un ciucure. | Muzeul Național de Istorie a României, București        | Cimec    |
|      | Steagul Ligii Culturale, secțiunea Bacău | Descoperit: jud. Bacău, BACĂU Dimensiuni: L: 1530 mm; Î: 1180 mm; Î acvilă: 370 mm Material: mătase; fir auriu; fir argintiu; bronz | Steagul secțiunii Ligii Culturale din Bacău, de formă dreptunghiulară, cu două fețe, este confecționat din mătase tricoloră având culorile dispuse vertical: albastrul lângă hampă, galbenul la mijloc și roșu liber. Steagul are franjuri din fir auriu pe trei laturi. Pe o față, pe galben, sunt brodate cu fir auriu două cercuri concentrice; în mijloc este un scut heraldic având, în interior, pe mătase bleu, brodat cu fir argintiu, munți, iar deasupra inscripția „BACĂU”. În exergă este brodată cu fir auriu inscripția „LIGA CULTURALĂ A ROMÂNILOR SECȚIA BACĂU”. Pe culoarea roșie, cu fir auriu este brodată inscripția: „IN HOC SIGNO VINCES”, înconjurată sus și jos de motive florale executate din fir auriu. Pe culoarea albastră a steagului este inscripția: „UNIREA FACE TĂRIA”, delimitată de motive florale aurii. Pe fața a doua a steagului, pe culoare galbenă este brodată stema României încadrată de un cerc din fir de auriu. Acvila hampei este cruciată, încoronată, conturnată dreapta. | Muzeul Național de Istorie a României, București        | Cimec    |
|      | Clișeu – De la Încoronarea de la Alba-Iulia, 1922 | Datare: 1922 Dimensiuni: H=178 mm; l=128 mm Material: sticlă; fotografiere | Clișeu pe sticlă, realizat cu ocazia Serbărilor Încoronării de la Alba Iulia. Se văd doi ofițeri care prezintă unui grup de civili mantia care urma să fie purtată de Regele Ferdinand I la Încoronare. | Muzeul Național de Istorie a României, București        | Cimec    |
|      | Clișeu | Datare: 1922 Dimensiuni: H=178 mm; l=128 mm Material: sticlă | Clișeu pe sticlă, realizat la București la 16 octombrie 1922. Este prezentat momentul de început al paradei pe sub Arcul de Triumf (cel provizoriu din 1922), cu ocazia Serbărilor Încoronării. | Muzeul Național de Istorie a României, București        | Cimec    |
|      | Clișeu | Datare: 1922 Dimensiuni: H=178 mm; l=128 mm Material: sticlă | Clișeu pe sticlă realizat cu ocazia Încoronării de la Alba Iulia. Reprezintă un grup de invitați la ceremonie (militari și civili) mergând în curtea interioară a Catedralei Întregirii Neamului, către biserică pentru a participa la slujba care a avut loc cu acel prilej. | Muzeul Național de Istorie a României, București        | Cimec    |
|      | Clișeu | Datare: 1922 Dimensiuni: H=178 mm; l=128 mm Material: sticlă | Clișeu pe sticlă realizat în ziua de 16 octombrie 1922 în București, la Arcul de Triumf (cel provizoriu, din 1922), care prezintă unul din momentele paradei (trecerea personajelor istorice pe sub Arcul de Triumf). | Muzeul Național de Istorie a României, București        | Cimec    |
|      | Clișeu | Datare: 1922 Dimensiuni: H=178 mm; l=128 mm Material: sticlă | Clișeu pe sticlă, realizat în data de 15 octombrie 1922 de către Nicolae Ionescu la Alba Iulia, cu ocazia Serbărilor Încoronării. Este surprins unul dintre momentele pregătitoare a defilării armatei după Încoronare. | Muzeul Național de Istorie a României, București        | Cimec    |
|      | Clișeu | Datare: 1922 Dimensiuni: H=178 mm; l=128 mm Material: sticlă | Clișeu pe sticlă, realizat în data de 15 octombrie 1922, cu ocazia Serbărilor Încoronării. Este surprins unul dintre momentele pregătitoare pentru defilarea armatei de după ceremonia Încoronării. Fotografia a fost probabil realizată în spatele tribunei principale. | Muzeul Național de Istorie a României, București        | Cimec    |
|      | Clișeu | Datare: 1922 Dimensiuni: H=178 mm; l=128 mm Material: sticlă | Clișeu pe sticlă realizat de Nicolae Ionescu la Alba Iulia în data de 15 octombrie 1922 cu ocazia Serbărilor Încoronării. În imagine este un grup de militari salutând drapelul unității. | Muzeul Național de Istorie a României, București        | Cimec    |
|      | Clișeu | Datare: 1922 Dimensiuni: H=178 mm; l=128 mm Material: sticlă | Clișeu pe sticlă, realizat de Nicolae Ionescu la Alba Iulia cu ocazia Serbărilor Încoronării în data de 15 octombrie 1922. Imaginea prezintă un grup de ostași și ofițeri la cermonia de decorare a drapelului unității. | Muzeul Național de Istorie a României, București        | Cimec    |
|      | Clișeu | Datare: 1922 Dimensiuni: H=178 mm; l=128 mm Material: sticlă | Clișeu pe sticlă realizat de către Nicolae Ionescu în data de 15 octombrie 1922 la Alba Iulia cu ocazia Serbărilor Încoronării. În imagine a fost surprins unul dintre momentele premergătoare defilării militare. | Muzeul Național de Istorie a României, București        | Cimec    |
|      | Clișeu | Datare: 1922 Dimensiuni: H=178 mm; l=128 mm Material: sticlă | Clișeu pe sticlă realizat la Alba Iulia de către fotograful Nicolae Ionescu în ziua de 15 octombrie 1922. Este surpris unul dintre momentele sosirii invitaților străini la ceremonia din Catedrală. Este posibil ca doamna din mijloc să fie Regina Elisabeta a Greciei, fiica Regelui Ferdinad și a Reginei Maria. | Muzeul Național de Istorie a României, București        | Cimec    |
|      | Clișeu – Încoronarea de la Alba-Iulia, 1922 | Datare: 1922 Dimensiuni: H=178 mm; l=128 mm Material: sticlă | Clișeu pe sticlă, realizat de către fotograful Nicolae Ionescu, în data de 15 octombrie 1922, la Alba Iulia, cu ocazia Serbărilor Încoronării. În imagine este Regele Ferdinand I, călare, salutat de către un grup de civili și câțiva militari, înaintea slujbei din Catedrală. | Muzeul Național de Istorie a României, București        | Cimec    |
|      | Clișeu | Datare: 1922 Dimensiuni: H=178 mm; l=128 mm Material: sticlă | Clișeu pe sticlă realizat la Alba Iulia în data de 15 octombrie 1922 de către fotograful Nicolae Ionescu cu ocazia Serbărilor Încoronării. În imagine se pot vedea un grup de civili în ținută de gală și un preot, cu buchete de flori în mâini în așteptarea începerii ceremoniei Încoronării. | Muzeul Național de Istorie a României, București        | Cimec    |
|      | Clișeu – Încoronarea de la Alba-Iulia, 1922 | Datare: 1922 Dimensiuni: H=178 mm; l=128 mm Material: sticlă | Clișeu pe sticlă, realizat de către Nicolae Ionescu, la Alba Iulia, în data de 15 octombrie 1922, cu ocazia Serbărilor Încoronării. În imagine poate fi văzut Regele Ferdinand I, călare în fața unui grup, în special de civili în ținuta de gală, care au aruncat în fața Regelui buchetele de flori cu care veniseră la ceremonie. | Muzeul Național de Istorie a României, București        | Cimec    |
|      | Clișeu – Încoronarea de la Alba-Iulia, 1922 | Datare: 1922 Dimensiuni: H=178 mm; l=128 mm Material: sticlă | Clișeu pe sticlă, realizat de fotograful Nicolae Ionescu, la Alba-Iulia, în data de 15 octombrie 1922, cu ocazia Serbărilor Încoronării. În imagine poate fi văzut un grup de persoane, militari și civili, participând la o slujbă religioasă, în memoria celor căzuți pe front în Primul Război Mondial. | Muzeul Național de Istorie a României, București        | Cimec    |
|      | Clișeu | Datare: 1922 Dimensiuni: H=178 mm; l=128 mm Material: sticlă | Clișeu pe sticlă realizat de fotograful Nicolae Ionescu la Alba Iulia în data de 15 octombrie 1922 cu ocazia Serbărilor Încoronării. În imagine poate fi văzut un grup de persoane, militari și civili, participând la o slujbă religioasă, în memoria celor căzuți pe front în primul război mondial. | Muzeul Național de Istorie a României, București        | Cimec    |
|      | Clișeu | Datare: 1922 Dimensiuni: H=178 mm; l=128 mm Material: sticlă | Clișeu pe sticlă realizat de Nicolae Ionescu la Alba Iulia în data de 15 octombrie 1922. În imagine poate fi văzut un grup de persoane, mai ales militari dar și civili, participând la o slujbă religioasă, în memoria celor căzuți pe front în primul război mondial. | Muzeul Național de Istorie a României, București        | Cimec    |
|      | Clișeu | Datare: 1922 Dimensiuni: H=178 mm; l=128 mm Material: sticlă | Clișeu pe sticlă realizat la Alba Iulia în 15 octombrie 1922 de către fotograful Nicolae Ionescu, cu ocazia Serbărilor Încoronării. În imagine pot fi văzuți în prim plan doi preoți, doi ostași și trei copii în costume populare participând la o slujba de pomenire. | Muzeul Național de Istorie a României, București        | Cimec    |
|      | Clișeu – Încoronarea de la Alba-Iulia, 1922 | Datare: 1922 Dimensiuni: H=178 mm; l=128 mm Material: sticlă | Clișeu pe sticlă, realizat în data de 15 octombrie 1922, la Alba-Iulia, de către fotograful Nicolae Ionescu. Imaginea surprinde o slujbă de pomenire la care participă, în afara preoților, soldați, ofițeri, copii în costume populare și probabil văduve ale celor căzuți pe front. | Muzeul Național de Istorie a României, București        | Cimec    |
|      | Clișeu | Datare: 1922 Dimensiuni: H=178 mm; l=128 mm Material: sticlă | Clișeu pe sticlă realizat la Alba Iulia de către Nicolae Ionescu în data de 15 octombrie 1922. În imagine se văd doi preoți care oficiază o slujbă de pomenire la care participă ostași, ofițeri, un copil de trupă și femei, probabil văduve de război. | Muzeul Național de Istorie a României, București        | Cimec    |
|      | Clișeu | Datare: 1922 Dimensiuni: H=178 mm; l=128 mm Material: sticlă | Clișeu pe sticlă realizat la Alba Iulia de către Nicolae Ionescu în data de 15 octombrie 1922 cu ocazia Serbărilor Încoronării. În imagine se văd mai mulți preoți oficiind o slujbă de pomenire la care participă un mare grup de ofițeri și ostași așezați în careu, cu capetele descoperite și cu brasarde negre pe brațe. În fața preoților un grup de ostași poartă drapelele de luptă ale unităților. | Muzeul Național de Istorie a României, București        | Cimec    |
|      | Clișeu | Datare: 1922 Dimensiuni: H=178 mm; l=128 mm Material: sticlă | Clișeu pe sticlă realizat la data de 16 octombrie 1922 în București de către Nicolae Ionescu cu ocazia Serbărilor Încoronării. În imaginea de la Arcul de Triumf (cel provizoriu din 1922) se pot vedea un grup de femei în costume populare aliniate în dreapta Arcului, având buchete de flori, în așteptarea trecerii cortegiului de la gara Mogoșoaia către Arenele Romane. | Muzeul Național de Istorie a României, București        | Cimec    |
|      | Clișeu | Datare: 1922 Dimensiuni: H=178 mm; l=128 mm Material: sticlă | Clișeu pe sticlă realizat de către Nicolae Ionescu în ziua de 15 octombrie 1922 la Alba Iulia cu ocazia Serbărilor Încoronării. În imagine poate fi văzut un grup de militari și câțiva civili cu capetele descoperite, ascultând citirea proclamației dată cu ocazia Încoronării. | Muzeul Național de Istorie a României, București        | Cimec    |
|      | Clișeu | Datare: 1922 Dimensiuni: H=178 mm; l=128 mm Material: sticlă | Clișeu pe sticlă realizat la Alba Iulia de fotograful Nicolae Ionescu în data de 15 octombrie 1922. În imagine poate fi văzut un ofițer pe un podium, citind proclamația de Încoronare. În jurul podiumului sunt mai mulți militari și civili care ascultă citirea proclamației. | Muzeul Național de Istorie a României, București        | Cimec    |
|      | Clișeu | Datare: 1922 Dimensiuni: H=178 mm; l=128 mm Material: sticlă | Clișeu pe sticlă realizat în data de 16 octombrie 1922 în București de către fotograful Nicolae Ionescu cu ocazia Serbărilor Încoronării. Imaginea prezintă momentul când, după coborârea din tren în gara Mogoșoaia, mareșalul francez Ferdinand Foch salutat de către gardă, pornește către Arcul de Triumf. | Muzeul Național de Istorie a României, București        | Cimec    |
|      | Clișeu | Datare: 1922 Dimensiuni: H=178 mm; l=128 mm Material: sticlă | Clișeu pe sticlă realizat de către Nicolae Ionescu în 15 octombrie 1922 la Alba Iulia cu ocazia Serbărilor Încoronării. Imaginea surprinde o slujbă de pomenire a decedaților în primul război mondial, la care participă, în afara preoților, ostași, copii și femei, probabil orfani și văduve de război. | Muzeul Național de Istorie a României, București        | Cimec    |
|      | Clișeu | Datare: 1922 Dimensiuni: H=178 mm; l=128 mm Material: sticlă | Clișeu pe sticlă realizat în București de către fotograful Nicolae Ionescu cu ocazia Serbărilor Încoronării în data de 16 octombrie 1922. Imaginea îl prezintă pe mareșalul francez Ferdinad Foch la Arcul de Triumf, decorând un miltar român. | Muzeul Național de Istorie a României, București        | Cimec    |
|      | Clișeu | Datare: 1922 Dimensiuni: H=178 mm; l=128 mm Material: sticlă | Clișeu pe sticlă realizat în București de fotograful Nicolae Ionescu în data de 16 octombrie 1922. În imagine este surprinsă trăsura Reginei Maria după trecerea pe sub Arcul de Triumf cu ocazia paradei bucureștene a Serbărilor Încoronării. | Muzeul Național de Istorie a României, București        | Cimec    |
|      | Clișeu | Datare: 1922 Dimensiuni: H=178 mm; l=128 mm Material: sticlă | Clișeu pe sticlă realizat de către fotograful Nicolae Ionescu în data de 16 octombrie 1922 în București cu ocazia Serbărilor Încoronării. Este surprins momentul când, după trecerea Suveranilor pe sub Arcul de Triumf, trec reprezentanții diferitelor unități militare. | Muzeul Național de Istorie a României, București        | Cimec    |
|      | Clișeu | Datare: 1922 Dimensiuni: H=178 mm; l=128 mm Material: sticlă | Clișeu pe sticlă realizat de către fotograful Nicolae Ionescu în data de 15 octombrie 1922 la Alba Iulia cu ocazia Serbărilor Încoronării. Imaginea a surprins momentul când Mitropolitul Miron Cristea intra în Catedrala Întregirii Neamului pentru a oficia slujba de Încoronare. | Muzeul Național de Istorie a României, București        | Cimec    |
|      | Clișeu | Datare: 1922 Dimensiuni: H=178 mm; l=128 mm Material: sticlă | Clișeu pe sticlă realizat în ziua de 15 octombrie 1922 la Alba Iulia cu ocazia Serbărilor Încoronării, Imaginea realizată pe platoul din fața Catedralei Întregirii Neamului, cu o parte a tribunelor și persoanelor în fața cărora a fost organizată parada militară de după ceremonia Încoronării. În plan depărtat se vede clopotnița Catedralei. | Muzeul Național de Istorie a României, București        | Cimec    |
|      | Clișeu | Datare: 1922 Dimensiuni: H=178 mm; l=128 mm Material: sticlă | Clișeu pe sticlă realizat de către fotograful Nicolae Ionescu în București în ziua de 16 octombrie 1922 cu ocazia Serbărilor Încoronării. Imaginea realizată în Parcul Carol arată mulțimea adunată în spatele unui cordon format din militari, așteptând sosirea Suveranilor. În plan depărtat se vede pavilionul Artelor, devenit muzeu militar. | Muzeul Național de Istorie a României, București        | Cimec    |
|      | Clișeu | Datare: 1922 Dimensiuni: H=178 mm; l=128 mm Material: sticlă | Clișeu pe sticlă realizat în data de 15 octombrie 1922 la Alba Iulia de către fotograful Nicolae Ionescu cu ocazia Serbărilor Încoronării. În imagine a fost surprinsă o parte a mulțimii adunate în curtea Catedralei din Alba Iulia, în așteptarea ceremoniei de Încoronare. | Muzeul Național de Istorie a României, București        | Cimec    |
|      | Clișeu | Datare: 1922 Dimensiuni: H=178 mm; l=128 mm Material: sticlă | Clișeu pe sticlă realizat de către fotograful Nicolae Ionescu în data de 15 octombrie 1922 la Alba Iulia cu ocazia Serbărilor Încoronării. În imaginea realizată în curtea interioară a Catedralei poate fi văzut Mitropolitul Miron Cristea însoțit de un sobor de preoți îndreptându-se spre Catedrală pentru a participa la slujba de Încoronare. | Muzeul Național de Istorie a României, București        | Cimec    |
|      | Clișeu – Încoronarea de la Alba-Iulia, 1922 | Datare: 1922 Dimensiuni: H=178 mm; l=128 mm Material: sticlă | Clișeu pe sticlă, realizat de către fotograful Nicolae Ionescu, în data de 15 octombrie 1922, la Alba Iulia, cu ocazia Serbărilor Încoronării. În imagine pot fi văzuți un preot, câțiva militari și alte persoane care participă la o slujbă de pomenire a decedaților din Armata Română în timpul Primului Război Mondial. | Muzeul Național de Istorie a României, București        | Cimec    |
|      | Clișeu | Datare: 1922 Dimensiuni: H=178 mm; l=128 mm Material: sticlă | Clișeu pe sticlă realizat în București la data de 16 octombrie 1922 de către fotograful Nicolae Ionescu cu ocazia Serbărilor Încoronării. În imagine se vede mulțimea adunată pentru a privi parada de la Arcul de Triumf. Imaginea este luată dinspre Arcul de Triumf (Rondul 3 de la Șosea) spre Rondul 2 de la Șosea. | Muzeul Național de Istorie a României, București        | Cimec    |
|      | Clișeu | Datare: 1922 Dimensiuni: H=178 mm; l=128 mm Material: sticlă | Clișeu pe sticlă realizat în București la data de 16 octombrie 1922 de către fotograful Nicolae Ionescu cu ocazia Serbărilor Încoronării. Imaginea surprinde preoți, militari, copii în costume populare și femei (probabil văduve de război) participând la o slujbă de pomenire. | Muzeul Național de Istorie a României, București        | Cimec    |
|      | Clișeu | Datare: 1922 Dimensiuni: H=178 mm; l=128 mm Material: sticlă | Clișeu pe sticlă realizat în București la data de 16 octombrie 1922 de către fotograful Nicolae Ionescu cu ocazia Serbărilor Încoronării. Imaginea surprinde un moment din timpul unei slujbe de pomenire la care participă militari și copii (probabil orfani de război). | Muzeul Național de Istorie a României, București        | Cimec    |
|      | Clișeu | Datare: 1922 Dimensiuni: H=178 mm; l=128 mm Material: sticlă | Clișeu pe sticlă, realizat după clișeul original (acesta fusese realizat în 15 octombrie 1922 la Alba Iulia de către Nicolae Ionescu). A fost surprins momentul imediat de după ceremonia Încoronării, când Regele și Regina sunt felicitați de către președinții celor două camere ale Parlamentului, adica de cei ce aduseseră coroanele pe podium. Clișeul original a fost în mod evident folosit pentru publicare, iar fotograful a recurs la refotografierea pozitivului pentru a-și completa seria de clișee. | Muzeul Național de Istorie a României, București        | Cimec    |
|      | Clișeu | Datare: 1922 Dimensiuni: H=178 mm; l=128 mm Material: sticlă | Clișeu pe sticlă, realizat după clișeul original (acesta fusese realizat în 15 octombrie 1922 la Alba Iulia de către Nicolae Ionescu). A fost surprins momentul imediat de după ceremonia Încoronării, când Regele și Regina sunt felicitați de către președinții celor două camere ale Parlamentului, adica de cei ce aduseseră coroanele pe podium. Clișeul original a fost în mod evident folosit pentru publicare într-o publicație de limba germană, iar fotograful a recurs la refotografierea pozitivului din publicație pentru a-și completa seria de clișee. | Muzeul Național de Istorie a României, București        | Cimec    |
|      | Clișeu | Datare: 1922 Dimensiuni: H=178 mm; l=128 mm Material: sticlă | Clișeu pe sticlă, realizat după clișeul original (acesta fusese realizat în 15 octombrie 1922 la Alba Iulia de către Nicolae Ionescu). În imagine pot fi văzuți membrii ai familiei regale române, în stânga fiind Prințul Carol, iar în dreapta se află sora sa, Regina Elisabeta (Regină a Greciei). Clișeul original a fost în mod evident folosit pentru publicare, iar fotograful a recurs la refotografierea pozitivului pentru a-și completa seria de clișee. | Muzeul Național de Istorie a României, București        | Cimec    |
|      | Clișeu – Încoronarea de la Alba-Iulia, 1922 | Datare: 1922 Dimensiuni: H=178 mm; l=128 mm Material: sticlă | Clișeu pe sticlă, realizat după clișeul original (acesta fusese realizat în 15 octombrie 1922, la Alba Iulia, de către Nicolae Ionescu). În imagine este surprins momentul când Regele Ferdinand I o încoronează pe Regina Maria, care este îngenuncheată pe podiumul unde s-a desfășurat ceremonia Încoronării. Clișeul original a fost în mod evident folosit pentru publicare, iar fotograful a recurs la refotografierea pozitivului pentru a-și completa seria de clișee. | Muzeul Național de Istorie a României, București        | Cimec    |
|      | Clișeu – Încoronarea de la Alba-Iulia, 1922 | Datare: 1922 Dimensiuni: H=178 mm; l=128 mm Material: sticlă | Clișeu pe sticlă, realizat de către fotograful Nicolae Ionescu, în data de 15 octombrie 1922, la Alba Iulia, cu ocazia Serbărilor Încoronării. Imaginea prezintă unul dintre momentele când, după ceremonia Încoronării, Regele Ferdinand I, împreună cu Regina Maria, trec prin mulțime, având pe cap coroanele regale. Cei doi merg sub baldachinul susținut de ofițeri, care până atunci fusese pe podiumul de încoronare. | Muzeul Național de Istorie a României, București        | Cimec    |
|      | Clișeu – Încoronarea de la Alba-Iulia, 1922 | Datare: 1922 Dimensiuni: H=178 mm; l=128 mm Material: sticlă | Clișeu pe sticlă, realizat de către fotograful Nicolae Ionescu, în data de 15 octombrie 1922, la Alba-Iulia, cu ocazia Serbărilor Încoronării. În imagine poate fi văzut Regele Ferdinand I, cu capul descoperit, participând împreună cu o mulțime de oameni, militari și civili, la o slujbă de pomenire a decedaților din Primul Război Mondial. | Muzeul Național de Istorie a României, București        | Cimec    |
|      | Clișeu | Datare: 1922 Dimensiuni: H=178 mm; l=128 mm Material: sticlă | Clișeu pe sticlă realizat de către fotograful Nicolae Ionescu în data de 15 octombrie 1922 la Alba Iulia cu ocazia Serbărilor Încoronării. Imaginea a surprins o fanfară militară în timpul defilării de după Încoronare. | Muzeul Național de Istorie a României, București        | Cimec    |
|      | Clișeu | Datare: 1922 Dimensiuni: H=178 mm; l=128 mm Material: sticlă | Clișeu pe sticlă realizat de către fotograful Nicolae Ionescu în data de 15 octombrie 1922 la Alba Iulia cu ocazia Serbărilor Încoronării. Imaginea prezintă un grup de militari având în frunte un general (probabil Traian Mosoiu) în timpul defilării de după Încoronare. | Muzeul Național de Istorie a României, București        | Cimec    |
|      | Clișeu | Datare: 1922 Dimensiuni: H=178 mm; l=128 mm Material: sticlă | Clișeu pe sticlă realizat de către fotograful Nicolae Ionescu în data de 15 octombrie 1922 la Alba Iulia cu ocazia Serbărilor Încoronării. În imagine este generalul Traian Mosoiu care tocmai a coborât din automobil și este salutat de un grup de militari. | Muzeul Național de Istorie a României, București        | Cimec    |
|      | Clișeu | Datare: 1922 Dimensiuni: H=178 mm; l=128 mm Material: sticlă | Clișeu pe sticlă realizat de către fotograful Nicolae Ionescu în data de 15 octombrie 1922 la Alba Iulia cu ocazia Serbărilor Încoronării. În imagine pot fi văzuți mai civili și un militar adunați probabil pentru o slujbă de pomenire. | Muzeul Național de Istorie a României, București        | Cimec    |
|      | Clișeu | Datare: 1922 Dimensiuni: H=178 mm; l=128 mm Material: sticlă | Clișeu pe sticlă realizat de către fotograful Nicolae Ionescu în data de 15 octombrie 1922 la Alba Iulia cu ocazia Serbărilor Încoronării. Imaginea surprinde momentul când Mitropolitul Miron Cristea împreună cu un sobor de preoți oficiază o slujbă de pomenire. | Muzeul Național de Istorie a României, București        | Cimec    |
|      | Clișeu | Datare: 1922 Dimensiuni: H=178 mm; l=128 mm Material: sticlă | Clișeu pe sticlă realizat de către fotograful Nicolae Ionescu în data de 15 octombrie 1922 la Alba Iulia cu ocazia Serbărilor Încoronării. Imaginea surprinde momentul când delegația franceză participantă la eveniment se îndreaptă către tribuna de unde a urmărit defilarea. | Muzeul Național de Istorie a României, București        | Cimec    |
|      | Clișeu | Datare: 1922 Dimensiuni: H=178 mm; l=128 mm Material: sticlă | Clișeu pe sticlă realizat de către fotograful Nicolae Ionescu în data de 15 octombrie 1922 la Alba Iulia cu ocazia Serbărilor Încoronării. În imagine poate fi văzut un grup de ofițeri francezi și români în spatele tribunei principale de pe platoul unde a avut loc defilarea. | Muzeul Național de Istorie a României, București        | Cimec    |
|      | Clișeu | Datare: 1922 Dimensiuni: H=178 mm; l=128 mm Material: sticlă | Clișeu pe sticlă realizat de către fotograful Nicolae Ionescu în data de 15 octombrie 1922 la Alba Iulia cu ocazia Serbărilor Încoronării. În imagine este surprins un mare grup de militari și civili în mijlocul cărora se află mareșalul francez Ferdinand Foch. | Muzeul Național de Istorie a României, București        | Cimec    |
|      | Clișeu | Datare: 1922 Dimensiuni: H=178 mm; l=128 mm Material: sticlă | Clișeu pe sticlă realizat de către fotograful Nicolae Ionescu în data de 15 octombrie 1922 la Alba Iulia cu ocazia Serbărilor Încoronării. În imagine se vede delegația militară franceză condusă de mareșalul Ferdinand Foch în pas de defilare pe platoul de la Alba Iulia. | Muzeul Național de Istorie a României, București        | Cimec    |
|      | Clișeu | Datare: 1922 Dimensiuni: H=178 mm; l=128 mm Material: sticlă | Clișeu pe sticlă realizat de către fotograful Nicolae Ionescu în data de 15 octombrie 1922 la Alba Iulia cu ocazia Serbărilor Încoronării. În imagine se vede mareșalul francez Ferdinand Foch decorând un ofițer român. | Muzeul Național de Istorie a României, București        | Cimec    |
|      | Clișeu | Datare: 1922 Dimensiuni: H=178 mm; l=128 mm Material: sticlă | Clișeu pe sticlă realizat de către fotograful Nicolae Ionescu în data de 15 octombrie 1922 la Alba Iulia cu ocazia Serbărilor Încoronării. În imagine mareșalul francez Ferdinand Foch îmbrățișează un ofițer român după ce l-a decorat. | Muzeul Național de Istorie a României, București        | Cimec    |
|      | Clișeu | Datare: 1922 Dimensiuni: H=178 mm; l=128 mm Material: sticlă | Clișeu pe sticlă realizat de către fotograful Nicolae Ionescu în data de 15 octombrie 1922 la Alba Iulia cu ocazia Serbărilor Încoronării. În imagine se vede un ofițer citind mulțimii adunate la Alba Iulia proclamația Regelui Ferdinand către români. | Muzeul Național de Istorie a României, București        | Cimec    |
|      | Cupă primită de Gogu Ștefănescu la concursul aviatic | Datare: 01.01.1931 Descoperit: Praga, Republica Cehă Dimensiuni: H= 260 mm; Diametru gură= 158 mm; Diametru suport= 130 mm; H suport= 57 mm Material: cristal; bronz.                                                                                           | Cupă-Trofeu. Locotenentul aviator Gogu Ștefănescu a participat la concursul aviatic de la Praha și l-a câștigat. Cupa este din cristal și are incizat în cehă și franceză textul care arată că a câștigat concursul, precum și numele câștigătorului. Cupa este așezată pe un suport din bronz masiv. Achiziție de la Costin Florescu Dacus. | Muzeul Național de Istorie a României, București        | Cimec    |
|      | Ochelari de aviator | Datare: 1914-1918 Descoperit: Franța Dimensiuni: H= 230 mm; l= 90 mm Material: plastic, metal, cauciuc. | a) ochelari de zbor de proveniență franceză, folosiți de pilotul Haralambire Giossanu; b) cutie de ochelari. Ochelarii au lentile din material plastic (plasticul a fost inventat la sfârsitul secolului al XIX-lea și a început să aibe diferite întrebuințări, altele decat bachelita, din 1908, când a apărut rășina sintetică) fixate în ramă metalică articulată care la rândul ei este prinsă în altă ramă de cauciuc. Achiziție de la Mircea Papazoglu. | Muzeul Național de Istorie a României, București        | Cimec    |
|      | Busolă | Datare: 1925 Descoperit: Franța Dimensiuni: H= 100 mm; L= 150 mm; l= 135 mm Material: metal, sticlă, alcool | Busolă în alcool, de la un avion „B.B. Nieuport”. Are un suport metalic cu patru găuri de înșurubare. Busola este fixată pe un sistem dublu articular care îi permite deplasarea în orice direcție. Cadranul este gradat pe margine, iar sub capacul de sticlă în alcool este Roza Vânturilor. Achiziție de la Ion Popesc-Oiță. | Muzeul Național de Istorie a României, București        | Cimec    |
|      | Brevet de pilot Gheorghe Ștefănescu | Datare: 1916 Dimensiuni: H= 100 mm; l= 70 mm Material: hârtie, carton; cerneala tipografică neagră, cerneală neagră | Brevetul de pilot al lui Ștefănescu Gheorghe sergent, cu fotografia posesorului pe stânga și semnătura olografă, datele și ștampila directorului superior al școlii militare a colonelului adjutant Toroceanu. Pe copertă este imprimat antentul: „România Ministerul de Răsboiul Corpul aviatoroilor militari Brevet de Pilot”. Achiziție de la Costin Florescu Dacus. | Muzeul Național de Istorie a României, București        | Cimec    |
|      | Fotografie | Datare: 1913 Descoperit: jud. Botoșani Dimensiuni: H= 216 mm; l= 360 mm Material: hârtie foto, carton | Reprezină ceremonia de botez a avionului Bristol - Coandă, donat armatei de către locuitorii județului și a orașului capitală de județ Botoșani. Avionul a fost cumpărat prin subscriptție publică la inițiativa lui N. Gane. Achiziție de la Generalul Gheorghe Negrescu. | Muzeul Național de Istorie a României, București        | Cimec    |
|      | Elice - butuc | Datare: 27.03.1914 - 15.10.1922 Descoperit: Franța Dimensiuni: Î= 45 mm; L= 200 mm; l= 1185 mm; D. Camașă metal = 180 mm; D.foto = 75 mm Material: lemn, metal, hârtie fotografică, sticlă                                                                      | Butuc elice de la un avion militar de tip „Bebe Neuport”, de fabricație franceză, fost în dotarea armatei române din perioada 1917 - 1925. Are o dedicație (din parte colegilor) făcută în anul 1922, pilotului Tănase Nicolae, odată cu retragerea lui din aviație: „Grupul 3 Aviație de luptă cu recunoștință pilotului său devotat Slt. Av. Tănase Nicolae, 27 III 1914 - 15 X 1922”. Butucul este din lemn, având în centru o cămașă metalică, nichelată, prinsă în opt șuruburi cu piuliță. Pe una din fețe apare o fotografie bust, redându-l pe Tănase Nicolae, purtător al brevetului nr. 35/ 1914 și participant la luptele din anii primului război mondial. Achiziție de la Nicolae Tănase. | Muzeul Național de Istorie a României, București        | Cimec    |
|      | Brevet | Datare: 12.09.1931 Dimensiuni: H= 106 mm, l= 75 mm Material: carton, hârtie fotografică, cerneală | Brevet de pilot de planor clasa C, pe numele Popescu Valentin, cu foto, bilingv român-german, 12 septembrie 1931. Este din carton, pe copertă este lipită fotografia pilotului iar pe copertă patru este tipărit și scris olograf acordatea brevetului. | Muzeul Național de Istorie a României, București        | Cimec    |
|      | Brevet de Pilot Mihail Savu | Datare: 22.02.1914 Descoperit: Paris, Franța Dimensiuni: H= 110 mm, l= 75 mm Material: carton,hârtie, hârtie fotografică, cerneală | Brevet este format din două coperți între care se mai află o filă. Pe prima copertă este imprimat antentul Federației Aeronautice Internaționale. Pe contracopertă este scris numele titularului și data eliberării. Pe fila dintre coperți este fotografia titularului și semnătura sa. Achiziție de la Costin Florescu Dacus. | Muzeul Național de Istorie a României, București        | Cimec    |
|      | Brevet de Pilot Mihail Savu | Datare: 22.09.1914 Dimensiuni: H= 110 mm, l= 75 mm Material: carton,hârtie, cerneală tipografică neagră, cerneală neagră | Brevet de pilot de aeroplan al sublocotenentului Savu Mihail cu semnătura generalului M. Boteanui. Pe stânga fotografia posesorului în picioare și semnătura olografă. Pe copertă este antentul: „ROMANIA Brevet de Pilot”. Achiziție de la Costin Florescu Dacus. | Muzeul Național de Istorie a României, București        | Cimec    |
|      | Funeraliile compozitorului George Enescu, organizate la Paris | Datare: mai 1955 Școală: Robert Delhay, reporter photographe Paris Dimensiuni: 13 x 18 cm Material: hârtie fotografică; fotografiere alb-negru | Fotografia este realizată în interiorul Bisericii Ortodoxe Române Sfinții Arhangheli Mihail, Gavriil și Rafail din Paris. În fața altarului se regăsește sicriul marelui compozitor român George Enescu, înconjurat de coroane de flori. În jurul sicriului sunt prezente mai multe oficialități. Una dintre coroane este din partea Legației Republicii Populare Române. Pe verso se regăsește ștampila fotografului „Robert Delhay, reporter photographe Paris‟. George Enescu (n.19 august 1881, Liveni-Vârnav, Botoșani, România – d. 4 mai 1955, Paris, Franța), compozitor, violonist, pedagog, fiind considerat cel mai mare muzician român. | Muzeul Național „George Enescu”, București              | Cimec    |
|      | Funeraliile compozitorului George Enescu, organizate la Paris | Datare: mai 1955 Școală: Robert Delhay, reporter photographe Paris Dimensiuni: 18 x 13 cm Material: hârtie fotografică; fotografiere alb-negru | Fotografia este realizată în interiorul Bisericii Ortodoxe Române Sfinții Arhangheli Mihail, Gavriil și Rafail din Paris. În fața altarului se regăsește sicriul marelui compozitor român George Enescu, înconjurat de coroane de flori. Este expus în fața sicriului Ordinul francez Legiunea de Onoare în grad de ofițer, primit de marele compozitor român. Pe verso se regăsește ștampila fotografului „Robert Delhay, reporter photographe Paris‟. George Enescu (n.19 august 1881, Liveni-Vârnav, Botoșani, România – d. 4 mai 1955, Paris, Franța), compozitor, violonist, pedagog, fiind considerat cel mai mare muzician român. | Muzeul Național „George Enescu”, București              | Cimec    |
|      | Funeraliile compozitorului George Enescu, organizate la Paris | Datare: mai 1955 Școală: Robert Delhay, reporter photographe Paris Dimensiuni: 13 x 18 cm Material: hârtie fotografică; fotografiere alb-negru | Fotografia este realizată în interiorul Bisericii Ortodoxe Române Sfinții Arhangheli Mihail, Gavriil și Rafail din Paris. În fața altarului se regăsește sicriul marelui compozitor român George Enescu, înconjurat de coroane de flori. Este expus în fața sicriului Ordinul francez Legiunea de Onoare în grad de ofițer, primit de marele compozitor român. În jurul sicriului se observă mai multe persoane oficiale. Pe verso se regăsește ștampila fotografului „Robert Delhay, reporter photographe Paris‟. George Enescu (n.19 august 1881, Liveni-Vârnav, Botoșani, România – d. 4 mai 1955, Paris, Franța), compozitor, violonist, pedagog, fiind considerat cel mai mare muzician român. | Muzeul Național „George Enescu”, București              | Cimec    |
|      | Funeraliile compozitorului George Enescu, organizate la Paris | Datare: mai 1955 Școală: Robert Delhay, reporter photographe Paris Dimensiuni: 18 x 13 cm Material: hârtie fotografică; fotografiere alb-negru | Fotografia este realizată în interiorul Bisericii Ortodoxe Române Sfinții Arhangheli Mihail, Gavriil și Rafail din Paris. În fața altarului se regăsește sicriul marelui compozitor român George Enescu. În fața sicriului se observă doi reprezentanți oficiali ai delegației Uniunii Compozitorilor din Republica Populară Română care depun o coroană de flori. Pe verso se regăsește ștampila fotografului „Robert Delhay, reporter photographe Paris‟. George Enescu (n.19 august 1881, Liveni-Vârnav, Botoșani, România – d. 4 mai 1955, Paris, Franța), compozitor, violonist, pedagog, fiind considerat cel mai mare muzician român. | Muzeul Național „George Enescu”, București              | Cimec    |
|      | Funeraliile compozitorului George Enescu, organizate la Paris | Datare: mai 1955 Școală: Robert Delhay, reporter photographe Paris Dimensiuni: 18 x 13 cm Material: hârtie fotografică; fotografiere alb-negru | Fotografia este realizată în interiorul Bisericii Ortodoxe Române Sfinții Arhangheli Mihail, Gavriil și Rafail din Paris. În fața altarului se regăsește sicriul marelui compozitor român George Enescu. În fața sicriului se află doi reprezentanți ai Academiei Republicii Populare Române care depun o coroană de flori. Pe verso se regăsește ștampila fotografului „Robert Delhay, reporter photographe Paris‟. George Enescu (n.19 august 1881, Liveni-Vârnav, Botoșani, România – d. 4 mai 1955, Paris, Franța), compozitor, violonist, pedagog, fiind considerat cel mai mare muzician român. | Muzeul Național „George Enescu”, București              | Cimec    |
|      | Funeraliile compozitorului George Enescu, organizate la Paris | Datare: mai 1955 Școală: Robert Delhay, reporter photographe Paris Dimensiuni: 13 x 18 cm Material: hârtie fotografică; fotografiere alb-negru | Fotografia este realizată în interiorul Bisericii Ortodoxe Române Sfinții Arhangheli Mihail, Gavriil și Rafail din Paris. În fața altarului se regăsește sicriul marelui compozitor român George Enescu. În fața sicriului se află doi reprezentanți ai Legației Republicii Populare Române, care depun o coroană de flori. Pe verso se regăsește ștampila fotografului „Robert Delhay, reporter photographe Paris‟. George Enescu (n.19 august 1881, Liveni-Vârnav, Botoșani, România – d. 4 mai 1955, Paris, Franța), compozitor, violonist, pedagog, fiind considerat cel mai mare muzician român. | Muzeul Național „George Enescu”, București              | Cimec    |
|      | Funeraliile compozitorului George Enescu, organizate la Paris | Datare: mai 1955 Școală: Robert Delhay, reporter photographe Paris Dimensiuni: 13 x 18 cm Material: hârtie fotografică; fotografiere alb-negru | Fotografia este realizată în interiorul Bisericii Ortodoxe Române Sfinții Arhangheli Mihail, Gavriil și Rafail din Paris. În fața altarului se regăsește sicriul marelui compozitor român George Enescu. În fața sicriului se află doi reprezentanți ai Prezidiumului Marii Adunări Naționale a Republicii Populare Române și a Consiliului de Miniștri al Republicii Populare Române, care depun o coroană de flori. Pe verso se regăsește ștampila fotografului „Robert Delhay, reporter photographe Paris‟. George Enescu (n.19 august 1881, Liveni-Vârnav, Botoșani, România – d. 4 mai 1955, Paris, Franța), compozitor, violonist, pedagog, fiind considerat cel mai mare muzician român. | Muzeul Național „George Enescu”, București              | Cimec    |
|      | Funeraliile compozitorului George Enescu, organizate la Paris | Datare: mai 1955 Școală: Robert Delhay, reporter photographe Paris Dimensiuni: 13 x 18 cm Material: hârtie fotografică; fotografiere alb-negru | Fotografia este realizată în interiorul Bisericii Ortodoxe Române Sfinții Arhangheli Mihail, Gavriil și Rafail din Paris. În fața altarului se regăsește sicriul marelui compozitor român George Enescu. În fața sicriului se află doi reprezentanți ai Prezidiumului Marii Adunări Naționale a Republicii Populare Române și ai Consiliului de Miniștri al Republicii Populare Române, care depun o coroană de flori, urmați de alte oficialități. Pe verso se regăsește ștampila fotografului „Robert Delhay, reporter photographe Paris‟. George Enescu (n.19 august 1881, Liveni-Vârnav, Botoșani, România – d. 4 mai 1955, Paris, Franța), compozitor, violonist, pedagog, fiind considerat cel mai mare muzician român. | Muzeul Național „George Enescu”, București              | Cimec    |
|      | Funeraliile compozitorului George Enescu, organizate la Paris | Datare: mai 1955 Școală: Robert Delhay, reporter photographe Paris Dimensiuni: 18 x 13 cm Material: hârtie fotografică; fotografiere alb-negru | Fotografia este realizată în interiorul Bisericii Ortodoxe Române Sfinții Arhangheli Mihail, Gavriil și Rafail din Paris. În fața altarului se regăsește sicriul marelui compozitor român George Enescu. În fața sicriului se află reprezentanții Prezidiumului Marii Adunări Naționale a Republicii Populare Române și ai Consiliului de Miniștri al Republicii Populare Române, care depun o coroană de flori. Pe verso se regăsește ștampila fotografului „Robert Delhay, reporter photographe Paris‟. George Enescu (n.19 august 1881, Liveni-Vârnav, Botoșani, România – d. 4 mai 1955, Paris, Franța), compozitor, violonist, pedagog, fiind considerat cel mai mare muzician român. | Muzeul Național „George Enescu”, București              | Cimec    |
|      | Funeraliile compozitorului George Enescu, organizate la Paris | Datare: mai 1955 Școală: Robert Delhay, reporter photographe Paris Dimensiuni: 13 x 18 cm Material: hârtie fotografică; fotografiere alb-negru | Fotografia este realizată în interiorul Bisericii Ortodoxe Române Sfinții Arhangheli Mihail, Gavriil și Rafail din Paris. În fața altarului se regăsește sicriul marelui compozitor român George Enescu. În fața sicriului se află o serie de oficiali. Pe verso se regăsește ștampila fotografului „Robert Delhay, reporter photographe Paris‟. George Enescu (n.19 august 1881, Liveni-Vârnav, Botoșani, România – d. 4 mai 1955, Paris, Franța), compozitor, violonist, pedagog, fiind considerat cel mai mare muzician român. | Muzeul Național „George Enescu”, București              | Cimec    |
|      | Funeraliile compozitorului George Enescu, organizate la Paris | Datare: mai 1955 Școală: Robert Delhay, reporter photographe Paris Dimensiuni: 13 x 18 cm Material: hârtie fotografică; fotografiere alb-negru | Fotografia este realizată în interiorul Bisericii Ortodoxe Române Sfinții Arhangheli Mihail, Gavriil și Rafail din Paris. În fața altarului se regăsește sicriul marelui compozitor român George Enescu. În fața sicriului se află o serie de oficiali. Pe verso se regăsește ștampila fotografului „Robert Delhay, reporter photographe Paris‟. George Enescu (n.19 august 1881, Liveni-Vârnav, Botoșani, România – d. 4 mai 1955, Paris, Franța), compozitor, violonist, pedagog, fiind considerat cel mai mare muzician român. | Muzeul Național „George Enescu”, București              | Cimec    |
|      | Funeraliile compozitorului George Enescu, organizate la Paris | Datare: mai 1955 Școală: Robert Delhay, reporter photographe Paris Dimensiuni: 18 x 13 cm Material: hârtie fotografică; fotografiere alb-negru | Fotografia înfățișează la intrarea în Biserica Ortodoxă Română Sfinții Arhangheli Mihail, Gavriil și Rafail din Paris pe doi dintre reprezentanții Academiei Republicii Populare Române purtând o coroană de flori în memoria marelui compozitor George Enescu. Pe verso se regăsește ștampila fotografului „Robert Delhay, reporter photographe Paris‟. George Enescu (n.19 august 1881, Liveni-Vârnav, Botoșani, România – d. 4 mai 1955, Paris, Franța), compozitor, violonist, pedagog, fiind considerat cel mai mare muzician român. | Muzeul Național „George Enescu”, București              | Cimec    |
|      | Funeraliile compozitorului George Enescu, organizate la Paris | Datare: mai 1955 Școală: Robert Delhay, reporter photographe Paris Dimensiuni: 18 x 13 cm Material: hârtie fotografică; fotografiere alb-negru | Fotografia înfățișează la intrarea în Biserica Ortodoxă Română Sfinții Arhangheli Mihail, Gavriil și Rafail din Paris pe doi dintre reprezentanții Uniunii Compozitorilor din Republica Populară Română purtând o coroană de flori în memoria marelui compozitor George Enescu. Pe verso se regăsește ștampila fotografului „Robert Delhay, reporter photographe Paris‟. George Enescu (n.19 august 1881, Liveni-Vârnav, Botoșani, România – d. 4 mai 1955, Paris, Franța), compozitor, violonist, pedagog, fiind considerat cel mai mare muzician român. | Muzeul Național „George Enescu”, București              | Cimec    |
|      | Funeraliile compozitorului George Enescu, organizate la Paris | Datare: mai 1955 Școală: Robert Delhay, reporter photographe Paris Dimensiuni: 18 x 13 cm Material: hârtie fotografică; fotografiere alb-negru | Fotografia înfățișează la intrarea în Biserica Ortodoxă Română Sfinții Arhangheli Mihail, Gavriil și Rafail din Paris pe doi dintre reprezentanții Legației Republicii Populare Române purtând o coroană de flori în memoria marelui compozitor George Enescu. Pe verso se regăsește ștampila fotografului „Robert Delhay, reporter photographe Paris‟. George Enescu (n.19 august 1881, Liveni-Vârnav, Botoșani, România – d. 4 mai 1955, Paris, Franța), compozitor, violonist, pedagog, fiind considerat cel mai mare muzician român. | Muzeul Național „George Enescu”, București              | Cimec    |
|      | Funeraliile compozitorului George Enescu, organizate la Paris | Datare: mai 1955 Școală: Robert Delhay, reporter photographe Paris Dimensiuni: 18 x 13 cm Material: hârtie fotografică; fotografiere alb-negru | Fotografia înfățișează la intrarea în Biserica Ortodoxă Română Sfinții Arhangheli Mihail, Gavriil și Rafail din Paris pe doi dintre reprezentanții Prezidiumului Marii Adunări Naționale a Republicii Populare Române și ai Consiliului de Miniștri al Republicii Populare Române purtând o coroană de flori în amintirea marelui compozitor George Enescu. Pe verso se regăsește ștampila fotografului „Robert Delhay, reporter photographe Paris‟. George Enescu (n.19 august 1881, Liveni-Vârnav, Botoșani, România – d. 4 mai 1955, Paris, Franța), compozitor, violonist, pedagog, fiind considerat cel mai mare muzician român. | Muzeul Național „George Enescu”, București              | Cimec    |
|      | Funeraliile compozitorului George Enescu, organizate la Paris | Datare: mai 1955 Școală: Photo Rodrigue, Neuilly-sur-Seine Dimensiuni: 20,3 x 25,6 cm Material: hârtie fotografică; fotografiere alb-negru | În fotografie apare delegația Republicii Populare Române participantă la înmormântarea marelui compozitor român George Enescu în Cimitirul Père Lachaise din Paris. În partea stânga este scriitorul Zaharia Stancu (1902-1974), președinte al Uniunii Scriitorilor între 1949 și 1956. Pe verso se regăsește ștampila atelierului: „Photo Rodrigue, Neuilly‟. George Enescu (n.19 august 1881, Liveni-Vârnav, Botoșani, România – d. 4 mai 1955, Paris, Franța), compozitor, violonist, pedagog, fiind considerat cel mai mare muzician român. | Muzeul Național „George Enescu”, București              | Cimec    |
|      | Bustul compozitorului George Enescu | Datare: 1956 Școală: Photo Rodrigue, Neuilly-sur-Seine Dimensiuni: 24 x 18,2 cm Material: hârtie fotografică; fotografiere alb-negru | În fotografie este reprezentat bustul compozitorului George Enescu, realizat de Marguerite Lavrillier-Cossăceanu cu prilejul comemorării unui an de la moartea compozitorului și donat Muzeului Filarmonicii din Paris. Bustul lui George Enescu este realizat în bronz și este semnat și datat: „Margarita Lavrillier Cossăceanu / Paris / 1956‟. Pe soclul din marmură neagră este atașată o etichetă din alamă gravată: „Georges Enesco (1881-1955) offert par l'Académie de l'Union des Compositeurs de la Republique Populaire Roumaine‟. Înălțimea bustului: 46 cm. Pe verso: „Photo Rodrigue, Neuilly‟. George Enescu (n.19 august 1881, Liveni-Vârnav, Botoșani, România – d. 4 mai 1955, Paris, Franța), compozitor, violonist, pedagog, fiind considerat cel mai mare muzician român. Marguerite Lavrillier–Cossăceanu (1893, București, România – 1980, Paris, Franța) a fost o sculptoriță franceză de origine română. A studiat sculptura între 1910 și 1913 la Școala de Arte Frumoase din București sub îndrumarea lui Dimitrie Paciurea. | Muzeul Național „George Enescu”, București              | Cimec    |
|      | Moment de la dezvelirea bustul compozitorului George Enescu | Datare: 1956 Școală: Photo Rodrigue, Neuilly-sur-Seine Dimensiuni: 18,2 x 24 cm Material: hârtie fotografică; fotografiere alb-negru | În fotografie apar reprezentanții oficiali ai statului român care au participat la dezvelirea bustului lui George Enescu, realizat de Marguerite Lavrillier-Cossăceanu cu prilejul comemorării unui an de la moartea compozitorului și donat Muzeului Filarmonicii din Paris de către Uniunea Compozitorilor a Republicii Populare Române. Pe verso: „Photo Rodrigue, Neuilly‟. George Enescu (n.19 august 1881, Liveni-Vârnav, Botoșani, România – d. 4 mai 1955, Paris, Franța), compozitor, violonist, pedagog, fiind considerat cel mai mare muzician român. Marguerite Lavrillier–Cossăceanu (1893, București, România – 1980, Paris, Franța) a fost o sculptoriță franceză de origine română. A studiat sculptura între 1910 și 1913 la Școala de Arte Frumoase din București sub îndrumarea lui Dimitrie Paciurea. | Muzeul Național „George Enescu”, București              | Cimec    |
|      | Moment de la dezvelirea bustul compozitorului George Enescu | Datare: 1956 Școală: Photo Rodrigue, Neuilly-sur-Seine Dimensiuni: 18,2 x 24 cm Material: hârtie fotografică; fotografiere alb-negru | În fotografie apar reprezentanții oficiali ai statului român care au participat la dezvelirea bustului lui George Enescu, realizat de Marguerite Lavrillier-Cossăceanu cu prilejul comemorării unui an de la moartea compozitorului și donat Muzeului Filarmonicii din Paris de către Uniunea Compozitorilor a Republicii Populare Române. Pe verso: „Photo Rodrigue, Neuilly‟. George Enescu (n.19 august 1881, Liveni-Vârnav, Botoșani, România – d. 4 mai 1955, Paris, Franța), compozitor, violonist, pedagog, fiind considerat cel mai mare muzician român. Marguerite Lavrillier–Cossăceanu (1893, București, România – 1980, Paris, Franța) a fost o sculptoriță franceză de origine română. A studiat sculptura între 1910 și 1913 la Școala de Arte Frumoase din București sub îndrumarea lui Dimitrie Paciurea. | Muzeul Național „George Enescu”, București              | Cimec    |
|      | Moment de la dezvelirea bustul compozitorului George Enescu | Datare: 1956 Școală: Photo Rodrigue, Neuilly-sur-Seine Dimensiuni: 18,2 x 24 cm Material: hârtie fotografică; fotografiere alb-negru | În fotografie apar reprezentanții oficiali ai statului român care au participat la dezvelirea bustului lui George Enescu, realizat de Marguerite Lavrillier-Cossăceanu cu prilejul comemorării unui an de la moartea compozitorului și donat Muzeului Filarmonicii din Paris de către Uniunea Compozitorilor a Republicii Populare Române. Pe verso: „Photo Rodrigue, Neuilly‟. George Enescu (n.19 august 1881, Liveni-Vârnav, Botoșani, România – d. 4 mai 1955, Paris, Franța), compozitor, violonist, pedagog, fiind considerat cel mai mare muzician român. Marguerite Lavrillier–Cossăceanu (1893, București, România – 1980, Paris, Franța) a fost o sculptoriță franceză de origine română. A studiat sculptura între 1910 și 1913 la Școala de Arte Frumoase din București sub îndrumarea lui Dimitrie Paciurea. | Muzeul Național „George Enescu”, București              | Cimec    |
|      | Tun - machetă | Datare: 1865 Școală: Atelier de piese de artilerie Nantes Dimensiuni: H: 420 mm; L: 860 mm; l: 320 mm Material: bronz; turnare; cizelare | Această machetă de tun a fost oferită domnitorului României, Alexandru Ioan Cuza, în anul 1865 (în lunile aprilie sau mai), de către J. Voruz, constructor de piese de artilerie din orașul francez Nantes, când a fost expediată în România o comandă din anul 1864, pentru construirea a 36 de tunuri de calibrul 4 și alte 12 tunuri, de calibrul 12. Țeava tunului este ghintuită și așezată pe un afet prevăzut cu două roți ce culisează pe o sanie metalică. Pe partea superioară a țevii este gravată o dedicație în limba română: „Omagiu Măriei Sale domnitorului României Alexandru Jonu I”, iar pe proțiunea mai groasă a țevii este gravată într-o ghirlandă de frunze de laur și stejar litera „A”. | Muzeul Național de Istorie a României, București        | Cimec    |
|      | Pahar | Datare: 1620 Școală: Transilvania Descoperit: jud. Bihor, Finiș (parohia reformată) Dimensiuni: Argint 875 ; Î = 137 mm; DM = 10,8 cm; Dm = 5,7 cm; G = 190 gr. Material: argint | Corp tronconic, ușor evazat spre gură; sub buză, în chenar delimitat de două benzi închizând trei șiruri de liniuțe orizontale, inscripție în limba latină: *ARGENTUM*AD*ILLVD*POCCVLVM*IN*FILLEGKH*INVENTVM*EST* (traducere: Argintul acestui potir a fost creat la Fillegkh); sub chenar, desfășurată pe trei rânduri, inscripție în limba maghiară: EN:SELENDI:BOLDISARNE:EZ:PO:ATAM:AZ:FENESI:ECLESYANAK:TULAIDON:AZ:SACRA:KI: SZOLOGALTATASARA:ATKOZOT:AZ KIMAGANAK:A:D:1620. (traducere: Eu, d-na (soția) lui Zelendi Balthazar am dăruit acest pocal pentru biserica din Finiș, pentru sfânta împărtășanie. Cine îl va transforma în proprietate proprie și în folosință proprie să fie blestemat. A.D. 1620) | Muzeul Național de Istorie a României, București        | Cimec    |
|      | Potir | Datare: 1633 Școală: Transilvania Descoperit: jud. Sibiu, com. Ațel, Hodoș(sat desființat înglobat în satul Ațel Dimensiuni: Argint 900 ; Î = 210 mm; D = 97 mm; Gr = 230 gr. Material: argint | Cupă înaltă cu două registre, ușor evazată spre gură, așezată pe picior scurt în formă de bulb și talpă tronconică. Registrul superior al cupei în formă de trunchi de piramidă octogonală, ornamentat sub buză cu chenar aurit, gravat cu motive vegetale; sub chenar, desfășurată circular, inscripție în limba maghiară. Registrul inferior mai scund, caliciform, aurit, decorat în relief cu șase medalioane ovale înscriind alternativ capete de amorași și motive florale. Bulbul aurit, decorat cu ove. Talpa etajată, cu partea superioară de formă tronconică, aurită, acoperită cu decor de solzi și cea inferioară puternic bombată, nedecorată. Textul inscripției: \\EN AZ TEKINTETESES NA~``GOS ALBESY ZOLYOMI MIKLOS VRAM MECH MARADOT EÕZVEGYE \\DAROCI SOPHIA CZINALTATTAM EZT AZ POHART AZ IANKAFALVAI ECCLESIAHOZ AZ SZ:SACRAMEN \\TOMNAK KI SZOLGALATATASARA. VALAKI PENIGLEN EZTAZ POHART MASEGYEB KÖSZÖNSEGESITAL \\RA FORDITANA ATKOZ OT LEGYEN ERETTE*1633. PACI JANOS (traducere: \\Eu, văduva distinsului și magnificului Domn Nicolae (Miklos) de Albeșy și de Zolomi, din cele rămase de la soțul meu \\[Eu] Daroci Sophia, am ordonat să fie făcut acest potir pentru biserica din Iankfalva, pentru sfânta împărtășanie \\ Dacă cineva l-ar transforma pentru a fi folosit pentru băuturi profane să-i fie blestemată viața * 1633 \\ Paci Janos). | Muzeul Național de Istorie a României, București        | Cimec    |
|      | Cuza Vodă Domnitorul Românilor Autor: Carol Popp de Szathmari | Dimensiuni: Î: 83,8 cm; La: 63 cm Material: litografie; carton; cerneală | Litografia lui Carol Popp de Szathmari îl redă pe domnitor în picioare purtând uniformă de colonel cu cinci ordine străine și o mantie. Mâna dreaptă se sprijină pe o măsuță pe care se află două documente, un buzdugan, chipiul de la uniformă și trei cărți. Mâna stângă este pe garda săbiei. În dreapta se vede o parte din stema țării. Dedesubt este titlul lucrării: „Cuza Vodă Domnitorul Românilor” întrerupt de stema țării și două strofe din versurile lui V. Alecsandri sunt plasate mai jos, în stânga și dreapta litografiei. Sub ultima strofă scrie: Domnia marelui domnitor Alexandru Ioan I Cuza de M. Savel. Prezintă forme de degradare: pete galbene, rupturi pe margini; în partea dreaptă mai sus de mijloc o porțiune ruptă a fost lipită. | Muzeul Național de Istorie a României, București        | Cimec    |
|      | M.S. Regele Carol I cu suita Autor: Editor E. Grassiany, Bucuresci | Datare: 1881 Școală: Typo - Litografia Comercială, str. Șelari 10, Bucuresci Descoperit: BUCUREȘTI Dimensiuni: Î: 44 cm; La: 56,5 cm Material: hârtie; cromolitografie; carton                                                                                  | Cromolitografia editată după lucrarea lui Carol Popp de Szathmary redă în prim plan pe regele Carol I călare, în uniformă de gală, urmat de o suită de ofițeri călare. În spatele lor se văd aranjamente de sărbătoare și steaguri tricolore. În dreapta regelui sunt țărani în costume populare cu steaguri, și orășeni. Semnat în inscripție, în colțul din stânga, jos: Stab. Grassiany. Inscripții și datare sub cadru: în stânga: Editor E. Grassiany. Bucuresci; centru: Or-ce Reproducție este interdisă, contrafacători se vor urmări; în centru: Serbarea încoronării Majestăților lor Regele și Regina a României 10 -11 mai 1881. M.S. Regele Carol I cu Suita Militară; în dreapta: Executat înTypo - Litografia Comercială, str. Șelari 10. Prezintă forme de degradare, hârtia este dezlipită în partea de ios, colțul din dreapta lipsește. | Muzeul Național de Istorie a României, București        | Cimec    |
|      | Harta Daciei Moderne Autor: August Treboniu Laurian | Datare: 1868 Școală: Stb. Lith. M.B. Baer Descoperit: BUCUREȘTI Dimensiuni: Î: 45,8 cm; La: 65,8 cm Material: hârtie; cerneluri tipografice; sticlă; metal | Charta Daciei Moderne redactată de August Treboniu Laurian în anul 1868 reprezintă provinciile: Țara Românescă, Moldova și Transilvania, Crișana, Maramureș, Bucovina și Basarabia. În același timp sunt marcate pe hartă: Dacia Superioară, Dacia Inferioară dar și Dacia Orientală și Dacia Australă (despre care se știe că nu au axistat în organizarea Imperiului Roman). Pe hartă apar Munții Carpați, principalele râuri, orașe, târguri, comune. Este marcată calea ferată Pesta - Timișoara - Buziaș - Oravița. Sunt trasate și gradele de longitudine și latitudine. În colțul din dreapta jos, semicircular scrie DACIA ROMANA și MMDCXXI; CHARTA DACIEI MODERNE DE A TREB. LAURIANU, 1868; STB. LITH. M B. BAER, BUCUREȘCI. Harta este înrămată și acoperită cu o foaie de sticlă. | Muzeul Național de Istorie a României, București        | Cimec    |
|      | Carte poștală ilustrată | Școală: Editura Witold Bulfinsky Descoperit: jud. DOLJ, com. MUNICIPIUL CRAIOVA Dimensiuni: Î: 9 cm; La: 14 cm Material: carton; cerneluri tipografice | Cartea poștală ilustrată, alb-negru, adresată Elenei Hubsch din București, strada Căprioarei 36, prezintă pe avers imaginea reședinței regale din Craiova, în partea de sus. Lateral stânga este un dorobanț iar lateral dreapta, într-un medalion oval este portretul regelui Carol I, în semiprofil. Deasupra capului scrie: "Karl I Konig Rumânien". Deasupra medalionului este stema regatului. Sub imaginea reședinței regale scrie: "Salutări din Rumania" iar dedesubt un text scris cu cerneală neagră, datat 2 oct. 1903, referitor la inaugurarea parcului din Craiova în prezența lui Carol I și al nepotului său principele Carol. Pe revers sunt trei ștampile poștale și un timbru de 5 bani. | Muzeul Național de Istorie a României, București        | Cimec    |
|      | Solemnitatea deschiderii Divanului Ad-hoc Autor: Dimitrie Ionescu Cerbureanu (editor) | Datare: 29 septembrie 1857 Descoperit: BUCUREȘTI Dimensiuni: Î: 56,5 cm; La: 70,5 cm Material: hârtie; carton; cerneală tipografică | Litografia înfățișează încăperea unde au început lucrările Divanului Ad-Hoc din București. Sunt prezenți, în prim plan: Mitropolitul Nifon și alți 6 înalți clerici în jurul unei mese cu cele două urne de vot. Lângă ei sunt deputați din toate categoriile sociale. Printre participanți erau principii Grigore Ghica și Dimitrie Ghica, deputații de București și din județe iar în fundal sunt și cei șapte ambasadori ai marilor puteri. Litografia are un passe-partout din carton având inscripționat în partea de sus titlul: "Solemnitatea deschiderii Divanului Ad-Hoc la 29 septembrie 1857, în Bucureșci". În partea de jos este lista celor 98 de deputați ai divanului Ad-Hoc iar în colțul din stânga scrie: Propietar editor Dimitrie Ionescu Cerbureanu. Litografia a fost editată după lucrarea lui Carol Popp de Szathmari. Prezintă forme evidente de degradare: pete pe passe-partout, ruptură pe latura din dreapta, hârta îngălbenită și pătată. | Muzeul Național de Istorie a României, București        | Cimec    |
|      | Raffet. Assemblee Generale Autor: Gihaut freres, editeurs | Descoperit: Franța Dimensiuni: Î: 27 cm; La: 39,5 cm Material: hârtie; carton; cerneală tipografică | Litografia lui Raffet reprezintă Adunarea obștească ordinară din București în ziua de 15 iulie 1837. În prim plan, la o masă stau cu spatele 5 personaje în haine occidentale și un altul în uniformă de ofițer. În fața lor, la o masă, pe mijloc este așezat un boier. În fundal, Mitropolitul prezidează ședința având în față, pe o masă, urnele de vot și 2 sfeșnice. Lateral stânga și dreapta sunt boieri și ofițeri. În dreptul lor sunt mese cu călimări și hârtii. În colțul din stânga, jos, este semnătura "Raffet, 1839". Sub litografie sunt inscripționate: Chez Gihaut freres, editeurs; Assemblee generale des boyards. Bukharest (Valachie) 15 juilett 1837; Imprime par Auguste Bry.rue Favart, 8. | Muzeul Național de Istorie a României, București        | Cimec    |
|      | Scrisoare adresată compozitorului și muzicologului Dimitrie Cuclin de către colegul său de breaslă Mihail Grigore Poslușnicu | Datare: 14 octombrie 1931 Dimensiuni: 19,4 x 28,2 cm; 2 file Material: hârtie; manuscris; cerneală | Scrisoare cuprinzând 2 file, în limba română, trimisă de către Mihail Grigore Poslușnicu (1871-1936), muzicolog, compozitor și profesor, lui Dimitrie Cuclin (1885-1978), muzicolog, compozitor, filozof și scriitor. Textul scrisorii face referire la dorința lui Mihail Grigorie Poslușnicu, fondator al Revistei Profesorilor de Muzică „Armonia‟ din Botoșani (1924-1935), de a i se transmite un articol legat de sărbătorirea maestrului George Enescu cu prilejul aniversării celor 50 de ani. De asemenea, Mihail Grigore Poslușnicu își exprimă regretul de a nu dispune de fonduri suficiente pentru editarea revistei, aceasta apărând într-un tiraj modest pe cheltuiala proprie. Rămâne cu speranța că prin mica contribuție intelectuală se va ivi acea elită necesară universului muzicii. | Muzeul Național „George Enescu”, București              | Cimec    |
|      | Scrisoare trimisă de soprana Charlotte Mellot-Joubert lui George Enescu | Datare: 30 decembrie 1950 Dimensiuni: 21 x 13,6 cm; 2 file Material: hârtie; manuscris; pix | Scrisoare cuprinzând 2 file, în limba franceză, trimisă de soprana Charlotte Mellot-Joubert (1877-1956) lui George Enescu. Aceasta îl roagă pe George Enescu căruia i se adresează cu „Mon cher Maître‟, să o primească în audiență pe o elevă a sa, domnișoara Gillot (profesoară la Paris), care dorește să interpreteze în fața marelui compozitor român o serie de creații muzicale compuse pe versurile poetului renascentist francez Clément Marot (1496-1544). Pe prima filă a scrisorii apare antetul „CITÉ UNIVERSITAIRE DE PARIS. FONDATION DE MONACO 47 BOULEVARD JOURDAN PARIS (XIVE)‟. De asemenea este scris de George Enescu în colțul din stânga sus „rep‟ (repondu = răspuns). | Muzeul Național „George Enescu”, București              | Cimec    |
|      | Scrisoare trimisă de Madeleine Lipatti lui George Enescu | Datare: 4 aprilie 1951 Dimensiuni: 17,7 x 27 cm; 3 file Material: hârtie; manuscris; cerneală | Scrisoare cuprinzând 3 file, în limba franceză, trimisă de Madeleine Lipatti lui George Enescu (1881-1955). Documentul face referire la concertul pe care George Enescu (naș de botez al marelui pianist român) avea să îl susțină în memoria lui Dinu Lipatti (1917-1950) la Besançon în data de 6 septembrie 1951. Concertul urma să cuprindă o serie de creații ale lui Dinu Lipatti – Suita „Șătrarii‟, Simfonia Concertantă pentru 2 piane și orchestră, Dansuri românești pentru 2 piane – precum și o compoziție proprie aleasă de George Enescu. Madeleine Lipatti îl roagă pe George Enescu să îi transmită Mariei Cantacuzino-Enescu afecțiunea sa. Pe fila a treia George Enescu a notat „rep. Enoch/2de Rhaps. Roumaine! Enesco!‟. | Muzeul Național „George Enescu”, București              | Cimec    |
|      | Scrisoare adresată de compozitorul André Bloch lui George Enescu | Datare: 24 aprilie 1951 Dimensiuni: 13,5 x 21 cm; 3 file Material: hârtie; manuscris; cerneală | Scrisoare cuprinzând 3 file, în limba franceză, adresată de compozitorul francez André Bloch (1873-1960) lui George Enescu. Scrisoarea face referire la vizita acestui bun amic într-un moment când compozitorul român era plecat într-un voiaj în cursul lunii aprilie 1951. Compozitorul francez își exprimă intenția de a reveni în ziua de 4 mai 1951. De asemenea, își exprimă speranța că maestrul Enescu îi va audia în seara de 26 aprilie 1951 poemul simfonic „Kaa‟ la postul de radio „Inter‟, în cazul în care acesta va sosi mai devreme. Pe prima filă, în colțul din stânga sus, este scris de către George Enescu „rep‟ (repondu = răspuns). | Muzeul Național „George Enescu”, București              | Cimec    |
|      | Scrisoare trimisă de către directorul Conservatorului Regal din Liège lui George Enescu | Datare: 26 aprilie 1951 Dimensiuni: 21,5 x 27,4 cm; 2 file Material: hârtie; manuscris; cerneală | Scrisoare cuprinzând 2 file, în limba franceză, trimisă de către directorul Conservatorului Regal din Liège lui George Enescu. Autorul scrisorii își exprimă regretul cu privire la starea de sănătate precară a lui George Enescu care nu îi permite să participe la aniversarea celor 125 de ani de existență a Conservatorului Regal de la Liège. Pe prima filă a scrisorii apare antetul „CONSERVATOIRE ROYAL DE MUSIQUE DE LIÈGE. CABINET DU DIRECTEUR‟. | Muzeul Național „George Enescu”, București              | Cimec    |
|      | Scrisoare trimisă de scriitorul și filosoful Edmond Flegenheimer (Edmond Fleg) lui George Enescu | Datare: 30 aprilie 1951 Dimensiuni: 20,5 x 13,4 cm; 2 file Material: hârtie; manuscris; cerneală | Scrisoare cuprinzând 2 file, în limba franceză, trimisă de Edmond Flegenheimer (Edmond Fleg, 1874-1963) lui George Enescu. Filozoful precizează în scrisoare că va lipsi 10 zile din Paris și îi adresează rugămintea lui Enescu de a-i facilita cu sprijinul soției sale, Maria Cantacuzino-Enescu, trimiterea la editura „Sulliver‟ din Paris a cărții sale „Antologia iudaică‟, sub formă de rezumat. | Muzeul Național „George Enescu”, București              | Cimec    |
|      | Scrisoare trimisă de Suzanne Peaux-Bruneau lui George Enescu | Datare: 3 iulie 1954 Dimensiuni: 13,4 x 21 cm; 2 file Material: hârtie; manuscris; pix | Scrisoare cuprinzând 2 file, în limba franceză, trimisă de Suzanne Peaux-Bruneau lui George Enescu. Compozitorul român este invitat de fiica compozitorului francez Alfred Bruneau (1857-1934), personalitate care a jucat un rol semnificativ în introducerea curentului realist în opera franceză, să participe la comemorarea a 20 de ani de la decesul tatălui acesteia. Suzanne Peaux-Bruneau îi transmite lui George Enescu că la radio vor fi difuzate compoziții mai puțin cunoscute realizate de Alfred Bruneau („Lazare“ – creație postumă și inedită compusă cu prilejul decesului marelui romancier francez Émile Zola, 1840-1902). Alfred Bruneau a colaborat cu Émile Zola pentru compunerea unor librete și a muzicii de scenă pentru o piesă de teatru avându-l ca autor pe scriitorul francez. Fiica compozitorului francez îl consultă pe George Enescu în privința organistului, muzicologului și criticului muzical Bernard Gavoty (1908-1981) pe care nu îl cunoaște și care ar putea să scrie despre comemorarea lui Alfred Bruneau. | Muzeul Național „George Enescu”, București              | Cimec    |
|      | Scrisoare trimisă prințesei Maria Cantacuzino-Enescu de către preotul dominican Carré | Datare: 29 mai 1955 Dimensiuni: 21,1 x 13,5 cm; 1 filă Material: hârtie; manuscris; cerneală | Scrisoare cuprinzând o filă, în limba franceză, trimisă prințesei Maria Cantacuzino-Enescu de către preotul dominican Carré. Acesta îi transmite soției lui George Enescu că a ascultat în seara de 28 mai 1955 la radio „admirabila operă a lui George Enescu (Oedip)“. De asemenea o informează că a oficiat o liturghie pentru George Enescu în cadrul adunării duminicale a artiștilor de la Catedrala Saint-Sacrifice din Paris, compozitorul român stingând-se din viață în data de 5 mai 1955. În cele din urmă clericul catolic își exprimă dorința de a o vizita pe prințesa Maria Cantacuzino-Enescu. Pe prima filă apare antetul „UNION CATHOLIQUE DU THÉATRE ET DE LA MUSIQUE. 228 RUE DU FAUBOURG SAINT-HONORÉ, PARIS - VIIIE“ | Muzeul Național „George Enescu”, București              | Cimec    |
|      | Scrisoare trimisă de Marcelle Henclin-Dupin (?) lui George Enescu | Datare: nedatată Dimensiuni: 13,5 x 21 cm; 2 file Material: hârtie; manuscris; cerneală | Scrisoare cuprinzând 2 file, în limba franceză, adresată de Marcelle Henclin-Dupin (?) lui George Enescu. Autoarea îi scrie compozitorului român despre concertul susținut de François-Julien Brun (1909-1990), șeful Orchestrei Gărzii Republicane a Franței, excelent flautist și elev al compozitorului francez Paul Dukas (1865-1935), concert în cadrul căruia a interpretat o creație a lui George Enescu, bucurându-se de un mare succes. François-Julien Brun (1909-1990) a fost flautist și compozitor, solist începând cu anul 1937 în cadrul Orchestrei Gărzii Republicane a Franței. Între 1945 și 1969 a fost Șeful de Orchestră al Gărzii Republicane a Franței. (http://data.bnf.fr). | Muzeul Național „George Enescu”, București              | Cimec    |
|      | Scrisoare trimisă lui George Enescu de către Odette Gogny, violonistă și profesoară la Conservatorul din Casablanca | Datare: 1936 Dimensiuni: 20,8 x 13,4 cm; 2 file Material: hârtie; manuscris; cerneală | Scrisoare cuprinzând 2 file, în limba franceză, trimisă lui George Enescu de Odette Gogny, violonistă și profesoară la Conservatorul din Casablanca. Semnatara scrisorii a studiat la Paris și a obținut premiul I la Conservatorul din capitala Franței. Violonista se referă la concertul susținut de George Enescu cu o seară înainte la Casablanca și regretă că marele compozitor român nu își mai poate prelungi sejurul în orașul nord-african pentru a se întâlni cu publicul care îi aprecia creația. În anul 1936 George Enescu a fost distins cu Ordinul militar marocan - Cravata de Comandor - Quissam Alaouite. | Muzeul Național „George Enescu”, București              | Cimec    |
|      | Scrisoare trimisă de Maria Enescu fiului ei George Enescu | Datare: 26 iunie 1901 Dimensiuni: L: 17,4 cm; La: 11 cm Material: hârtie; cerneală neagră; manuscris | Scrisoare pe trei pagini trimisă de Maria Enescu fiului ei George. Aflată la tratament la Băile Strunga-Roman, mama îi scrie că dorește să îl vadă cât mai curând și îi urează: „să fii deplin sănătos vesel înțelept strălucit succes”. În încheiere semnează „Amatale mamă Marie Enescu”. La post scriptum ea îi dă câteva detalii de la Băile Strunga. Scrisoarea a fost pliată în două. George Enescu (1881-1955) ilustru muzician român; compozitor, violonist, dirijor și pedagog. A absolvit în mod strălucit Conservatorul din Viena și Conservatorul din Paris. Scrisoarea mamei din luna iunie 1901 oferă informații privind viața familiei Enescu în acea perioadă. | Muzeul Național „George Enescu”, București              | Cimec    |
|      | Scrisoare trimisă de Costache Enescu fiului său George Enescu | Datare: 27 august 1911 Dimensiuni: L: 17,4 cm; La: 11,1 cm Material: hârtie; cerneală neagră; manuscris | Scrisoare pe patru pagini trimisă de Costache Enescu fiului său George. Tatăl i se adresează cu „Mă Băete” și îi cere să intervină pe lângă ministrul Ion Lahovary, în favoarea lui Julian Mafteiu, fiul femeii de la ei din casă. Susținerea era necesară pentru ca acest tânăr să fie primit la Școala de Agricultură de la Pâncești-Dragomirești (județul Roman). În încheiere semnează „Tata”. Scrisoarea a fost pliată în două. George Enescu (1881-1955) ilustru muzician român; compozitor, violonist, dirijor și pedagog. A absolvit în mod strălucit Conservatorul din Viena și Conservatorul din Paris. Scrisoarea mamei din luna iunie 1901 oferă informații privind viața familiei Enescu în acea perioadă. | Muzeul Național „George Enescu”, București              | Cimec    |
|      | Scrisoare trimisă de preotul Ion Enescu nepotului său George Enescu | Datare: 25 aprilie 1912 Dimensiuni: L: 17,4 cm; La: 11,2 cm Material: hârtie cu filigran; cerneală neagră; manuscris | Scrisoare pe o pagină trimisă de preotul Ion Enescu lui George Enescu. Unchiul îi scrie că îi va trimite o notiță din ziarul „Viitorul” și un bilet de la Cracalia. De asemenea îl anunță că „Bădița”(Costache Enescu) este sănătos. În încheiere semnează: I. Enescu preot. Hârtia are filigran: Elisabeth Mill Ivory Paper-Paper London Manufacture. Scrisoarea a fost pliată în două. George Enescu (1881-1955) ilustru muzician român; compozitor, violonist, dirijor și pedagog. A absolvit în mod strălucit Conservatorul din Viena și Conservatorul din Paris. Scrisoarea mamei din luna iunie 1901 oferă informații privind viața familiei Enescu în acea perioadă. | Muzeul Național „George Enescu”, București              | Cimec    |
|      | Scrisoare trimisă de Costache Enescu fiului său George Enescu | Datare: ianuarie-februarie 1912 Dimensiuni: L: 15 cm; La: 11,1 cm Material: hârtie; cerneală neagră; manuscris | Scrisoare pe două pagini trimisă de Costache Enescu fiului său George, prin care îl înștiințează că de 3-4 zile se simte „mai binișor”. Îi mai spune că dacă starea sănătății se va îmbunătăți, va putea veni la Iași ca să-l vadă concertând. În continuare îl întreabă pe unde se mai duce și când va trece pe la Cracalia, apoi încheie semnând: „Tata”. Scrisoarea nu este datată, dar se poate aprecia că este din perioada ianuarie-februarie 1912. Scrisoarea a fost pliată în două. George Enescu (1881-1955) ilustru muzician român; compozitor, violonist, dirijor și pedagog. A absolvit în mod strălucit Conservatorul din Viena și Conservatorul din Paris. Scrisoarea mamei din luna iunie 1901 oferă informații privind viața familiei Enescu în acea perioadă. | Muzeul Național „George Enescu”, București              | Cimec    |
|      | Scrisoare trimisă de Costache Enescu fiului său George Enescu | Datare: 12 noiembrie 1911 Dimensiuni: L: 17,4 cm; La: 11,1 cm Material: hârtie; cerneală neagră; manuscris | Scrisoare trimisă de Costache Enescu fiului său George. Tatăl i se adresează cu „Mă Băete”și îl anunță că în urmă cu o săptămână a fost la Viena pentru a-și face analizele. Rezultatele acestora sunt bune și mai rămâne problema surmenajului nervos. Pentru aceasta a luat hotărârea ca după Crăciun să meargă la Viena pentru a face o cură cu apa rece. Apoi îl roagă să-i scrie ce a făcut la Dresda și semnează: „Tata”. Scrisoarea a fost pliată în două. George Enescu (1881-1955) ilustru muzician român; compozitor, violonist, dirijor și pedagog. A absolvit în mod strălucit Conservatorul din Viena și Conservatorul din Paris. Scrisoarea mamei din luna iunie 1901 oferă informații privind viața familiei Enescu în acea perioadă. | Muzeul Național „George Enescu”, București              | Cimec    |
|      | Scrisoare trimisă de Costache Enescu fiului său George Enescu | Datare: 20 decembrie 1911 Dimensiuni: L: 15 cm; La: 11,1 cm Material: hârtie; cerneală neagră; manuscris | Scrisoare pe trei pagini trimisă de Costache Enescu fiului său George. Tătăl i se adresează cu „Mă Băete” și îi spune că este a treia zi de când se află la un sanatoriu din Viena. Nu știe până când se va prelungi cura, dar acasă totul este lăsat în ordine. Apoi îi scrie: „Sigur că apropiinde țară vei căuta să mă vedi pe mine mai întâiu”. În încheiere îi cere să-i descrie itinerarul din Budapesta, scrie adreasa sanatoriului unde se află și semnează: „Tata”. Scrisoarea a fost pliată în două. George Enescu (1881-1955) ilustru muzician român; compozitor, violonist, dirijor și pedagog. A absolvit în mod strălucit Conservatorul din Viena și Conservatorul din Paris. Scrisoarea mamei din luna iunie 1901 oferă informații privind viața familiei Enescu în acea perioadă. | Muzeul Național „George Enescu”, București              | Cimec    |
|      | Scrisoare trimisă de Costache Enescu fiului său George Enescu | Datare: 28 decembrie 1911 Dimensiuni: L: 21,8 cm; La: 19,8 cm Material: hârtie cu antet; cerneală neagră; tipărire; manuscris | Scrisoare pe o pagină trimisă din Viena, de Costache Enescu fiului său George. Tatăl i se adresează cu „Mă Băete” și îi spune că a primit cu întârziere scrisoarea de la el deoarece adresa era greșită. Apoi îl anunță că va fi acasă la sfârșitul lui ianuarie. În încheiere îi spune că tratamentul pe care îl urmează este posibil să-i facă bine. Este semnată „Tata” și este scrisă pe o foaie cu antetul sanatoriului „Elisabethina” pe care sunt enumerate o serie proceduri și analize. Scrisoarea a fost pliată de mai multe ori. George Enescu (1881-1955) ilustru muzician român; compozitor, violonist, dirijor și pedagog. A absolvit în mod strălucit Conservatorul din Viena și Conservatorul din Paris. Scrisoarea mamei din luna iunie 1901 oferă informații privind viața familiei Enescu în acea perioadă. | Muzeul Național „George Enescu”, București              | Cimec    |
|      | Scrisoare trimisă de preotul Ion Enescu nepotului său George Enescu | Datare: 6 decembrie 1911 Dimensiuni: L: 20,8 cm; La: 17,3 cm Material: hârtie; cerneală violet; manuscris | Scrisoare pe o pagină trimisă de Ion Enescu nepotului său George. Unchiul îi scrie că prin luna octombrie Costache Enescu a fost consultat de doctori deoarece i s-a accentuat tremuratul mâinii și al piciorului. Apoi în luna noiembrie a fost la Viena, unde i s-a spus că trebuie să meargă la un sanatoriu 3-4 săptămâni. A mai fost consultat și de doctorul Crivăț, care a afirmat că nu este nimic grav și că poate merge la Viena când dorește. La sfârșit semnează I. Enescu preot. Scrisoarea a fost pliată de mai multe ori. George Enescu (1881-1955) ilustru muzician român; compozitor, violonist, dirijor și pedagog. A absolvit în mod strălucit Conservatorul din Viena și Conservatorul din Paris. Scrisoarea mamei din luna iunie 1901 oferă informații privind viața familiei Enescu în acea perioadă. | Muzeul Național „George Enescu”, București              | Cimec    |
|      | Scrisoare trimisă de Costache Enescu fiului său George Enescu | Datare: 11 ianuarie 1912 Dimensiuni: L: 28,1 cm; La: 21,8 cm Material: hârtie cu antet; cerneală neagră; tipărire; manuscris | Scrisoare pe o pagină trimisă din Viena, de Costache Enescu fiului său George. Tatăl îi scrie că va pleca acasă pe 15 sau 16 ianuarie. Starea de sănătate este nici mai bună nici mai rea decât cea inițială. În încheiere semnează „Tata” și este scrisă pe o foaie cu antetul sanatoriului „Elisabethina” pe care sunt enumerate o serie proceduri și analize. Scrisoarea a fost pliată de mai multe ori. George Enescu (1881-1955) ilustru muzician român; compozitor, violonist, dirijor și pedagog. A absolvit în mod strălucit Conservatorul din Viena și Conservatorul din Paris. Scrisoarea mamei din luna iunie 1901 oferă informații privind viața familiei Enescu în acea perioadă. | Muzeul Național „George Enescu”, București              | Cimec    |
|      | Scrisoare trimisă de Costache Enescu fiului său George Enescu | Datare: 24 octombrie 1911 Dimensiuni: L: 17,4 cm; La: 11,1 cm Material: hârtie; cerneală neagră; manuscris | Scrisoare pe trei pagini trimisă de Costache Enescu fiului său George, prin care îl anunță că a fost la Iași, unde s-a întâlnit cu domnul Burri, căruia i-a plătit suma de 23.000 lei pentru „moșioara cumpărată”. Intenționează să se ducă la Mihăileni, iar la Viena va merge mai târziu deoarece se simte mai bine „în urma traiului liniștit și higienic cel duc”. Apoi îi transmite sănătate și semnează „Tata”. Scrisoarea a fost pliată în două. George Enescu (1881-1955) ilustru muzician român; compozitor, violonist, dirijor și pedagog. A absolvit în mod strălucit Conservatorul din Viena și Conservatorul din Paris. Scrisoarea mamei din luna iunie 1901 oferă informații privind viața familiei Enescu în acea perioadă. | Muzeul Național „George Enescu”, București              | Cimec    |
|      | Telegramă trimisă de George Enescu prințesei Maria Cantacuzino | Datare: 11 octombrie (1919) Dimensiuni: L: 23,3 cm; La: 17,8 cm Material: formular tipizat; cerneală neagră; tipărire; manuscris | Telegramă trimisă de George Enescu prințesei Maria Cantacuzino aflată la Lausanne. Textul în franceză are următorul conținut: Sunt (la) Bourges (cu) afecțiune George Enescu”. Formularul tipizat al telegramei are înscrisuri tipărite în franceză, germană și italiană. Conținutul telegramei, adresele, data și alte câteva elemente specifice sunt scrise de mână. În dreapta sus este aplicată ștampila octogonală a telegrafului hotelului „Beau Rivage-Telegr”. Telegrama a fost pliată în patru. George Enescu (1881-1955) ilustru muzician român; compozitor, violonist, dirijor și pedagog. A absolvit în mod strălucit Conservatorul din Viena și Conservatorul din Paris. Scrisoarea mamei din luna iunie 1901 oferă informații privind viața familiei Enescu în acea perioadă. | Muzeul Național „George Enescu”, București              | Cimec    |
|      | Telegramă trimisă de Costache Enescu fiului său George Enescu | Datare: 18 mai (1916) Dimensiuni: L: 23,7 cm; La: 17,4 cm Material: formular tipizat; cerneală neagră; tipărire; manuscris | Telegramă trimisă de Costache Enescu fiului său George, aflat la hotelul Continental din Iași. Tatăl, care era la Dorohoi îi scrie că din cauza timpului urât nu se mai duce: „(la) program(ul lui) Volf ”. Telegrama este pe un formular tipizat, textul ei și alte câteva date sunt scrise de mână. Are ștampila rotundă a Telegrafului Central din Iași și un timbru telegrafic. Pe reversul telegramei sunt tipărite câteva indicații convenționale privind serviciul telegrafic. Este semnată „Tata”. Telegrama a fost pliată în patru. George Enescu (1881-1955) ilustru muzician român; compozitor, violonist, dirijor și pedagog. A absolvit în mod strălucit Conservatorul din Viena și Conservatorul din Paris. Scrisoarea mamei din luna iunie 1901 oferă informații privind viața familiei Enescu în acea perioadă. | Muzeul Național „George Enescu”, București              | Cimec    |
|      | Scrisoare trimisă compozitorului George Enescu de către Pierre Béique, administrator al Societății „Les Concerts Symphoniques de Montreal‟ | Datare: 10 mai 1950 Dimensiuni: 27,8 x 21,6 cm; 1 filă Material: hârtie; dactilografiere; cerneală | Scrisoare cuprinzând 1 filă, în limba franceză, adresată compozitorului George Enescu de către Pierre Béique, administrator al Societății „Les Concerts Symphoniques de Montreal‟, prin care acesta își exprimă încântarea cu privire la participarea lui George Enescu în calitate de dirijor al orchestrei societății amintite. De asemenea îi adresează rugămintea de a-i transmite o schiță a programului de concert pentru a fi evitată suprapunerea cu programele altor dirijori. Lângă semnătura expeditorului apare notița lui George Enescu „rep (repondu)‟. Pe prima filă a documentului apare antetul „Les CONCERTS SYMPHONIQUES DE MONTREAL; directeur artistique DÉSIRÉ DEFAUW musical director; administrateur PIERRE BÉIQUE managing director‟. În partea de jos a filei apare adresa „1476 ouest, rue SHERBROOKE street west téléphone: WIIbank 7186 MONTREAL‟. | Muzeul Național „George Enescu”, București              | Cimec    |
|      | Scrisoare trimisă compozitorului George Enescu de către compozitorul Guy de Lioncourt, secretar al Comitetului de organizare „Centeinaire de Vincent dʾIndy (1851 - 1951)‟                                                                                                 | Datare: 12 octombrie 1950 Dimensiuni: 26,8 x 20,6 cm; 1 filă Material: hârtie; manuscris; cerneală | Scrisoare cuprinzând 1 filă, în limba franceză, adresată compozitorului George Enescu de către compozitorul Guy de Lioncourt, secretar al Comitetului de organizare „Centeinaire de Vincent dʾIndy (1851 - 1951)‟, prin care îi adresează rugămintea de a prezida, în calitate de vicepreședinte, reuniunea Comitetului de acțiune pentru Centenarul Vincent dʾIndy în cazul absenței lui lui Joseph Guy-Ropartz, președinte al respectivului for. Lângă semnătura expeditorului apare notița lui George Enescu „rep (repondu)‟. Pe prima filă a documentului apare antetul „CENTEINAIRE DE VINCENT DʾINDY (1851 - 1951)‟. | Muzeul Național „George Enescu”, București              | Cimec    |
|      | Scrisoare trimisă Mariei Cantacuzino-Enescu de către muzicologul francez Jacques Feschotte | Datare: 20 octombrie 1950 Dimensiuni: 26 x 20,8 cm; 1 filă Material: hârtie; manuscris; cerneală | Scrisoare trimisă Mariei Cantacuzino-Enescu, în limba franceză, de către muzicologul francez Jacques Feschotte prin care acesta o anunță că va susține o conferință la Reims iar soția sa, Colette Wyss, urma să interpreteze creații ale lui Johann Sebastian Bach în cadrul unui concert desfășurat în Elveția. De asemenea face referiri la volumul de amintiri în manuscris al Marucăi Cantacuzino-Enescu, exprimându-și interesul față de conținutul acestuia (pasajul respectiv este subliniat probabil de către Maria Cantacuzino-Enescu). Jacques Feschotte (1894 - 1966), literat, muzicolog și critic muzical francez. | Muzeul Național „George Enescu”, București              | Cimec    |
|      | Scrisoare trimisă Mariei Cantacuzino-Enescu de către Violet F. Palmer (Paddy Palmer), secretară a Societății „The Boyd Neel Concert‟ | Datare: 19 aprilie 1951 Dimensiuni: 25,5 x 20,4 cm; 1 filă Material: hârtie; dactilografiere; cerneală | Scrisoare trimisă Mariei Cantacuzino-Enescu de către Violet F. Palmer (Paddy Palmer), în limba engleză, secretară a Societății „The Boyd Neel Concert‟, în care aceasta îî transmite mulțumiri cu privire la concertele dirijate la Londra de către maestrul George Enescu. Totodată își exprimă încântarea de a-i fi cunoscut pe marele compozitor român și pe soția acestuia, Maria Cantacuzino-Enescu. Secretara societății amintite face referire și la Yvonne Astruc, violonistă și colaboratoare a lui George Enescu. Pe prima filă a documentului apare antetul „THE BOYD NEEL ORCHESTRA (The Boyd Neel Concert Society Ltd.)‟. În partea de sus, în dreapta, apare adresa „33 WELBECK STREET LONDON, W. 1 Telephone: WELbek 1937‟. În stângă apar numele celor care conduceau societatea, printre care Boyd Neel și Violet F. Palmer. | Muzeul Național „George Enescu”, București              | Cimec    |
|      | Scrisoare trimisă Mariei Cantacuzino-Enescu de către Ninette Shapira (?) | Datare: nedatată Dimensiuni: 26,9 x 21 cm; 1 filă Material: hârtie; manuscris; cerneală | Scrisoare adresată Mariei Cantacuzino-Enescu de către Ninette Shapira (?), în limba română, prin care expeditoarea îi trimite articole referitoare la eroismul aviatorului Constantin Cantacuzino „Bâzu‟ (fiul Mariei Cantacuzino). Totodată face referiri la călătoria soților Enescu în orașul Siena unde George Enescu a ținut cursuri de interpretare muzicală în cadrul Academiei Chigiene în anii 1951, 1952 și 1953. Ninette Shapira (1925-2007) a fost fiica pianistei Margarita (Ghitta) Schapira, parteneră de sonate a compozitorului George Enescu în perioada 1930-1945. | Muzeul Național „George Enescu”, București              | Cimec    |
|      | Scrisoare trimisă compozitorului George Enescu de către prințesa Ghislaine de Caraman Chimay | Datare: 23 aprilie 1955 Dimensiuni: 23 x 17,2 cm; 1 filă; 11,3 x 17,9 cm (fila 3) Material: hârtie; manuscris; cerneală | Scrisoare trimisă lui George Enescu de către prințesa Ghislaine de Caraman Chimay, în limba franceză, care își exprimă gratitudinea față de marele compozitor. În document se regăsește un citat apărut în publicația „Figaro Littéraire‟, avându-l ca autor pe compozitorul elvețian Arthur Honneger și care se referă la George Enescu. Pe prima filă a documentului apare blazonul Casei Regale a Belgiei: „Maison de la Reine Elisabeth‟. Prințesa Ghislaine de Riquet de Caraman Chimay (1865-1955) a fost o apropiată și o sprijinitoare a Reginei Elisabeta a Belgiei în timpul Primului Război Mondial. Arthur Honneger (1892-1955), compozitor elvețian, autor a numeroase simfonii, concerte, opere, operete, balet. | Muzeul Național „George Enescu”, București              | Cimec    |
|      | Scrisoare trimisă lui Romeo Drăghici de către Ida Haendel, violonistă și fostă elevă a lui George Enescu | Datare: 27 mai 1960 Dimensiuni: 22,6 x 20,9 cm; 2 file Material: hârtie; dactilografiere; cerneală | Scrisoare, în limba franceză, trimisă lui Romeo Drăghici de către Ida Haendel, violonistă și fostă elevă a lui George Enescu, prin care aceasta își rememorează într-o manieră laudativă colaborarea cu maestrul din perioada tinereții sale. În acest sens evocă personalitatea excepțională a compozitorului și își exprimă dorința de a-și scrie biografia din care nu vor lipsi referiri la acesta. Pe prima filă a documentului apare adresa violonistei Ida Haendel: „Ida Haendel 5208, Ponsard Ave Montreal‟. Violonista Ida Haendel s-a născut în 1928 în Polonia. | Muzeul Național „George Enescu”, București              | Cimec    |
|      | Telegramă trimisă compozitorului George Enescu de către Mihail Jora | Datare: 18 august 1946 Dimensiuni: 25,2 x 13 cm; 1 filă Material: hârtie; dactilografiere; cerneală | Telegramă trimisă compozitorului George Enescu de către Mihail Jora, director al Conservatorului din București. Acesta îi transmite, în numele colectivului de profesori, studenți și elevi, urări prilejuite de ziua aniversării compozitorului. În colțul din dreapta jos apare ștampila în cerneală albastră „Muzeul George Enescu București‟. Mihail Jora, director al Conservatorului din București în perioada 1941-1947. | Muzeul Național „George Enescu”, București              | Cimec    |
|      | Telegramă trimisă compozitorului George Enescu de către violonistul și dirijorul Yehudi Menuhin | Datare: 22 mai 1946 Dimensiuni: 22,8 x 14,1 cm; 1 filă Material: hârtie; dactilografiere; cerneală | Telegramă trimisă compozitorului George Enescu de către violonistul și dirijorul Yehudi Menuhin prin care acesta își exprimă afecțiunea și recunoștința pentru timpul petrecut împreună. Se observă ștampila de formă rotundă (culoare violet) „MUZEUL GEORGE ENESCU BUCUREȘTI‟. Yehudi Menuhin (1916 – 1999) s-a născut în Statele Unite ale Americii și a fost violonist și dirijor de excepție care și-a desăvârșit cariera în Marea Britanie. | Muzeul Național „George Enescu”, București              | Cimec    |
|      | Carte poștală trimisă compozitorului George Enescu de către Charles Chevrier | Datare: 11 martie 1900 Dimensiuni: 14,4 x 11,1 cm; 1 filă Material: hârtie; manuscris; cerneală | Carte poștală trimisă compozitorului George Enescu de către Charles Chevrier prin care îl roagă să îl anunțe cu privire la eventualele schimbări ale programului de concert pentru a putea tipări programul de sală. Pe fața cărții poștale apare o ștampilă care cuprinde „CHARLES CHEVRIER 21 Rue Rochechouart‟ (cerneală albastră). Cartea poștală cuprinde 2 ștampile de formă rotundă: una a poștei, cealaltă a instituției pe care o reprezenta Charles Chevrier, respectiv „DIRECTION DE CONCERTS‟ (cerneală de culoare violet). Apar și alte 2 ștampile: cea cu textul „MUZEUL GEORGE ENESCU BUCUREȘTI‟ (formă rotundă, cerneală de culoare albastră); cea cu textul „Donația Romeo Drăghici‟ (formă dreptunghiulară, cerneală de culoare albastră). | Muzeul Național „George Enescu”, București              | Cimec    |
|      | Scrisoare adresată Ministrului Justiției de către Constantin M. Cantacuzino și Alice M. Sturdza | Datare: nedatată Dimensiuni: 29,8 x 21,3 cm; 1 filă Material: hârtie; manuscris; cerneală | Scrisoare adresată Ministrului Justiției de către Constantin M. Cantacuzino și Alice M. Sturdza (copiii Mariei Cantacuzino-Enescu) prin care cei doi își exprimă consimțământul ca mama lor „ fostă Maria George Enescu, să-și reia și să poarte numele defunctului ei soț și tatăl nostru – Mihail Gh. Cantacuzino, spre a se numi Maria M. Cantacuzino-Roseti Tescanu.‟ Documentul este scris de o a treia persoană în numele celor doi semnatari. | Muzeul Național „George Enescu”, București              | Cimec    |
|      | Scrisoare trimisă de Leopold Stokowski lui George Enescu Autor: Leopold Stokowski | Datare: 31 octombrie 1953 Dimensiuni: 21,7 x 13,7 cm Material: hârtie; dactilografiere; cerneală | Scrisoare dactilografiată, în engleză, trimisă de Leopold Stokowski lui George Enescu. Expeditorul îi scrie că a terminat de înregistrat cele două Rapsodii române și ar dori să imprime și Rapsodia a III-a română în Sol minor. Pentru aceasta îl roagă pe Maestru să-i trimită manuscrisul.. Apoi îl anunță că va fi la Paris în aprilie. În încheiere semnează olograf „Leopold Stokowski”. Scrisoarea este adnotată de George Enescu cu „rep” (răspuns). | Muzeul Național „George Enescu”, București              | Cimec    |
|      | Scrisoare medicală emisă de Profesor (dr.) L.M. Pautrier prin care certifică starea de sănătate a lui George Enescu Autor: L.M. Pautrier, profesor doctor | Datare: 18 iunie 1952 Dimensiuni: 21 x 13,5 cm Material: hârtie cu filigran; manuscris; cerneală | Scrisoare medicală, pe o pagină, în franceză, prin care profesorul (doctor) L.M. Pautrier din Stassbourg certifică faptul că starea de sănătate a lui George Enescu îl împiedică să asigure cursul de perfecționare. Documentul este semnat olograf „L.M. Pautrier”. Are antet : „Prof. L.M. Pautrier 2. Quai St-Nicolas telephone 400.02 - Strassbourg”. Hârtie cu filigran „Velin”. | Muzeul Național „George Enescu”, București              | Cimec    |
|      | Scrisoare trimisă de Back Oskar lui George Enescu Autor: Back Oskar | Datare: iulie 1954 Dimensiuni: 13,5 x 9,3 cm Material: hârtie; tipărire; manuscris; cerneală | Scrisoare pe două pagini, în franceză și în olandeză, trimisă de Back Oskar lui George Enescu. Pe un carton de mici dimensiuni, cu un text tipărit în olandeză la Amsterdam, în luna iunie 1954, în care Back Oskar aducea mulțumiri celor care au participat la aniversarea sa de 75 de ani, autorul a adăugat o scrisoare pentru George Enescu. Textul este scris de mână, în franceză, pe avers și pe revers. Sărbătoritul este recunoscător pentru faptul că Maestrul sprijină ideea înființării fundației „Back Oskar”. Scrisoarea este însoțită de un plic cu timbru și are o ștampilă a Poștei cu data de 6 iulie 1954. | Muzeul Național „George Enescu”, București              | Cimec    |
|      | Scrisoare trimisă de Maria Cantacuzino-Enescu soțului ei George Enescu Autor: Maria Cantacuzino-Enescu | Dimensiuni: 27 x 13,5 cm Material: hârtie; manuscris; cerneală | Scrisoare pe o pagină, în franceză, trimisă de Maria Cantacuzino Enescu soțului ei George. I se adresează cu „Pynx tres aime” și îl roagă să-l introducă pe Remus Tzincoca (1915- 2012) - dirijor, compozitor și profesor român la câțiva dirijori renumiți precum Mitropoulos (Dimitri), Siegfried Hresit, Pierre Monteux, Leopold (Stokowski) și Schudi. Scrisoarea nu este semnată și nici datată. | Muzeul Național „George Enescu”, București              | Cimec    |
|      | Scrisoare trimisă de Leon Rosbier lui George Enescu Autor: Leon Rosbier | Datare: 1/2 sec. XX Dimensiuni: 24 x 15,2 cm Material: hârtie; manuscris; cerneală | Scrisoare pe o pagină, în franceză, adresată de Leon Rosbier lui George Enescu. Autorul spune că a trecut pe la hotel (Great Northern din New York) și negăsindu-l pe Maestru i-a lăsat această scrisoare cu invitația de a participa mâine (duminică) la un dineu. George Enescu este rugat să-l contacteze la: „Monument 2. 2309”. În încheiere semnează olograf „Leon Rosbier”. Hârtie cu antet: „Great Northern Hotel”. Scrisoarea nu este datată. (George Enescu a fost în New York în anii 1914, 1930, 1932, 1933, 1937, 1938, 1947 și 1949). | Muzeul Național „George Enescu”, București              | Cimec    |
|      | Scrisoare trimisă de Nelly Draussin lui George Enescu Autor: Nelly Draussin | Datare: 2/4 sec. XX Dimensiuni: 21 x 13,5 cm Material: hârtie; manuscris; cerneală | Scrisoare pe două pagini, în franceză, trimisă de Nelly Draussin lui George Enescu. Expeditoarea este o melomană, admiratoare a lui George Enescu. Ea îl felicită cu ocazia sărbătorilor de Paști și spune că a ascultat Sonata nr. 3 pentru pian și vioară „în caracter popular românesc” op. 25 (compusă în anul 1926). Aceasta „mă face să înțeleg sufletul țării dumneavoastră, pe care am iubit-o întotdeauna, dar nu am cunoscut-o nici o dată”. În încheiere îi transmite complimente și semnează olograf „Nelly Draussin”. În partea stângă sus a primei pagini este scris „7 aprilie” (fără an). | Muzeul Național „George Enescu”, București              | Cimec    |
|      | Scrisoare trimisă de Don H. Gabor lui George Enescu Autor: Don H. Gabor | Datare: 10 martie 1950 Dimensiuni: 27,3 x 21 cm Material: hârtie; tipărire; dactilografiere; cerneală | Scrisoare pe o pagină, dactilografiată, în engleză, trimisă de Don H. Gabor lui George Enescu. Expeditorul care era președintele firmei „Continental Record Company Inc.” din New York îi face Maestrului o ofertă privind înregistrarea pe disc a 6 Sonate pentru vioară solo de Bach la „Reeves Sound Studio” din New York. Înregistrarea ar urma să aibă loc în următoarele 30 de zile. Plata va fi de 7,5% din vânzarea cu amănuntul sau 15% din suma obținută din vânzarea tuturor discurilor. Dacă este de acord cu oferta Maestrul este rugat să semneze acest document. În încheiere îi transmite complimente și semnează olograf „Don H. Gabor”. Hârtie cu antet: „Continental Record Company Inc.” pe fond negru și roșu. | Muzeul Național „George Enescu”, București              | Cimec    |
|      | Scrisoare trimisă de Michele Daval secretară a „Centre de Documentation de Musique Internationale” din Paris lui George Enescu Autor: Michele Daval | Datare: 20 aprilie 1950 Dimensiuni: 27 x 21 cm Material: hârtie cu filigran; dactilografiere; cerneală | Scrisoare pe două pagini, dactilografiată, în franceză, adresată de Michele Daval secretară a „Centre de Documentation de Musique Internationale” din Paris lui George Enescu. Aceasta îi spune că președintele Centrului domnul Pierre Capdevielle îl roagă să-i trimită catalogul complet al lucrărilor sale pentru a-l introduce în fișierul general al compozitorilor întocmit de această instituție. În încheiere îi transmite complimente și semnează olograf „Michele Daval”. Scrisoarea are antetul „Centre de Documentation de Musique Internationale” și hârtie cu filigran „Japon Lensse”. | Muzeul Național „George Enescu”, București              | Cimec    |
|      | Scrisoare trimisă de Paul Arma lui George Enescu Autor: Paul Arma | Datare: 6 octombrie 1950 Dimensiuni: 27,2 x 21 cm Material: hârtie; dactilografiere; cerneală | Scrisoare pe o pagină, dactilografiată, în franceză, trimisă de Paul Arma lui George Enescu. Paul Arma (1905-1987) pianist, compozitor și etnomuzicolog ungar spune că a fost impresionat de boala Maestrului și că acum este bucuros că s-a însănătoșit. Apoi scrie că ar dori să-l întâlnească pentru a-i arăta lucrările sale pentru vioară și a discuta despre profesorul său Bela Bartok cu care a studiat la Academia de Muzică din Budapesta. În încheiere îi transmite complimente și semnează olograf „Paul Arma”. | Muzeul Național „George Enescu”, București              | Cimec    |
|      | Scrisoare trimisă de Rhoda Robinson lui George Enescu Autor: Rhoda Robinson | Datare: 14 decembrie 1950 Dimensiuni: 27,8 x 21,5 cm Material: hârtie cu filigran; dactilografiere; cerneală | Scrisoare pe o pagină, dactilografiată, în engleză, trimisă de Rhoda Robinson lui George Enescu. Expeditoarea, o admiratoare a lui George Enescu îi scrie că l-a cunoscut în urmă cu doi ani când acesta ținea prelegeri de interpretare la „Mannes Music School” și că acest fapt a constituit o experiență de neuitat care i-a schimbat viața. Apoi îi scrie că l-a văzut ultima dată într-un studio de înregistrări. În încheiere îi transmite sincere complimente și semnează olograf „Rhoda Robinson”. Scrisoarea este adnotată de George Enescu cu „rep” (răspuns). Hârtie cu filigran „Caravan Bond... Content”. | Muzeul Național „George Enescu”, București              | Cimec    |
|      | Scrisoare trimisă de Mihai Constantinescu lui George Enescu Autor: Mihai Constantinescu | Datare: 30 decembrie 1950 Dimensiuni: 27 x 21 cm Material: hârtie cu filigran; manuscris; cerneală | Scrisoare pe o pagină, trimisă de Mihai Constantinescu lui George Enescu. Autorul scrisorii care era violonist și profesor de vioară spune că toată luna decembrie a fost ocupat cu instalarea în capitala Lorenei și de aceea nu a mai trimis vești despre el. Apoi scrie că este foarte mulțumit de debutul său și crede că va îndeplini misiunea încredințată de „Societatea Autorilor”. În continuare relatează că în anul 1950 „SACEM” a sărbătorit 100 de ani de la înființare și în acest context îl întreabă dacă ar dori să vină la Nancy, în luna februarie, pentru a concerta aici (în cronologia vieții lui George Enescu acest concert nu figurează). Mai scrie că până în prezent nu a făcut nici un demers în așteptarea unui acord din partea Maestrului. În încheiere transmite complimente și semnează olograf „M. Constantinesco”. Scrisoarea este adnotată de George Enescu cu „rep” (răspuns). Hârtie cu filigran „Extra Strong”. | Muzeul Național „George Enescu”, București              | Cimec    |
|      | Scrisoare trimisă de Mihail Steriade (Boissenot) lui George Enescu Autor: Mihail Steriade (Boissenot) | Datare: 3 ianuarie 1951 Dimensiuni: 32,5 x 20,3 cm Material: hârtie cu filigran; manuscris; cerneală | Scrisoare pe trei pagini, în franceză și în română, trimisă de Mihail Steriade (Boissenot) lui George Enescu. Expeditorul care este fondatorul și directorul „School of Modern Languages – Institut Prive de Langue et Civilisation Francaises” din Dublin îl invită pe George Enescu să vină să concerteze în trei orașe din Irlanda în care „Școala” respectivă avea filiale. În continuare Steriade scrie că nu are bani pentru onorariu și îl roagă pe Maestru să facă un act de caritate. El spune că poate asigura numai cheltuielile de transport, chiria sălilor din Dublin, Cork și Belfast precum și plata pianistului. Apoi sugerează că turneul ar putea avea loc în zilele de 21 și 22 ianuarie. În încheIere își exprimă speranța că George Enescu va accepta invitația, transmite complimente și semnează olograf „Mihail Steriade (Boissenot)”. Antetul Școlii este numai pe prima pagină, celelalte două au în partea de sus o ștampilă roșie: „France-Ireland Club”. Pe fiecare pagină Maestrul a făcut adnotarea „rep” (răspuns). Hârtie cu filigran „Saggart”. | Muzeul Național „George Enescu”, București              | Cimec    |
|      | Scrisoare trimisă de Jean Duport lui George Enescu Autor: Jean Duport | Datare: 8 ianuarie 1951 Dimensiuni: 20,8 x 18 cm Material: hârtie cu filigran; dactilografiere; cerneală | Scrisoare dactilografiată, pe o pagină, în franceză, trimisă de Jean Duport lui George Enescu. Expeditorul spune că îi trimite o scrisoare primită din Dublin de la Michel Steriade (Boissenot). Apoi îi reamintește de repetiția concertului Baron care va avea loc joi între orele 14 și 17. În încheiere transmite complimente și semnează olograf „J. Duport”. Scrisoarea este adnotată de George Enescu cu „rep” (răspuns). Are antetul „Bureau de Concerts Marcel de Valmalete” și hârtie cu filigran „Extra Strong”. | Muzeul Național „George Enescu”, București              | Cimec    |
|      | Scrisoare trimisă de Jean Duport lui George Enescu Autor: Jean Duport | Datare: 17 ianuarie 1951 Dimensiuni: 27 x 21 cm Material: hârtie cu filigran; dactilografiere; cerneală | Scrisoare pe o pagină, dactilografiată, în franceză, trimisă de Jean Duport lui George Enescu. Expeditorul îi comunică o serie de detalii privind concetul pe care Maestrul îl va susține în luna aprilie la Londra. Astfel el spune că a primit o scrisoare de la domnișoara Palmer care i-a comunicat că nu va fi solist Casadesus ci Solomon. Apoi îl anunță că i-a reținut o cameră la hotel „de Veri” aproape de Albert Hall. Plecarea va fi în data de 28 martie și întoarcerea la 18 aprilie. Impresarul Maurice Dandelot nu a putut schimba data concertului cu Menuhin de la Paris. În încheiere îi prezintă omagiile sale și semnează olograf „J. Duport”. Scrisoarea este adnotată de George Enescu cu „rep” (răspuns). Are antetul „Bureau de Concerts Marcel de Valmalete” și hârtie cu filigran „Extra Strong”. | Muzeul Național „George Enescu”, București              | Cimec    |
|      | Scrisoare trimisă de Mihai Constantinescu lui George Enescu Autor: Mihai Constantinescu | Datare: 29 ianuarie 1951 Dimensiuni: 27 x 21 cm Material: hârtie cu filigran; dactilografiere; cerneală | Scrisoare dactilografiată, pe duuă pagini, în franceză, trimisă de Mihai Constantinescu lui George Enescu. Expeditorul, violonist și profesor de vioară îi mulțumește pentru scrisoarea din 2 ianuarie și îl informează că în privința manifestărilor prilejuite de centenarul „Sacem” a luat avizul autorităților locale: Dautremer - directorul Observatorului din Nancy, Marcel Lamy - directorul Teatrului Municipal și domnul Samama - prefectul departamentului Merthe-et Moselle. Cu toții au stabilit ca George Enescu să fie invitat pentru a susține un concert în luna octombrie. La concert ar putea participa și Menuhin și în acest context Maestrul este rugat să ia legătura cu el. În continuare îl anunță că pentru această manifestare au fost contactați doi dirijori ai orchestrei din localitate. Mai spune de asemenea că are noutăți despre Mihail Jora. În încheiere îi cere părerea despre acest proiect, transmite complimente și semnează olograf „M. Constantinesco”. Hârtie cu filigran „Lux Alfa Voiron”. Este adnotată de George Enescu cu „rep” (răspuns). | Muzeul Național „George Enescu”, București              | Cimec    |
|      | Scrisoare adresată de George Enescu elevei sale, Phyra Catargi | Datare: 6 decembrie 1908 Dimensiuni: 26,9 x 18 cm; 2 file Material: hârtie; dactilografiere; cerneală | Scrisoare în limba franceză, adresată de George Enescu elevei sale, Phyra Catargi. Compozitorul stabilește o întâlnire pentru o lecție. | Muzeul Național „George Enescu”, București              | Cimec    |
|      | Carte poștală trimisă de către Albert Bertelin lui George Enescu | Datare: 2 februarie 1900 Dimensiuni: 12,5 x 8,3 cm; 1 filă Material: hârtie; manuscris; cerneală | Carte poștală trimisă de către Albert Bertelin lui George Enescu. Compozitorul francez îi adresează lui George Enescu invitația de a lua cina împreună. Autorul face referire și la faptul că studiază o sonată a maestrului George Enescu. În colțul din dreapta sus este tipărită cu cerneală roșie adresa expeditorului: „2, Rue du Quatre Septembre‟. Se observă și ștampila de formă rotundă (culoare albastru-închis) „MUZEUL GEORGE ENESCU BUCUREȘTI‟. Albert Bertelin (1872-1951), compozitor francez. | Muzeul Național „George Enescu”, București              | Cimec    |
|      | Scrisoare trimisă lui George Enescu de către Pierre Maurice, compozitor elvețian | Datare: 3 aprilie 1900 Dimensiuni: 22,5 x 17,9 cm; 4 file Material: hârtie; manuscris; cerneală | Scrisoare trimisă lui George Enescu de către Pierre Maurice care îl recomandă pe violonistul Max Lagrange, acesta urmând să sosească la Paris. Compozitorul elvețian consemnează că Max Lagrange este un remarcabil interpret și un artist autentic. Evidențiază posibilitatea ca, prin intermediul lui George Enescu, concertmaestrul Max Lagrange să intre în legătură cu Édouard Colonne (1838-1910), violonist și dirijor, fondator în 1873 al Orchestrei Colonne. Pe ultima filă a documentului apare ștampila de formă dreptunghiulară (culoare albastră) „Donația Romeo Drăghici‟. Pierre Maurice (1868-1936), compozitor elvețian. | Muzeul Național „George Enescu”, București              | Cimec    |
|      | Carte poștală adresată de George Enescu elevei sale, Phyra Catargi | Datare: 7 martie 1906 Dimensiuni: 14,6 x 11,3 cm; 1 filă Material: hârtie; manuscris; cerneală | Carte poștală adresată de George Enescu elevei sale, Phyra Catargi. Compozitorul stabilește ora pentru lecție. Pe prima filă a documentului apar 3 ștampile poștale. Se observă și ștampila de formă rotundă (culoare albastră) „MUZEUL GEORGE ENESCU BUCUREȘTI‟ și ștampila de formă dreptunghiulară (culoare albastră) „Donația Romeo Drăghici‟. | Muzeul Național „George Enescu”, București              | Cimec    |
|      | Carte poștală adresată de George Enescu lui Michel Catargi | Datare: 16 ianuarie 1907 Dimensiuni: 14,1 x 11 cm; 1 filă Material: hârtie; manuscris; cerneală | Carte poștală adresată de George Enescu lui Michel Catargi. Compozitorul stabilește ora pentru lecție cu Michel Catargi, tatal elevei sale, Phyra Catargi. Pe prima filă a cărții poștale apar 2 ștampile poștale și un timbru poștal. Se observă și ștampila de formă rotundă (culoare albastră) „MUZEUL GEORGE ENESCU BUCUREȘTI‟ și ștampila de formă dreptunghiulară (culoare albastră) „Donația Romeo Drăghici‟. | Muzeul Național „George Enescu”, București              | Cimec    |
|      | Scrisoare adresată de George Enescu lui Michel Catargi | Datare: nedatată Dimensiuni: 15,5 x 10,9 cm; 1 filă Material: hârtie; manuscris; cerneală | Scrisoare adresată de George Enescu lui Michel Catargi. Compozitorul stabilește ora pentru lecție cu Michel Catargi, tatăl elevei sale, Phyra Catargi. Documentul poate fi datat în perioada 1906 – 1907 când compozitorul George Enescu îi acorda la Paris lecții fiicei lui Michel Catargi. Pe ultima filă a documentului apar ștampila de formă rotundă (culoare albastră) „MUZEUL GEORGE ENESCU BUCUREȘTI‟ și ștampila de formă dreptunghiulară (culoare albastră) „Donația Romeo Drăghici‟. | Muzeul Național „George Enescu”, București              | Cimec    |
|      | Scrisoare adresată de George Enescu Administrației Școlii Model de Fete, Secția Răniților, București | Datare: 22 septembrie 1916 Dimensiuni: 21,1 x 16,8 cm; 1 filă Material: hârtie; manuscris; cerneală | Scrisoare adresată Administrației Școlii Model de Fete, Secția Răniților, de către George Enescu. Compozitorul își exprimă dorința ca o echipă de muzicieni din care va face parte și el însuși, să prezinte, în data de 24 septembrie 1916 după-amiaza, un concert de o oră și jumătate pentru răniții îngrijiți în cadrul școlii amintite. George Enescu întreabă dacă există un pian în cadrul școlii, în caz contrar urmând să acționeze pentru aducerea respectivului instrument muzical. | Muzeul Național „George Enescu”, București              | Cimec    |
|      | Scrisoare adresată lui Edmond Fleg de către George Enescu | Datare: 30 ianuarie 1934 Dimensiuni: 19,4 x 24,4 cm; 4 file Material: hârtie; manuscris; cerneală | Scrisoare adresată lui Edmond Fleg de către George Enescu care îi transmite că vor începe la Paris repetițiile la opera „Oedip‟ în decembrie 1934. De asemenea marele compozitor îi aduce la cunoștință că lucrează la o nouă sonată pentru pian. Edmond Flegenheimer (1874-1963) a fost scriitor, filozof, romancier, eseist și dramaturg francez de origine evreiască. Pe fila a 2-a a documentului apare ștampila de formă dreptunghiulară (culoare roșie) „Donația Romeo Drăghici‟. Pe filele 2 și 3 ale scrisorii, în partea superioară, apare ștampila de formă rotundă (culoare albastră) „MUZEUL GEORGE ENESCU BUCUREȘTI‟. | Muzeul Național „George Enescu”, București              | Cimec    |
|      | Scrisoare adresată lui George Enescu de către subredactorul publicației londoneze „The Score. A Music Magazine‟ | Datare: 13 decembrie 1949 Dimensiuni: 25,3 x 20,2 cm; 2 file Material: hârtie; manuscris; cerneală | Scrisoare adresată lui George Enescu de către subredactorul publicației londoneze „The Score. A Music Magazine‟. Yehin Tristram îi propune lui George Enescu să scrie un articol pentru respectiva publicație britanică. William Frederick Glock (1908-2000) a fost critic muzical britanic al publicațiilor „Daily Telegraph‟ (1934) și „The Observer‟ (1934-1945). În 1949 a fondat publicația muzicală „The Score‟, fiind editorul acesteia până în anul 1961. A pus bazele unor școlii muzicale de vară la care au participat importanți muzicieni: George Enescu, Nadia Boulanger, Paul Hindemith, Igor Stravinsky, Boris Blacher. Pe prima filă apare antetul „THE SCORE A MUSIC MAGAZINE PUBLISHERS: I.T. PUBLICATIONS LTD. 49 PARK LANE LONDON W1 GROSVENOR 4871‟. În partea inferioară apare „EDITOR: WILLIAM GLOCK‟. | Muzeul Național „George Enescu”, București              | Cimec    |
|      | Scrisoare adresată lui George Enescu de către John Amis, secretar al Societății „The ’49 Summer School of Music‟ | Datare: 14 decembrie 1949 Dimensiuni: 25,2 x 20,3 cm; 1 filă Material: hârtie; dactilografiere; cerneală | Scrisoare adresată lui George Enescu de către John Amis, secretar al Societății „The ’49 Summer School of Music‟. Acesta îl invită pe George Enescu să țină concerte în cadrul Școlii de vară de la Bryanston. I se propune ca respectivele concerte să aibă loc după luna august a anului 1950 împreună cu „The Boyd Neel Orchestra‟. John Preston Amis (1922-2013) a fost realizator de emisiuni muzicale la BBC, critic muzical și scriitor. Împreună cu William Glock a organizat o școală muzicală de vară la Bryanston. În antet este consemnat pe centru: „The ’49 Summer School of Music Summer School of Music Limited. 29 HOLLAND VILLAS ROAD, LONDON, W.14.‟ În partea stângă a filei scrie: „Directors: THE EARL OF HAREWOOD, EDRIC CUNDELL, T.F. COADE.‟ În partea dreaptă apare textul: Director of Music: WILLIAM GLOCK Secretary: Johhn Amis‟. | Muzeul Național „George Enescu”, București              | Cimec    |
|      | Scrisoare adresată Mariei Cantacuzino-Enescu de către contele Guido Chigi-Saracini | Datare: 20 august 1951 Dimensiuni: 28,7 x 22,6 cm; 1 filă Material: hârtie; dactilografiere; cerneală | Scrisoare adresată Mariei Cantacuzino-Enescu de către contele Guido Chigi-Saracini care îi trimite programul concertului dat de cursanții Academiei Muzicale Chigiene din Siena în semn de apreciere pentru George Enescu. Compozitorul român a prezidat în anul 1951 Comisia Concursului Internațional de Muzică pentru chitară. Scrisoarea este semnată de contele Guido Chigi-Saracini, semnătură însoțită de următoarea formulă de adresare în limba franceză (cerneală neagră): „A Mme George Enesco Psse Cantacuzèno/reconnaissant‟. Contele Guido Chigi-Saracini (1880-1965) a fondat la Siena în 1932 celebra Academie Muzicală Chigiană. Documentul cuprinde emblema și antetul „ACCADEMIA MUSICALE CHIGIANA Siena Vià di Cità, 21 Telef. 20.232 – 20.947‟. | Muzeul Național „George Enescu”, București              | Cimec    |
|      | Scrisoare de recomandare din partea compozitorului George Enescu, destinatar necunoscut | Datare: 8 septembrie 1946 Dimensiuni: 27 x 20,9 cm; 1 filă Material: hârtie; manuscris; cerneală | Scrisoare de recomandare din partea compozitorului George Enescu către un destinatar necunoscut pentru pianista Lydia Christian pe care o caracterizează ca fiind „une pianiste de grande classe‟. | Muzeul Național „George Enescu”, București              | Cimec    |
|      | Scrisoare trimisă lui George Enescu de către Harry Edmonds, director al Societății „International House‟, New York | Datare: 30 aprilie 1929 Dimensiuni: 27,7 x 21,5 cm; 1 filă Material: hârtie; dactilografiere; cerneală | Scrisoare trimisă lui George Enescu de către Harry Edmonds, director al Societății „International House‟. Îi mulțumește pentru un mesaj radiofonic transmis de George Enescu. Societatea „International House‟ cuprindea aproape 1000 de studenți din 63 de țări care „nu vor uita niciodată prezența lui George Enescu în Statele Unite ale Americii și sunt foarte încântați că faceți parte din acel mic și distins grup al membrilor de onoare‟. Pe fila documentului apare antetul „INTERNATIONAL HOUSE NEW YORK MORNINGSIDE 8201 RIVERSIDE DRIVE AT 124TH STREET‟. Societatea „International House‟ din New York a fost fondată în anul 1924 de către John Davison Rockefeller Jr., Cleveland E. Dodge și Harry Edmonds. Reprezintă o organizație privată, cu scop non-profit și care dezvoltă programe de cercetare, instruire și perfecționare pentru studenți, absolvenți, cercetători, stagiari. | Muzeul Național „George Enescu”, București              | Cimec    |
|      | George Enescu înaintea plecării cu trenul la Moscova (1946) | Datare: 1946 Dimensiuni: L: 8,6 cm; La: 11,8 cm Material: hârtie fotografică; fotografiere | Fotografia reprezintă un instantaneu, George Enescu fiind surprins înaintea plecării cu trenul la Moscova. Pe verso este scris cu cerneală albastră: Universul. Plecarea maestrului Enescu la Moscova. | Muzeul Național „George Enescu”, București              | Cimec    |
|      | Joseph Prunner, contrabasist în orchestra Filarmonicii din București | Școală: Fototehnica București Dimensiuni: L: 13,6 cm; La: 8,7 cm Material: hârtie fotografică; fotografiere sepia | Este reprezentat Joseph Prunner la contrabas. Este o fotografie executată în studio. În colțul din stânga jos se regăsește un timbru sec: Fototehnica București, Spl (?) Cogălniceanu nr. 35. Joseph Prunner (1886-1969), contrabasist de origine austriacă, instrumentist de elită în orchestra Filarmonicii din București și profesor de contrabas la Conservatorul din București. În 1909 a părăsit Imperiul Austro-Ungar în favoarea României la rugămintea lui George Enescu. | Muzeul Național „George Enescu”, București              | Cimec    |
|      | George Enescu și Yehudi Menuhin | Datare: 1946 Școală: Josef Pollak Dimensiuni: L: 5,7 cm; La: 6,3 cm Material: hârtie fotografică; fotografiere | Sunt reprezentați George Enescu și Yehudi Menuhin, marele compozitor român George Enescu întâmpinându-l pe Yehudi Menuhin la aeroport. Pe verso este notat în creion: Foto Josef Pollak (evreu) 1946. Y. Menuhin și G. Enescu. Donație Dr. Ionescu Nicolae. Yehudi Menuhin (1916-1999), violonist și dirijor american, născut într-o familie de evrei din Belarus, este considerat unul dintre cei mai mari violoniști ai secolului XX. Yehudi Menuhin a fost un apropiat al compozitorului George Enescu sub a cărui tutelă a realizat numeroase înregistrări. | Muzeul Național „George Enescu”, București              | Cimec    |
|      | Arthur Rubinstein, pianist | Datare: 14 martie 1960 Dimensiuni: L: 39 cm; La: 26 cm Material: hârtie fotografică; fotografiere | Este reprezentat pianistul Arthur Rubinstein din profil dreapta. Este fotografiat la o masă scriind. În partea inferioară dedicație: Pour la Musée „Georges Enesco” avec ma profonde admiration pour ce grand maître et la grande amitié de longues années. Arthur Rubinstein Varsovie, 14.3.1960. [Semnătură olografă]. Arthur Rubinstein (1887-1982), pianist polonez de origine evreiască, considerat unul din cei mai mari virtuozi ai pianului din secolul XX. | Muzeul Național „George Enescu”, București              | Cimec    |
|      | Certificat de absolvire a Conservatorului orașului municipal din Târgu-Mureș, eliberat pe numele lui Constantin Silvestri | Datare: 16 iunie 1928 Dimensiuni: L: 19,9 cm; La: 30,2 cm Material: hârtie; tuș; tipărire; completat olograf | Documentul reprezintă Certificatul de absolvire a cursului superior de pian din cadrul „Conservatorului orașului municipal din Târgu-Mureș, eliberat pe numele lui Constantin Silvestri, „în urma examenului de cl. VII”, calificativul acordat fiind acela de „eminent”. Certificatul este semnat de directorul Conservatorului, de membrii comisiei de examen și de un profesor, semnăturile olografe fiind indescifrabile. Certificatul este bilingv, în limba română și în limba maghiară. Constantin Silvestri (1913-1969) a fost dirijor, compozitor și pianist român, stabilit în Anglia din 1959 și naturalizat ca cetățean britanic din 1967. În 1935 este distins cu „Premiul de compoziție George Enescu” și devine director muzical al Operei Române. În perioada postbelică este numit director al Filarmonicii din București (1953-1958). În 1958 dirijează premiera românească a operei „Oedip” de George Enescu, la Opera Română din București. | Muzeul Național „George Enescu”, București              | Cimec    |
|      | Nadia Reisenberg, pianistă | Datare: 1930 Școală: James Abrasch Dimensiuni: L: 25,4 cm; La: 20,4 cm Material: hârtie fotografică; fotografiere | Este reprezentată pianista Nadia Reisenberg. Este fotografiată portret semiprofil dreapta. În colțul din stânga jos apare numele fotografului: „J. Abrasch” N.Y. Nadia Reisenberg (1904-1983) pianistă. A studiat la Conservatorul din Sankt Petersburg și a susținut 22 de concerte la Carnegie Hall din New York. | Muzeul Național „George Enescu”, București              | Cimec    |
|      | Tony Louis Alexandre Aubin, compozitor francez | Datare: martie 1972 Școală: James Abrasch Dimensiuni: L: 23,4 cm; La: 18,2 cm Material: hârtie fotografică; fotografiere | Este reprezentat compozitor francez Tony Louis Alexandre Aubin, în uniforma de membru al Academiei Franceze. În partea dreaptă apare următoarea dedicație: Pour la Musée „Georges Enesco” souvenir inoubliable avec mon admiration, ma reconnaissance et ma fidèle affection, Tony Aubin mars 1972. Tony Louis Alexandre Aubin (1907-1981), compozitor francez și membru al Academiei Franceze. | Muzeul Național „George Enescu”, București              | Cimec    |
|      | George Enescu | Școală: Frații Henri și Gaston Manuel Dimensiuni: L: 22,5 cm; La: 17,3 cm; Passepartout: 33 x 23,5 cm Material: hârtie fotografică; fotografiere | Este reprezentat portret George Enescu, realizat semiprofil dreapta. Fotografie de atelier. În partea inferioară, marcajul atelierului: „47, Rue Dumont d'Urville, Paris, G L Manuel Fres”. Frații Henri Manuel (1874-1947) și Gaston Manuel (1880-1967) au avut un atelier fotografic la Paris, între cele două războaie mondiale, unde au realizat portretele celebrităților culturale din Paris. | Muzeul Național „George Enescu”, București              | Cimec    |
|      | George Enescu | Școală: Frații Henri și Gaston Manuel Dimensiuni: L: 22,4 cm; La: 16,9 cm; Passepartout: 33 x 23,5 cm Material: hârtie fotografică; fotografiere | Este reprezentat portret George Enescu, realizat semiprofil stânga. Fotografie de atelier. În partea inferioară, marcajul atelierului: „47, Rue Dumont d'Urville, Paris, G L Manuel Fres”. Frații Henri Manuel (1874-1947) și Gaston Manuel (1880-1967) au avut un atelier fotografic la Paris, între cele două războaie mondiale, unde au realizat portretele celebrităților culturale din Paris. | Muzeul Național „George Enescu”, București              | Cimec    |
|      | George Enescu | Datare: mai 1912 Dimensiuni: L: 14,5 cm; La: 10,5 cm; Passepartout: 29,8 x 21 cm Material: hârtie fotografică; fotografiere sepia | Este reprezentat portret George Enescu, realizat semiprofil dreapta. Fotografie de atelier. În partea superioară și lateral dreapta, dedicație: „La Mademoiselle Duquesnoy affecteusement pour (...) de son (...) piano Georges Enesco, Paris, mai 1912”. | Muzeul Național „George Enescu”, București              | Cimec    |